# Architecture en France

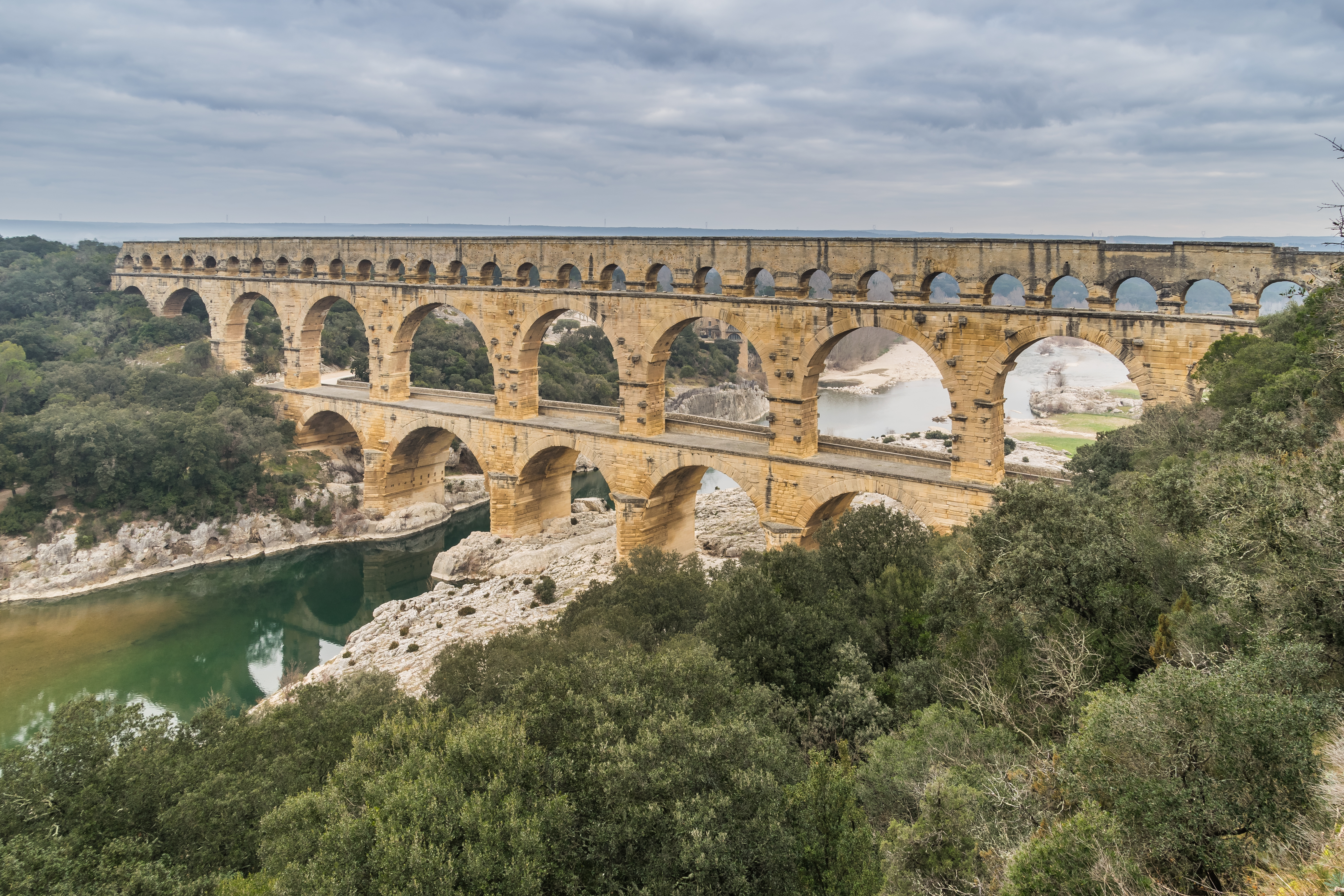
Pont du Gard.

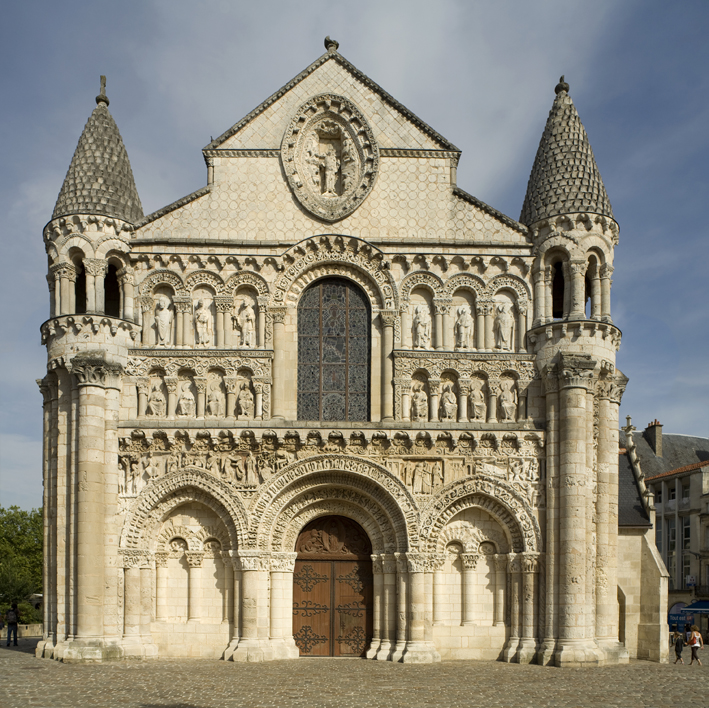
Église Notre-Dame-la-Grande de Poitiers.

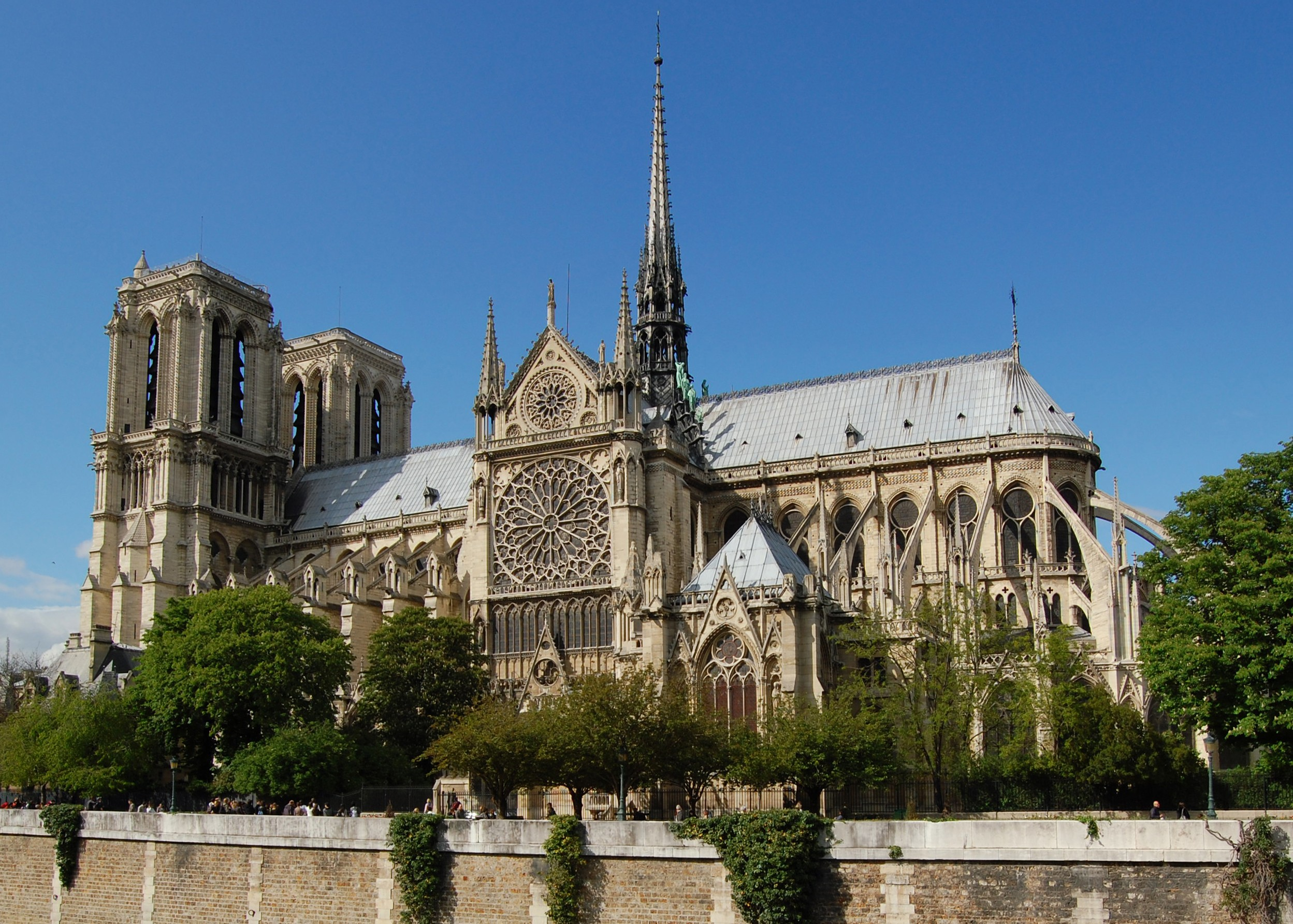
Côté sud de la Cathédrale Notre-Dame de Paris, vue depuis la Seine.

Château de Chambord.

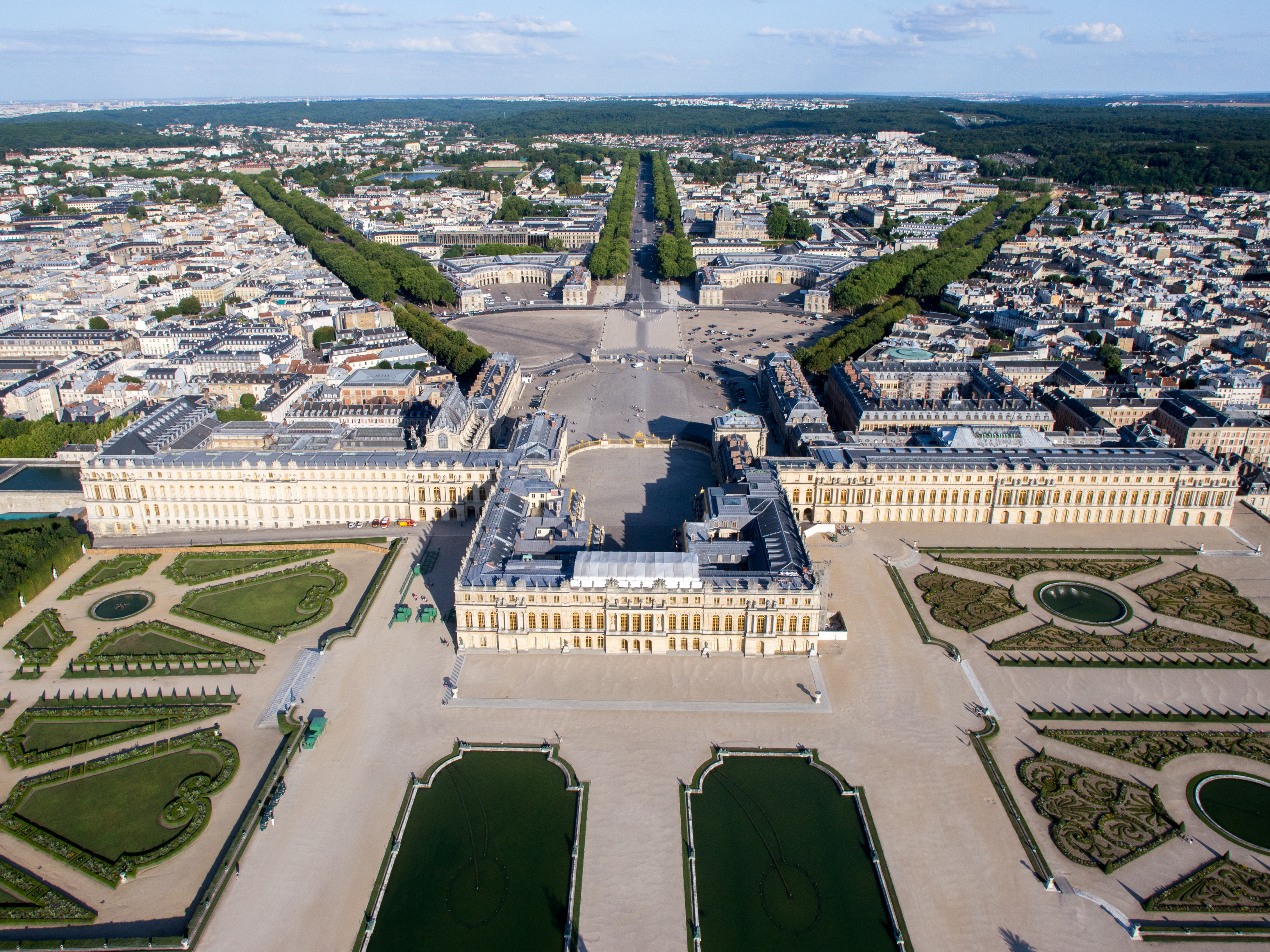
Château de Versailles.

Villa Savoye.

 (septembre 2024).
L'architecture de la France regroupe un ensemble d'architectures d'origines française ou étrangère qui se sont développés au sein des territoires de la France depuis l'époque romaine.
La création de l'Académie royale d'architecture en 1671, consacra l'importance particulière de l'architecture en France. Cette académie fut le premier organisme de ce type en Europe. En 1720, l'académie d'architecture créa le Grand prix d'architecture (Prix de Rome) attribué annuellement, sur concours national, permettant aux lauréats d'effectuer un séjour à Rome aux frais de l'Etat pour une durée de deux à quatre ans. Il y a des fauteuils

## Histoire

### Époque gallo-romaine
L'architecture romaine en Gaule inspirée pour une part de techniques héritées des étrusques, comme leur savoir-faire en matière d'ingénierie hydraulique (systèmes d'égouts, fontaines, tunnels, ponts) et de l'architecture de la Grèce antique par l'utilisation des ordres architecturaux (dont l'ordre corinthien, le plus répandu) et de matériaux comme le marbre, le calcaire et la brique.
L'architecture romaine utilisait de la voûte et de l'arche, permirent aux Romains de réaliser des édifices imposants en Gaule : amphithéâtres, aqueducs, Théâtre, thermes... L'architecture romaine telle qu'elle nous est parvenue frappe par sa monumentalité et sa fonctionnalité. Les différentes cités gallo-romaines construites pour la plus grande part ex nihilo reproduisaient à une échelle plus modeste, les monuments de la ville de Rome.

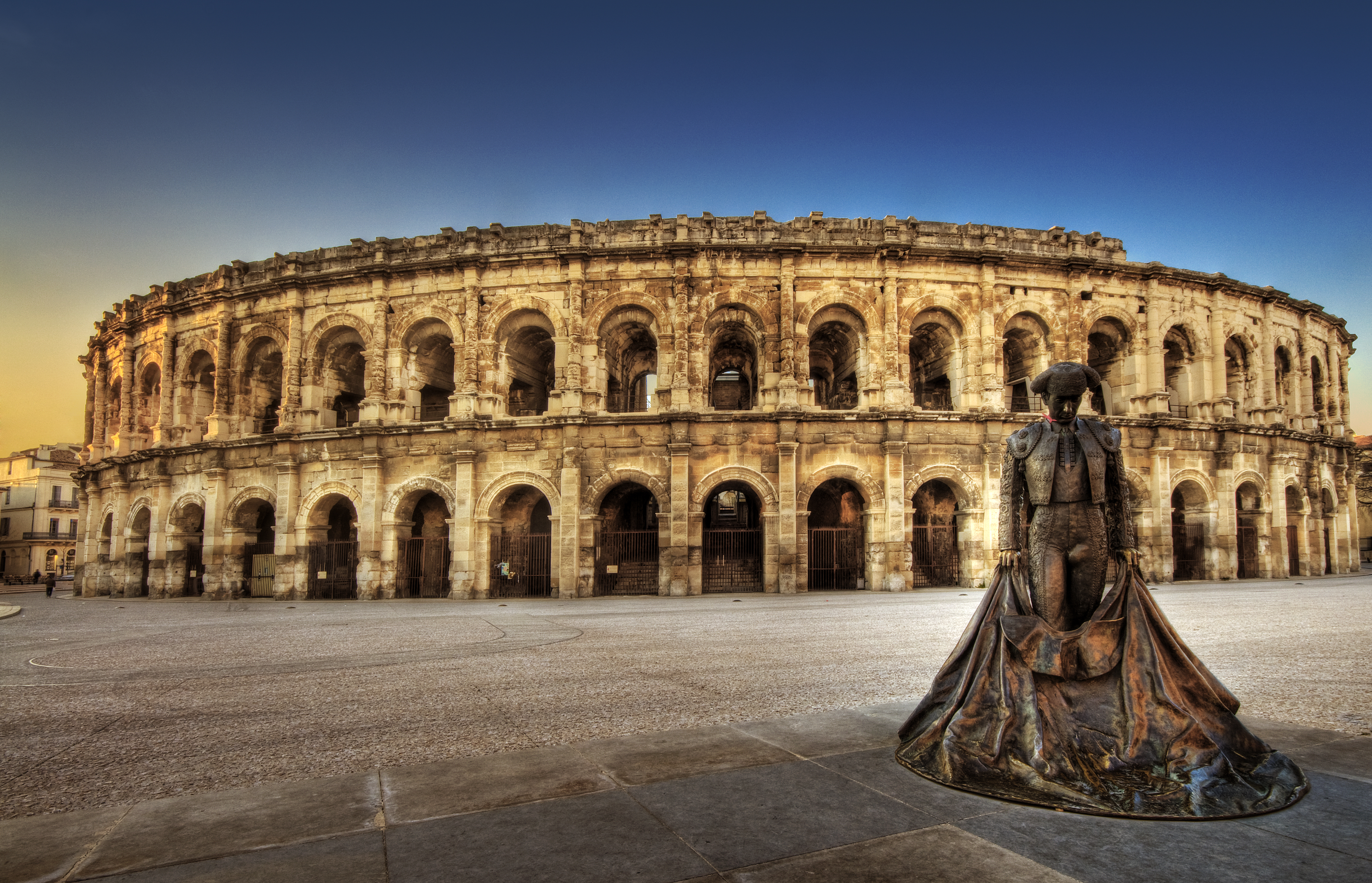
L' amphithéâtre à Nîmes

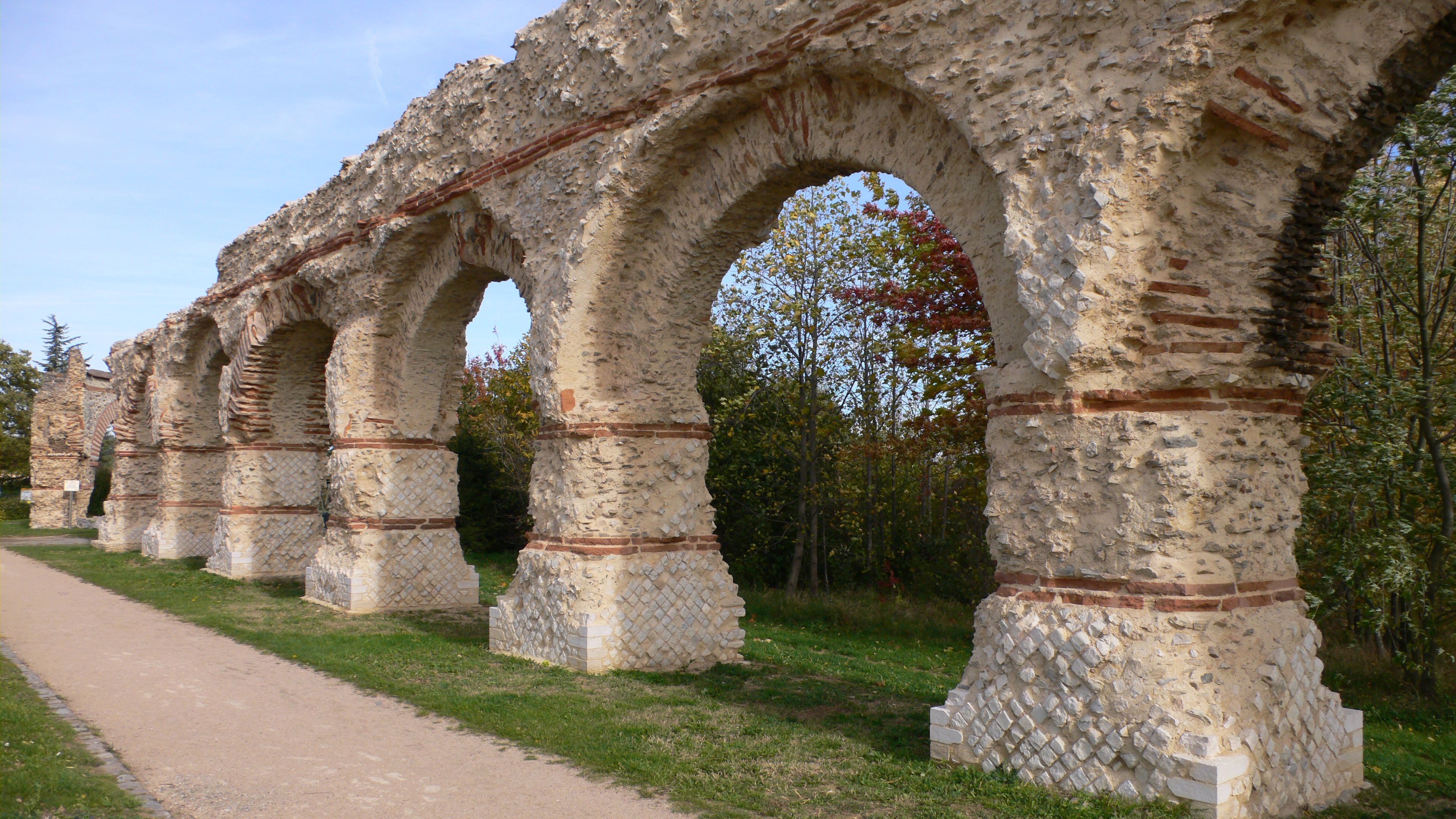
Aqueduc du Gier

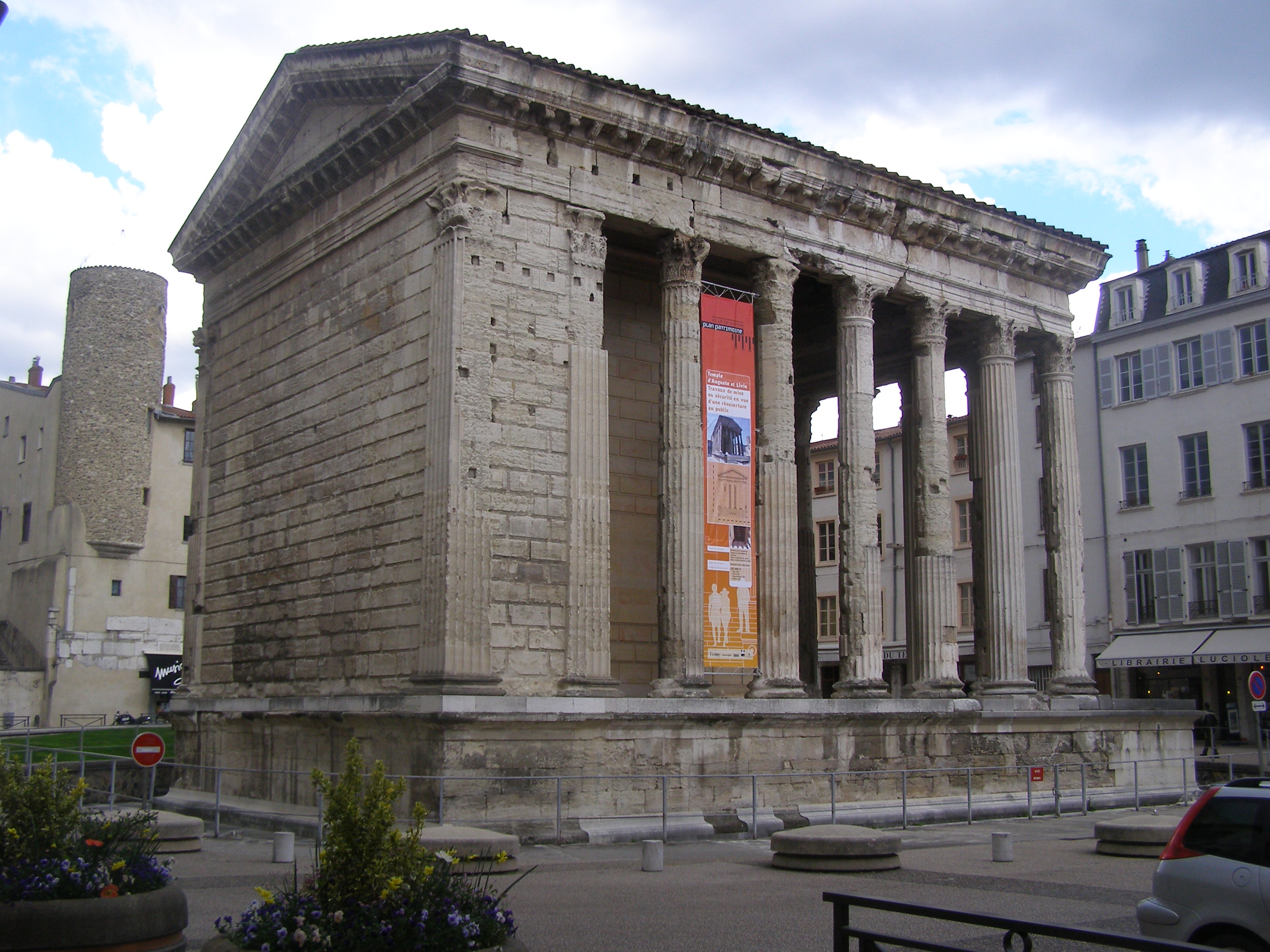
Temple d'Auguste et de Livie

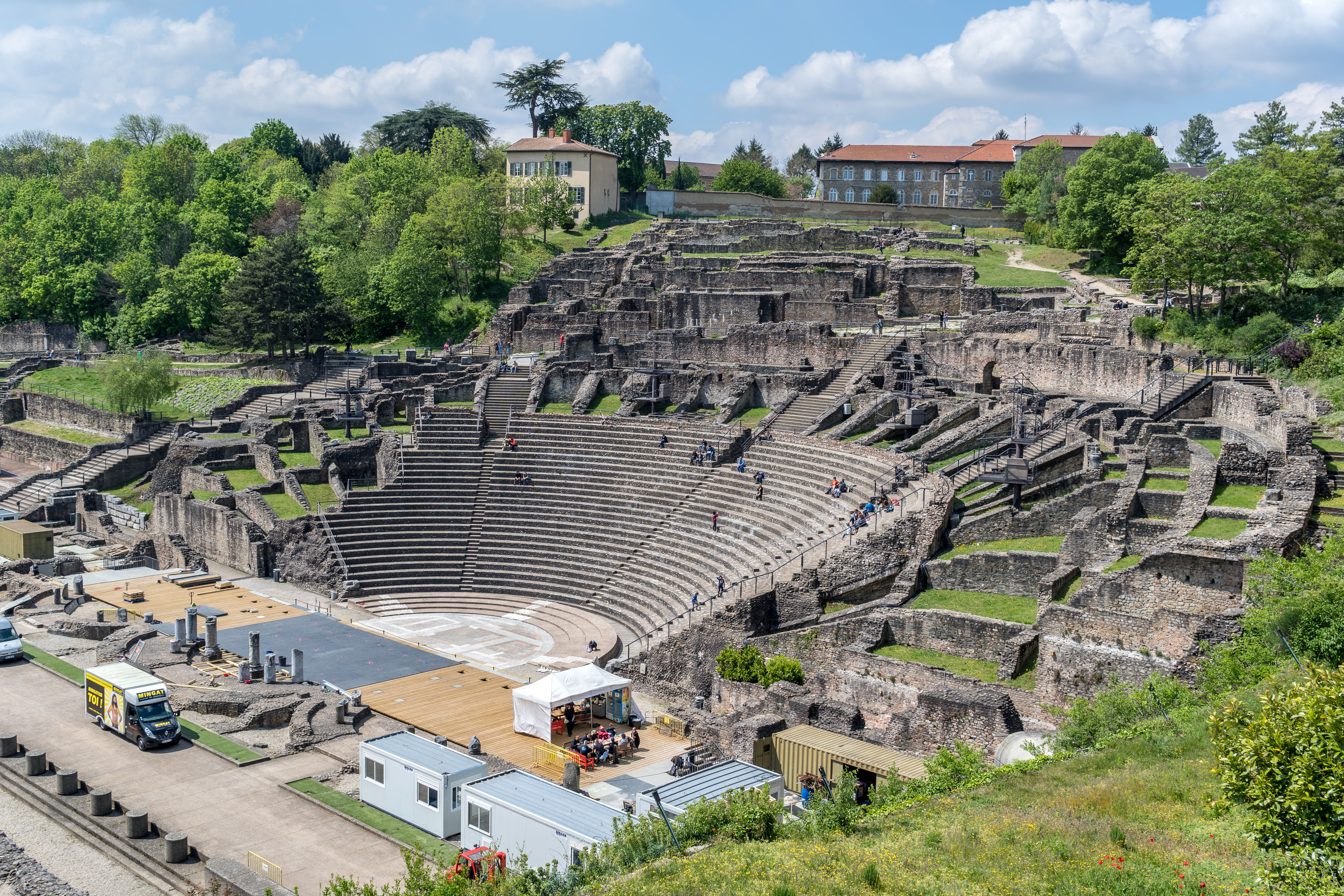
Théâtre antique de Lyon

Les constructions gallo-romaines en Gaule datent pour les plus anciennes du Ier siècle, pour les plus récentes du Ve siècle :
- Pont-aqueduc d'Ansignan (Pyrénées-Orientales)
- Aqueduc du Gier à Chaponost (Rhône)
- Aqueduc du pont de Crau (Arles)
- Aqueduc de Luynes (Indre-et-Loire)
- Pont du Gard (aqueduc)
- Aqueduc de la Brévenne à Tassin-la-Demi-Lune (Rhône)
- Arc de Campanus (Aix-les-Bains)
- Arc antique de Cavaillon
- Arc de Glanum (Saint-Rémy-de-Provence)
- Arc d'Orange
- Arc de Germanicus de Saintes
- Arènes d'Arles
- Palais Gallien (arènes de Bordeaux)
- Arènes de Fréjus
- Arènes de Lutèce
- Amphithéâtre des Trois Gaules (Lyon)
- Arènes de Cimiez (Nice)
- Arènes de Nîmes
- Arènes de Saintes
- Arènes de Senlis
- Arènes de Purpan (Toulouse)
- Maison carrée de Nîmes
- Odéon antique de Lyon
- Porte de Mars (Reims)
- Porte Noire (Besançon)
- Temple d'Auguste et de Livie de Vienne
- Théâtre gallo-romain d'Alba-la-Romaine (Ardèche)
- Théâtre antique d'Arles
- Théâtre romain d'Autun
- Théâtre gallo-romain des Bouchauds (Charente)
- Théâtre antique de Lillebonne
- Théâtre antique de Lyon
- Théâtre antique d'Orange
- Théâtre antique de Vendeuil-Caply (Oise)
- Théâtre antique de Vienne
- Thermes romains de Cimiez (Nice)
- Thermes de Cluny (Paris)
- Thermes des Lutteurs de Saint-Romain-en-Gal
- Thermes de Saint-Saloine de Saintes...

### Architectures pré-romanes

#### Epoque mérovingienne

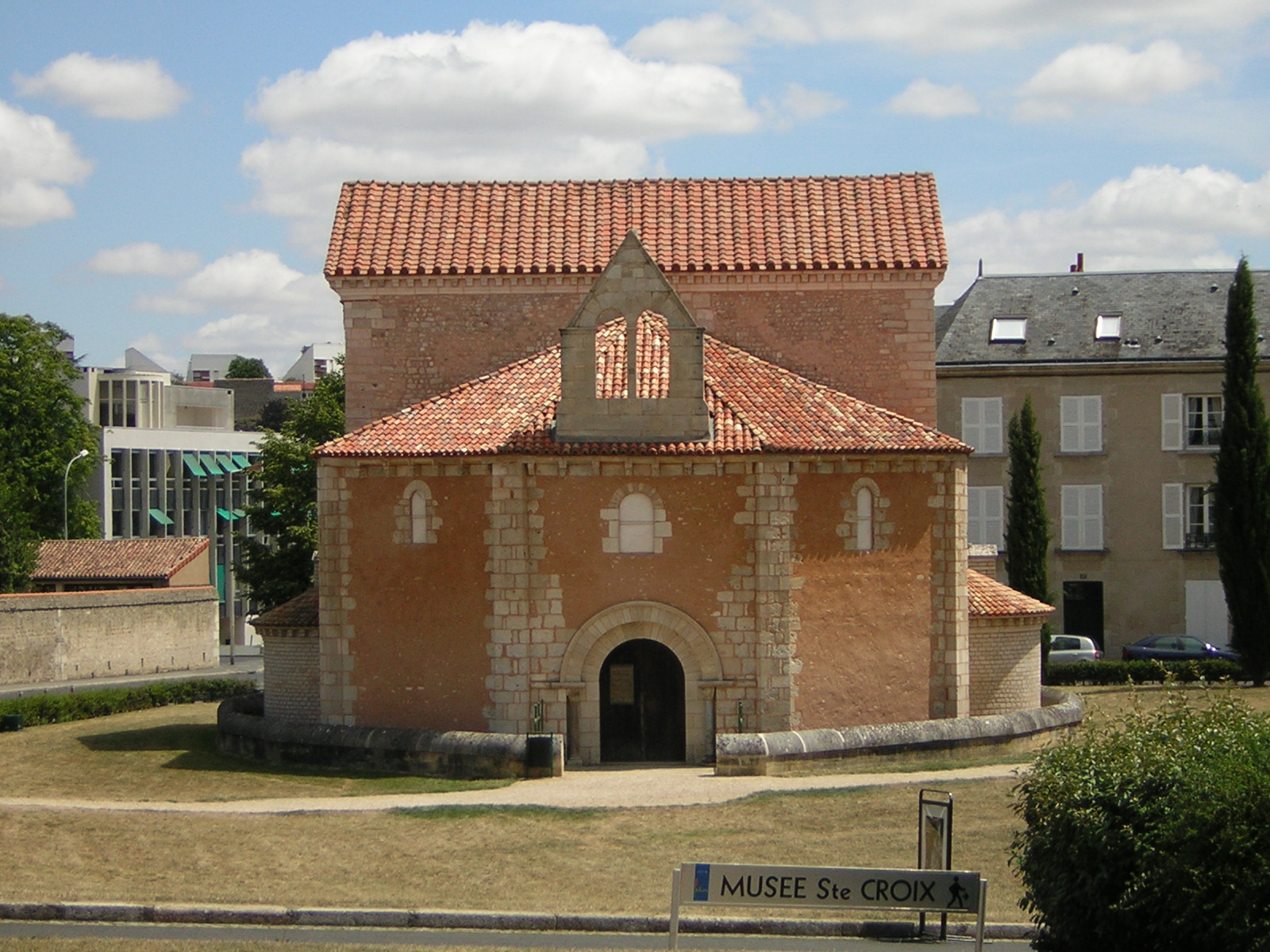
Baptistère Saint-Jean de Poitiers

Aucun monument mérovingien vraiment important ne nous est parvenu. Seuls des cryptes et quelques baptistères souvent remaniés, témoignent de nos jours de cette architecture.
À l'époque mérovingienne l'architecture ne traduit plus un désir de construire de grands édifices. Le décor sculpté régresse et se limite à l'ornementation des sarcophages, des tables d'autel ou du mobilier ecclésiastique.
- Baptistère de la cathédrale d'Aix-en-Provence
- Baptistère de la cathédrale de Fréjus
- Baptistère Saint-Jean de Poitiers
- Baptistère de Riez (Alpes-de-Haute-Provence)
- Baptistère de Venasque (Vaucluse)
- Cryptes de Jouarre (VIIe siècle)
- église Saint-Pierre de Vienne

#### Epoque carolingienne

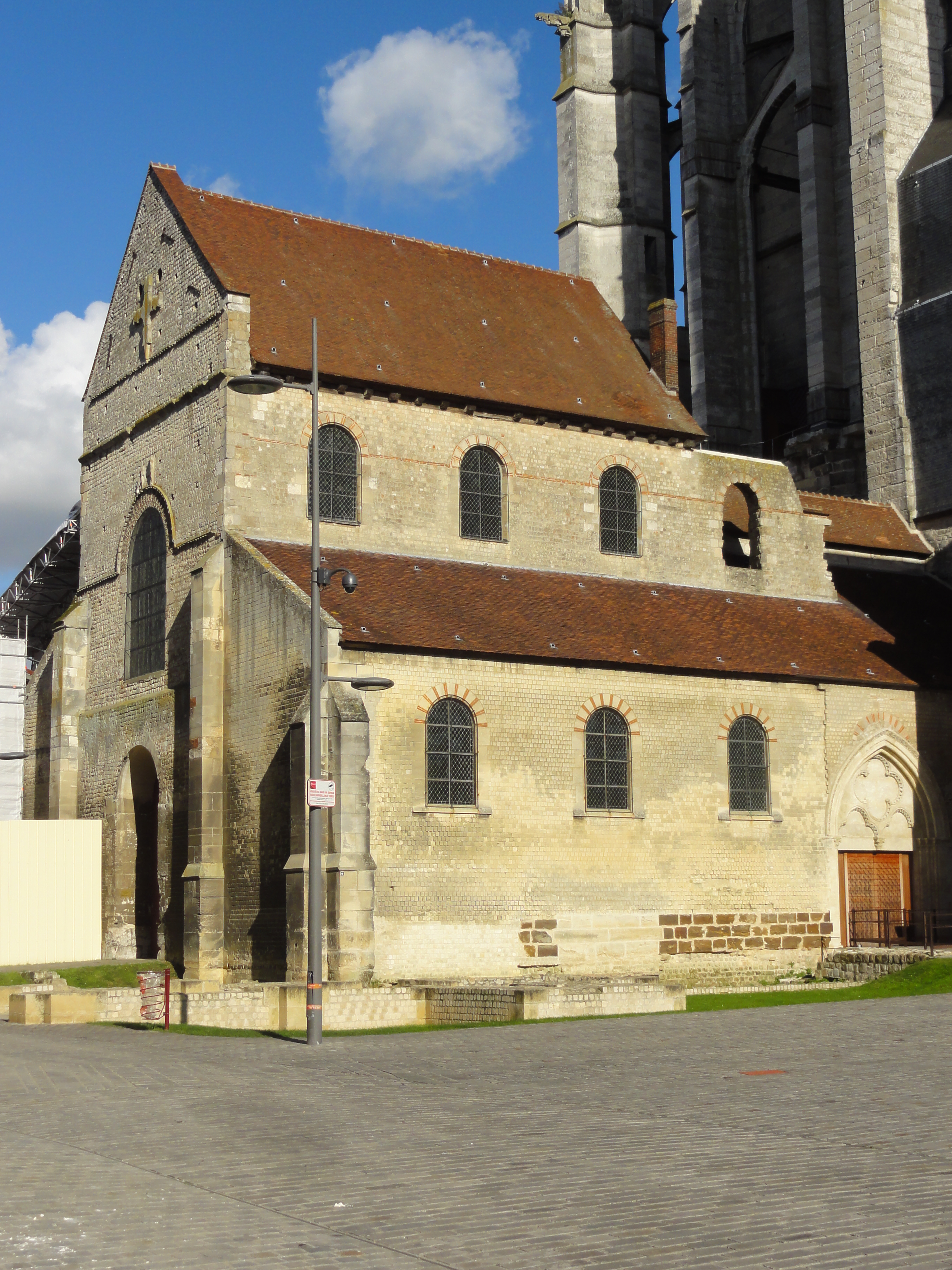
Église Notre-Dame-de-la-Basse-Œuvre de Beauvais

L’architecture carolingienne (milieu du VIIIe siècle à la fin du Xe siècle) est inséparable de la renaissance carolingienne qui marque marque en Occident un renouveau artistique et culturel avec la redécouverte de la langue et des auteurs latins. Ce fut une période d'intense construction d'édifices religieux et de résidences royales ou impériales. Dans l'empire carolingien, on a construit entre 768 et 855, 27 cathédrales, 417 monastères et une centaine de résidences royales.
L'architecture carolingienne reprenant l'héritage gallo-romain, préfigure l'architecture romane par le plan et la structure des édifices. Il nous reste très peu de monuments de cette époque, la plupart ayant été remaniés ou reconstruits en style roman ou en style gothique.
- Abbatiale de Saint-Philbert-de-Grand-Lieu (Loire-Atlantique)
- Crypte de l'abbaye Saint-Germain d'Auxerre (IXe siècle) ;
- Abbatiale de Cluny I ;
- Château de Doué-la-Fontaine (Maine-et-Loire) ;
- Église Notre-Dame-de-la-Basse-Œuvre de Beauvais ;
- Oratoire carolingien de Germigny-des-Prés (Loiret) ;
- Vestiges carolingiens du château de Mayenne

### Moyen Age

#### Architecture romane
L'art roman art succède à l'art carolingien à partir du début du XIe siècle et se répand dans presque tout l'Occident chrétien jusqu'à la seconde moitié du XIIe siècle période à laquelle l'art gothique fait son apparition. Le terme « art roman » est forgé en 1818 et passe dans l'usage courant à partir de 1835.

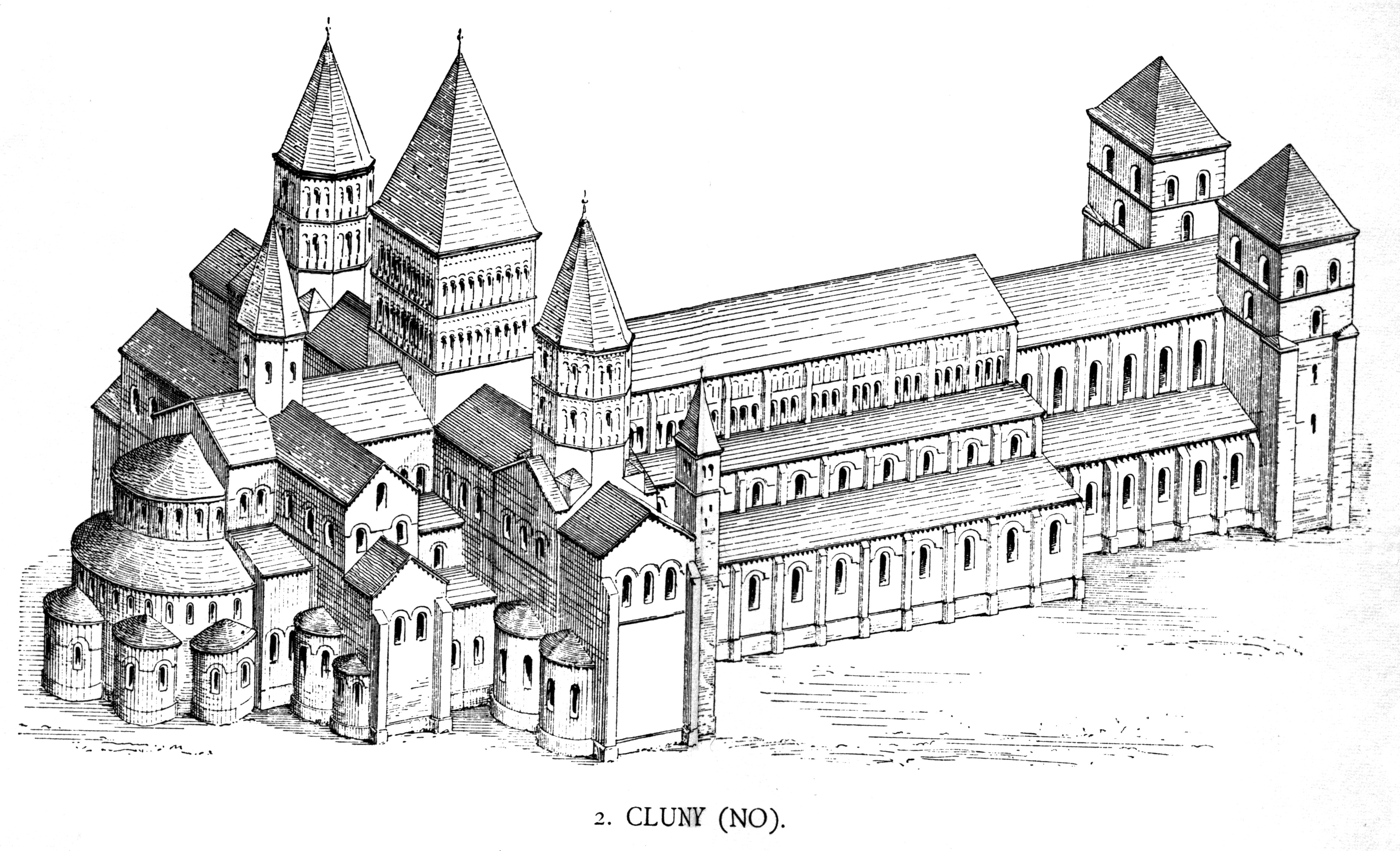
L'Abbatiale de Cluny III

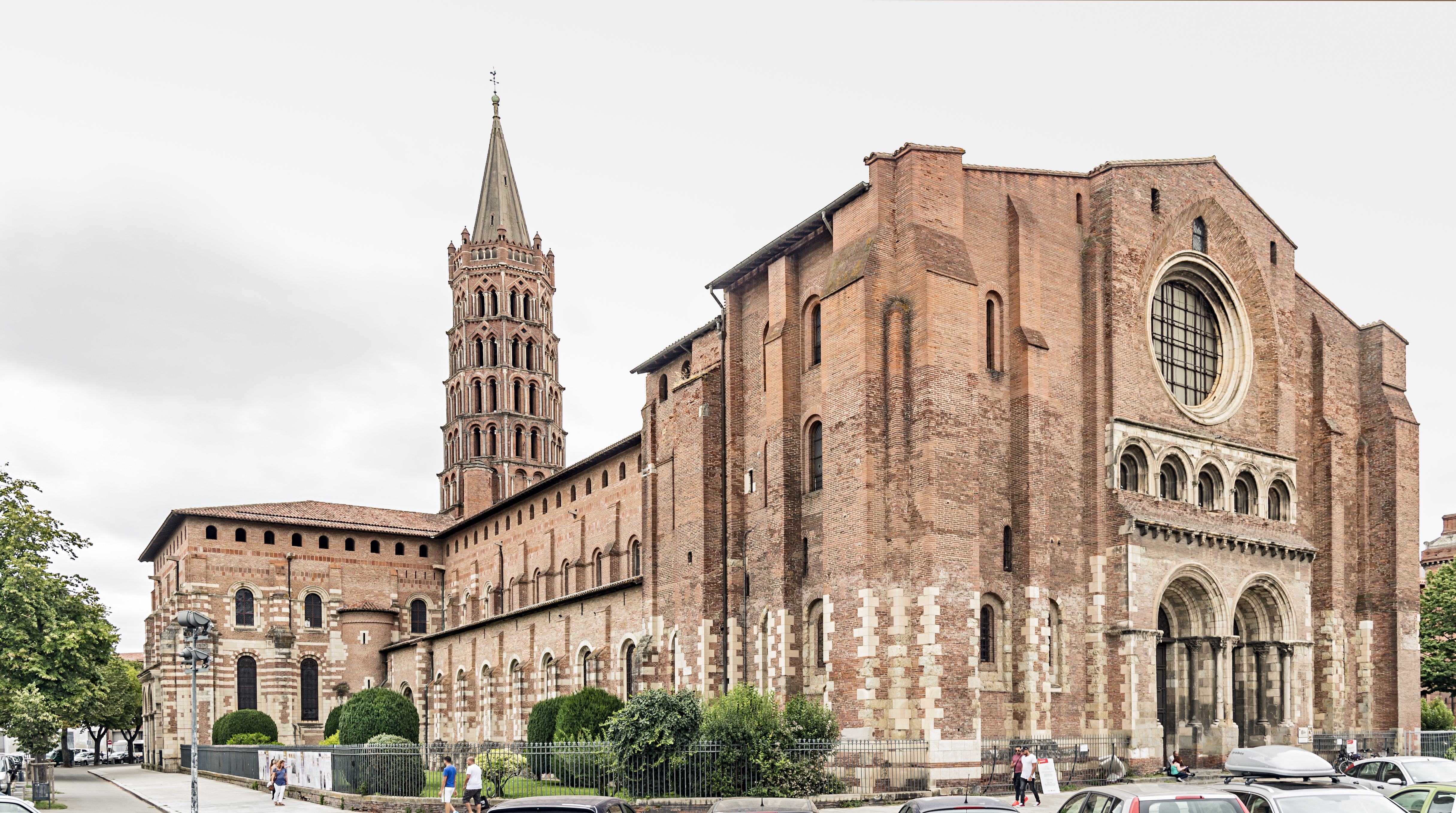
Basilique Saint-Sernin de Toulouse

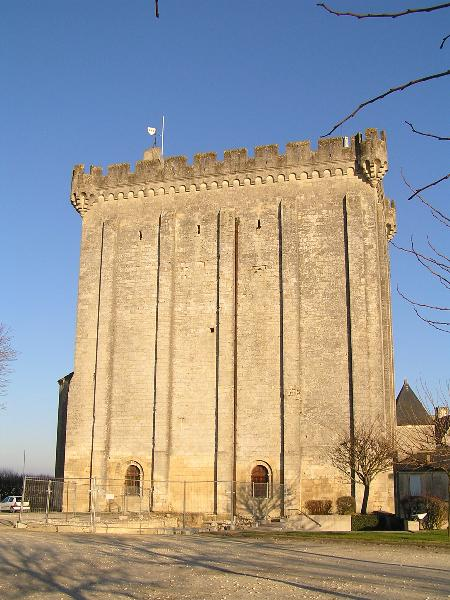
Donjon de Pons

L'architecture romane est caractérisée du moins à ses débuts par l'utilisation de l'Arc en plein cintre et de la voûte en berceau. De ce fait, l'élévation des édifices est assez modeste et les ouvertures étroites. Cependant, l'architecture romane utilise aussi la voûte en arc brisé mais également  la croisée d'ogives. Une autre caractéristique du roman est le chapiteau  des colonnes très souvent sculpté.
On distingue deux périodes dans l'art roman : le premier art roman allant de l'an mil au tout début du XIIe siècle et l'art roman classique s'étirant sur tout le XIIe siècle selon les régions. Les édifices romans, civils ou militaires se rencontrent surtout : en Bourgogne, en Auvergne, en Provence, dans le Languedoc, en Aquitaine, en Saintonge, en Angoumois, dans le Poitou et en Normandie... Dans la seconde moitié du XIIe siècle le gothique apparait et s'affirme.
- Abbatiale Sainte-Croix de Bordeaux
- Abbatiale de Cluny III
- Abbaye de Jumièges (Seine-Maritime)
- Abbatiale Saint-Victor de Marseille
- Abbatiale de Saint-Germain-des-Prés (Paris)
- Abbatiale de Saint-Amant-de-Boixe (Charente)
- Abbatiale de Saint-Savin-sur-Gartempe (Vienne)
- Abbatiale Sainte-Marie de Saintes
- Abbatiale Saint-Philibert de Tournus (Saône-et-Loire)
- Abbaye de Fontenay (Côte-d'Or)
- Abbaye Sainte-Marie de Fontfroide (Aude)
- Abbaye de Sénanque (Vaucluse)
- Abbaye de Silvacane (Bouches-du-Rhône)
- Abbaye du Thoronet (Var)
- Basilique Notre-Dame-du-Port de Clermont-Ferrand
- Basilique du Sacré-Cœur de Paray-le-Monial (Saône-et-Loire)
- Basilique Saint-Sernin de Toulouse
- Basilique Sainte-Marie-Madeleine de Vézelay (Yonne)
- Cathédrale Saint-Pierre d'Angoulême
- Cathédrale Saint-Front de Périgueux
- Cathédrale Notre-Dame du Puy-en-Velay
- Château de Falaise
- Château de Loches
- Donjon de Montbazon (Indre-et-Loire)
- Donjon de Beaugency
- Donjon de Clermont (Oise)
- Donjon de Montrichard (Loir-et-Cher)
- Donjon de Pons (Charente-Maritime)
- Église Saint-Pierre d'Aulnay (Charente-Maritime)
- Église Saint-Julien-le-Pauvre de Paris
- Église Saint-Pierre de Montmartre (Paris)
- Église Notre-Dame-la-Grande de Poitiers...

#### Architecture gothique
L'architecture gothique succède à l'architecture romane dans la seconde moitié du XIIe siècle. Ell apparaît en Île-de-France puis en Haute-Picardie avant de se répandre dans toute l'Europe catholique de la Pologne au Portugal. Dénommé « art français » au XIIIe siècle, il est nommé péjorativement « gotico » par des artistes de la Renaissance, « gothique » signifiant œuvre de barbares ayant perdu les techniques et les canons esthétiques gréco-romains. Le retour en grâce du gothique intervient dans la seconde moitié du XIXe siècle jusqu'au début du XXe siècle avec l'apparition du Style néo-gothique.

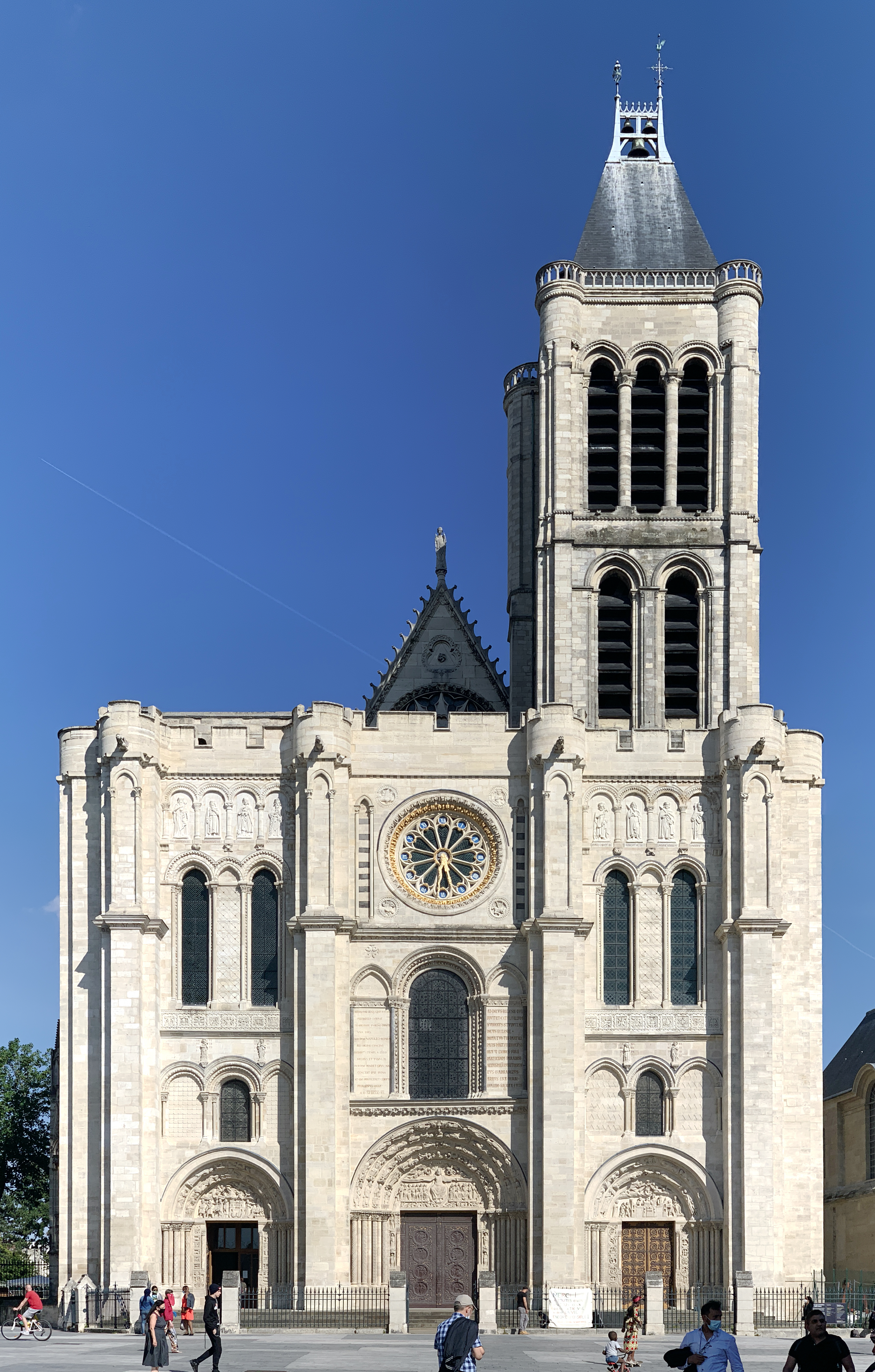
Basilique de Saint-Denis

L'architecture gothique ne constitue pas une rupture avec l'architecture romane, elle en est le prolongement. On distingue plusieurs phases d'évolution du gothique : le gothique primitif ou de transition au XIIe siècle, le gothique classique puis rayonnant au XIIIe siècle et XIVe siècle et enfin le gothique flamboyant à partir du XVe siècle jusqu'au XVIe siècle.
L'architecture gothique se caractérise par l'emploi combiné de la voûte sur croisée d'ogives et l'arc-boutant exerçant une contre-butée à la poussée latérale des voûtes et permettant, de ce fait, une plus grande élévation de l'édifice. L'élévation du gothique primitif se fait sur quatre niveaux : Grandes arcades, tribunes, triforium et fenêtres hautes, le gothique classique fait disparaître la tribune. Dans le gothique flamboyant apparaît l'arc en accolade tandis que le chapiteau des colonnes et le triforium disparaissent ; les voûtes se divisent en de multiples nervures dont les clefs tombantes sont ornées de pendentifs sculptés.

##### Gothique primitif
- Basilique de Saint-Denis
- Cathédrale Notre-Dame de Laon
- Cathédrale Notre-Dame de Noyon
- Cathédrale Saint-Étienne de Sens
- Cathédrale Saint-Gervais-et-Saint-Protais de Soissons
- Église prieurale de Saint-Leu-d'Esserent (Oise)

##### Gothique «classique» et «rayonnant»
- Abbaye de Flaran (Gers)
- Abbaye du Mont-Saint-Michel
- Abbaye de Noirlac (Cher)
- Abbaye de Royaumont (Val-d'Oise)

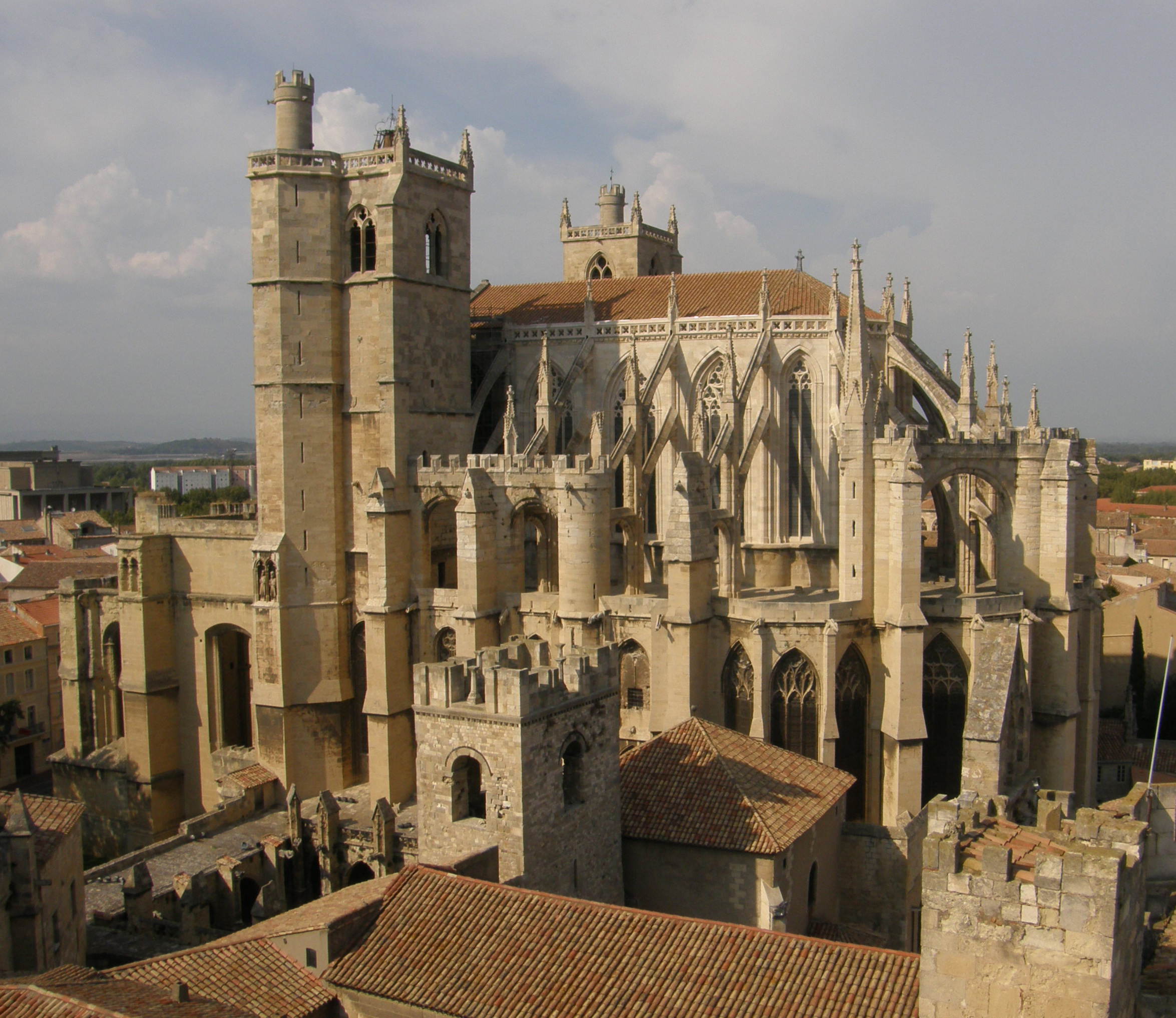
Cathédrale Saint-Just-et-Saint-Pasteur de Narbonne

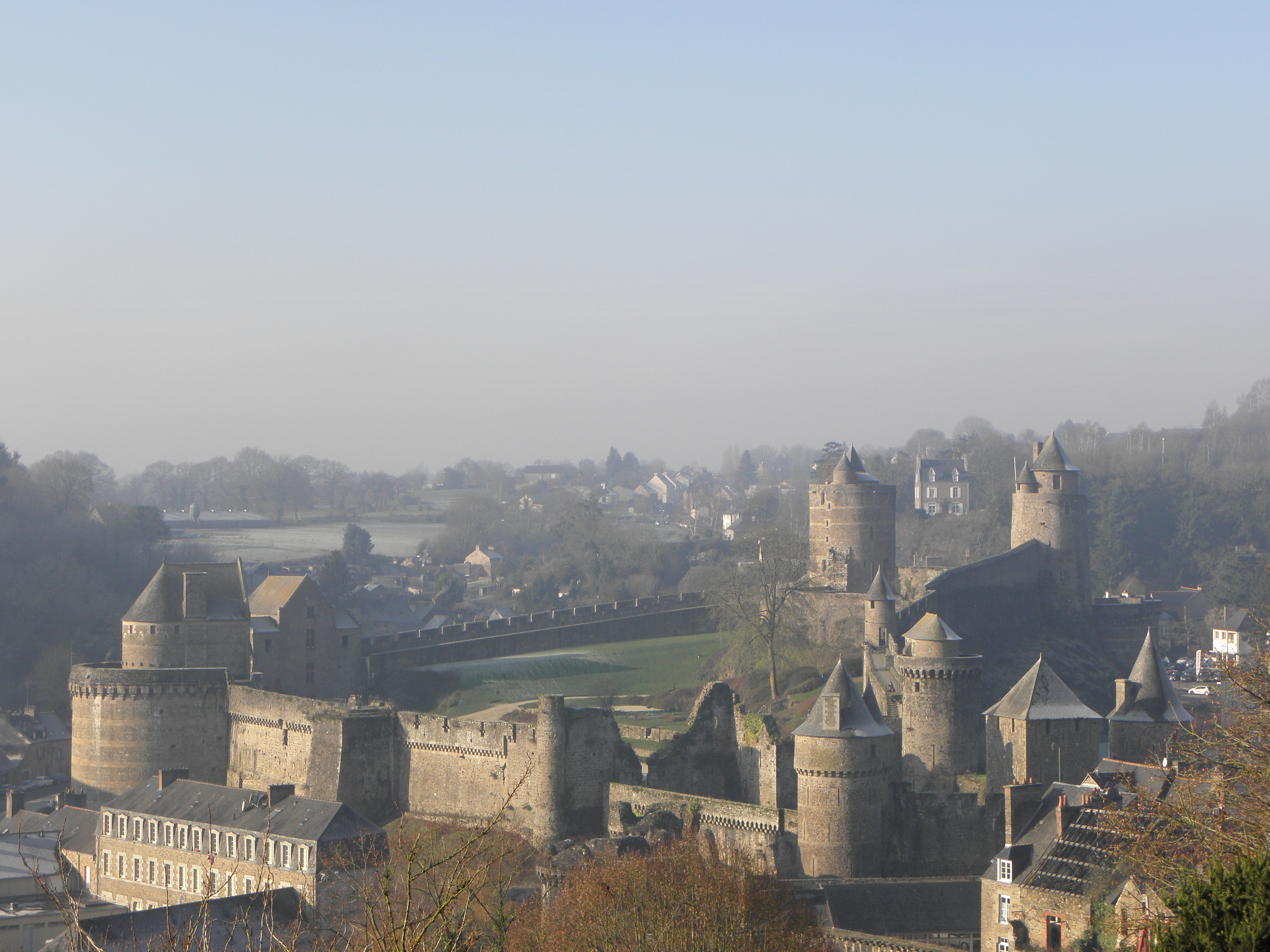
Château de Fougères

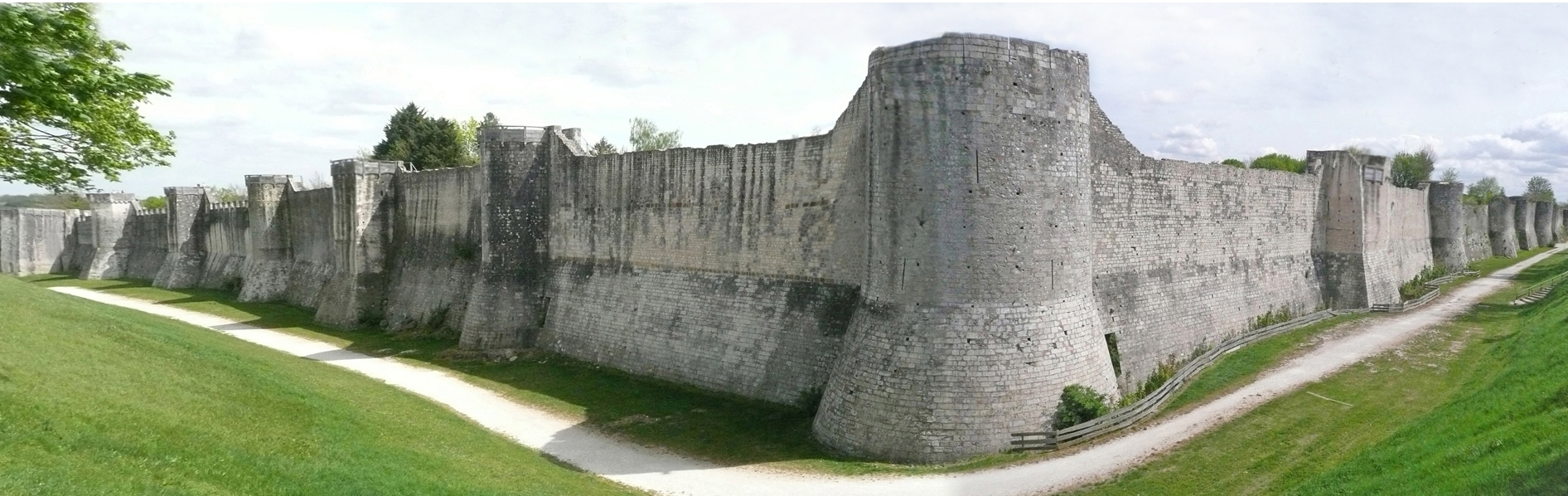
Remparts de Provins

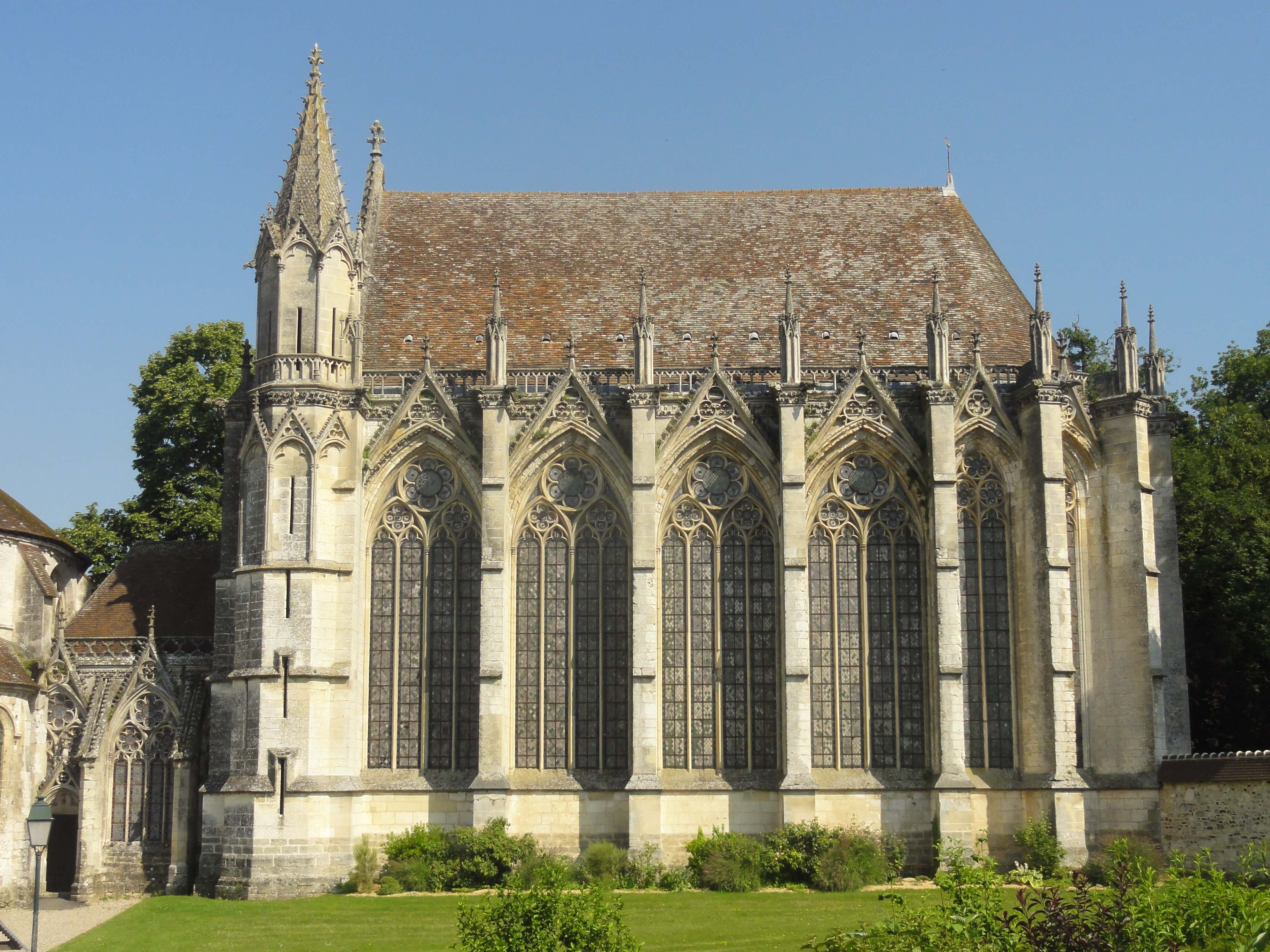
Sainte-Chapelle de Saint-Germer-de-Fly

- Abbaye Saint-Jean-des-Vignes de Soissons
- Basilique Saint-Quentin de Saint-Quentin
- Cathédrale Sainte-Cécile d'Albi
- Cathédrale Notre-Dame d'Amiens
- Cathédrale Saint-Étienne d'Auxerre
- Cathédrale Saint-Pierre de Beauvais
- Cathédrale Saint-André de Bordeaux
- Cathédrale Saint-Étienne de Bourges
- Cathédrale Notre-Dame de Chartres
- Cathédrale Saint-Julien du Mans
- Cathédrale Saint-Étienne de Metz
- Cathédrale Saint-Just-et-Saint-Pasteur de Narbonne
- Cathédrale Notre-Dame de Paris
- Cathédrale Notre-Dame de Reims
- Cathédrale Notre-Dame de Rouen
- Cathédrale Notre-Dame de Strasbourg
- Château de Castelnaud
- Château de Fougères
- Château de Quéribus
- Château de Vincennes
- Château de Vitré
- Cité de Carcassonne
- Collège des Bernardins de Paris
- Eglise des Jacobins de Toulouse
- Palais des comtes de Poitiers
- Palais des papes d'Avignon
- Sainte-Chapelle de Paris
- Sainte-Chapelle de Saint-Germer-de-Fly (Oise)
- Remparts d'Aigues-Mortes et Tour de Constance
- Remparts d'Avignon
- Remparts de Guérande
- Remparts de Provins
- Ville fortifiée de Boulogne-sur-Mer...

##### Gothique flamboyant

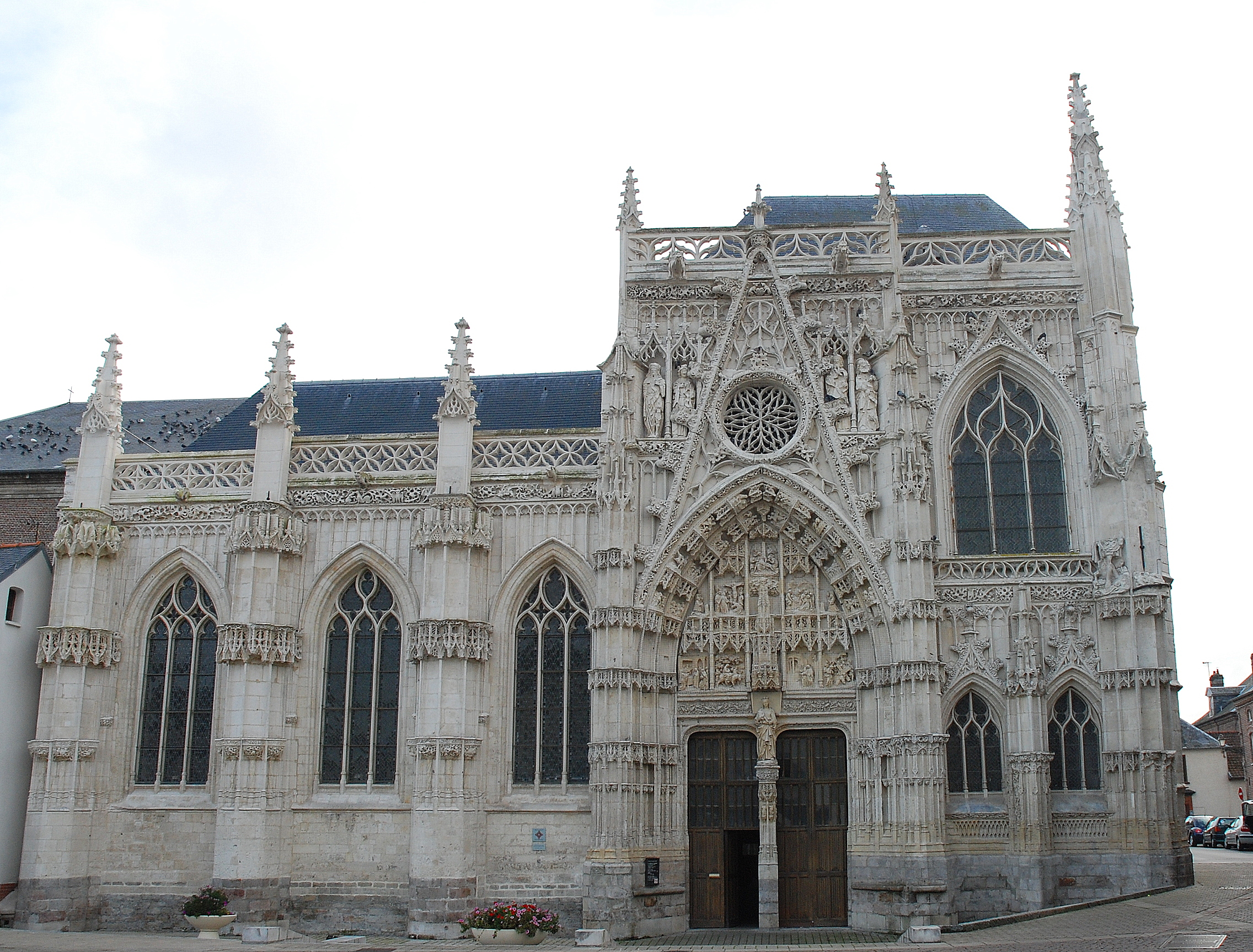
Chapelle du Saint-Esprit de Rue

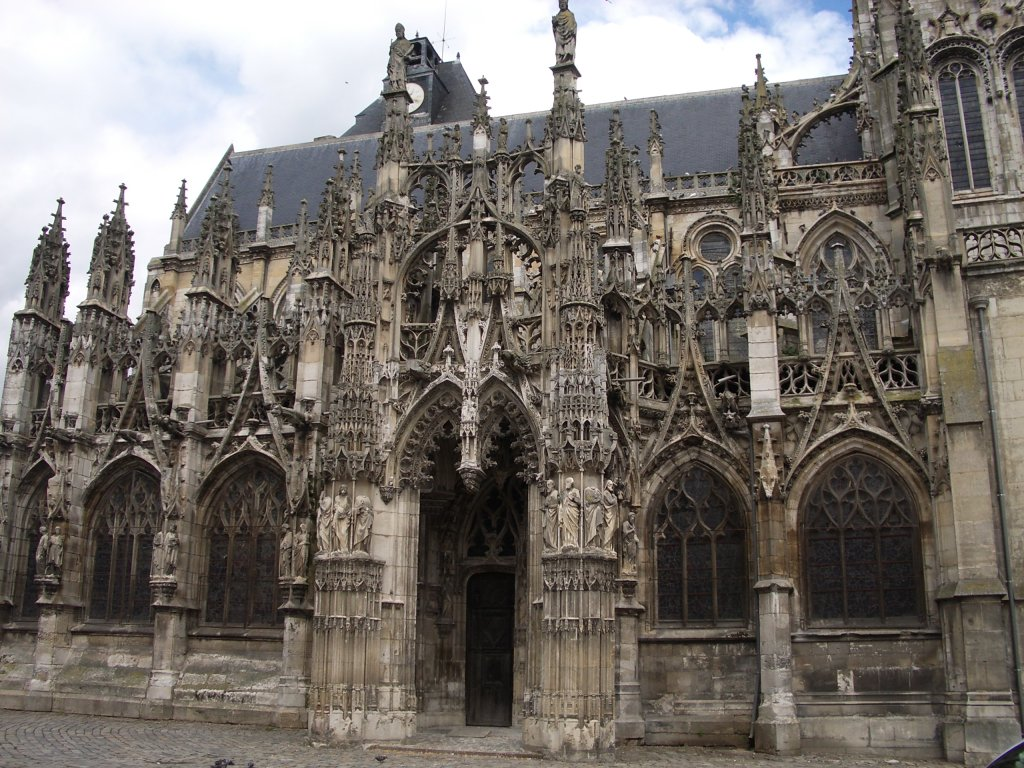
Église Notre-Dame de Louviers

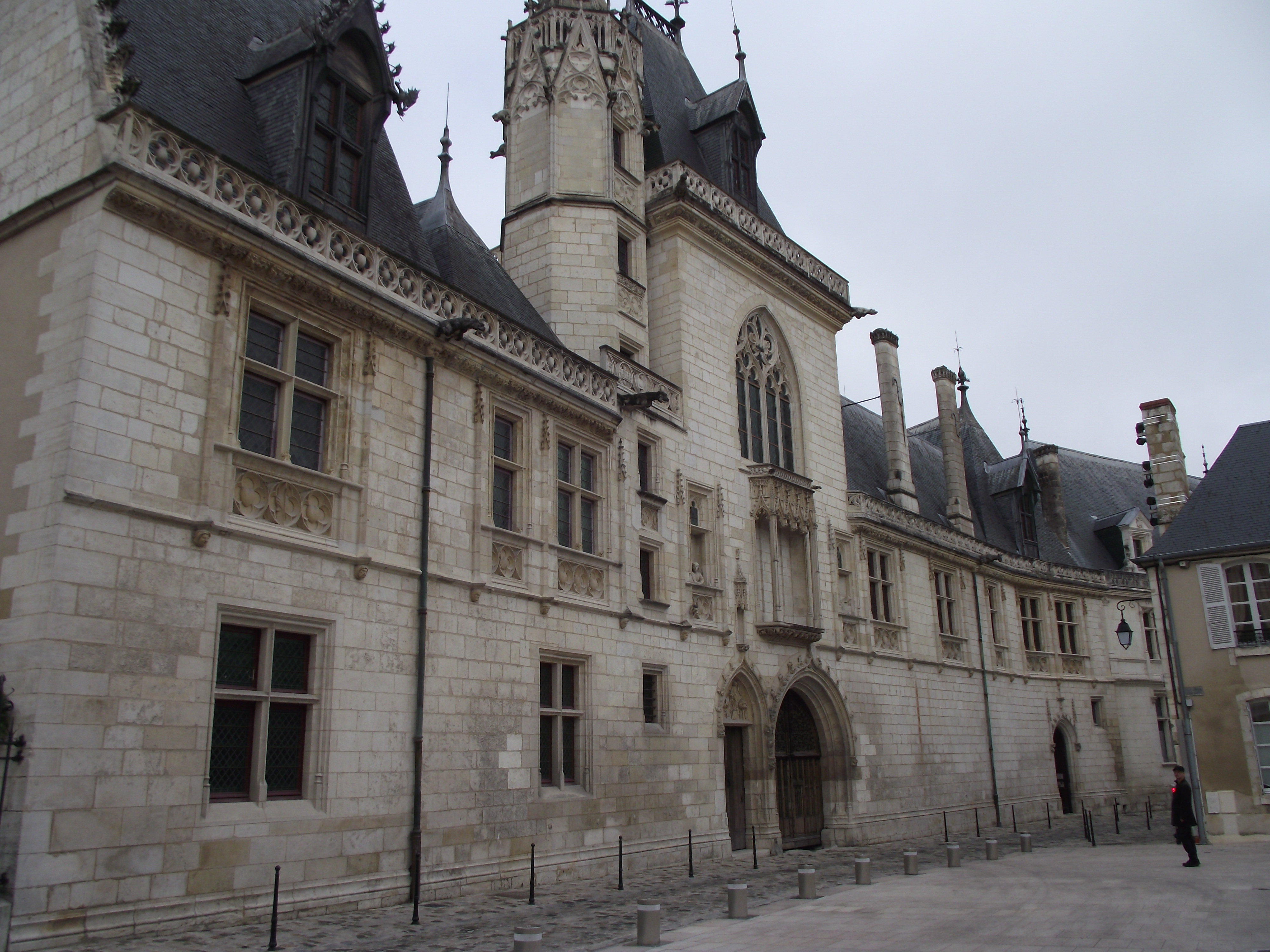
Palais Jacques-Cœur

- Abbatiale de Saint-Riquier (Somme)
- Basilique Notre-Dame d'Alençon
- Basilique Notre-Dame de L'Épine (Marne)
- Basilique de Saint-Nicolas-de-Port (Meurthe-et-Moselle)
- Cathédrale Notre-Dame d'Évreux
- Chœur de la cathédrale Notre-Dame de Moulins
- Cathédrale Saint-Gatien de Tours
- Chapelle du Saint-Esprit de Rue (Somme)
- Collégiale Saint-Vulfran d'Abbeville
- Chœur de l'église Saint-Étienne de Beauvais
- Église Saint-Nicolas-de-Tolentin de Brou à Bourg-en-Bresse
- Église Saint-Jacques de Dieppe
- Église Notre-Dame de Louviers
- Église Saint-Maclou de Rouen
- Hospices de Beaune
- Palais Jacques-Cœur de Bourges
- Paris :
  - Église Saint-Médard
  - Église Saint-Séverin
  - Hôtel de Cluny
  - Hôtel de Sens
  - Tour Saint-Jacques
- Sainte-Chapelle d'Aigueperse (Puy-de-Dôme)
- Sainte-Chapelle du château de Chambéry
- Sainte-Chapelle de Champigny-sur-Veude (Indre-et-Loire)
- Sainte-Chapelle de Châteaudun
- Sainte-Chapelle de Riom
- Sainte-Chapelle de Vic-le-Comte (Puy-de-Dôme)
- Sainte-Chapelle de Vincennes...

### Renaissance

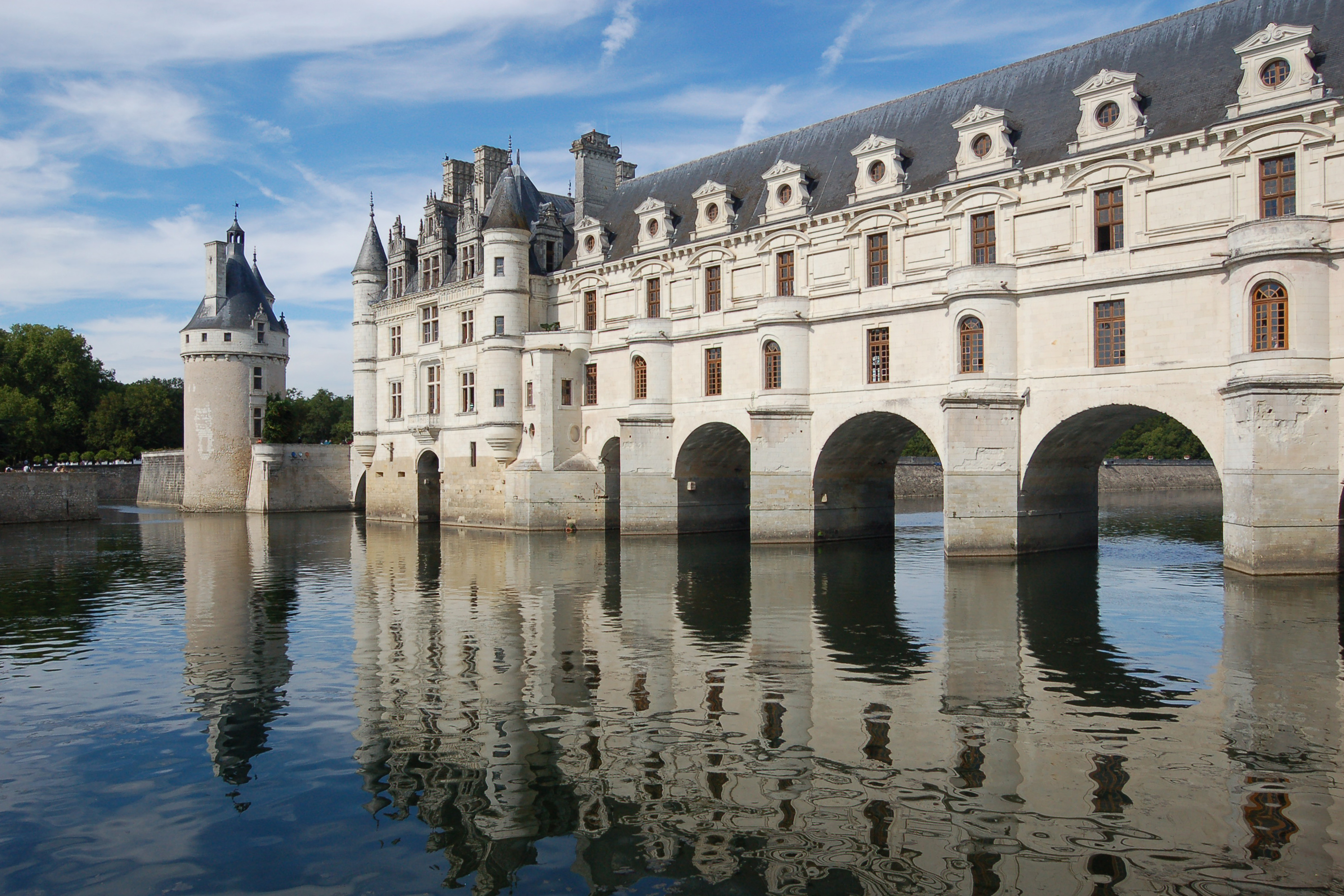
La rivière de la galerie du Château de Chenonceau, conçu par Philibert Delorme et Jean Bullant

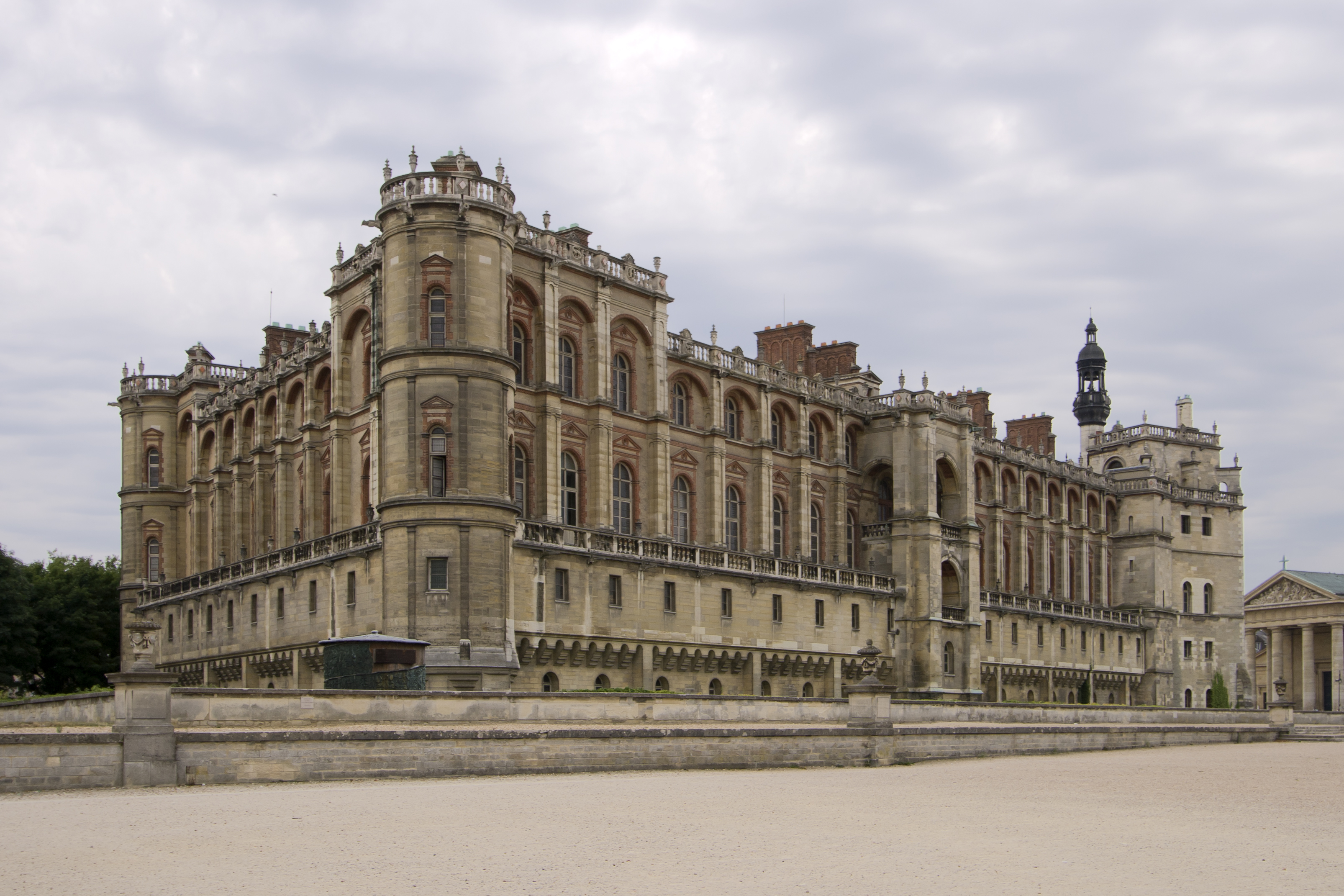
Château de Saint-Germain-en-Laye

Pendant les premières années du XVIe siècle, les Français étaient impliqués dans des guerres dans le Nord de l'Italie, et ont ramené en France non seulement des œuvres d'art de la Renaissance en tant que butin de guerre, mais aussi des inspirations stylistiques. C'est notamment le cas dans la Vallée de la Loire où Léonard de Vinci passa les dernières années de sa vie. Le style est devenu dominant sous François Ier, de nombreux châteaux de la Renaissance apparaissent à cette époque :
- Château d'Amboise
- Château d'Azay-le-Rideau
- Château de Blois
- Château de Chambord
- Château de Chenonceau
- Château d'Écouen
- Château de Fontainebleau
- Château de Saint-Germain-en-Laye
- Paris :
  - Aile Lescot de la cour carrée du palais du Louvre
  - Église Saint-Étienne-du-Mont
  - Fontaine des Innocents
- Église Saint-Maurille de Vouziers (Ardennes)
- Palais de justice de Rouen...

### Baroque et rococo
Le baroque est un mouvement artistique qui apparait dans l'Italie de la Contre-Réforme à la fin du XVIe siècle et s'étend ensuite à toute l'Europe. Le baroque touche tous les domaines (peinture, sculpture, architecture, musique, littérature...) et se caractérise par l’exagération du mouvement, la surcharge décorative, les effets dramatiques, la tension, l’exubérance des formes, la grandeur et le contraste.
C'est en France que fut inventé le château à trois corps de bâtiments rompant avec le modèle italiens du palazzo. Salomon de Brosse réalise le premier château de ce style avec le Palais du Luxembourg pour Marie de Médicis. Pour la première fois, le corps de logis est mis en valeur, alors que les ailes latérales sont plus dénudées. On y retrouve des éléments à la française (toits mansardés et décorés) et à l'italienne (parement de pierre) qui caractérise le style Louis XIII.
L'architecte François Mansart avec le château de Maisons-Lafitte impose la symétrie de la façade qui s'articule sur trois éléments : un corps central et deux pavillons latéraux, elle reprend une invention italienne : un ordre architectural pour chaque étage, un frontispice avec son ornementation et son toit surhaussé.
- Église Saint-Didier d'Asfeld (Ardennes)
- Église Saint-François d'Annecy
- Église Notre-Dame de Bordeaux

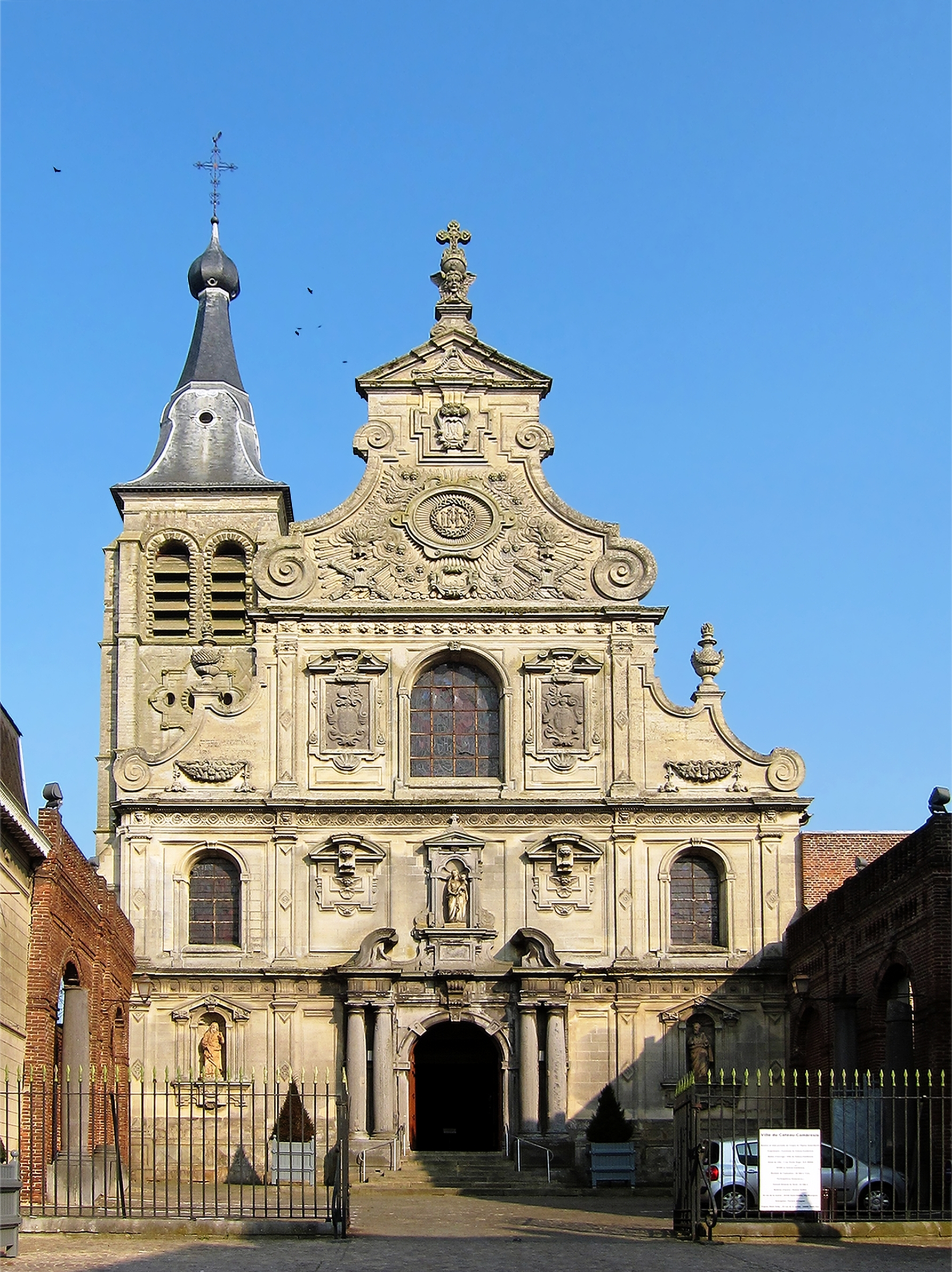
Église Saint-Martin du Cateau-Cambrésis

- Église Saint-Martin du Cateau-Cambrésis (Nord)
- Église Notre-Dame de Chambéry
- Église Saint-Jacques de Lunéville
- Église Saint-Bruno-lès-Chartreux de Lyon
- Église Saint-Cannat de Marseille
- Nancy :
  - Place Stanislas
  - Église Saint-Sébastien de Nancy
- Cathédrale Sainte-Réparate de Nice
- Paris :
  - Église Notre-Dame du Val-de-Grâce
  - Église Saint-Paul-Saint-Louis
  - Église Saint-Roch
  - Palais du Luxembourg

### Architecture classique
L'architecture classique se développe en France dans la seconde moitié du XVIIe siècle  et la première moitié du XVIIIe siècle. Elle participa d'un mouvement artistique qui embrasse toutes les disciplines artistiques. Elle est issue d'une admiration de l'Antiquité source d’inspiration pour les architectes. L’esthétique de cette architecture se rapproche donc des canons grecs et romains reconnus comme des références idéales. Elle puise aussi ses origines des éléments de la Renaissance. Elle se caractérise par une étude rationnelle des proportions et par la recherche de compositions symétriques. Les lignes simples sont recherchées, ainsi que l’équilibre et la sobriété du décor. Elle représente un idéal d’ordre et de raison dans le but de magnifier le règne de Louis XIV.
- Capitole de Toulouse

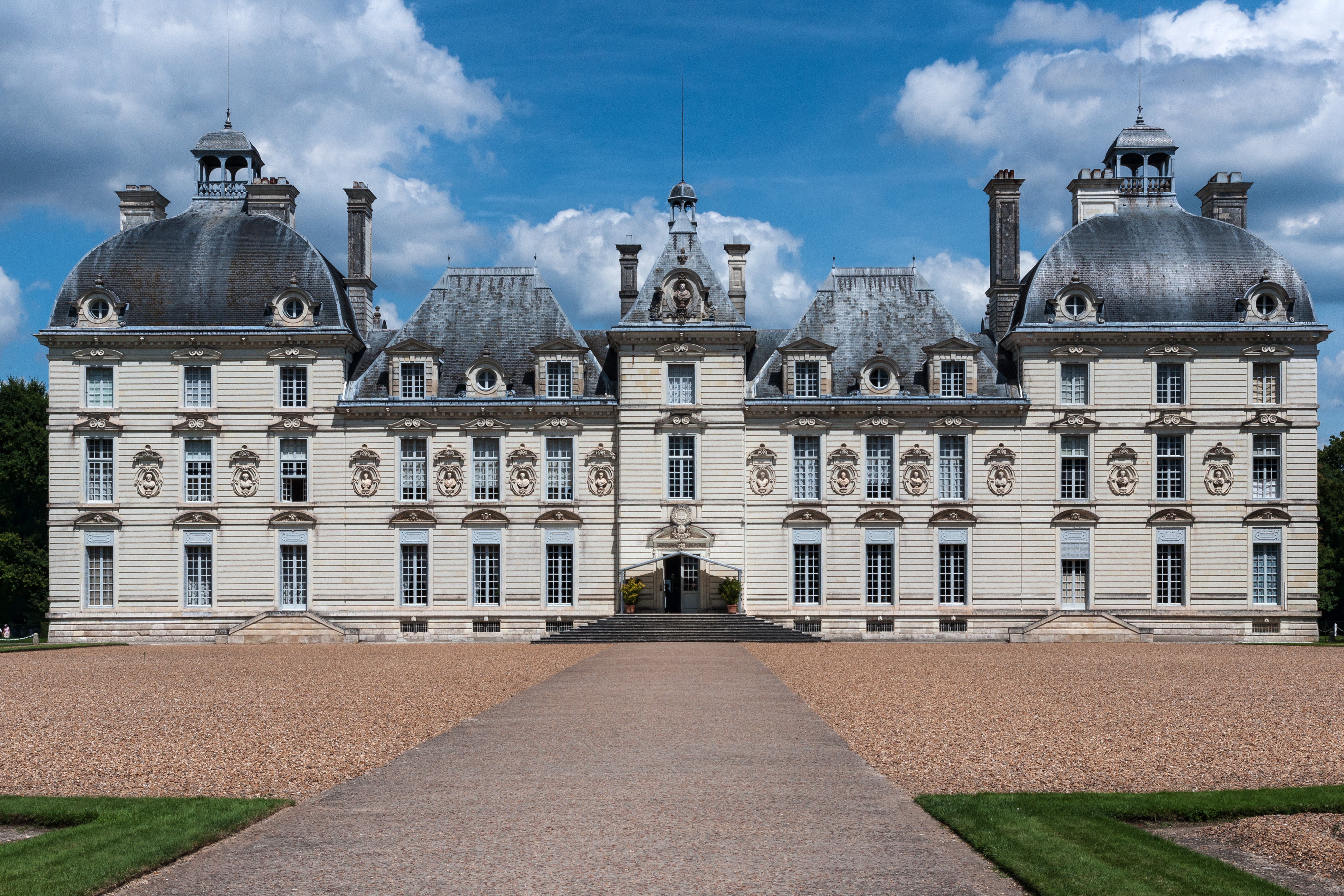
Château de Cheverny

Porte de Paris (Lille)

- Cathédrale Notre-Dame-de-l'Annonciation de Nancy
- Cathédrale Saint-Louis de Versailles
- Château de Cheverny
- Château de Vaux-le-Vicomte
- Château de Versailles
- Hôtel de ville de Lyon
- Hôtel de ville de Marseille
- Porte de Paris (Lille)
- Paris :
  - Chapelle Saint-Louis de la Salpêtrière
  - Chapelle de la Sorbonne
  - Colonnade du Louvre
  - Église Notre-Dame-de-l'Assomption
  - Façade de l'église Saint-Gervais-Saint-Protais
  - Église Saint-Sulpice
  - Église Saint-Thomas-d'Aquin
  - Hôtel des Invalides
  - Institut de France
  - Observatoire de Paris
  - Porte Saint-Denis
  - Porte Saint-Martin
- Parlement de Bretagne à Rennes...

### Architecture ordonnancée
- Arras :
  - Grand-Place
  - Place des Héros
- Bordeaux :
  - Place de la Bourse
  - Place du Parlement

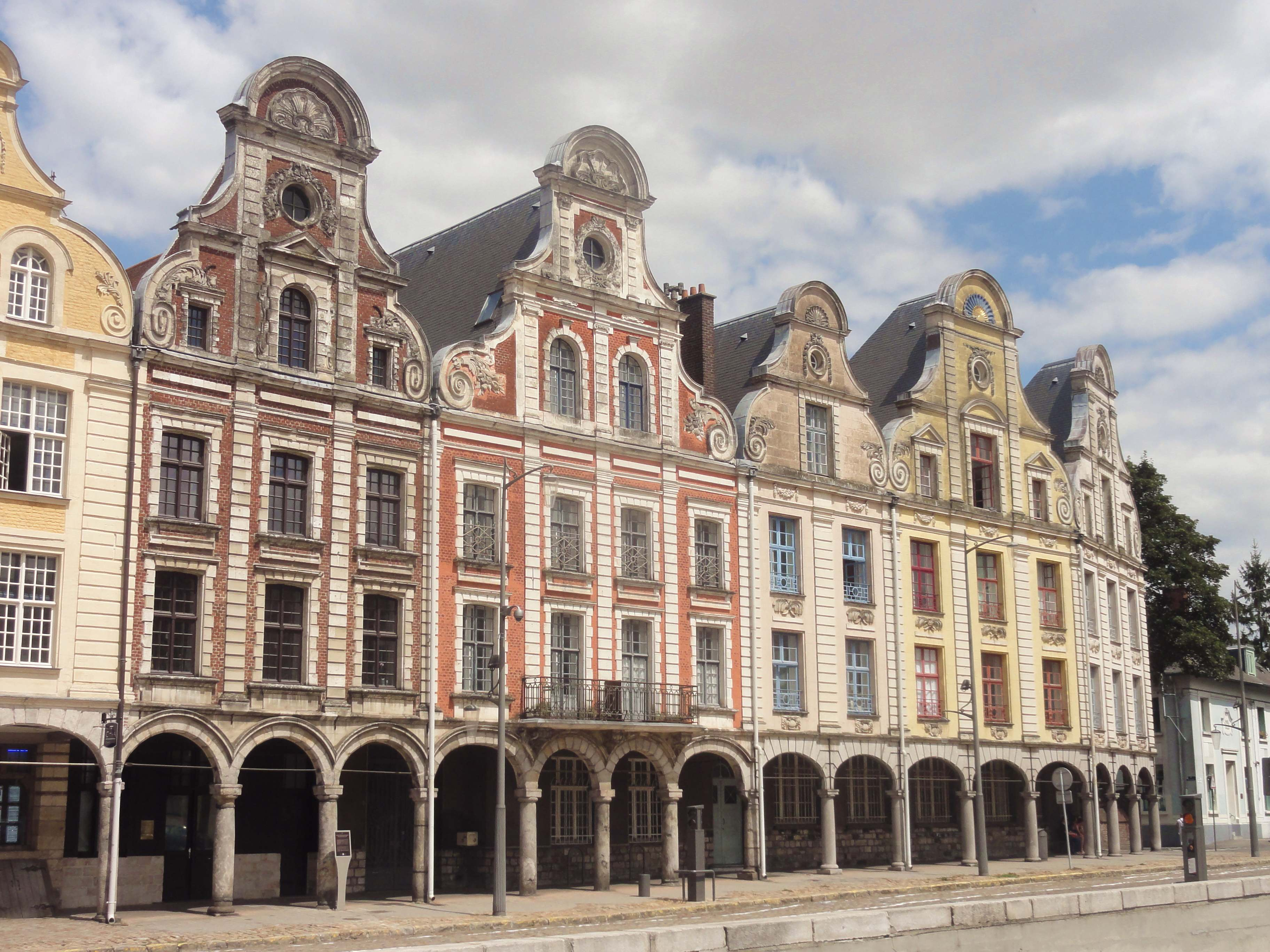
Grand-Place d'Arras

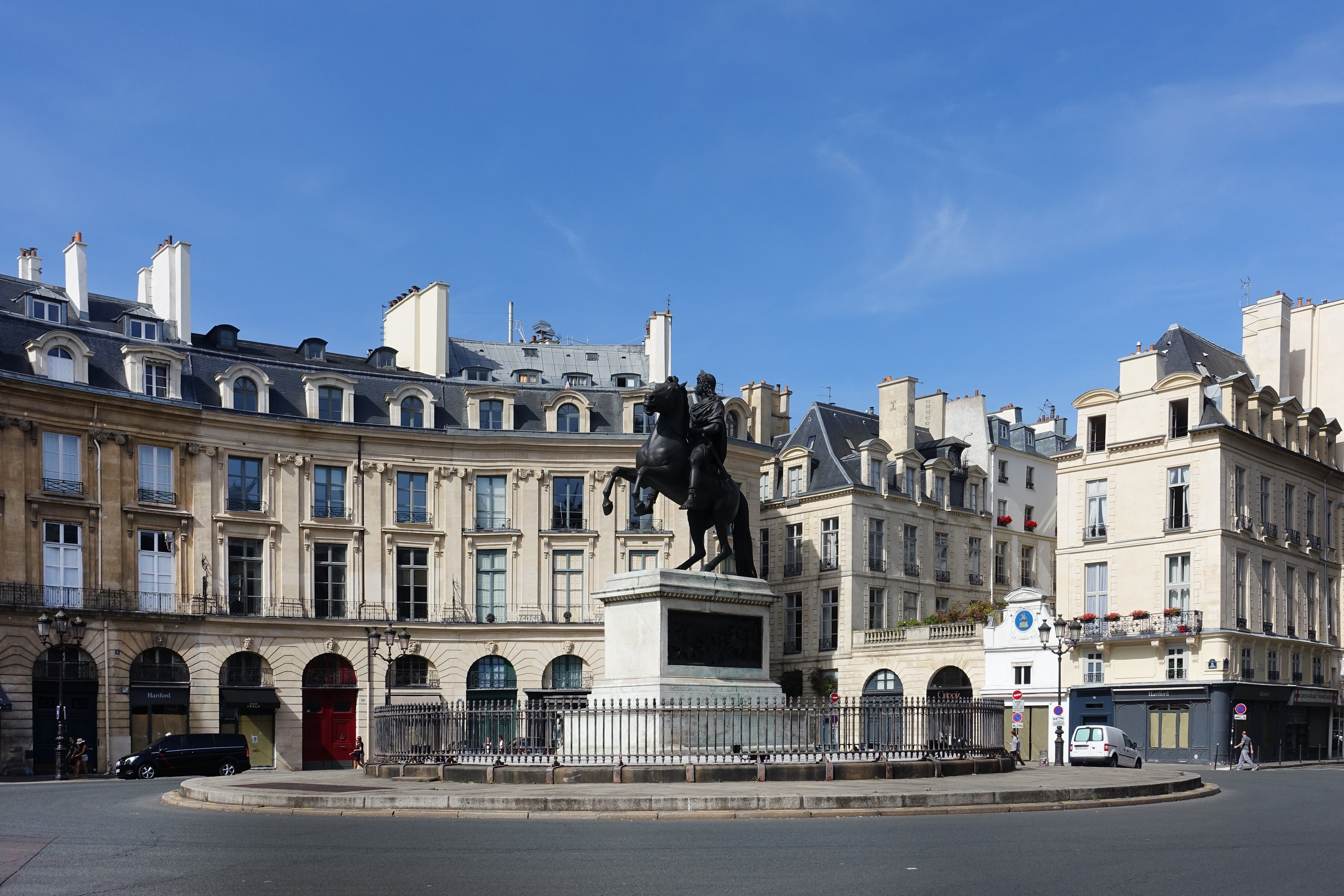
Place des Victoires de Paris

- Place ducale de Charleville-Mézières
- Place de la Libération (Dijon)
- Place Denis-Dussoubs (Limoges)
- Place Nationale (Montauban)
- Place Stanislas de Nancy
- Place Royale (Nantes)
- Paris :
  - Place Vendôme
  - Place des Vosges
  - Place des Victoires
  - Rue de Rivoli
- Place Gramont de Pau
- Place Royale (Reims)
- Place du Parlement-de-Bretagne de Rennes
- Toulouse :
  - Place du Capitole
  - Place Wilson

### Néo-classicisme et style Empire

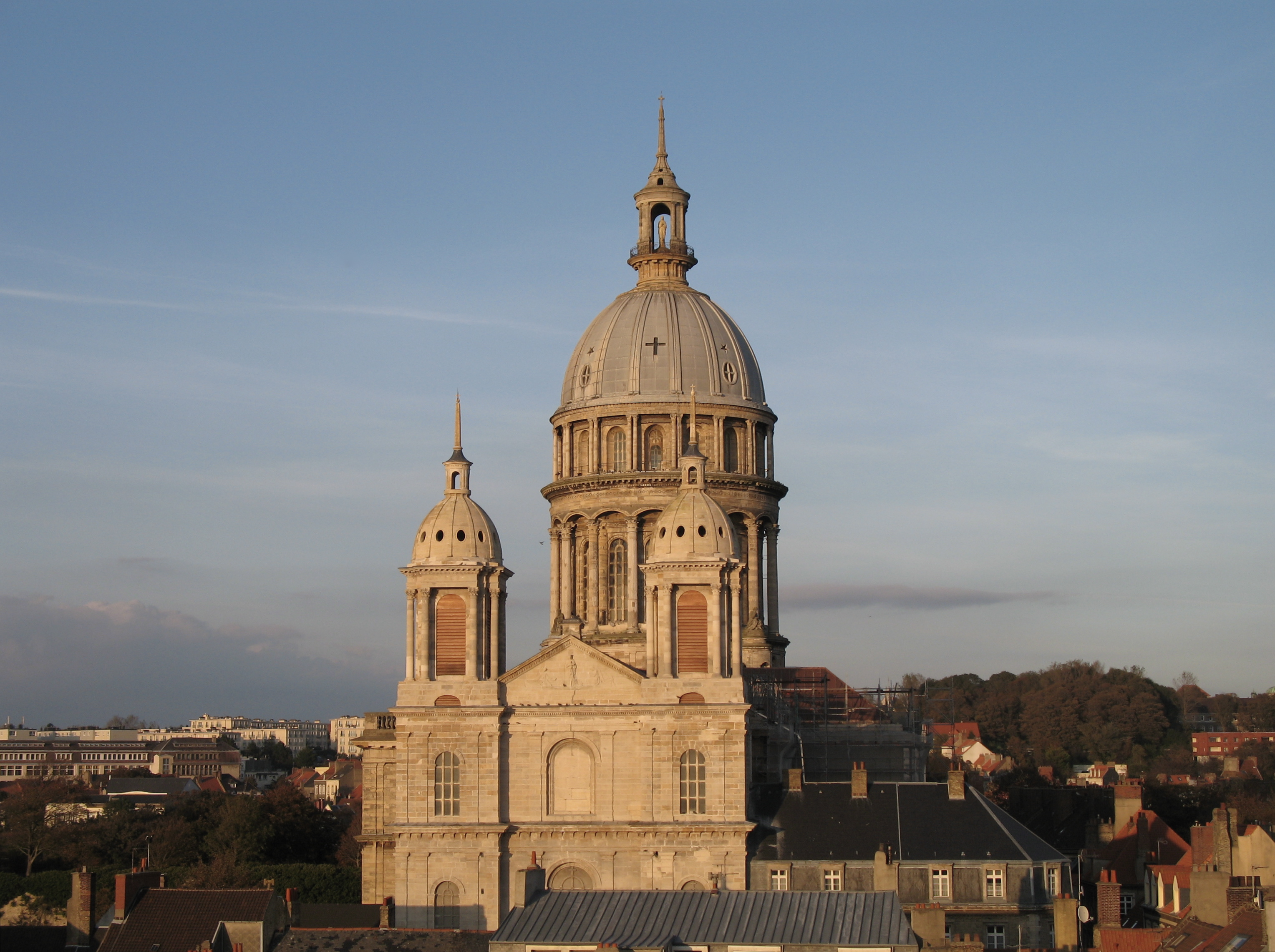
Basilique Notre-Dame-de-l'Immaculée-Conception de Boulogne-sur-Mer

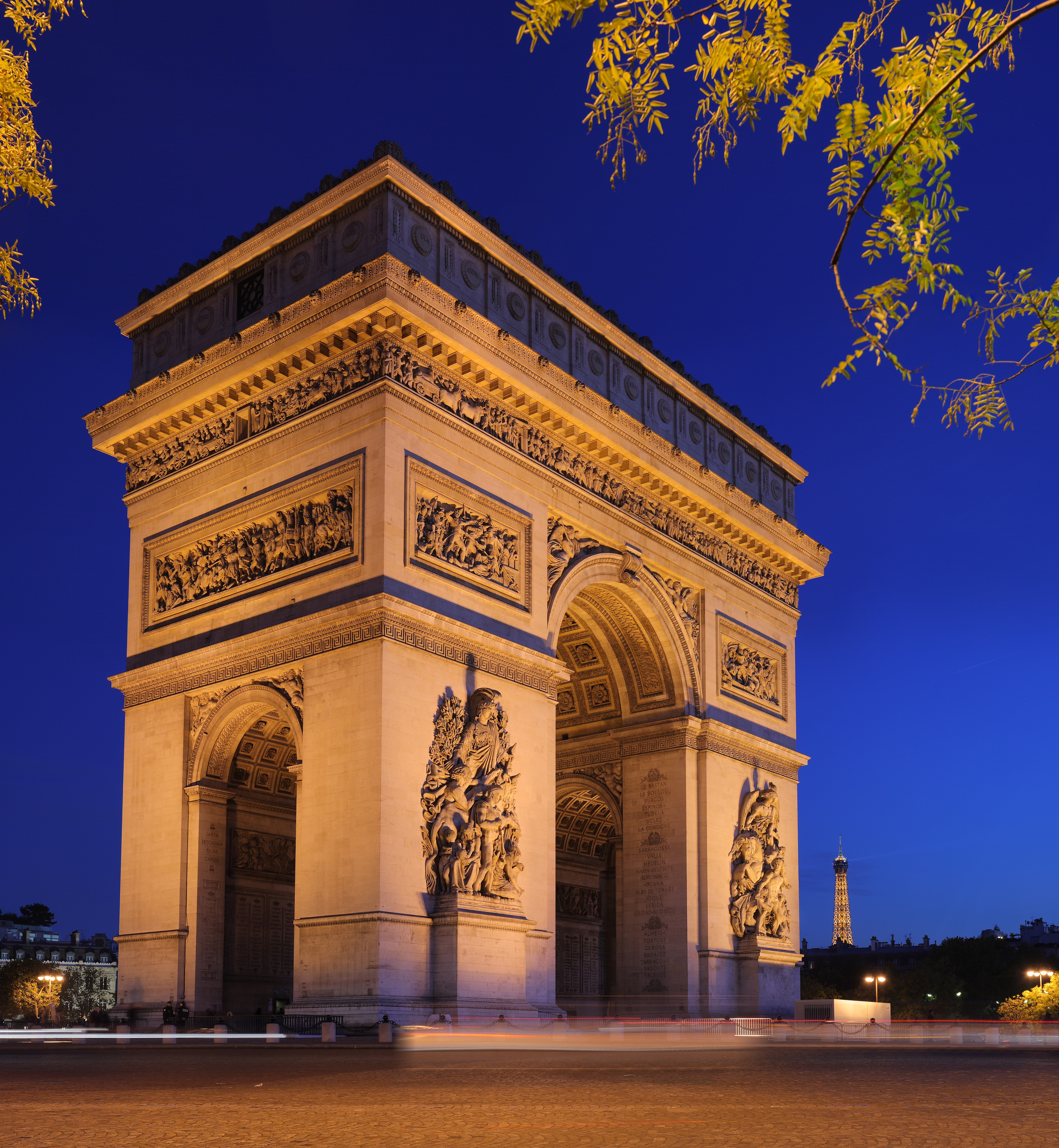
Arc de Triomphe de la Place de l'Étoile

- Basilique Notre-Dame-de-l'Immaculée-Conception de Boulogne-sur-Mer
- Cathédrale Notre-Dame-et-Saint-Vaast d'Arras
- Cathédrale Saint-Pierre de Rennes
- Château de Compiègne
- Église Notre-Dame-du-Port de Nice
- Église Saint-Louis de La Roche-sur-Yon
- Grand Théâtre (Bordeaux)
- Paris :
  - Arc de triomphe de l'Étoile
  - Arc de triomphe du Carrousel
  - Chapelle expiatoire
  - Église de la Madeleine
  - Église Notre-Dame-de-Bonne-Nouvelle
  - Église Notre-Dame-de-Lorette
  - Église Saint-Denys-du-Saint-Sacrement
  - Église Saint-Jacques-Saint-Christophe de la Villette
  - Église Saint-Philippe-du-Roule
  - Église Saint-Pierre-du-Gros-Caillou
  - Église Saint-Vincent-de-Paul
  - Hôtel de Crillon
  - Hôtel de la Marine
  - Palais Bourbon
  - Palais Brongniart
  - Panthéon
- Porte d'Aix (Marseille)

### Style Second Empire, style Beaux-Arts et Eclectisme
- Paris :
  - Église Saint-Augustin
  - Fontaine Saint-Michel
  - Gare du Nord
  - Gare de l'Est
  - Gare d'Austerlitz
  - Gare du Musée d'Orsay
  - Opéra Garnier
  - Palais Galliera
  - Palais du Louvre
  - Grand Palais
  - Petit Palais
  - Théâtre de la Renaissance
- Musée de Picardie d'Amiens
- Palais des Beaux-Arts de Lille
- Musée d'Arts de Nantes

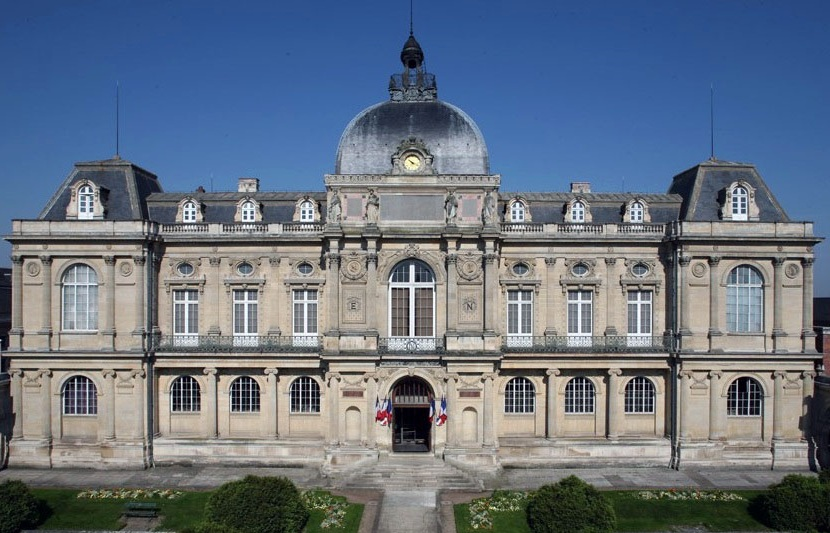
Amiens, Musée de Picardie

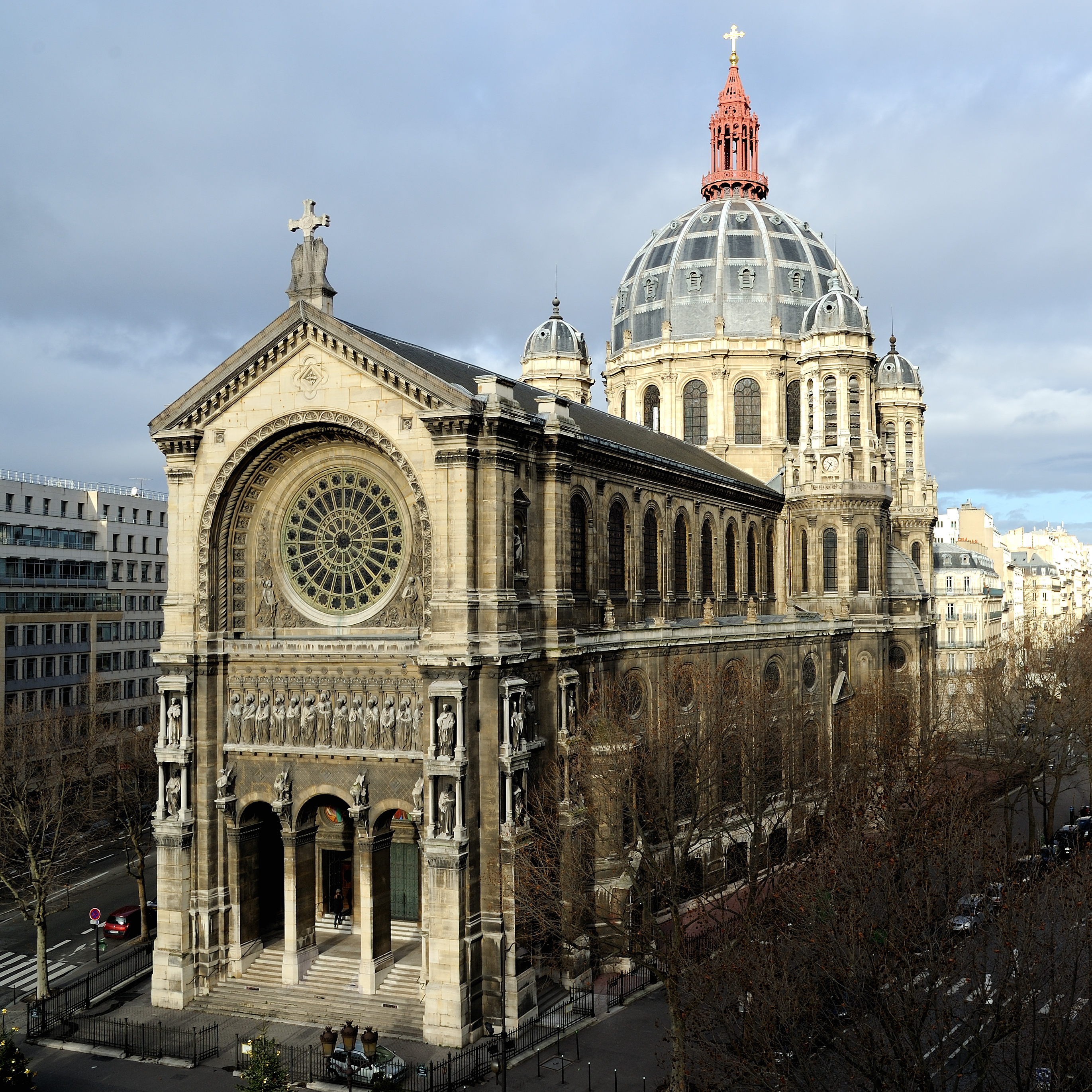
Église Saint-Augustin de Paris

- Musée des Beaux-Arts de Valenciennes
- Le Trident (Théâtre de Cherbourg)

### Architecture néo-gothique

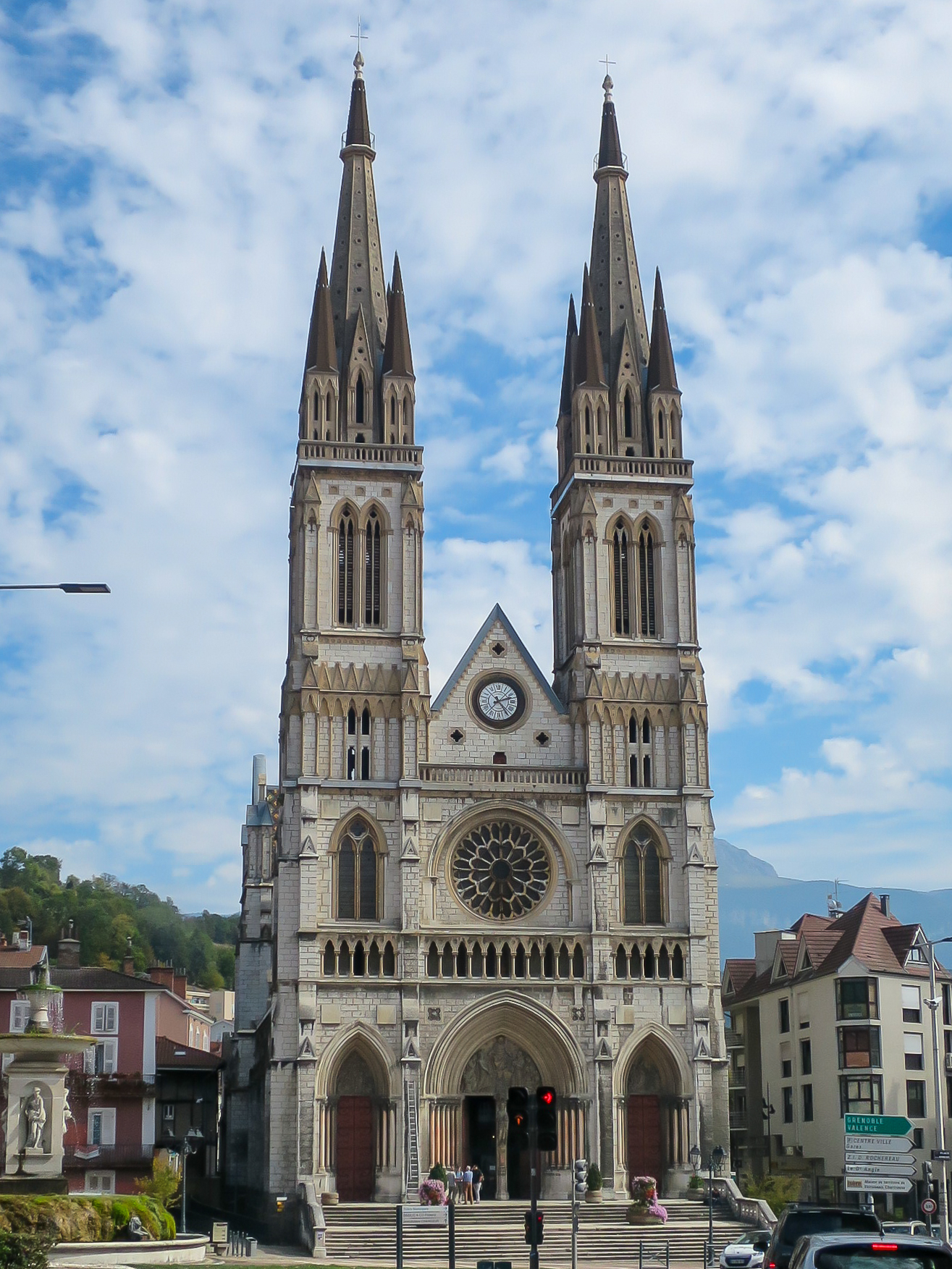
Église Saint-Bruno de Voiron

- Basilique Notre-Dame de Bonsecours (Seine-Maritime)
- Basilique Notre-Dame-de-la-Délivrande de Douvres-la-Délivrande (Calvados)
- Basilique de l'Immaculée-Conception de Lourdes
- Basilique Saint-Pierre-Fourier de Mattaincourt (Vosges)
- Basilique Notre-Dame de Montligeon (Orne)
- Basilique Saint-Epvre de Nancy
- Basilique Notre-Dame-de-l'Assomption de Nice
- Basilique Sainte-Clotilde de Paris
- Basilique Notre-Dame-d'Espérance de Saint-Brieuc
- Cathédrale Saint-Jean-Baptiste de Belley
- Cathédrale Notre-Dame-et-Saint-Arnoux de Gap
- Cathédrale Notre-Dame-de-la-Treille de Lille
- Cathédrale Saint-Charles-Borromée de Saint-Étienne
- Église du Sacré-Cœur de Lille
- Église Notre-Dame-des-Anges de Lyon
- Église Saint-Vincent-de-Paul de Marseille
- Église Saint-Baudile de Nîmes
- Église Saint-Bernard de la Chapelle (Paris)
- Église Saint-Bruno de Voiron
- Temple Saint-Étienne de Mulhouse...

### Architecture néo-romane et néo-byzantine

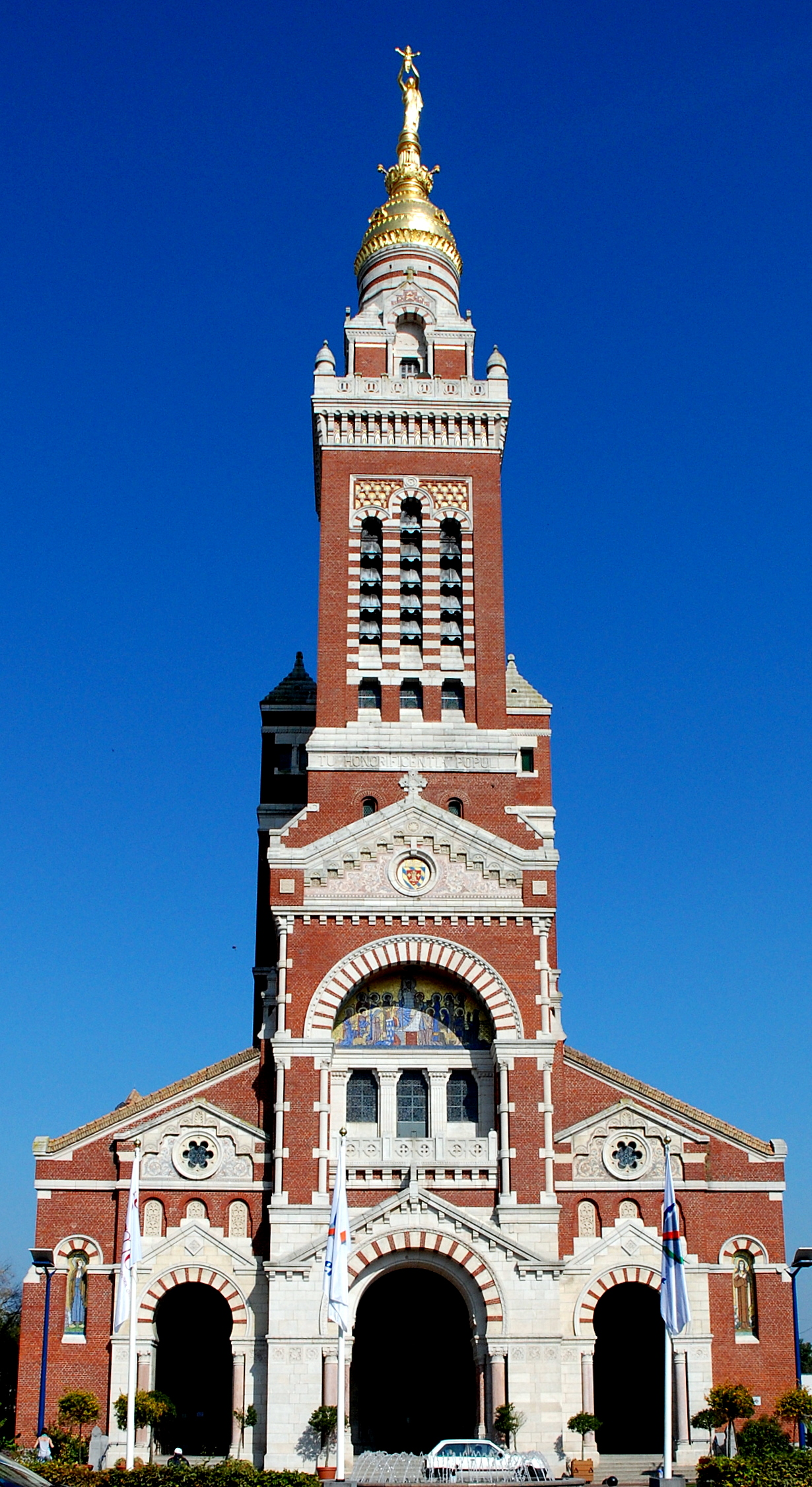
Basilique Notre-Dame de Brebières

- Basilique Notre-Dame de Brebières d'Albert (Somme)
- Basilique Saint-Denys d'Argenteuil
- Basilique du Sacré-Cœur de Bourg-en-Bresse
- Basilique Sainte-Thérèse de Lisieux
- Basilique Notre-Dame de Fourvière (Lyon)
- Marseille :
  - Cathédrale Sainte-Marie-Majeure
  - Basilique Notre-Dame-de-la-Garde
- Paris
  - Basilique du Sacré-Cœur
  - Grande synagogue
- Basilique Notre-Dame-de-Bon-Secours de Saint-Avold
- Basilique Notre-Dame de La Salette (Isère)
- Église Notre-Dame de Châteauroux
- Église du Sacré-Cœur (Bordeaux)
- Temple neuf (Metz)
- Temple protestant de Saint-Sulpice-de-Royan...

### Architecture métallique
- Halles centrales de Dijon
- Halles centrales de Limoges
- Halles de Wazemmes à Lille

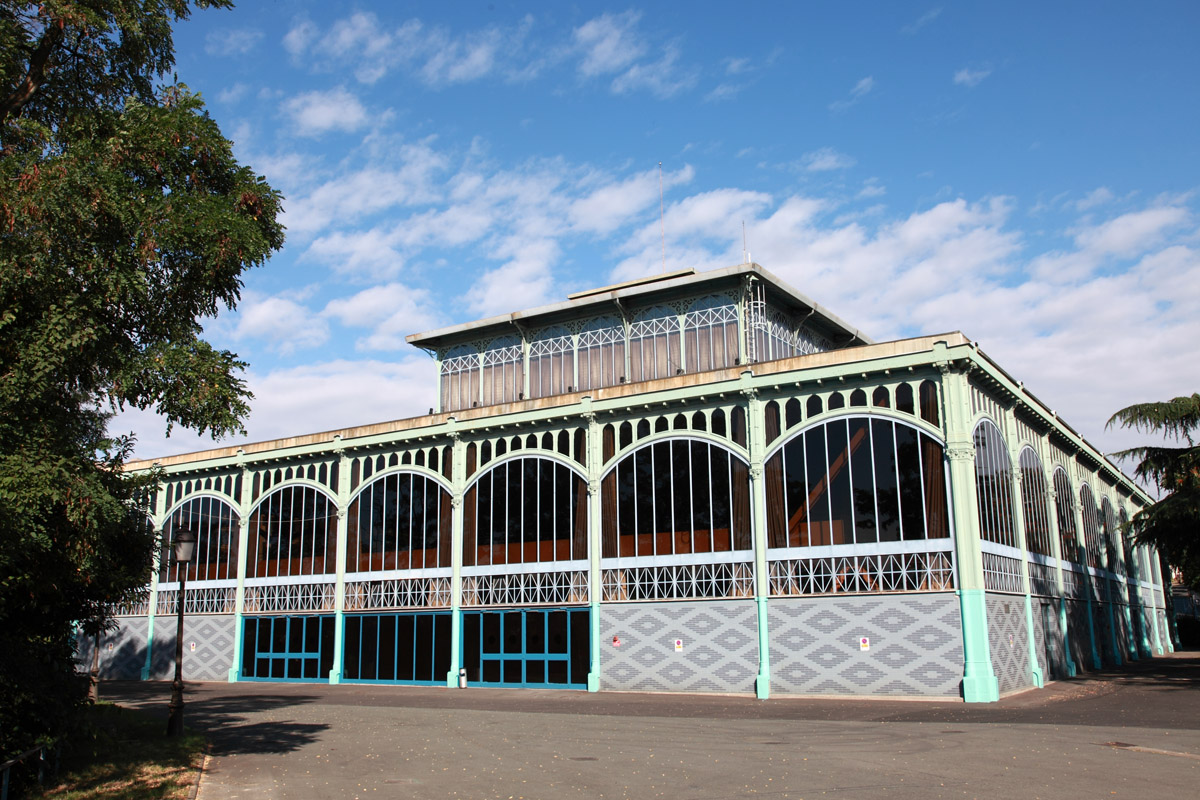
Le Pavillon Baltard à Nogent-sur-Marne

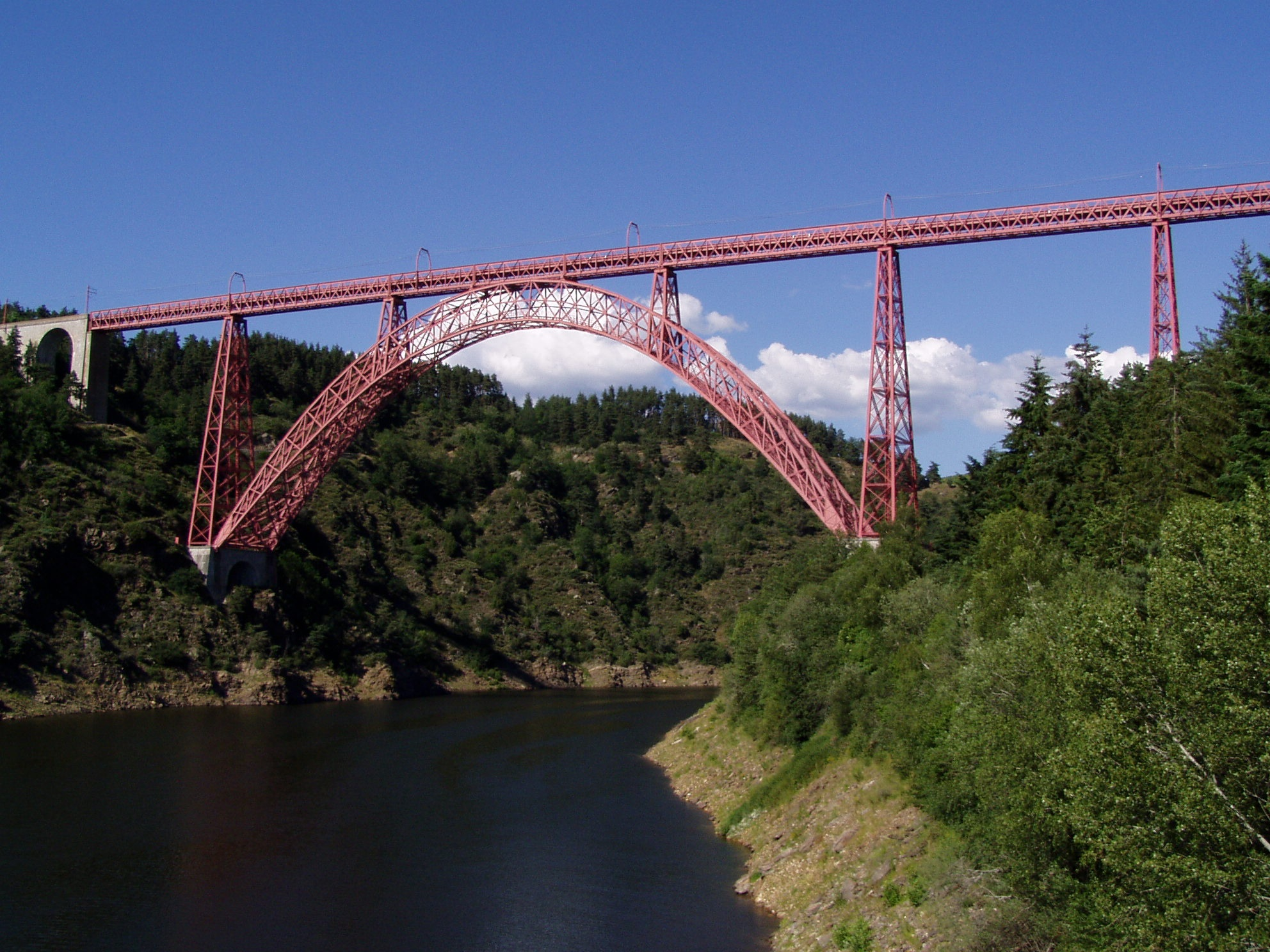
Viaduc de Garabit

- Marché couvert de Châlons-en-Champagne
- Marché couvert de Chaumont (Haute-Marne)
- Marché couvert de Tonnerre (Yonne)
- Marché Saint-Joseph de Clermont-Ferrand
- Paris :
  - Tour Eiffel
  - Marché de La Chapelle
  - Marché Saint-Quentin
  - Marché Secrétan
  - Passerelle de la Grange-aux-Belles
  - Pont Alexandre III
  - Pont d'Arcole
  - Pont au Double
  - Pont des Arts
- Pavillon Baltard de Nogent-sur-Marne
- Pont-canal de Barberey-Saint-Sulpice (Aube)
- Pont ferroviaire de Cubzac (Gironde)
- Viaduc de Busseau (Creuse)
- Viaduc des Fades (Puy-de-Dôme)
- Viaduc de Garabit (Cantal)
- Viaduc de Ribeyrès (Cantal)
- Viaduc de Rouzat (Allier)
- Viaduc du Viaur (Aveyron et Tarn)...

### Art nouveau et Art déco

#### Art nouveau
- Hôtel Bouctôt-Vagniez d'Amiens
- Maison Coilliot (Lille)
- Gare de Limoges-Bénédictins

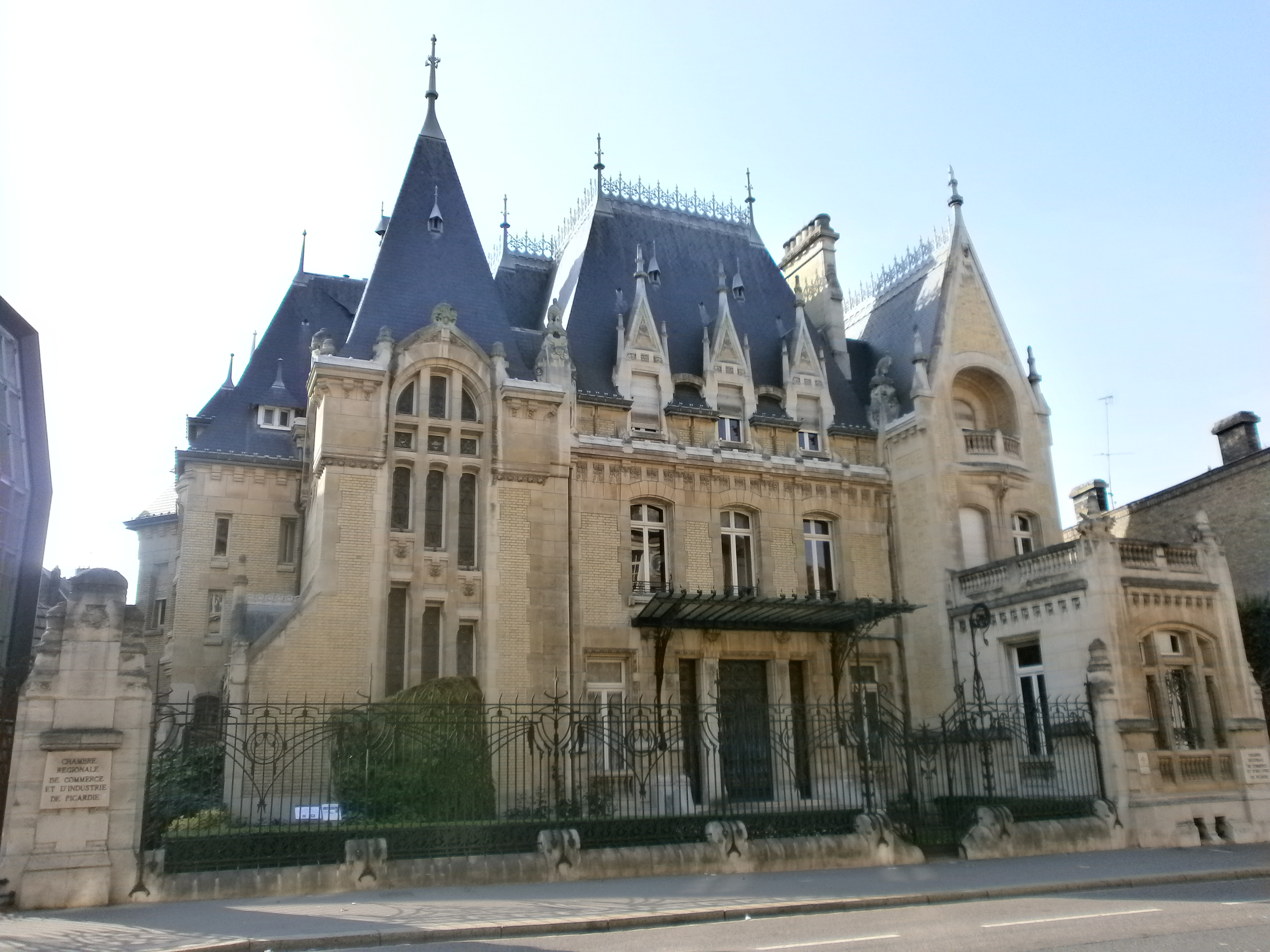
Hôtel Bouctôt-Vagniez d'Amiens

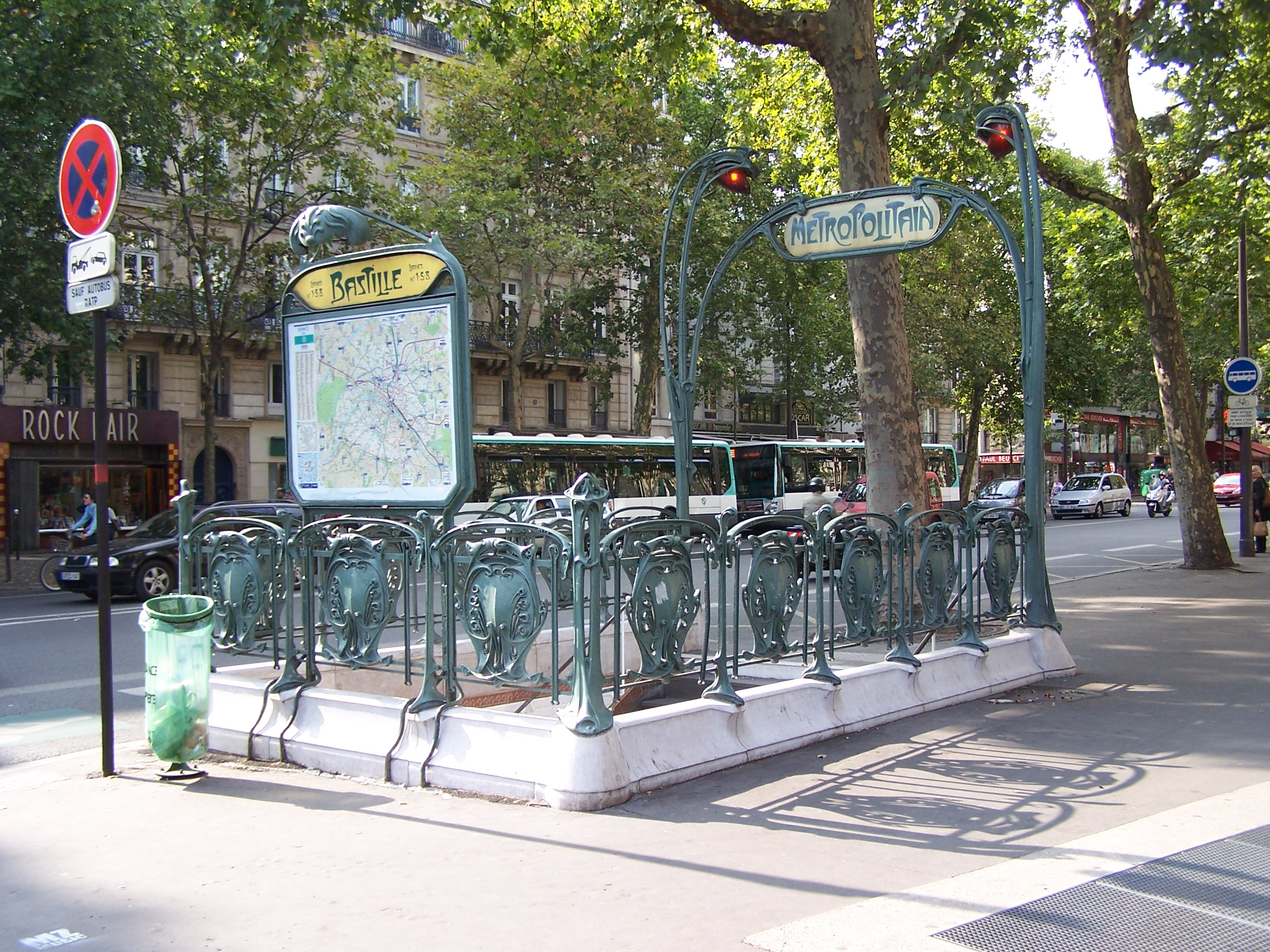
Bouche de métro de la station Bastille

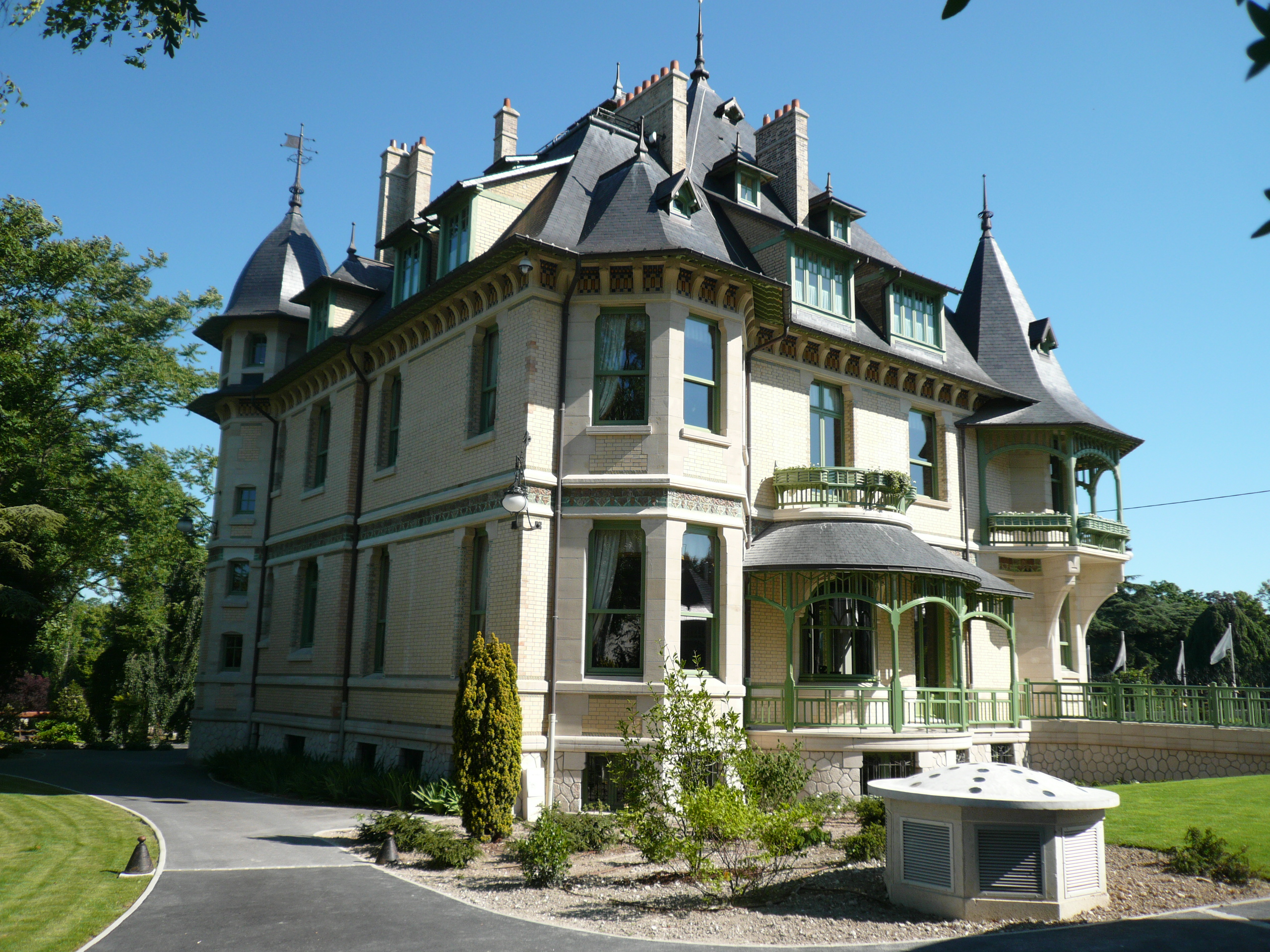
Villa Demoiselle de Reims

- Mers-les-Bains (Somme) : quartier balnéaire
- Le Grand Café de Moulins
- Nancy :
  - Musée de l'École de Nancy
  - Villa Majorelle
  - Villa Les Glycines de Saurupt
- Paris
  - Atelier Carpeaux
  - Bouillon Chartier
  - Bouillon Racine
  - Castel Béranger
  - Édicule Guimard (bouche de métro)
  - Hôtel Guimard
  - Hôtel Jassedé
  - Hôtel Mezzara
  - Synagogue de la rue Pavée
- Villa Demoiselle de Reims
- Nouvelles Galeries (Saint-Étienne)
- Villa Berthe au Vésinet

#### Art déco
- Gare de Biarritz-Ville
- Gare de Brest
- Gare de Rouen-Rive-Droite
- Gare de Saint-Quentin
- Hôtel Westminster (Le Touquet-Paris-Plage)
- Paris
  - Cinéma Gaumont-Opéra
  - Cinéma Le Grand Rex
  - Cinéma Le Louxor
  - Folies Bergère
  - Hôtel Bristol
  - Palais de Chaillot
  - Palais de la Porte-Dorée
  - Palais de Tokyo
  - Théâtre des Champs-Élysées
  - Théâtre Daunou
  - Théâtre de la Michodière
- Piscine Saint-Georges de Rennes
- Musée de la Piscine de Roubaix

### Moderne et contemporain

#### Architectes, urbanistes, designer
Cette liste comprend plusieurs architectes et designer modernistes et contemporain de renom :
- Ricardo Bofill,
- Frédéric Borel,
- Paul Chemetov,
- Le Corbusier,
- Robert Mallet-Stevens,
- Jean Nouvel,
- Ieoh Ming Pei,
- Auguste Perret,
- Dominique Perrault,
- Christian de Portzamparc,
- Fernand Pouillon...

#### Exemples de bâtiments modernistes et contemporains en France
- Centre-ville reconstruit du Havre
- Tour Perret (Amiens)
- Tour Perret (Grenoble)

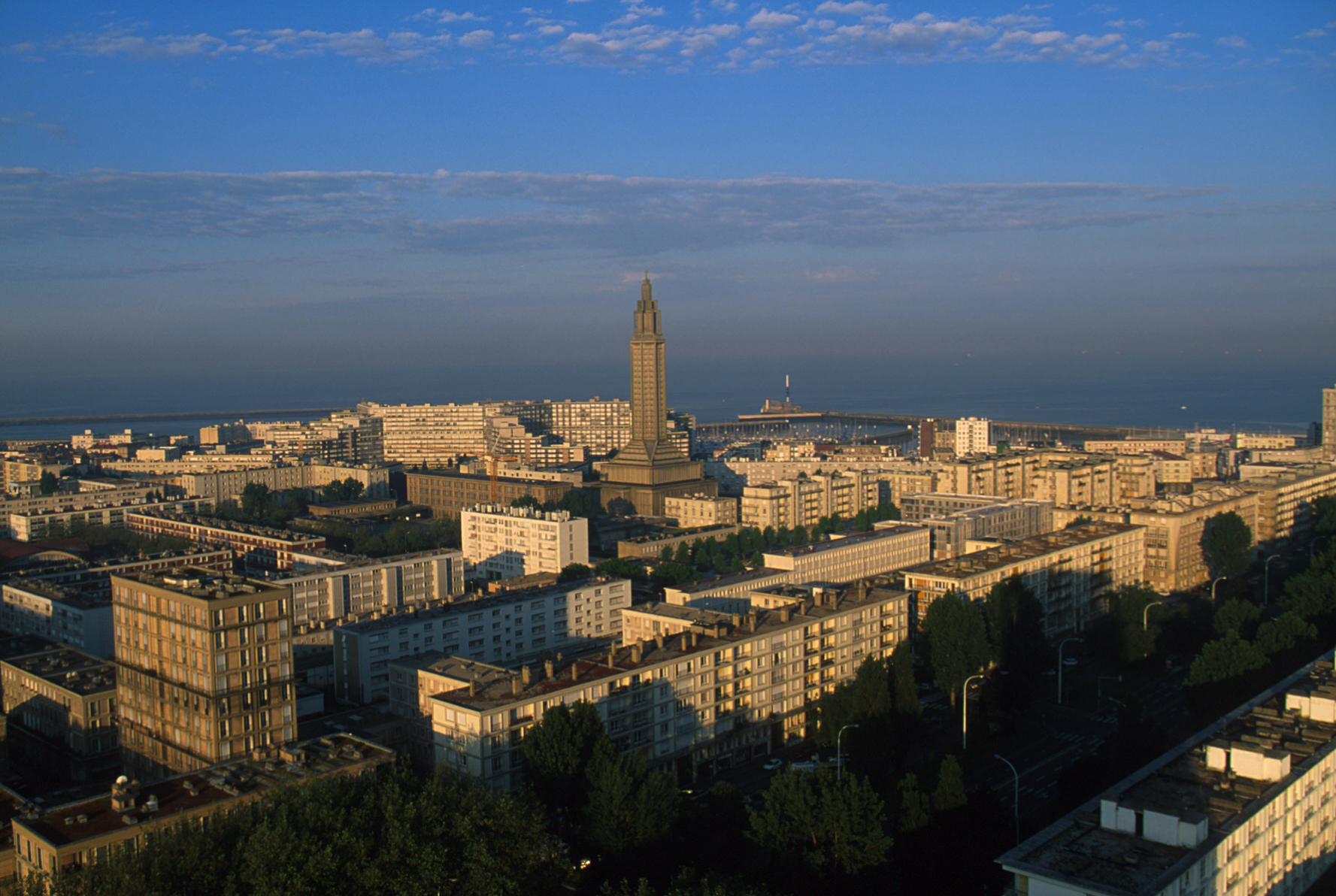
Le Havre, centre-ville

Chapelle Notre-Dame du Haut

Puteaux, Arche de la Défense

- Résidence Salmson Le Point du Jour (Boulogne-Billancourt)
- Aérogare de Marseille (Marignane)
- Marseille :
  - Station sanitaire
  - Immeuble du Vieux-Port
- Chapelle Notre-Dame du Haut de Ronchamp (Haute-Saône)
- Quartier Antigone (Montpellier)
- Arcades du Lac de Montigny-le-Bretonneux
- Espaces d'Abraxas de Noisy-le-Grand
- Paris :
  - Bibliothèque nationale de France
  - Centre national d'art et de culture Georges-Pompidou
  - Cité des sciences et de l'industrie
  - Les Echelles du Baroque
  - École nationale supérieure d'architecture de Paris-Val de Seine
  - Institut du monde arabe
  - Opéra Bastille
  - Tour Montparnasse
- La Défense (quartier d'affaires)
- Arche de la Défense à Puteaux
- Palais de justice de Laval
- Palais des sports de Rouen
- Villa Cavrois de Croix (Nord)
- Villa Noailles (Hyères)
- Villa Savoye (Poissy)
- Bâtiments de Jean Nouvel

## Les architectures régionales

### Alsacienne

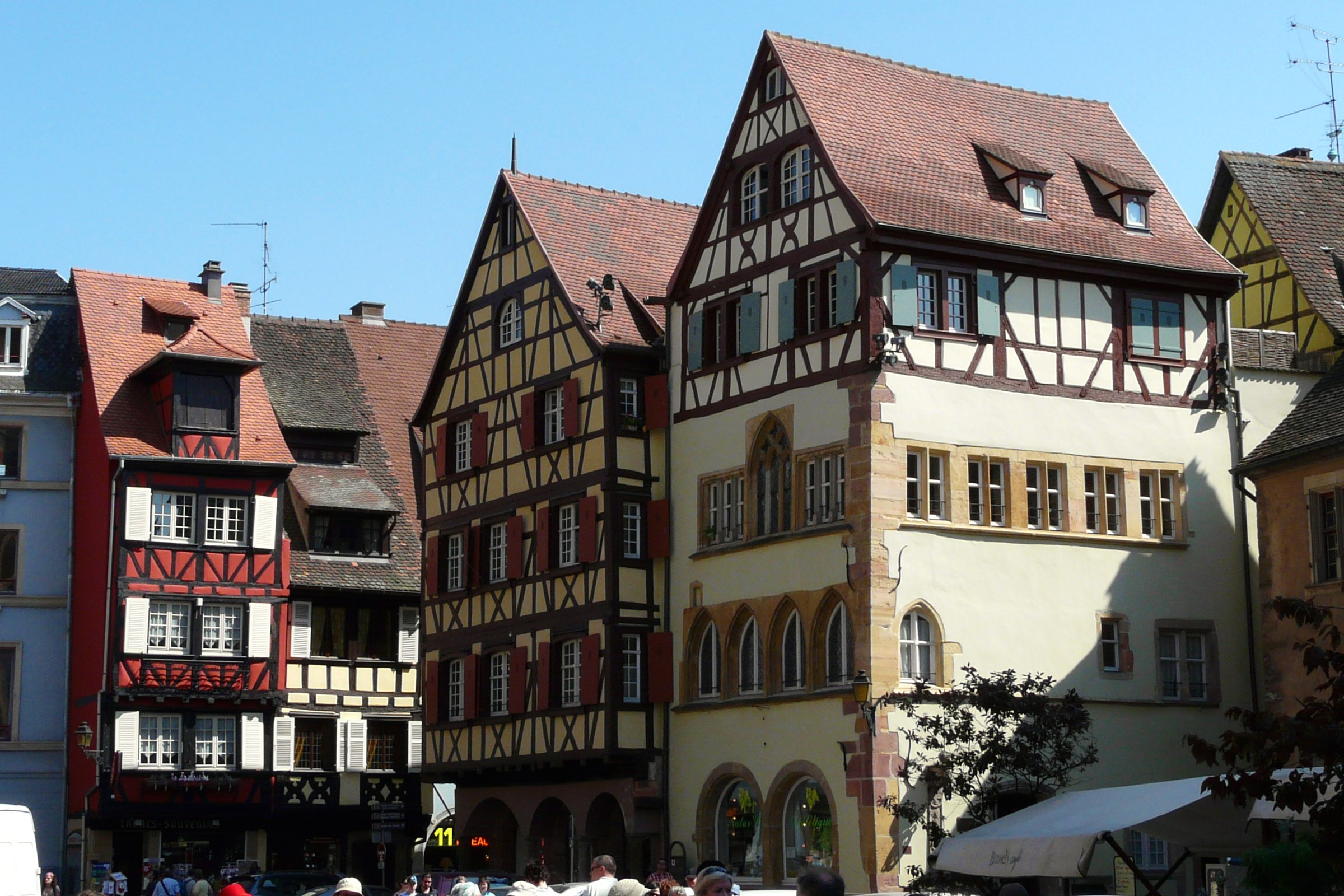
Colmar, place de la cathédrale
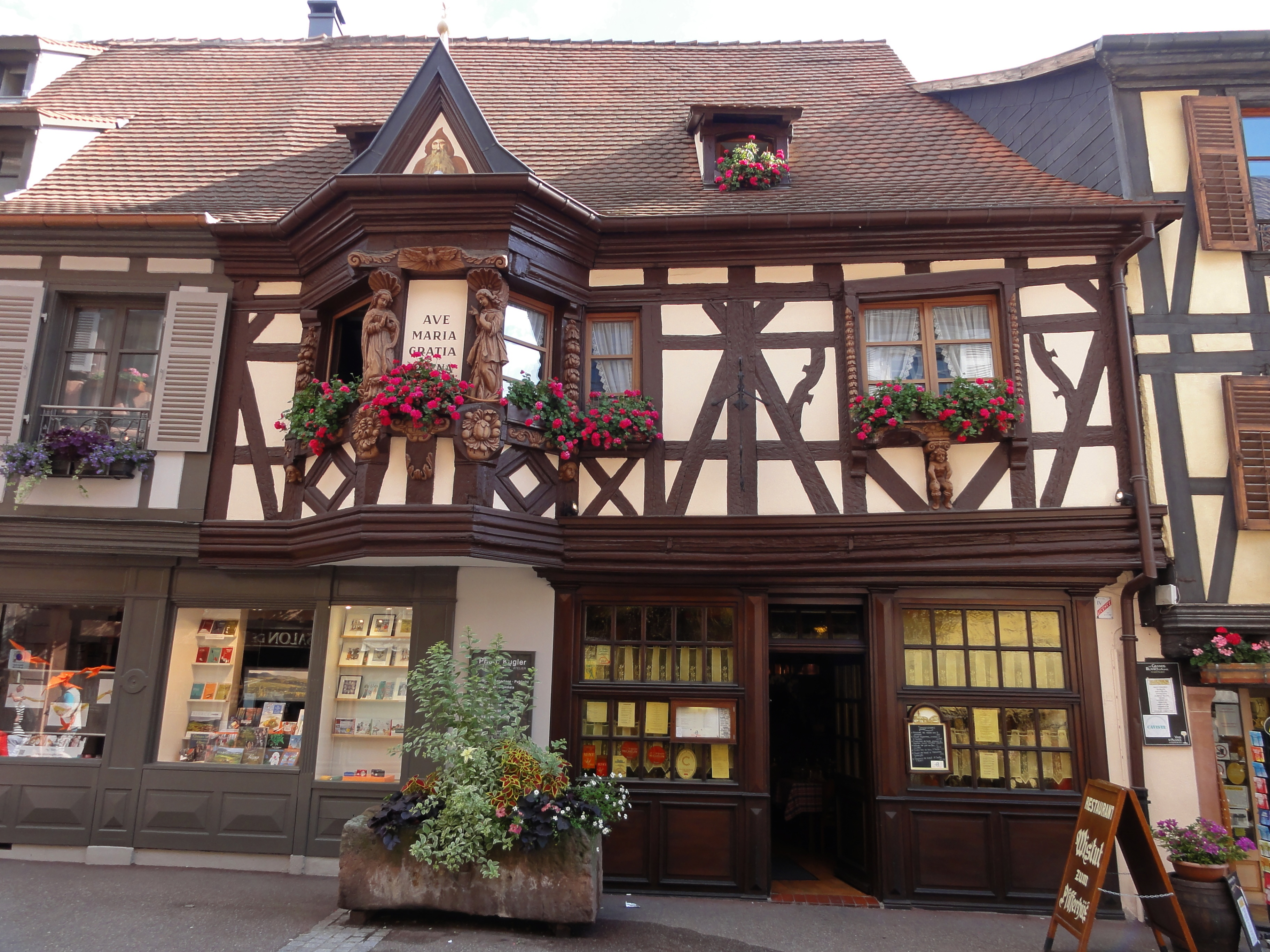
Ribeauvillé, maison des Ménétriers
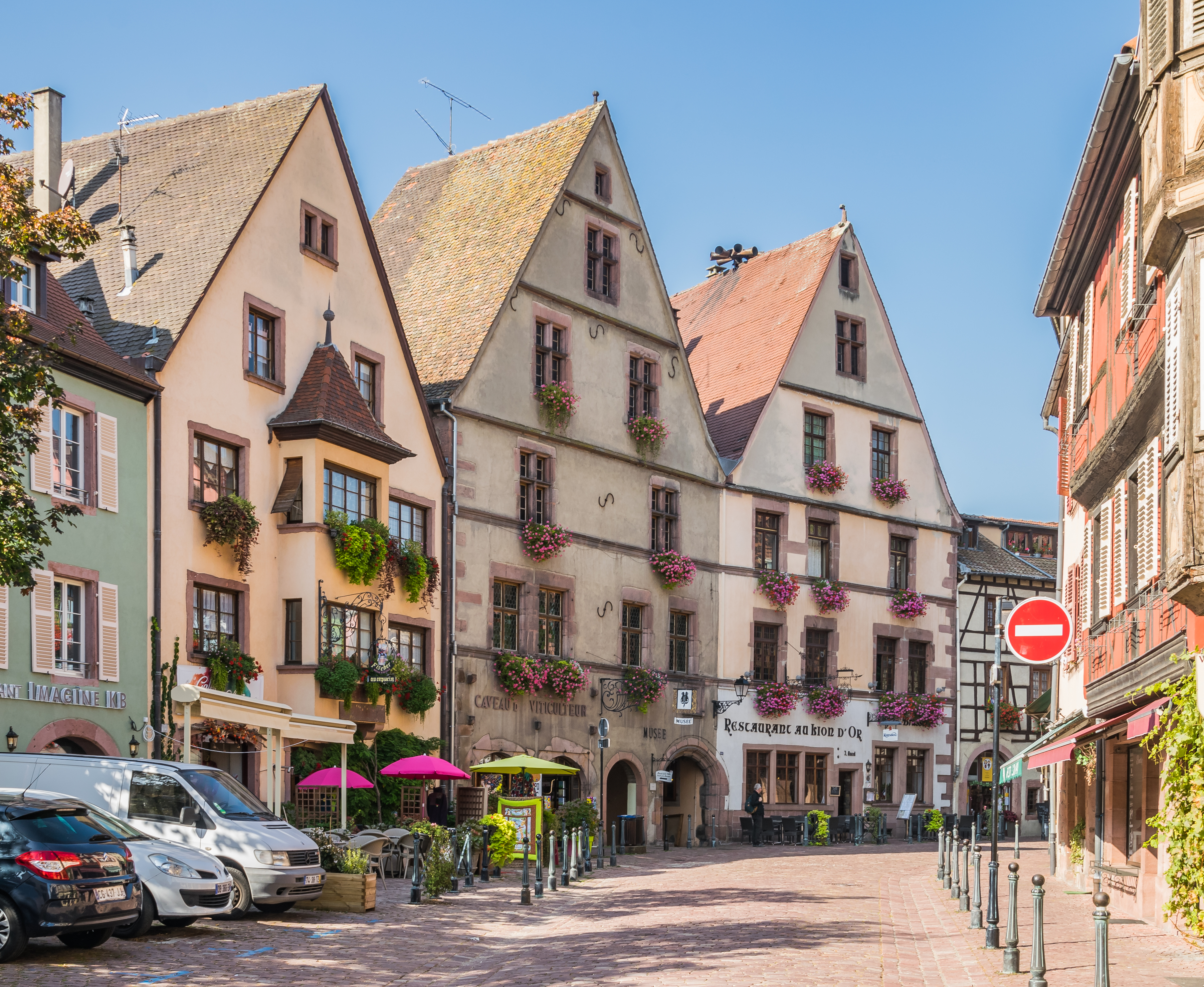
Kaysersberg, rue du général de Gaulle
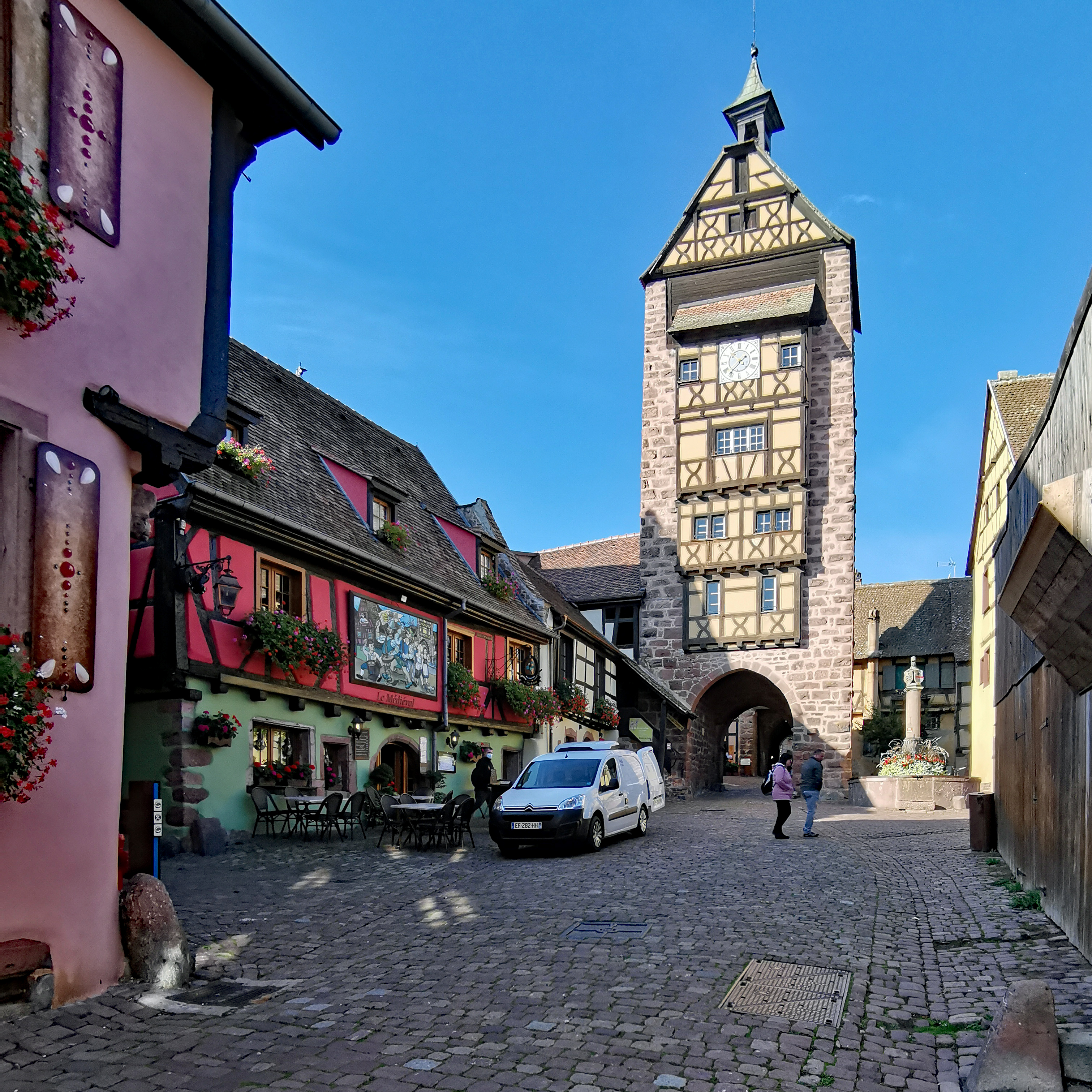
Riquewihr, le Dolder (porte de la ville)

### Auvergnate

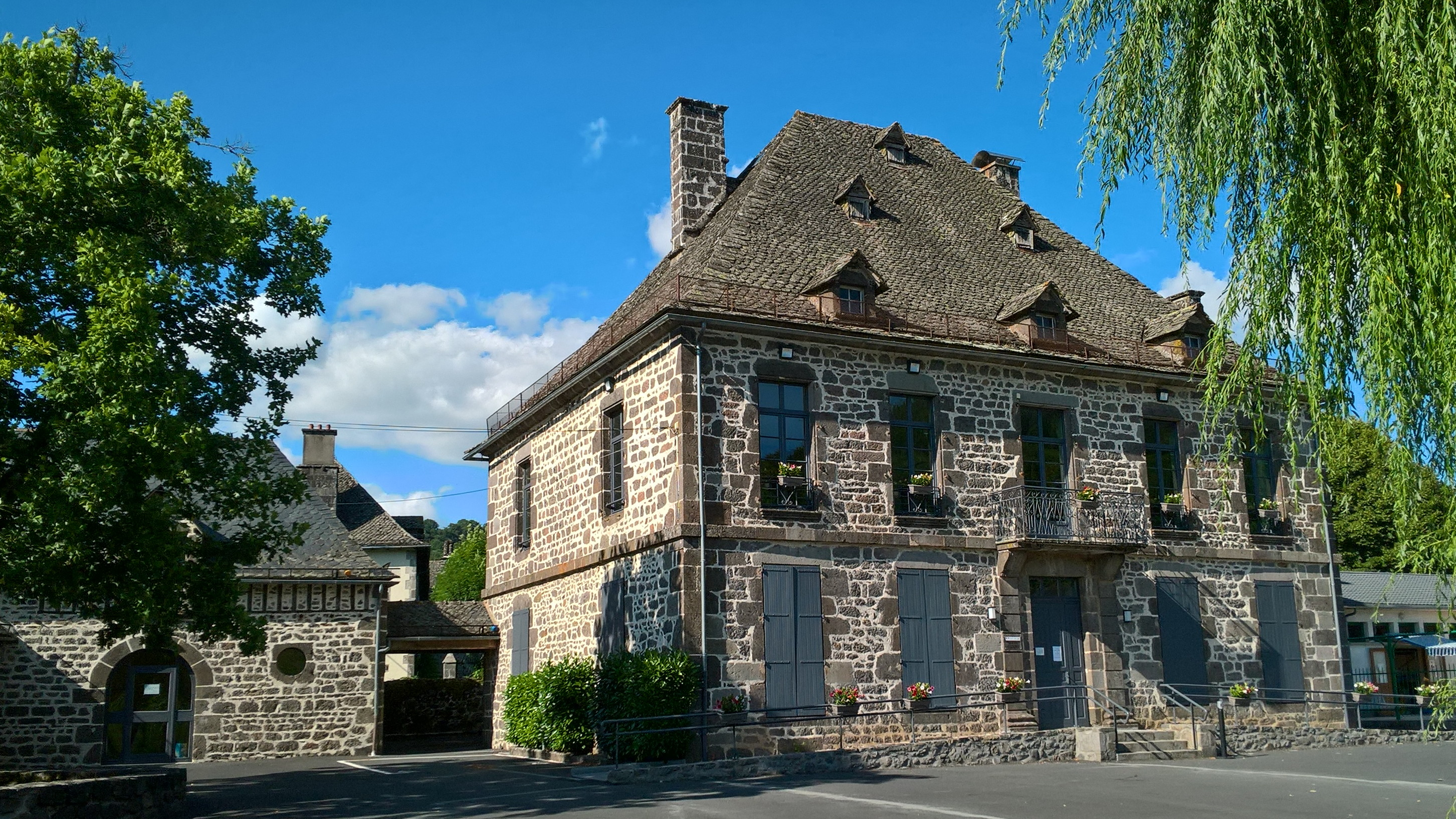
Mairie de Saint-Martin-Valmeroux
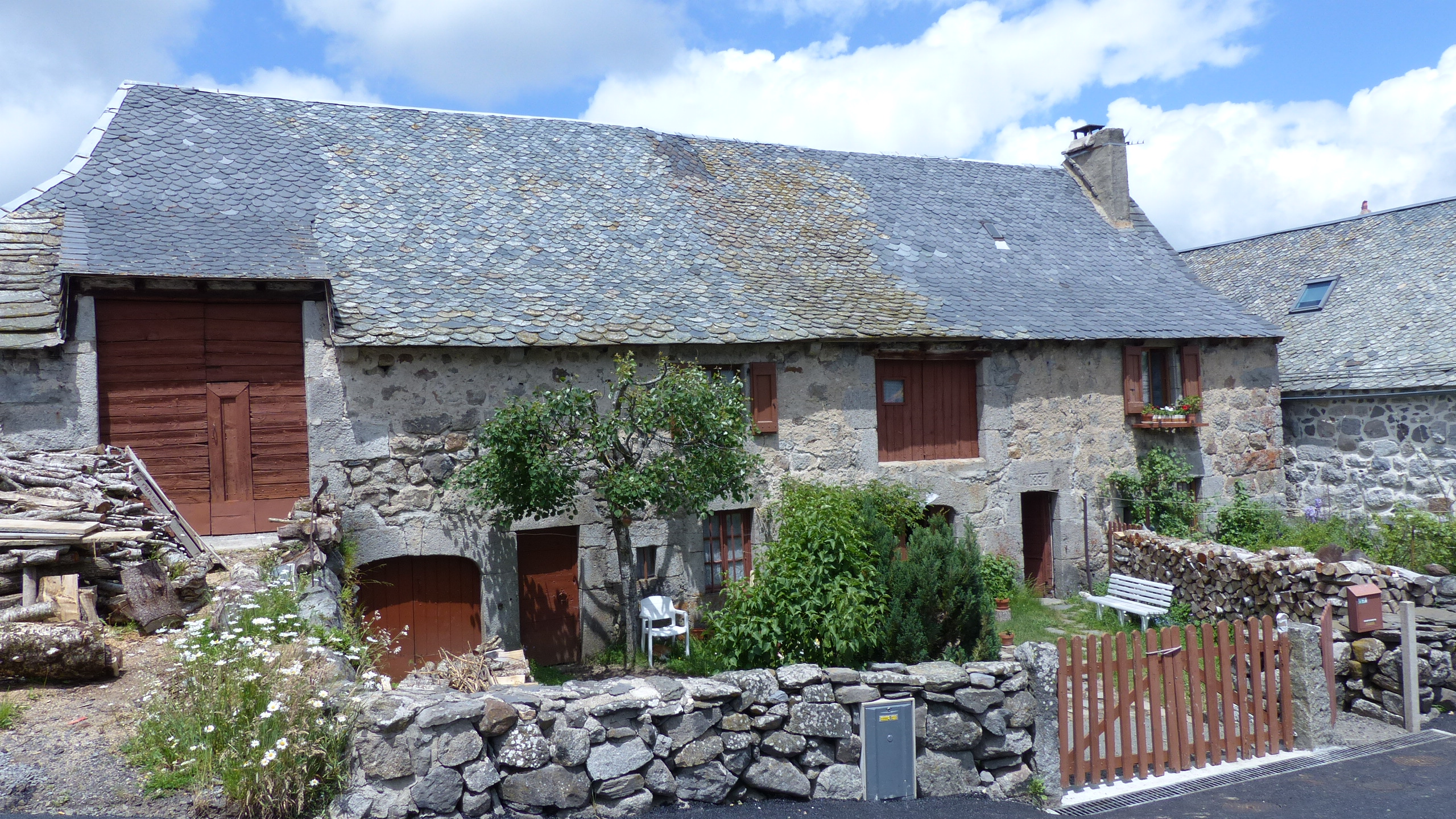
Nasbinals, maison traditionnelle
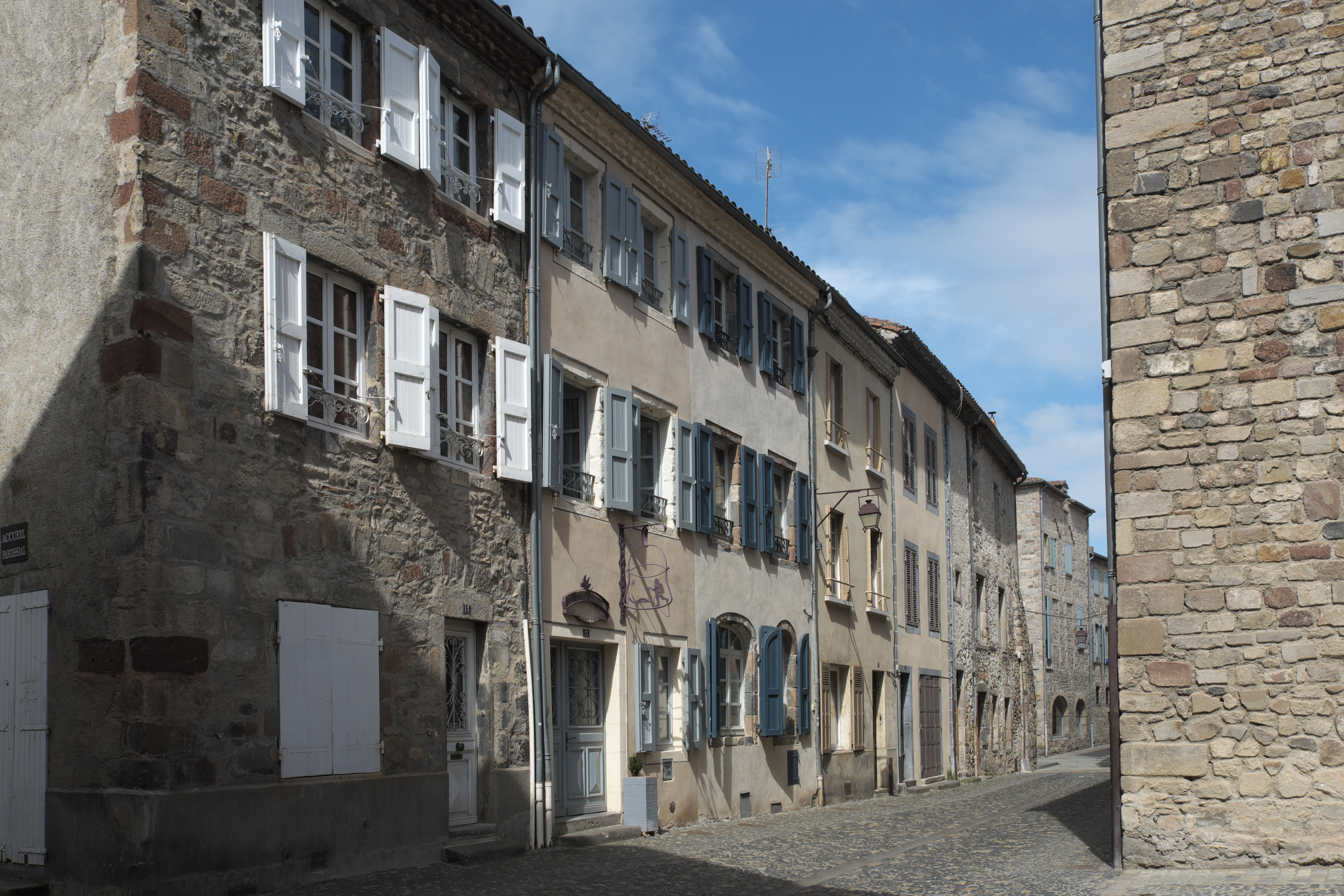
Rue de Brioude

### Basque
On classe les types différents de constructions basques selon leurs différences architecturales et les différents matériaux de construction utilisés :
- type atlantique : maison de pierre avec structure en bois et un toit peu incliné (20-40o) à deux versants et le faîtage perpendiculaire à la façade principale ;
- type pyrénéen : maison de pierre avec une toiture à croupe à pente raide (inclinaison de 40-60°) recouverte d'ardoises ;
- type central : maison de pierre avec toiture à deux versants et le faîte est soit parallèle soit perpendiculaire à la façade principale ;
- type méridional : construction faite de pierres en partie, mais aussi de terre, de briques, d'adobes, de mur de terre et souvent avec un toit à un seul versant (inclinaison de 10-20°).

La couleur blanche pour les murs extérieurs et le rouge pour les poutres extérieures et les huisseries sont les points communs de toutes les constructions du pays basque en France.

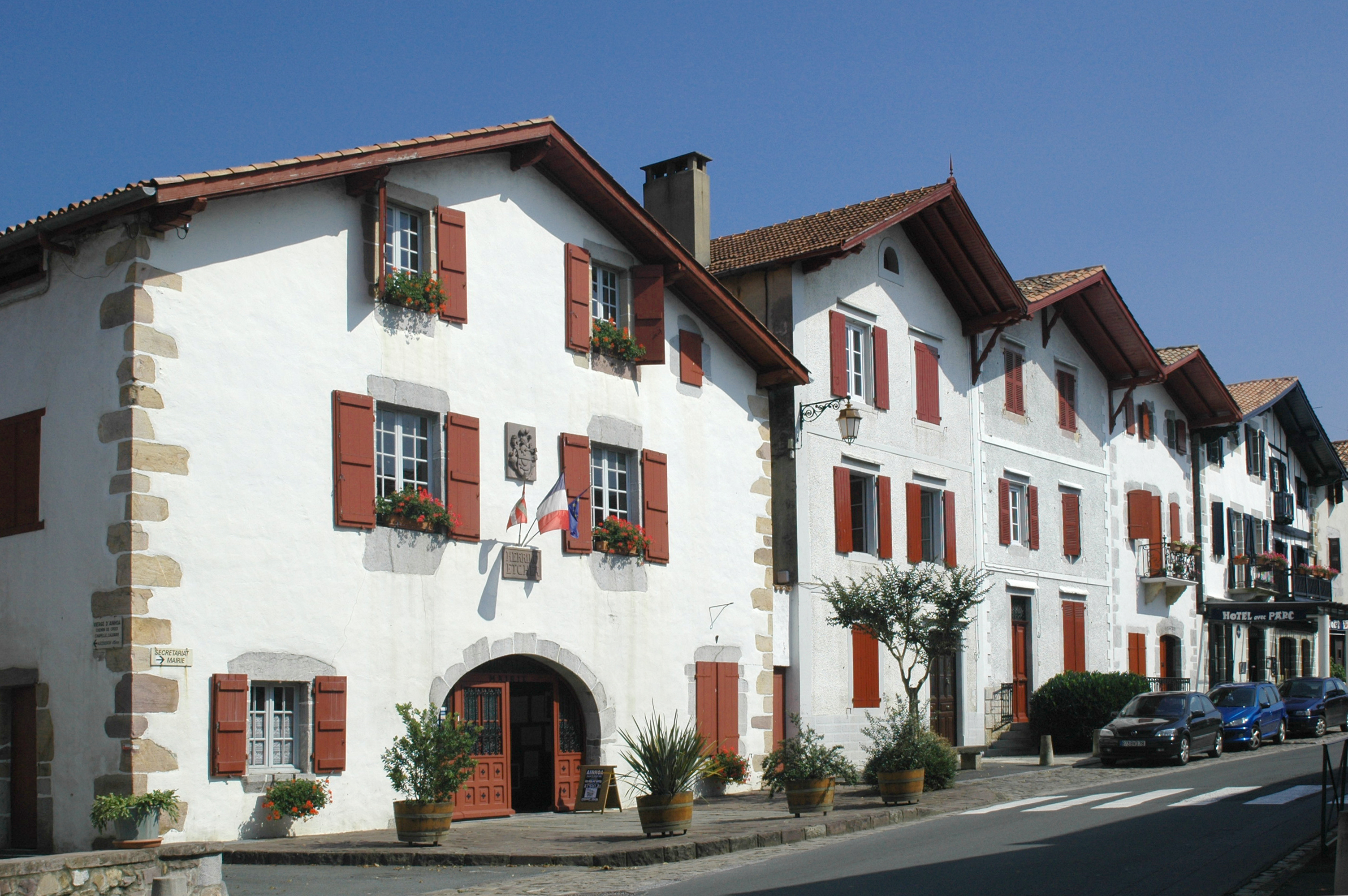
Maisons de la rue principale d'Ainhoa
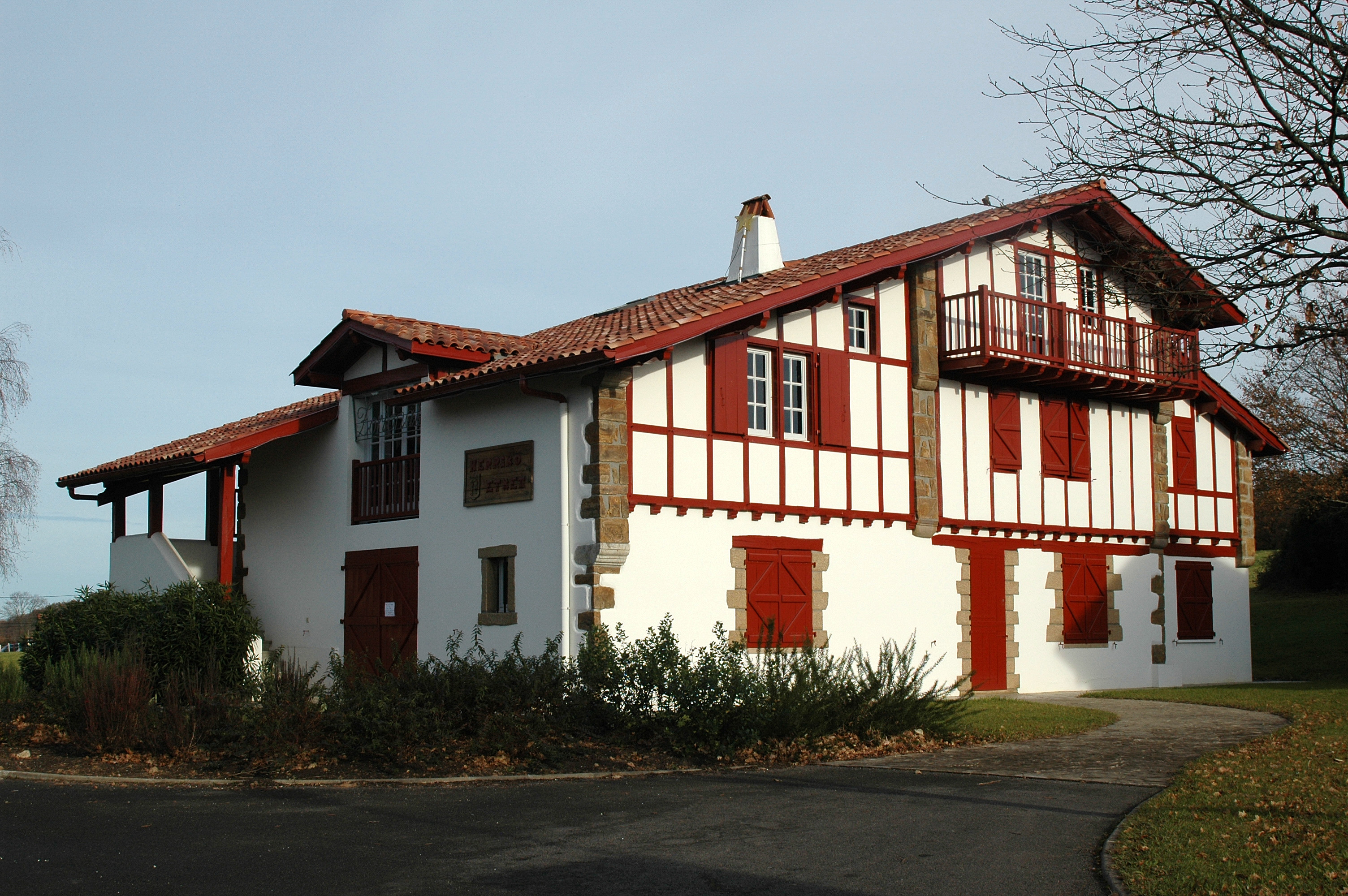
Ferme à Jatxou
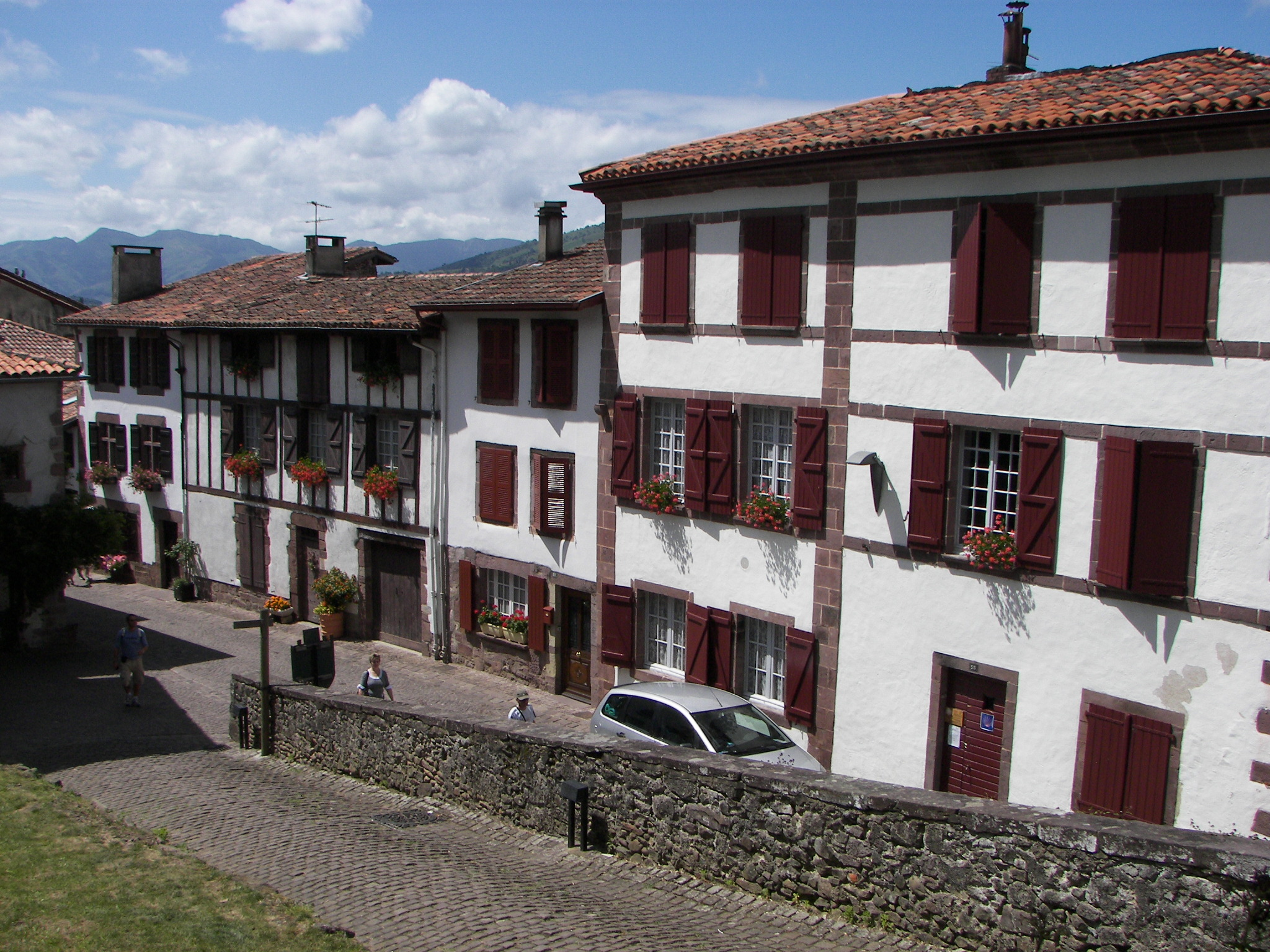
Rue de Saint-Jean-Pied-de-Port

### Bourguignonne

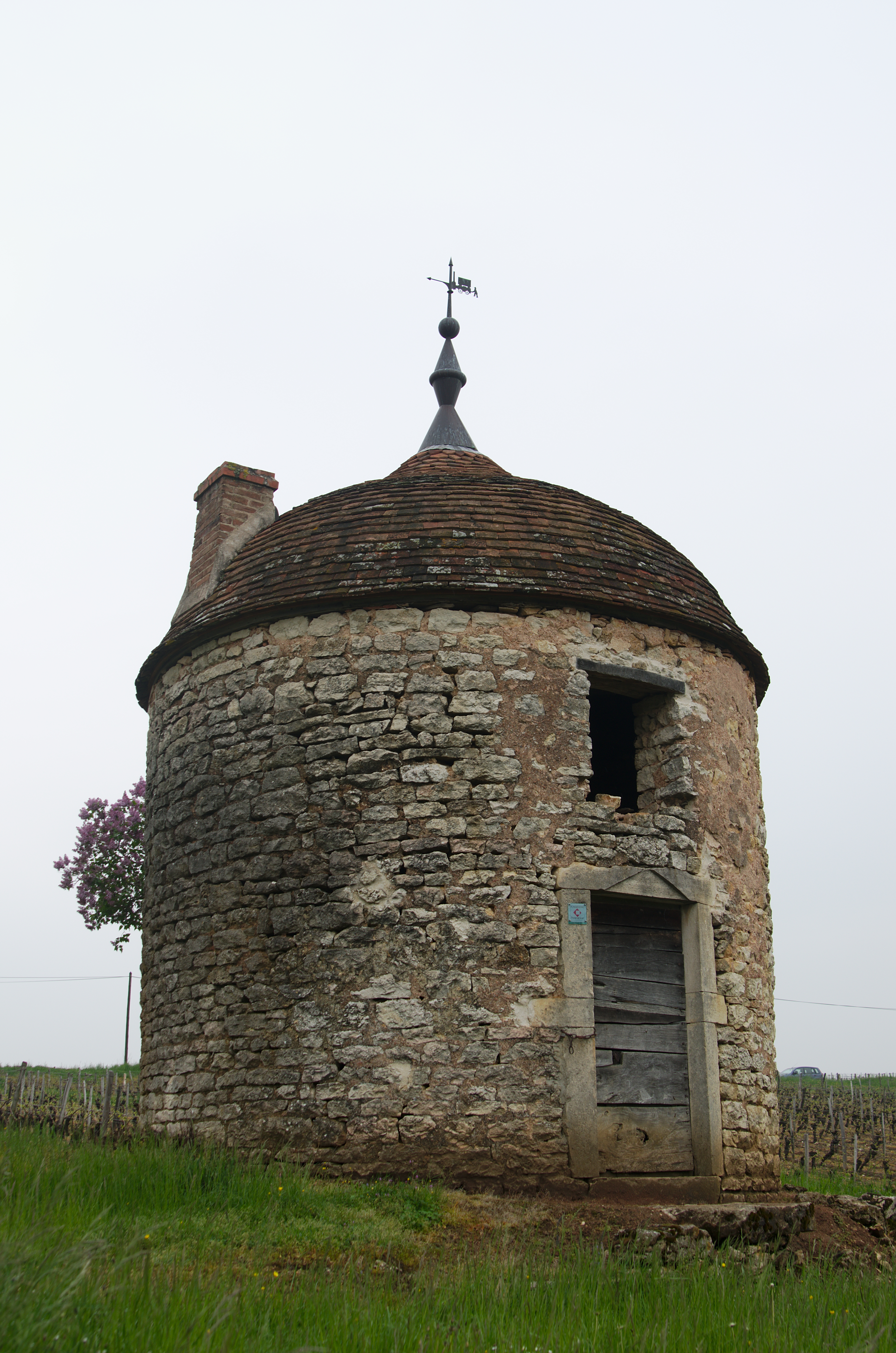
Lugny (Saône-et-Loire), pavillon de vigne
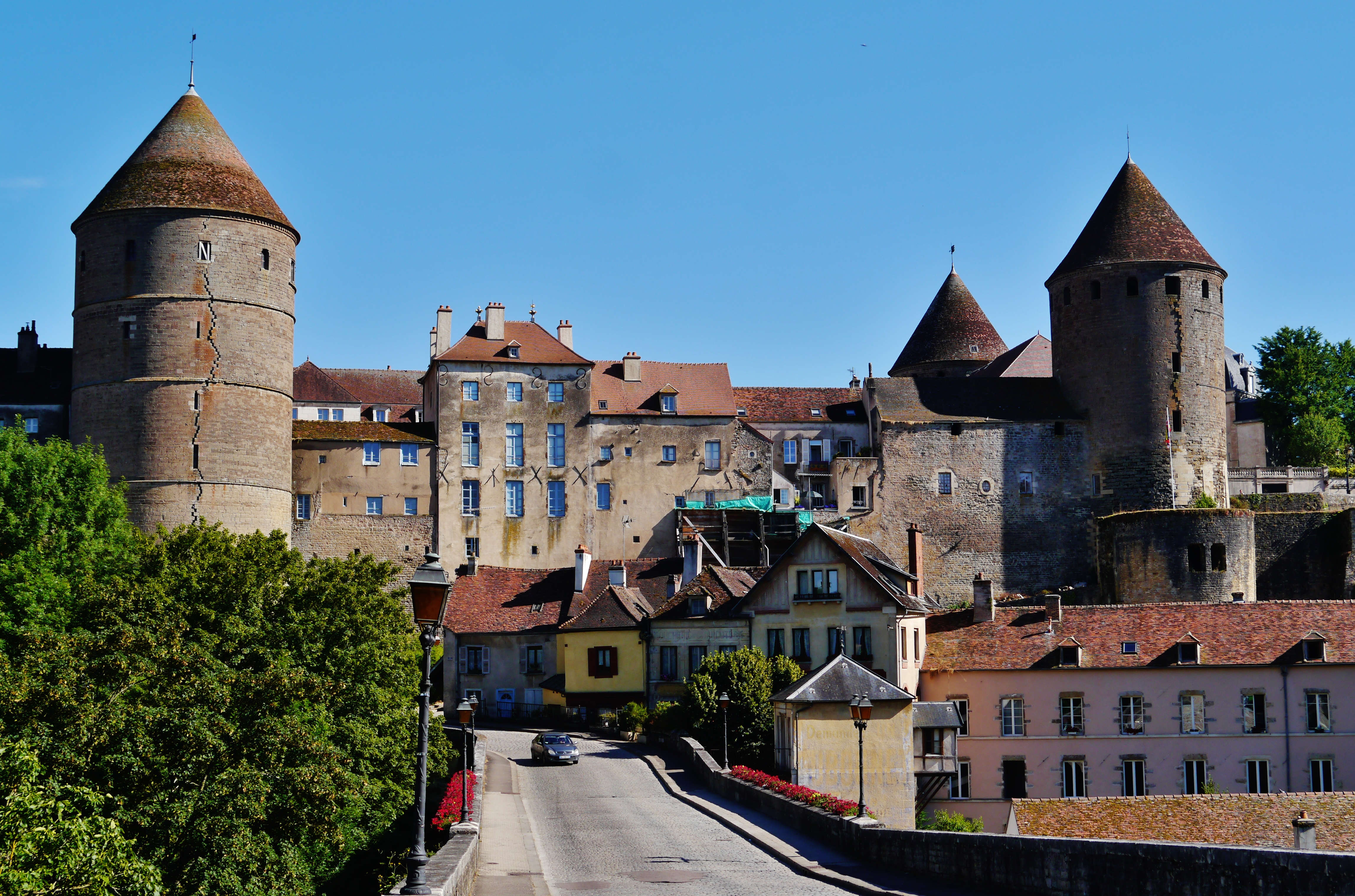
Semur-en-Auxois
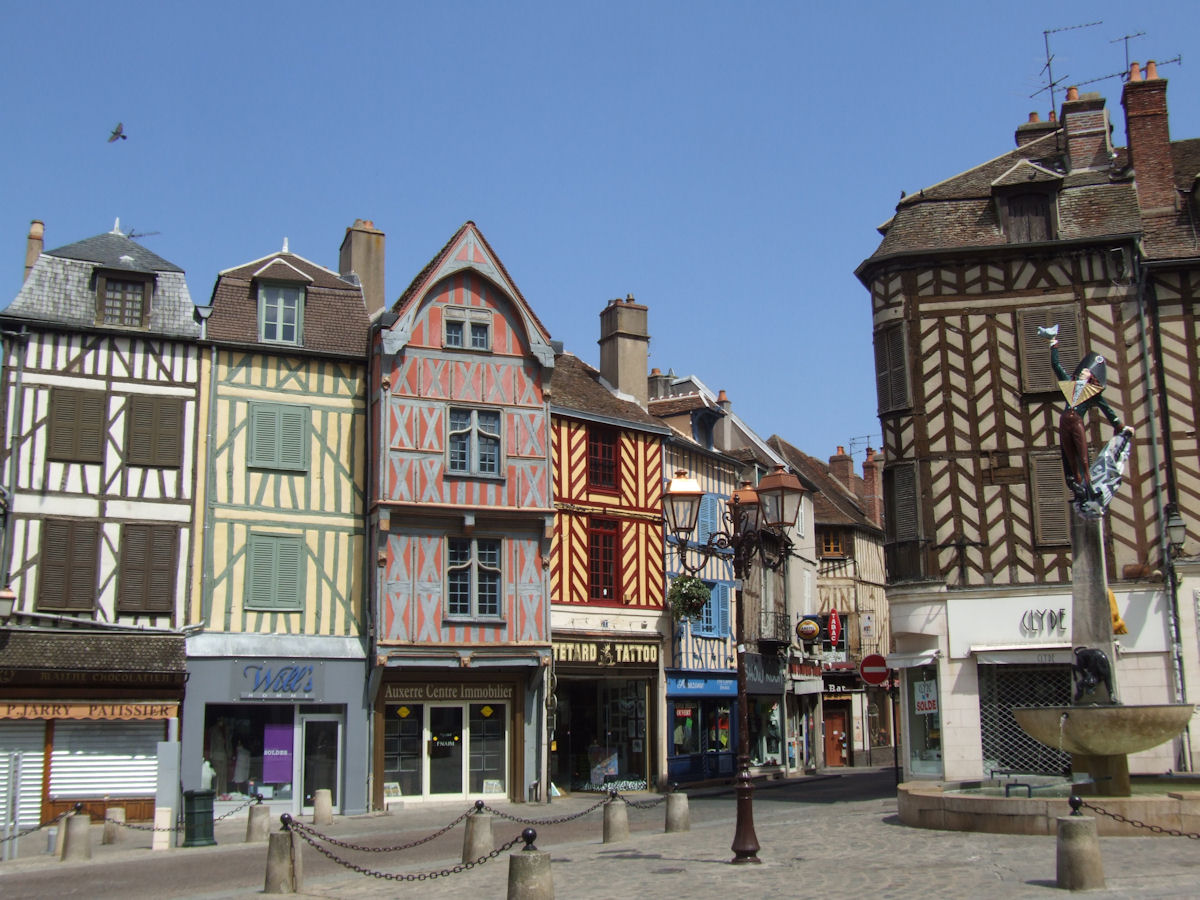
Auxerre, maisons anciennes
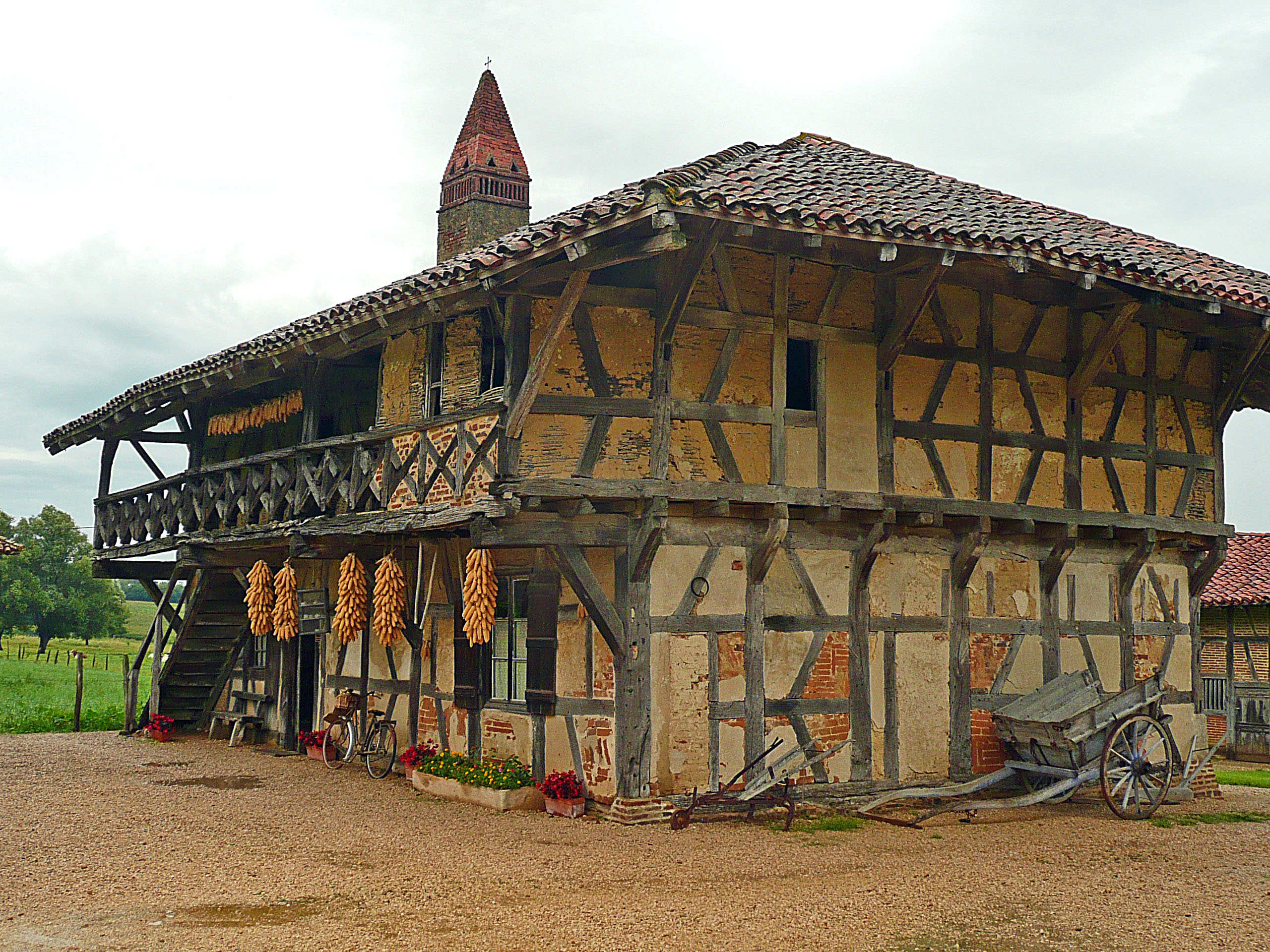
Courtes, Ferme de la Forêt

### Bretonne

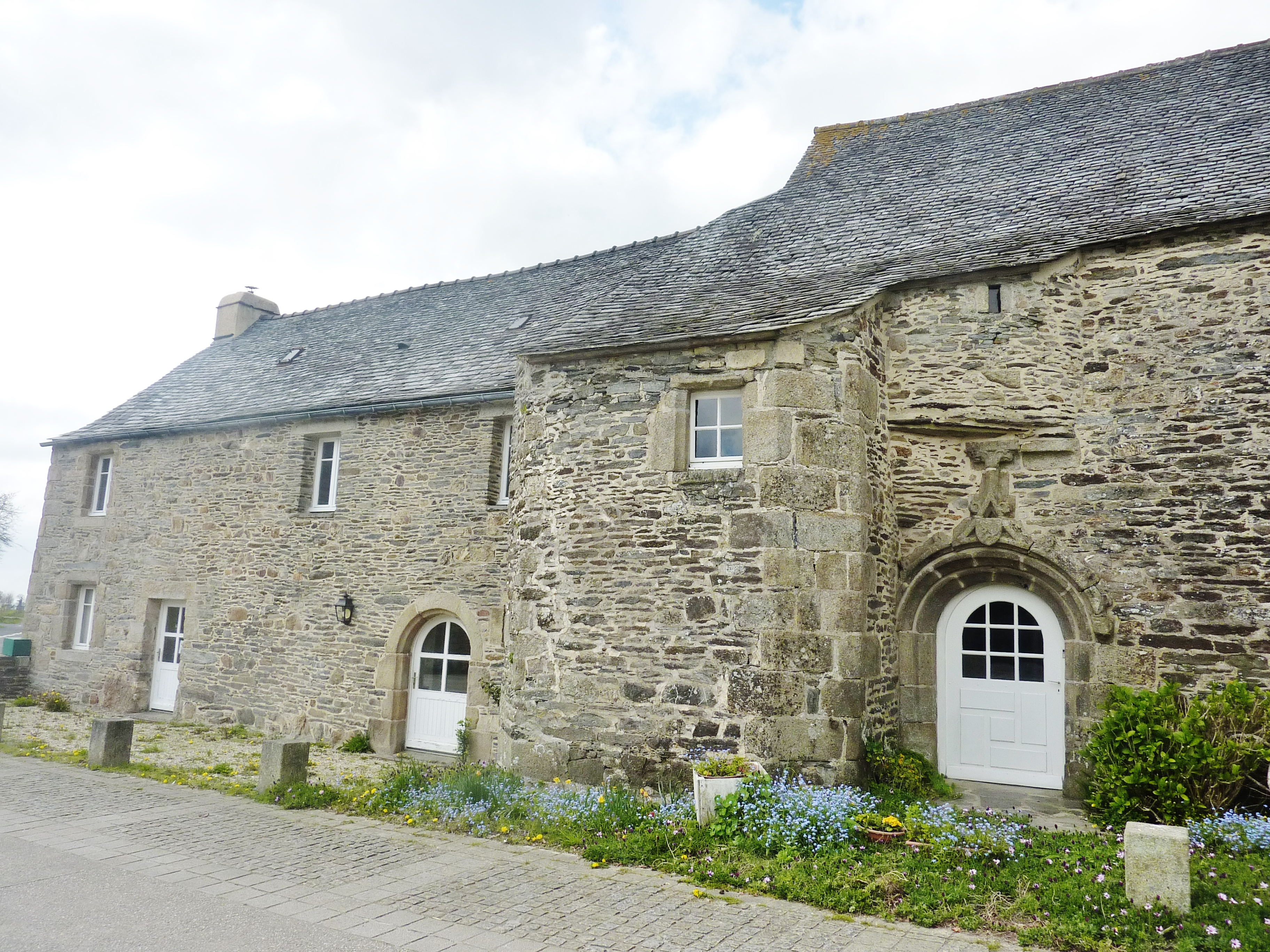
Maisons traditionnelles à La Martyre
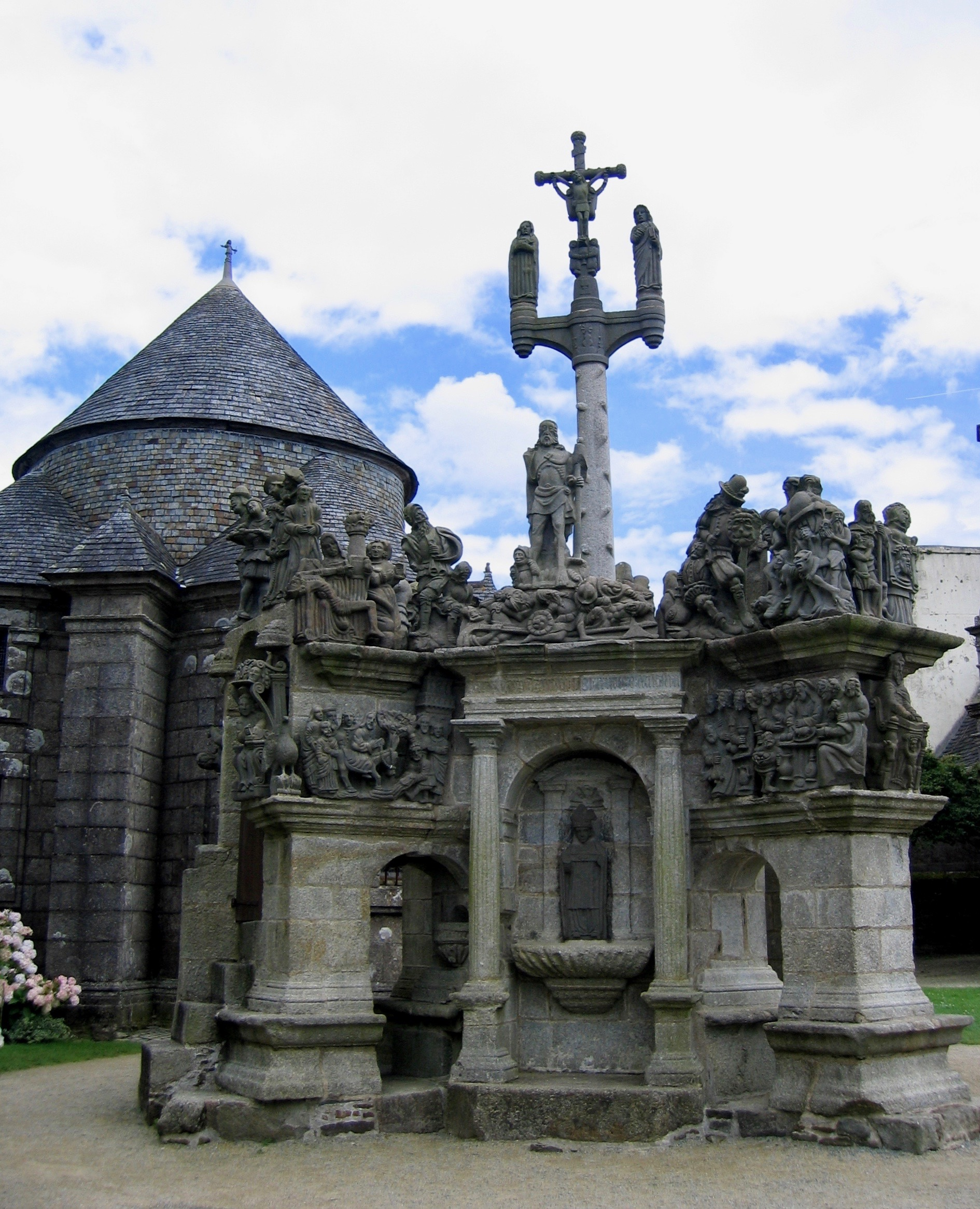
Calvaire de Guimiliau

### Catalane

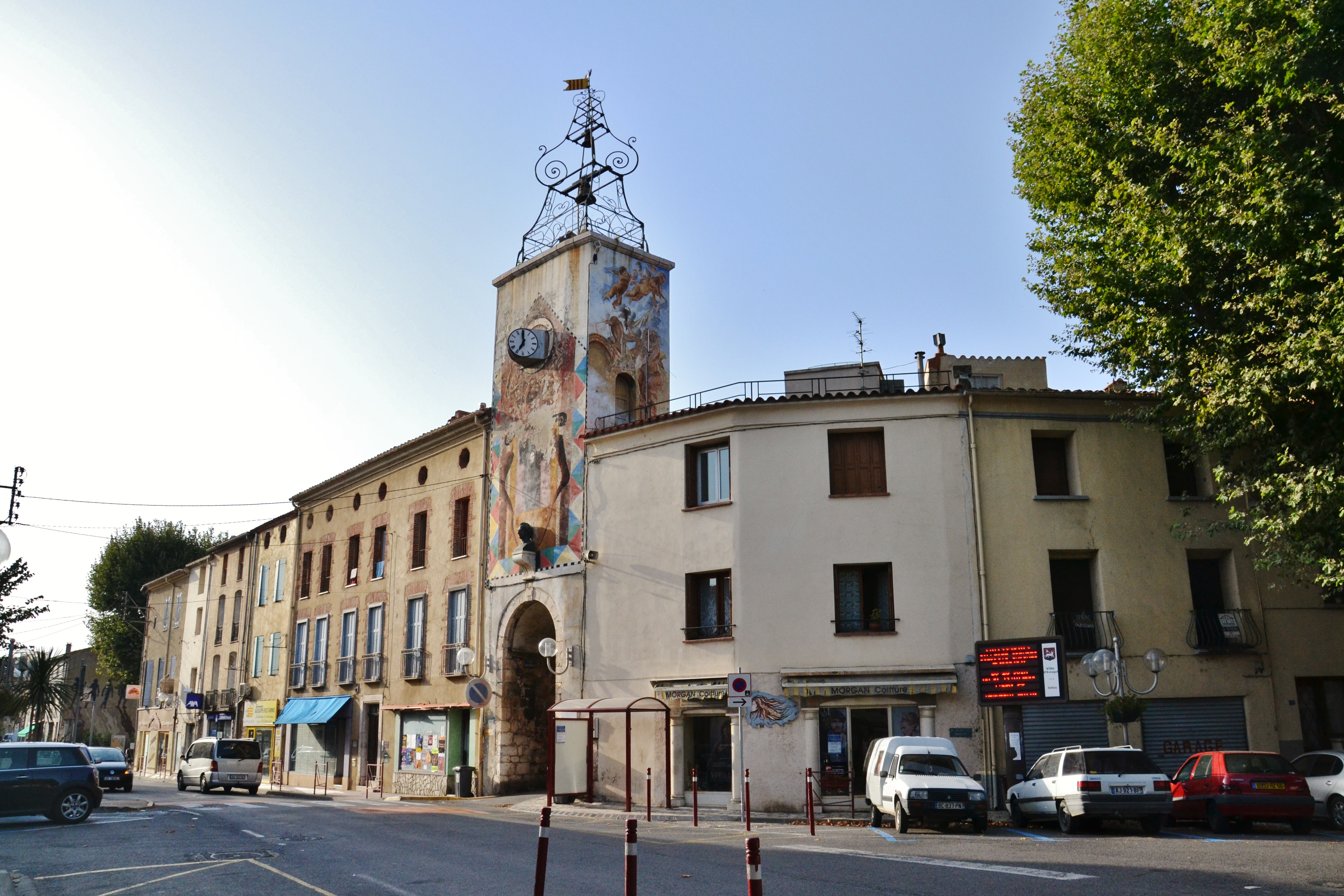
Estagel, tour de l'horloge
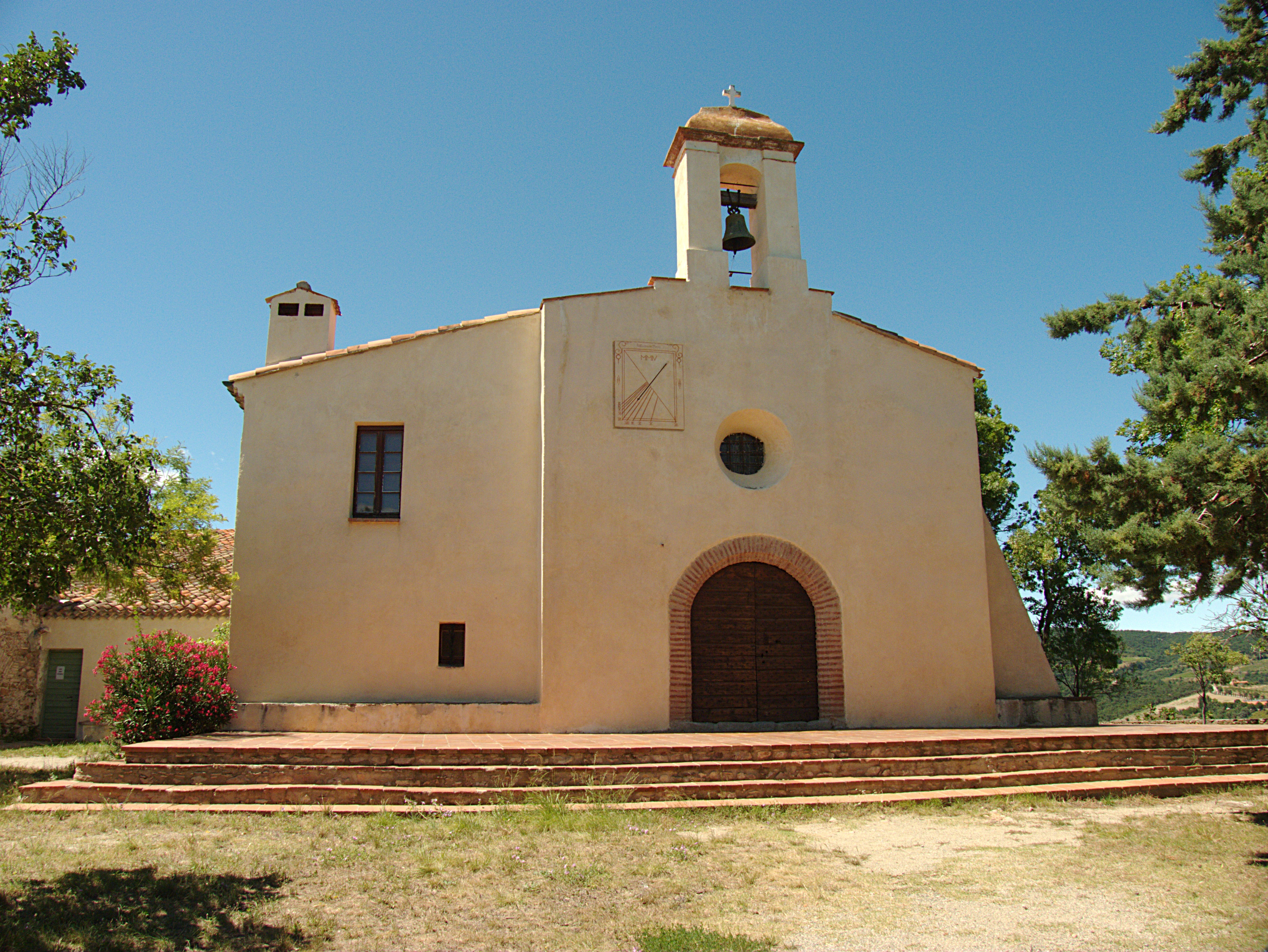
Ermitage Saint-Ferréol de Céret
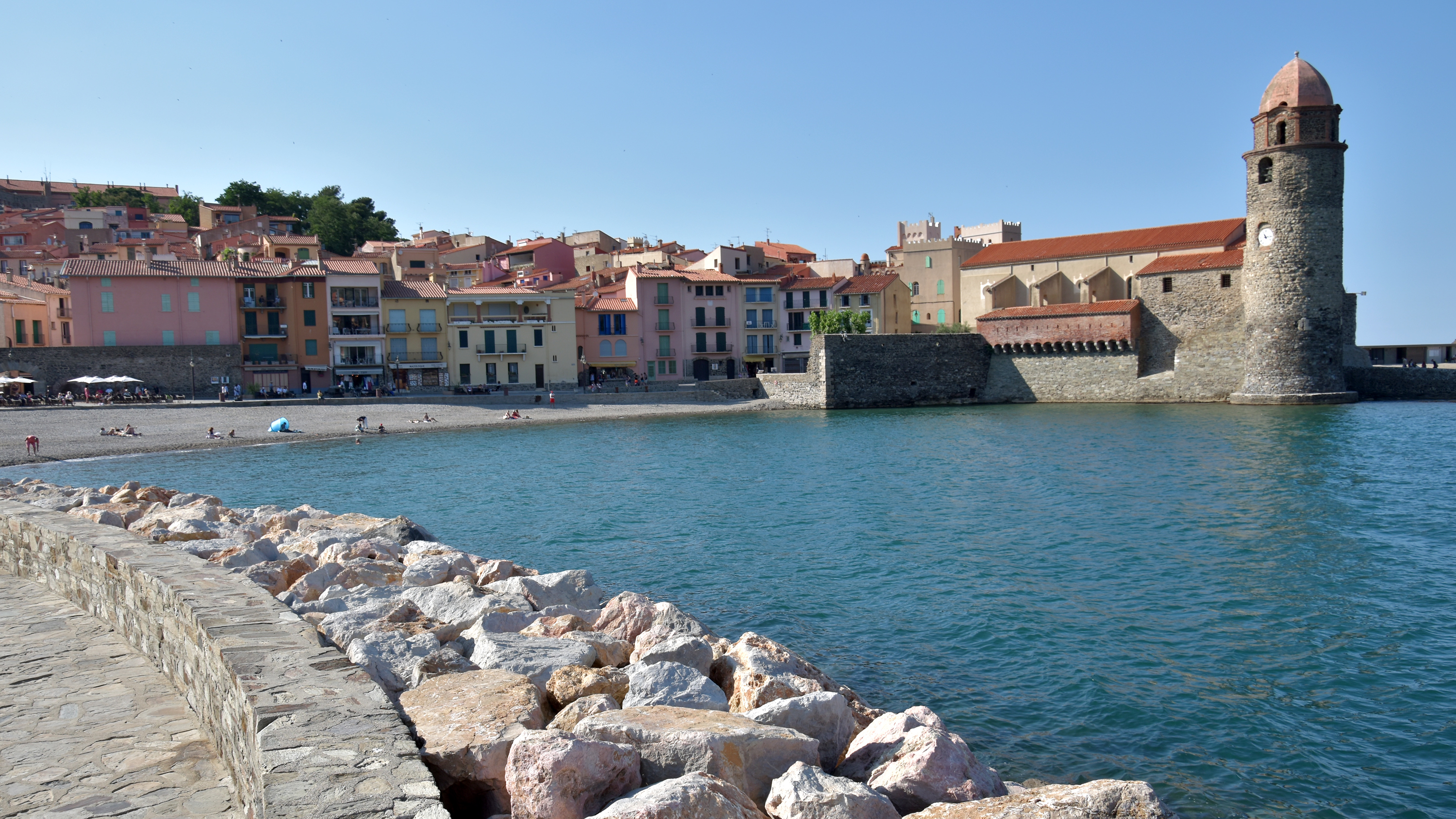
Collioure

### Champenoise

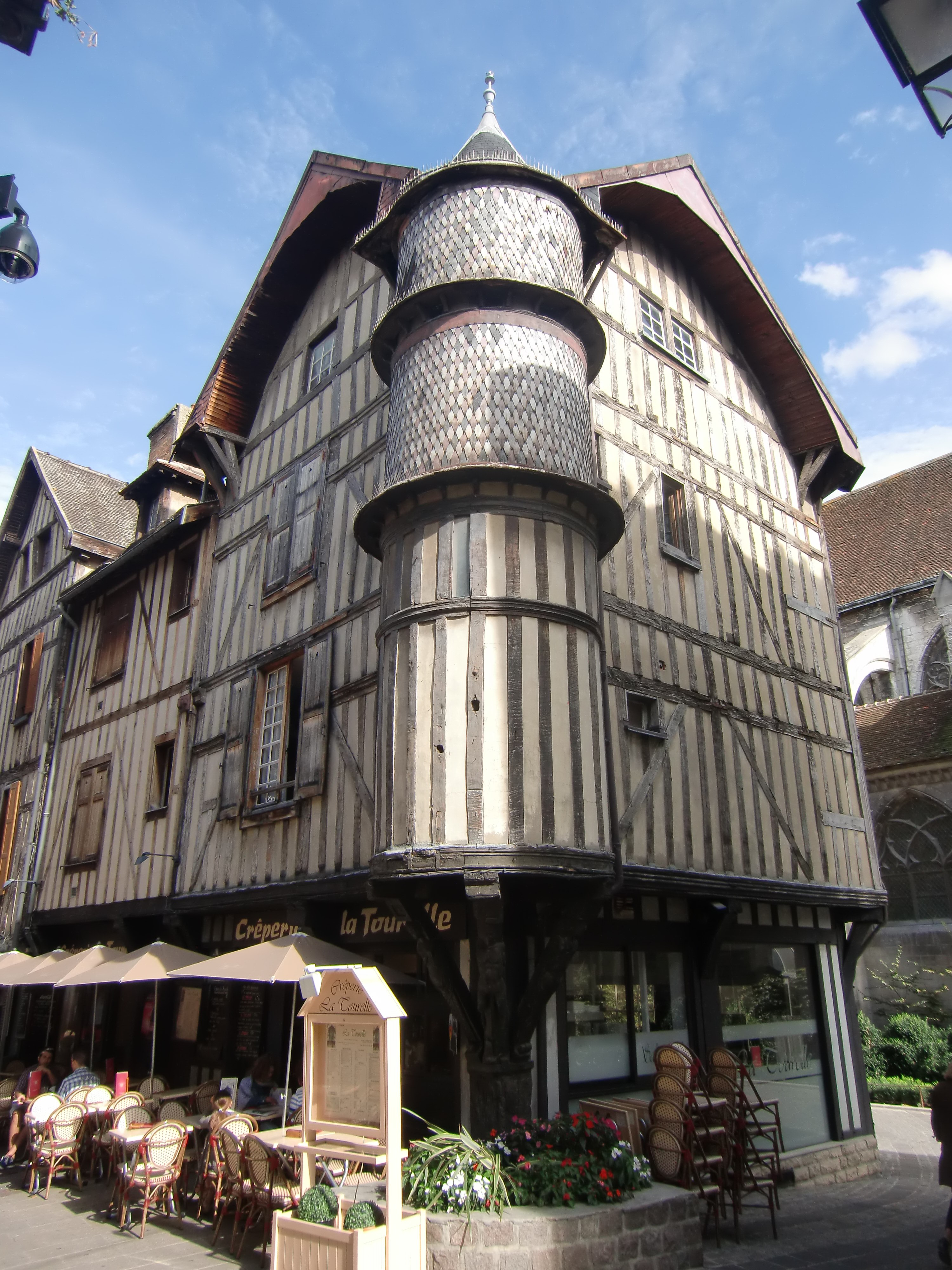
Troyes, Maison de l'Orfèvre
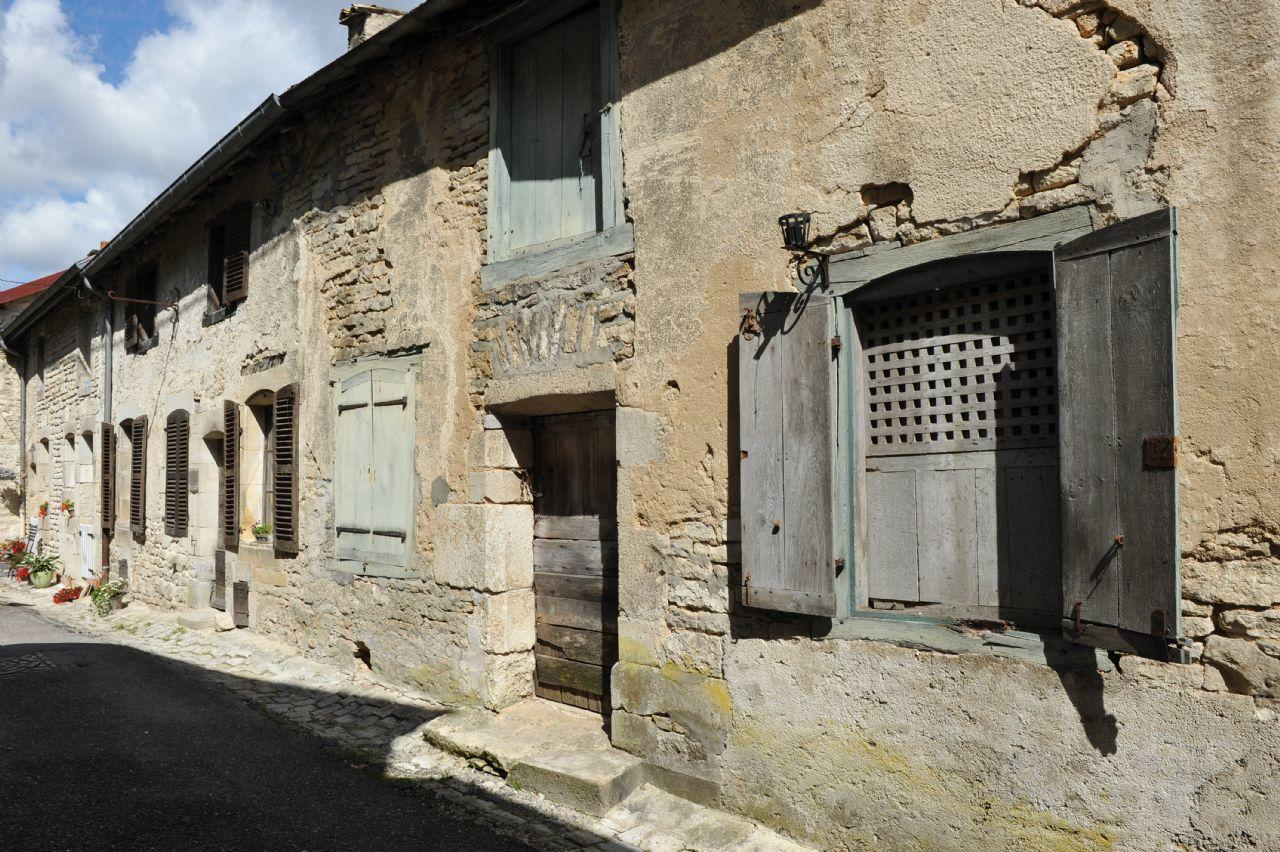
Vignory, maisons du XVIIIe siècle

### Corse

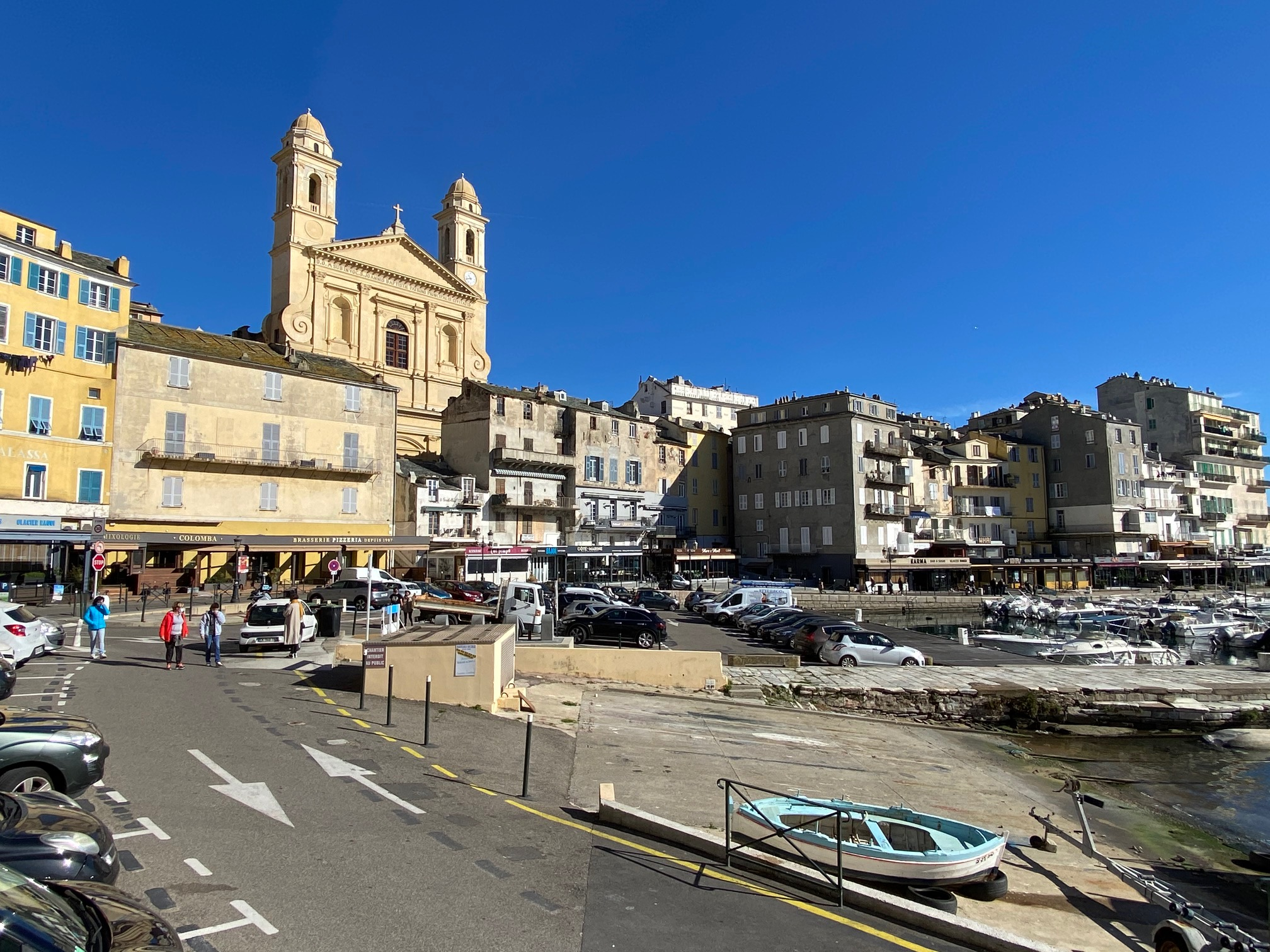
Vieux port de Bastia
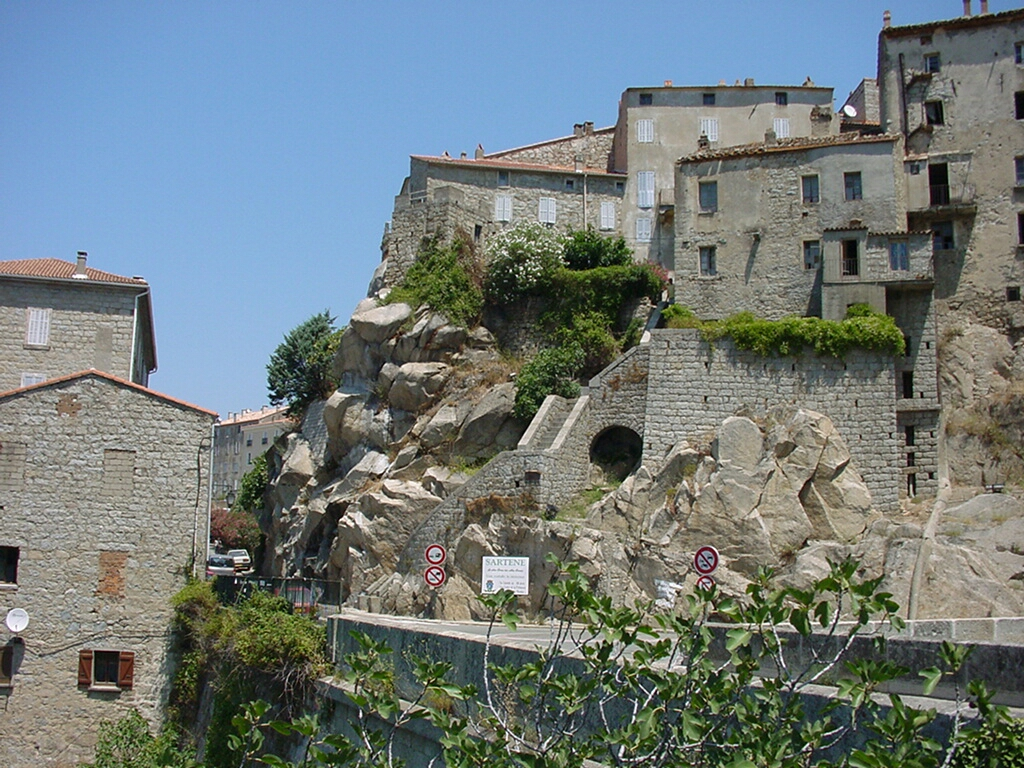
Maisons de Sartène
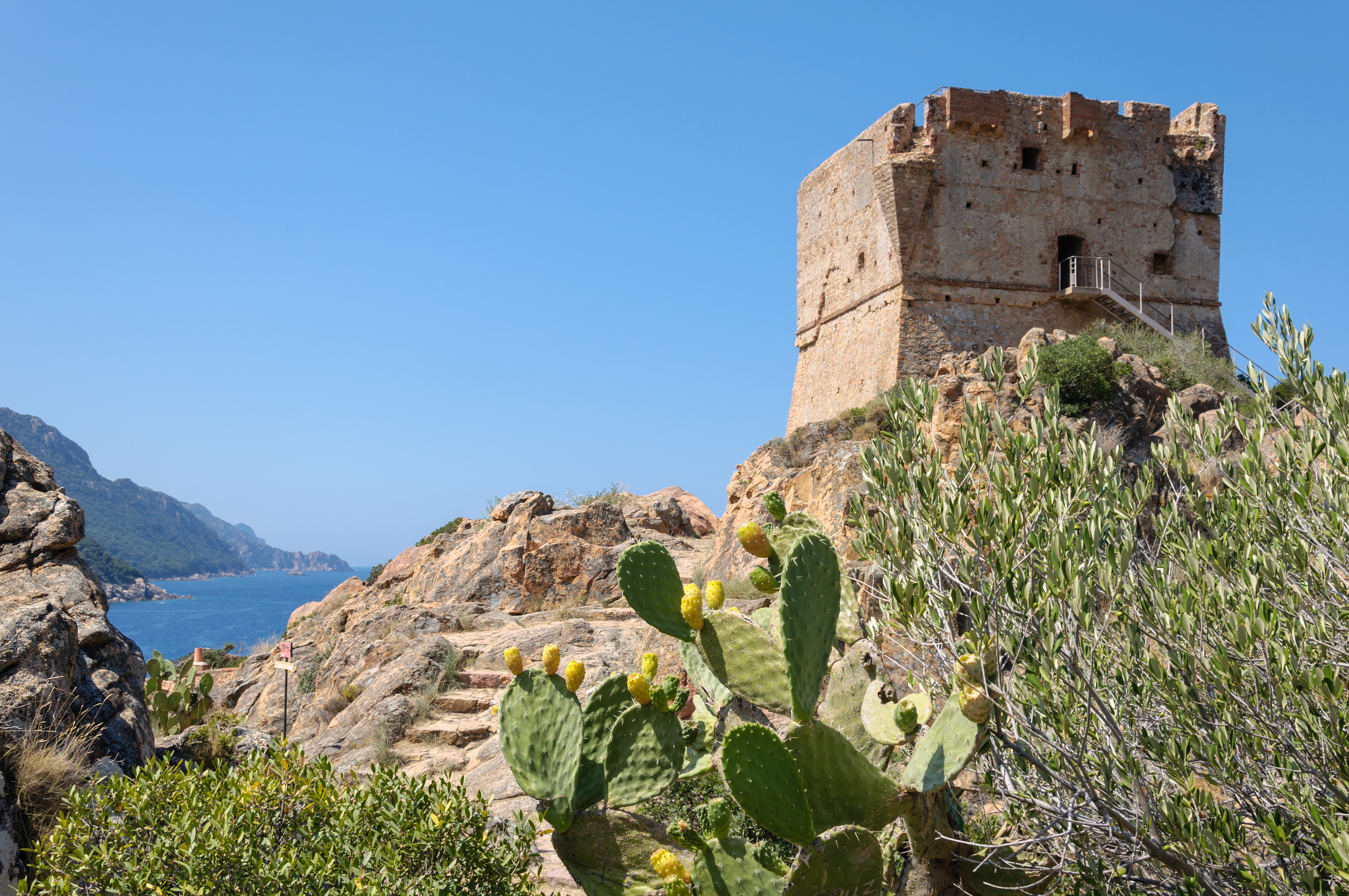
Tour de Porto

### Flamande

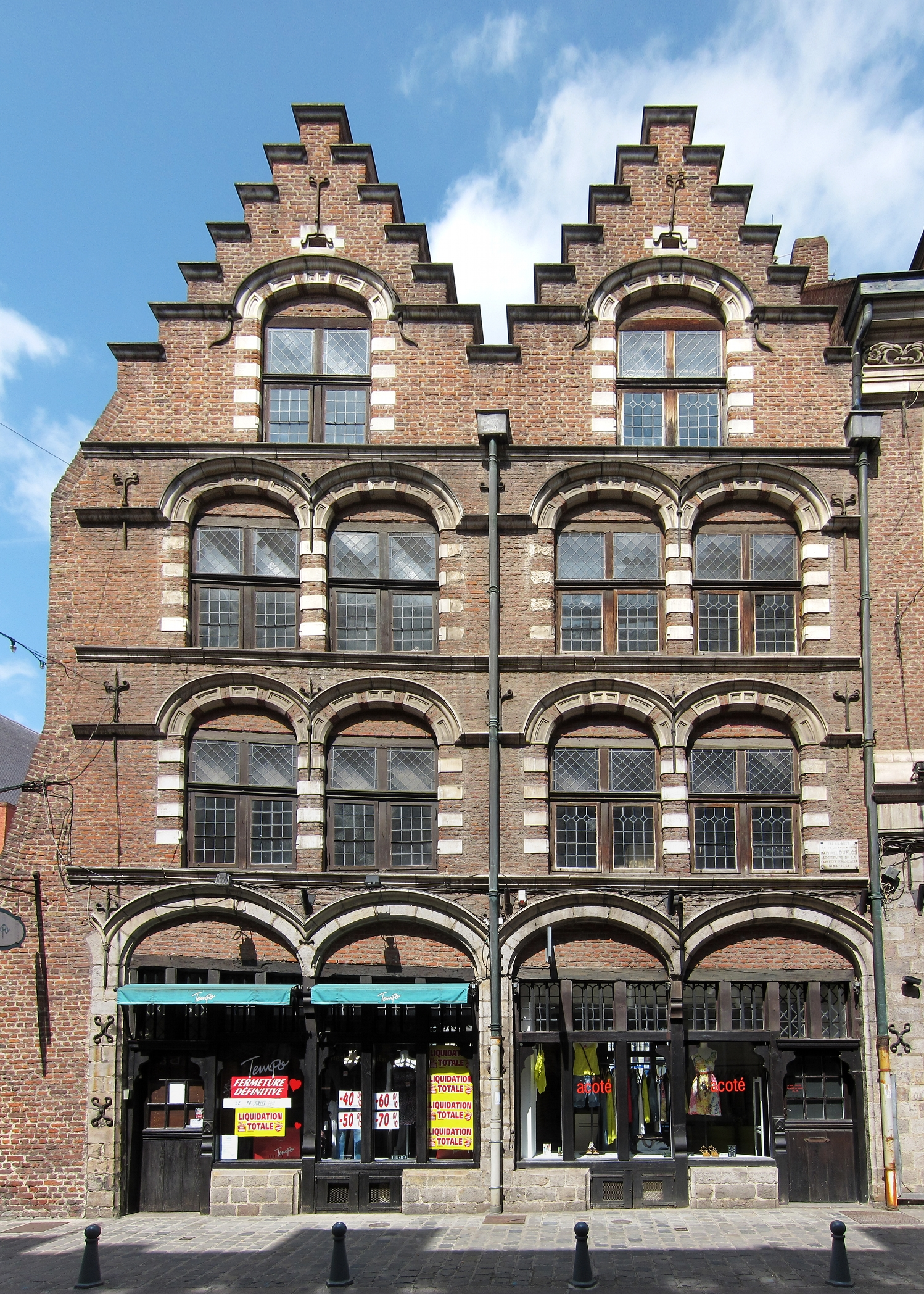
Lille, maisons à pignon à gradins
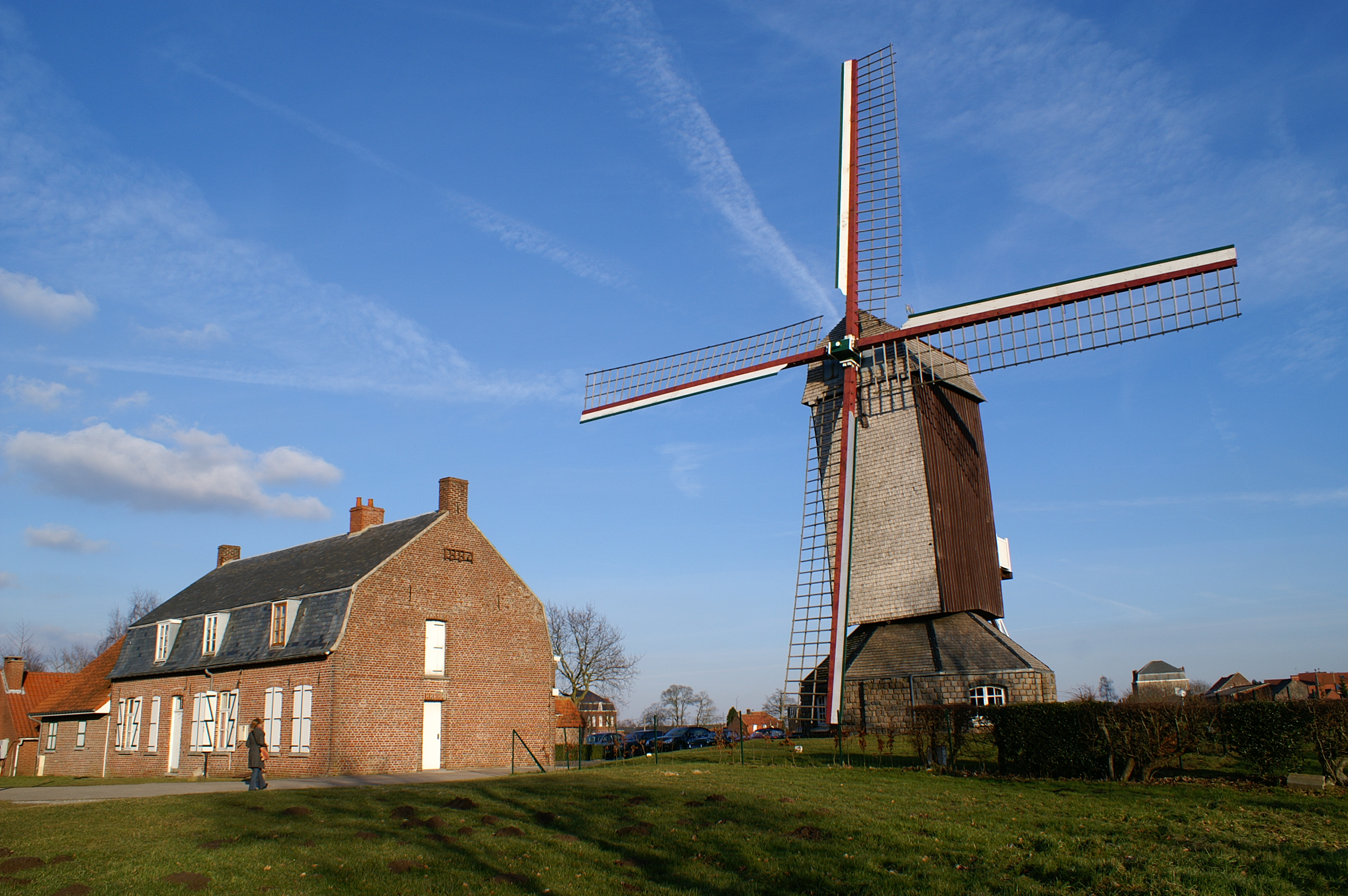
Boeschepe, le moulin de l'Ingratitude

### Franc-comtoise

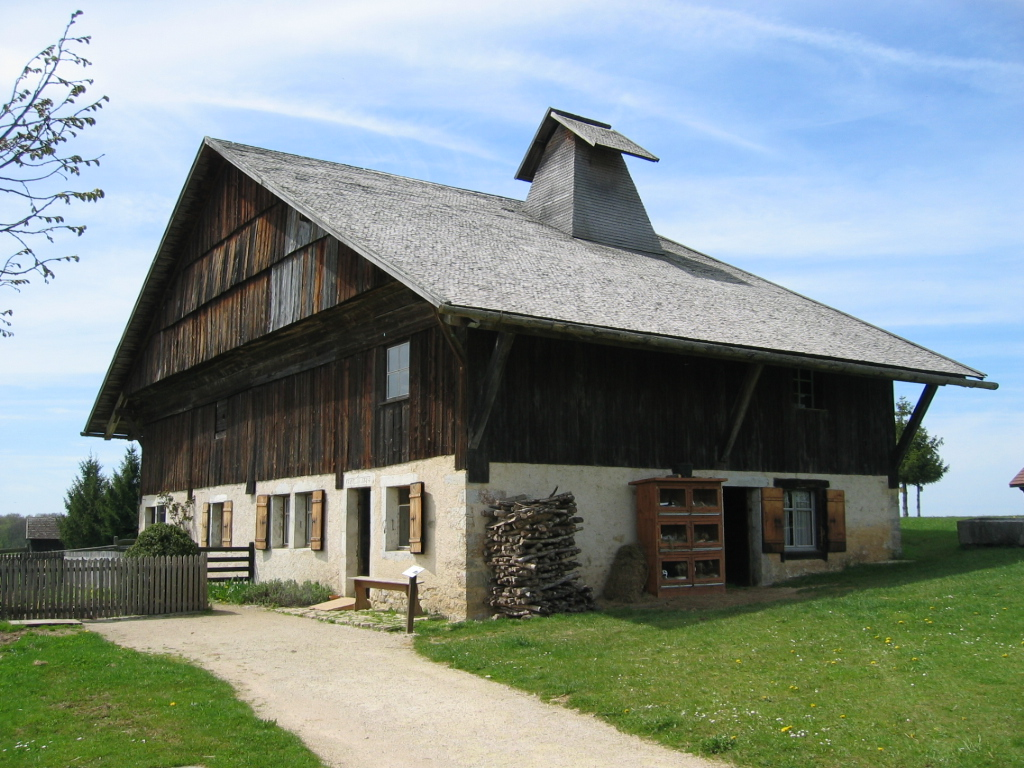
Maison du Haut-Doubs
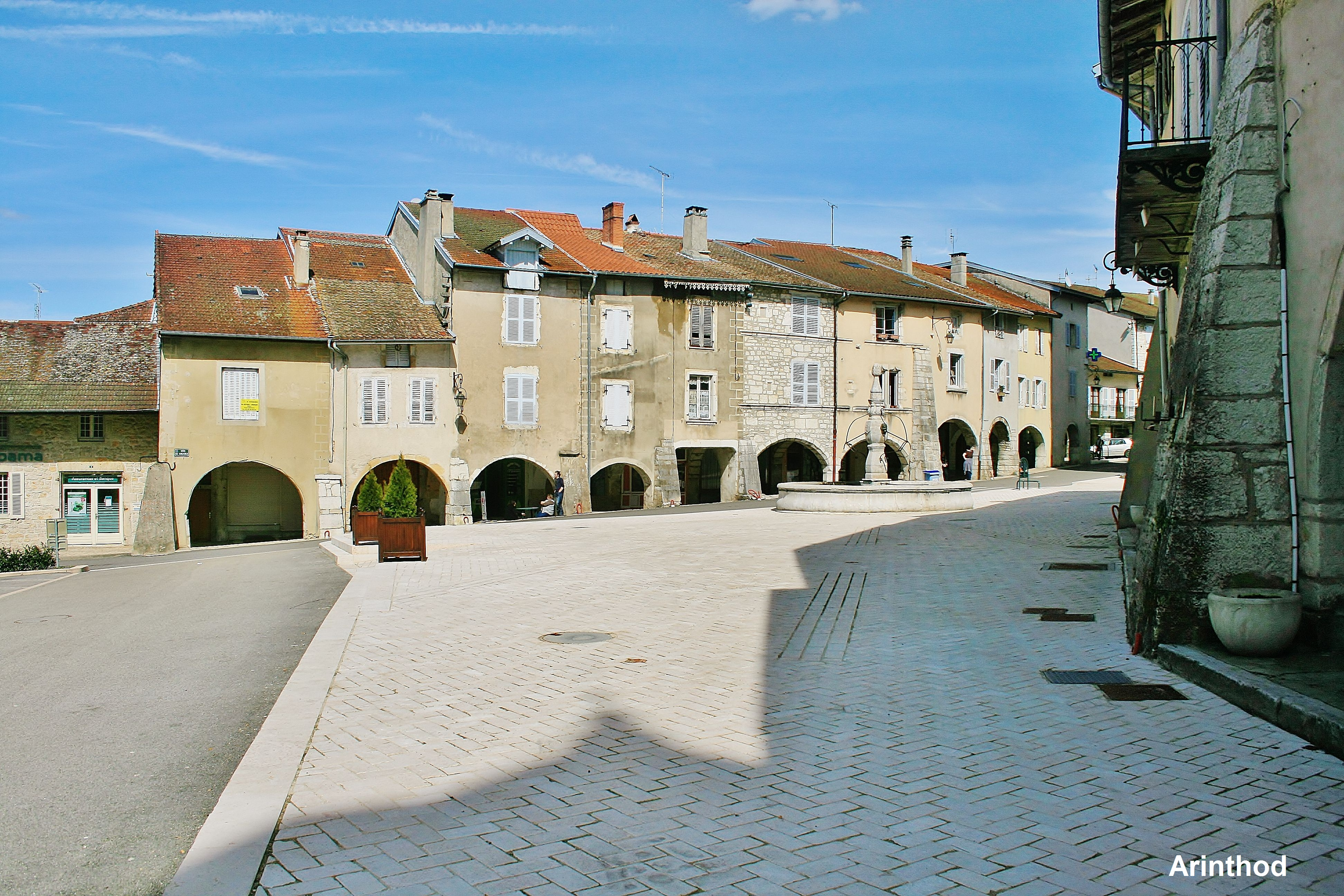
Arinthod (Jura)
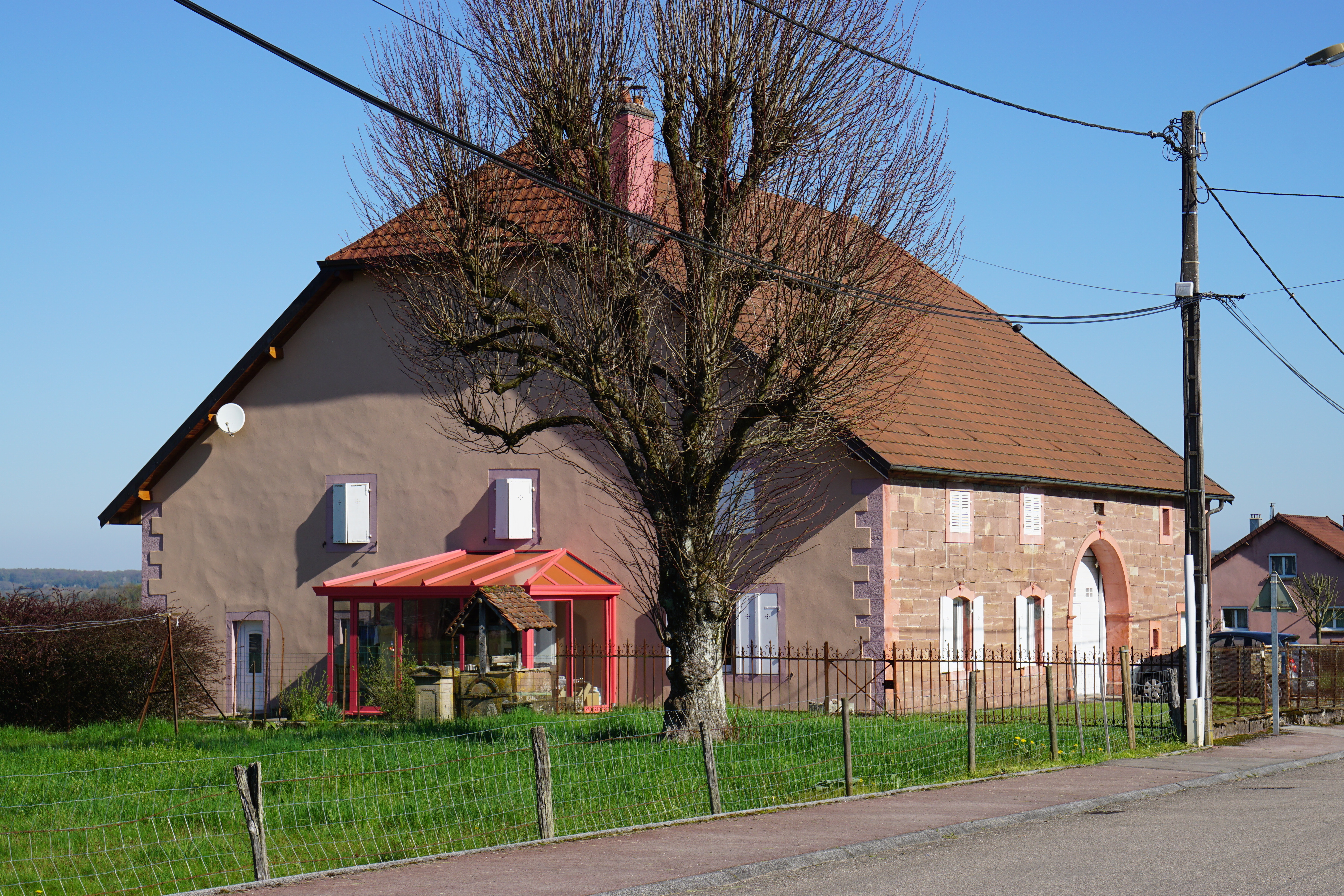
Frotey-lès-Lure, la Maison rouge

### Landaise

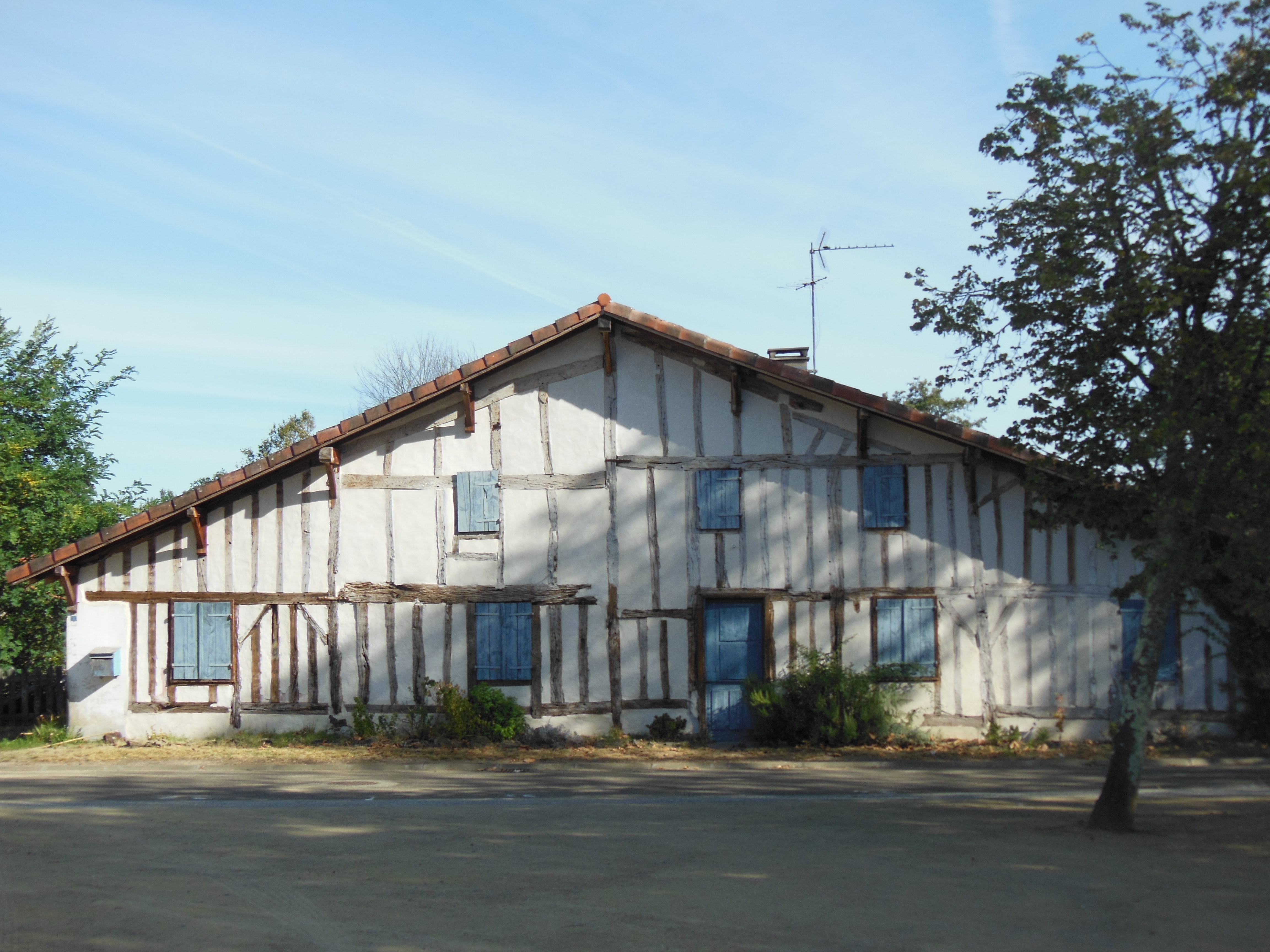
Morcenx, maison landaise
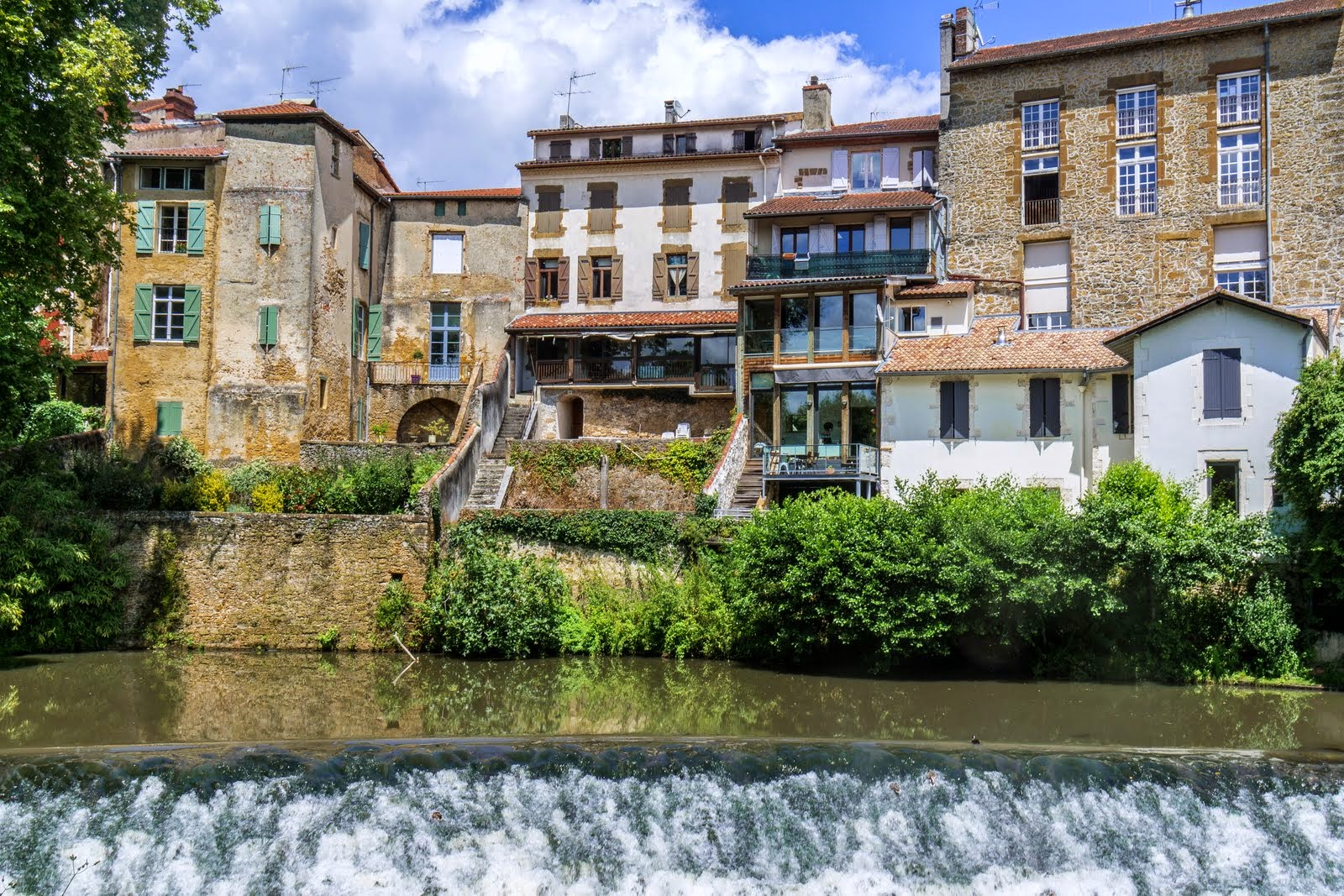
Mont-de-Marsan
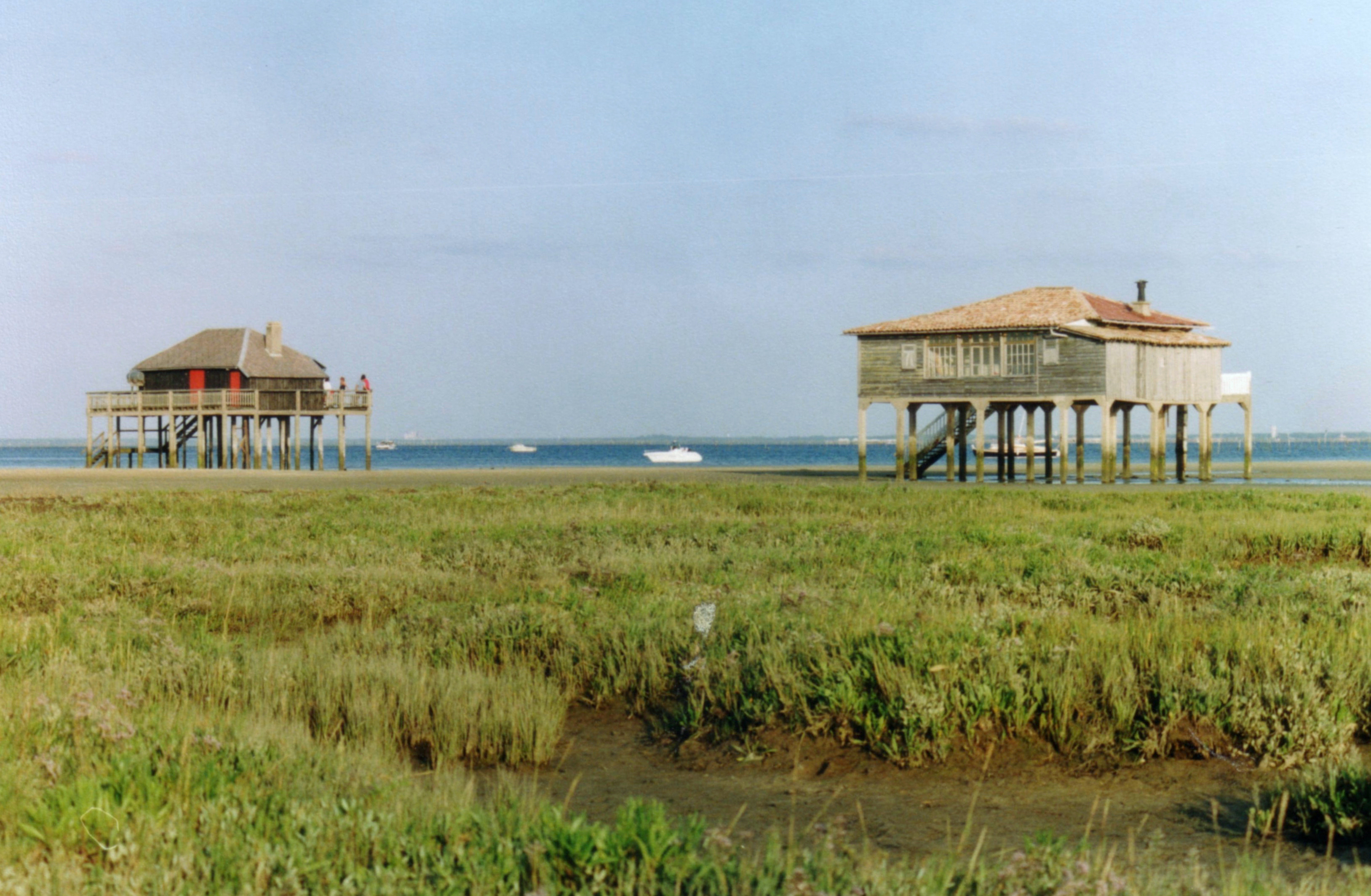
Bassin d'Arcachon, cabane tchanquée

### Languedocienne

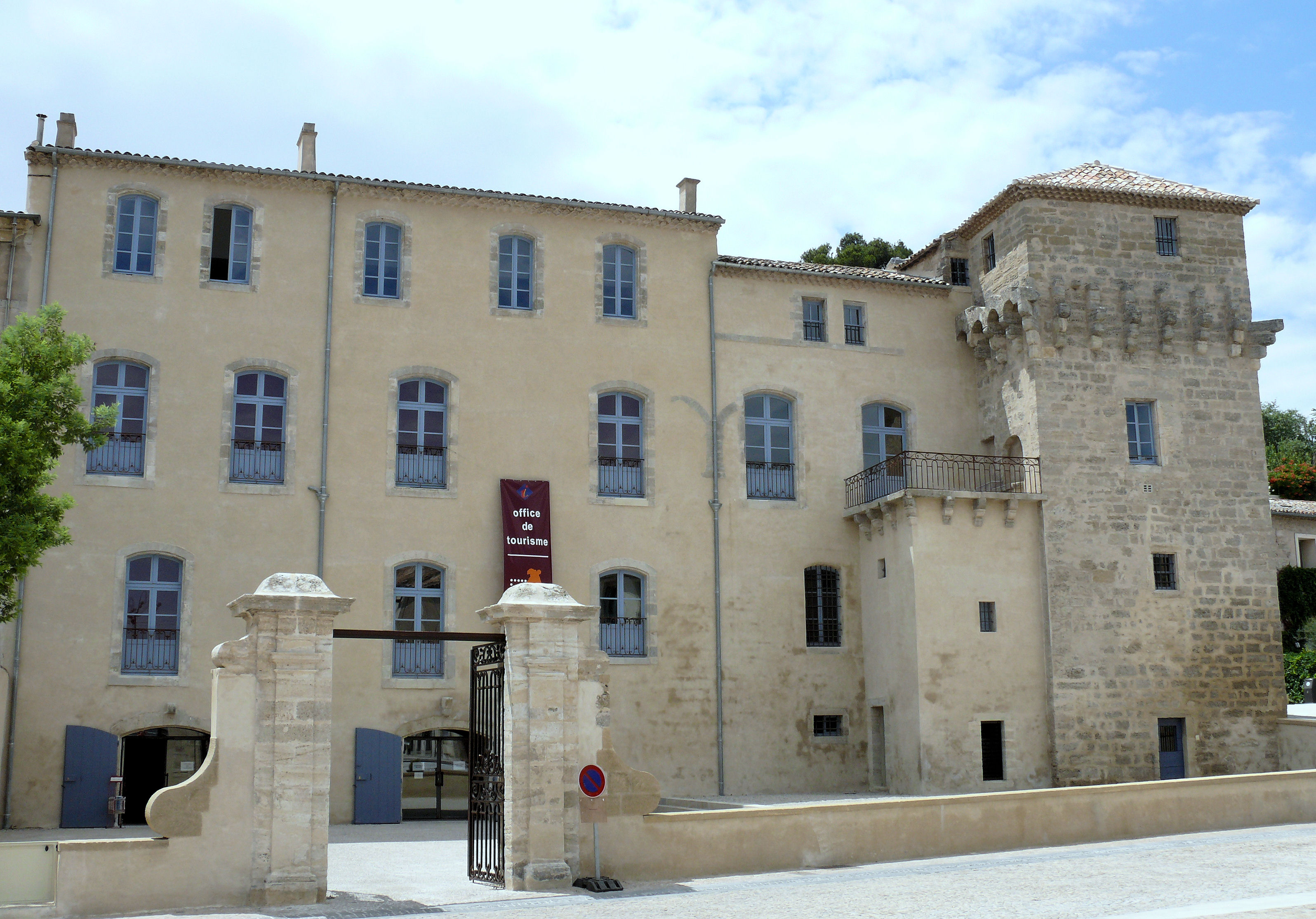
Pézenas, hôtel de Peyrat
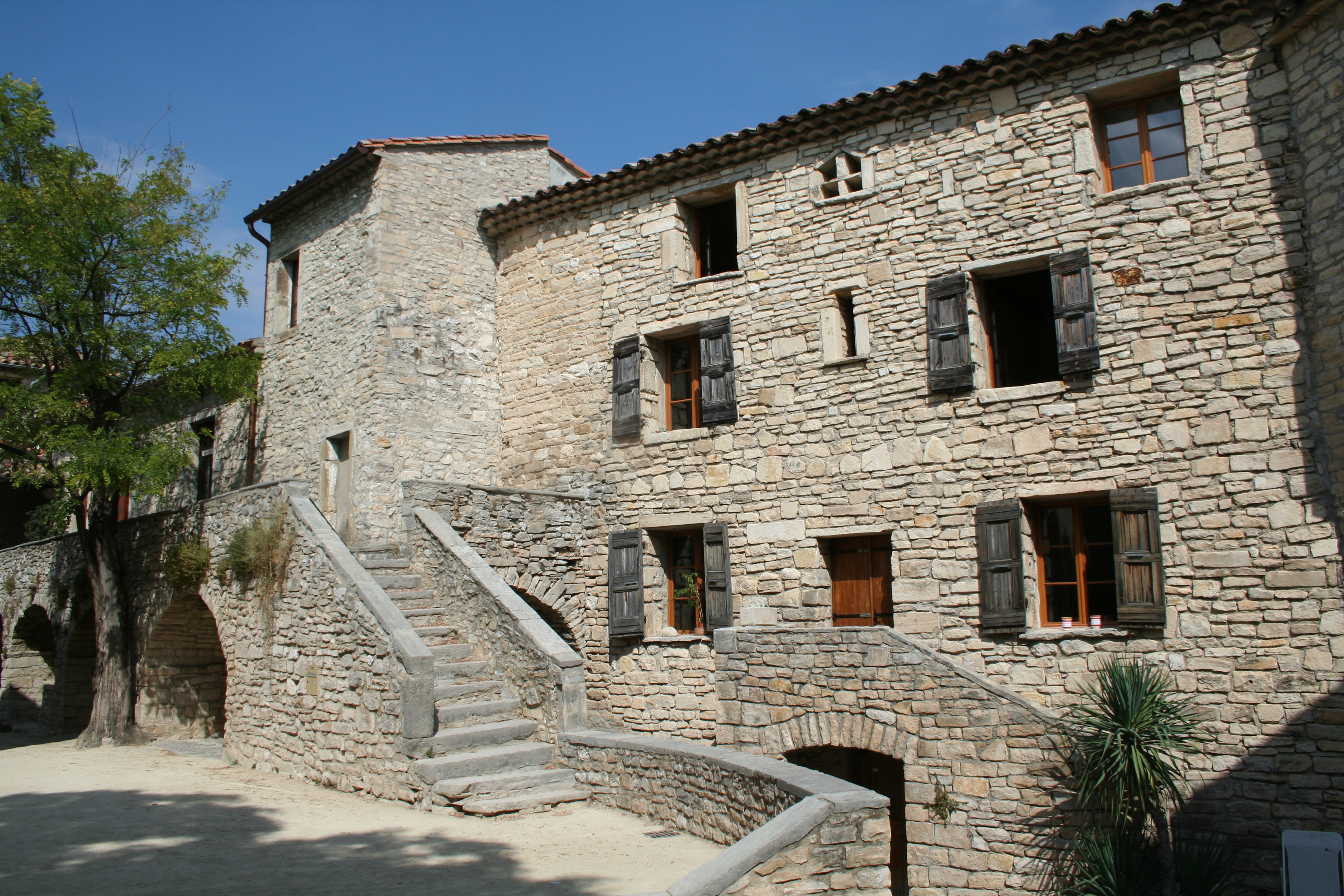
Vieilles maisons à Saint-Martin-de-Londres
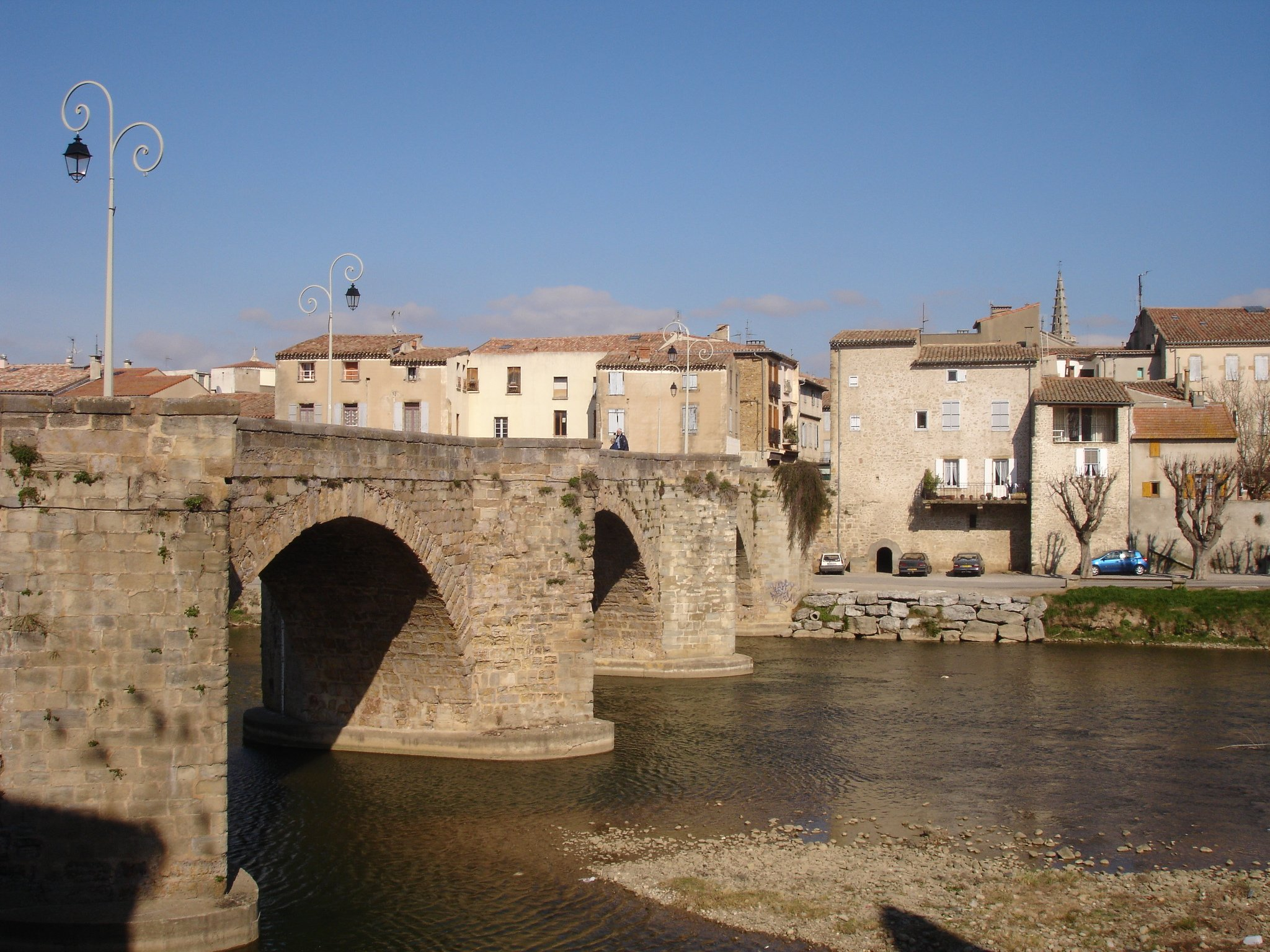
Le pont neuf de Limoux

### Limousine

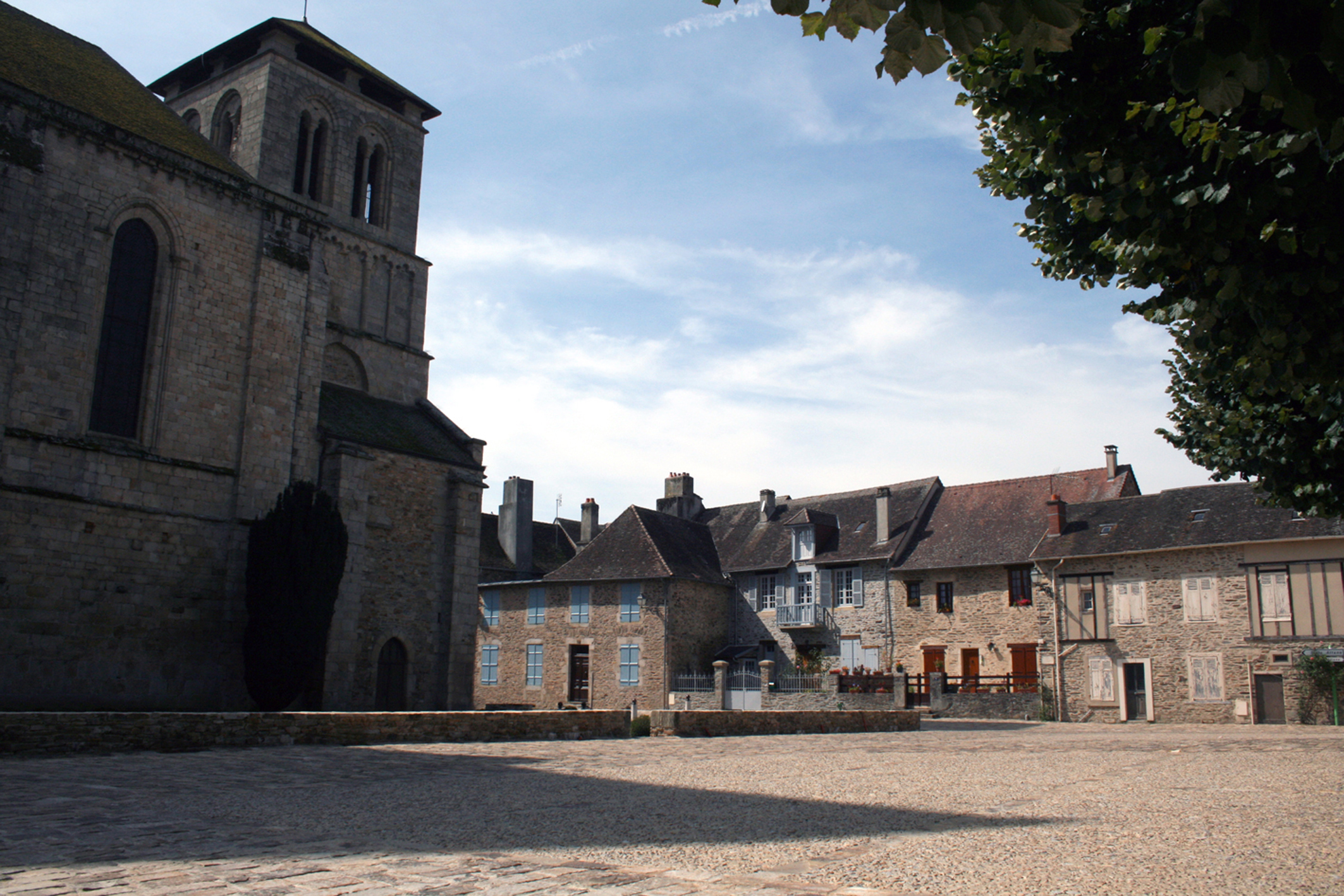
Saint-Yrieix-la-Perche, place Attante
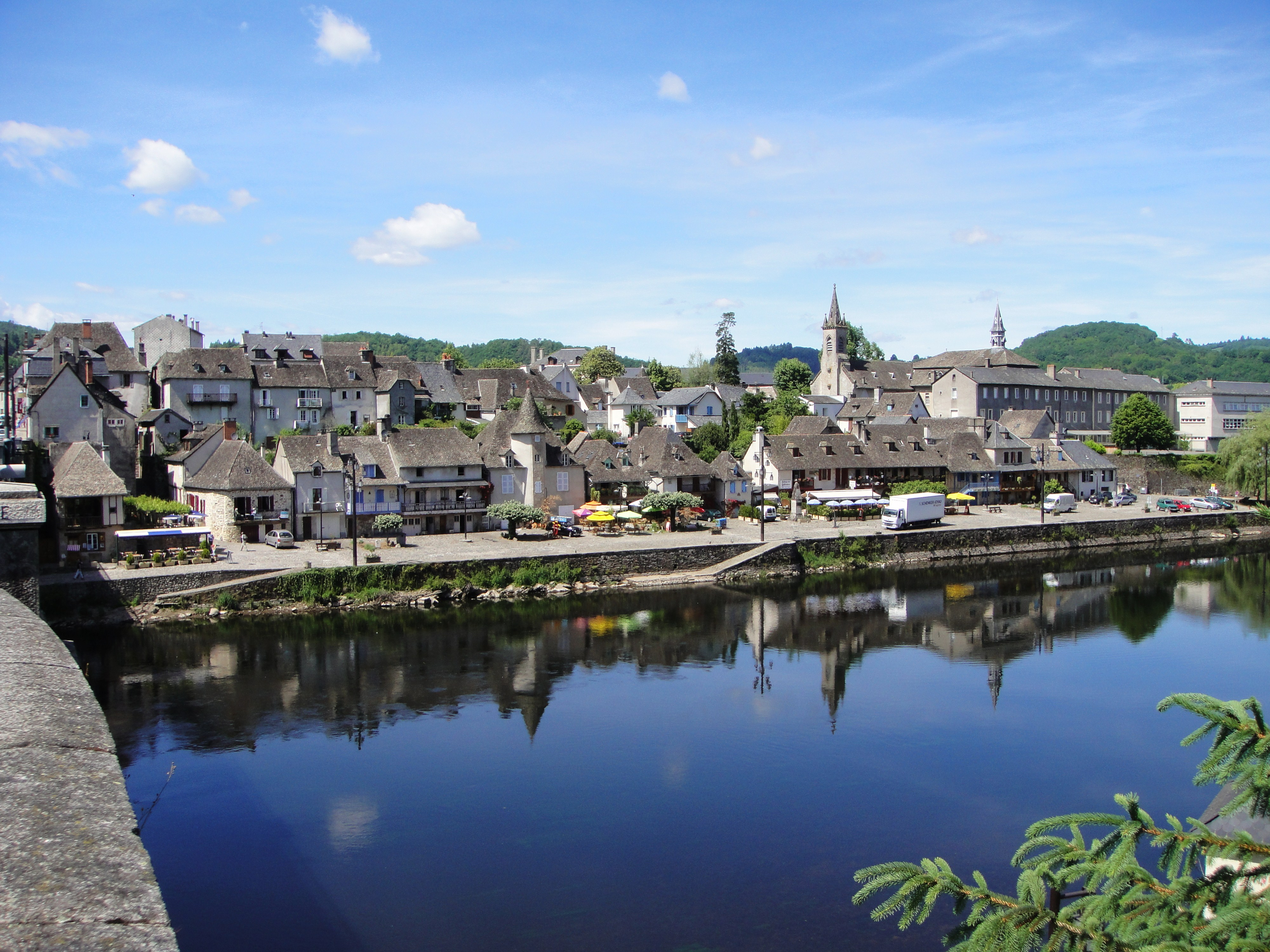
Argentat
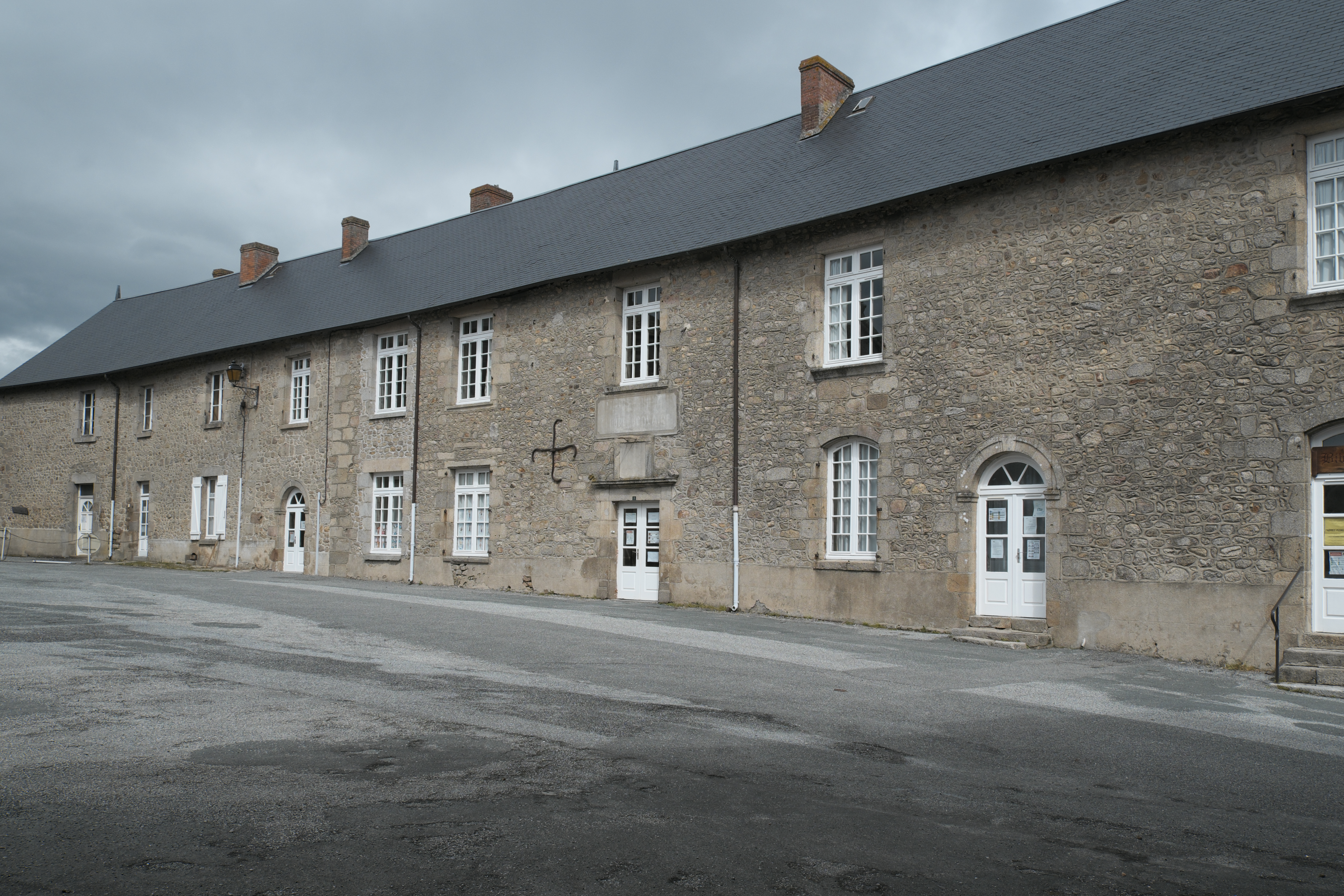
Bénévent-l'Abbaye

### Lorraine

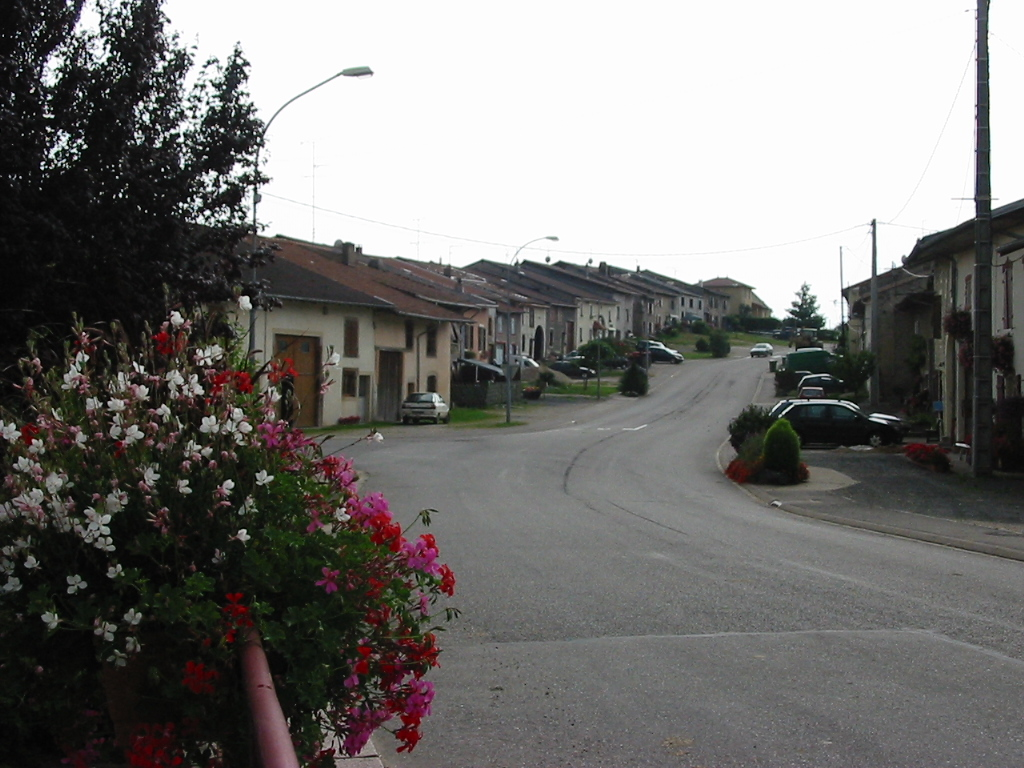
Village-rue de Fraimbois
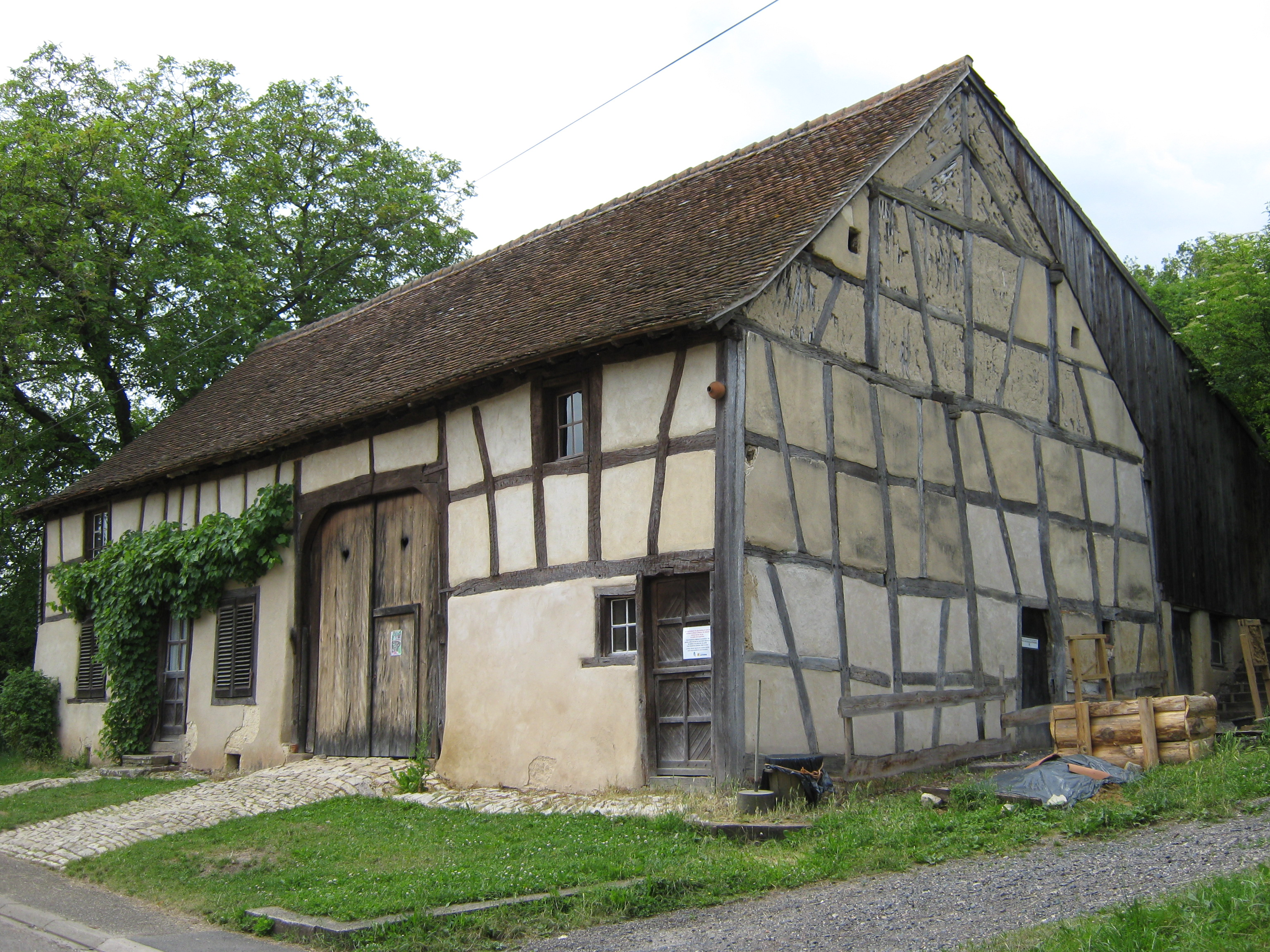
Belles-Forêts, maison du Clément
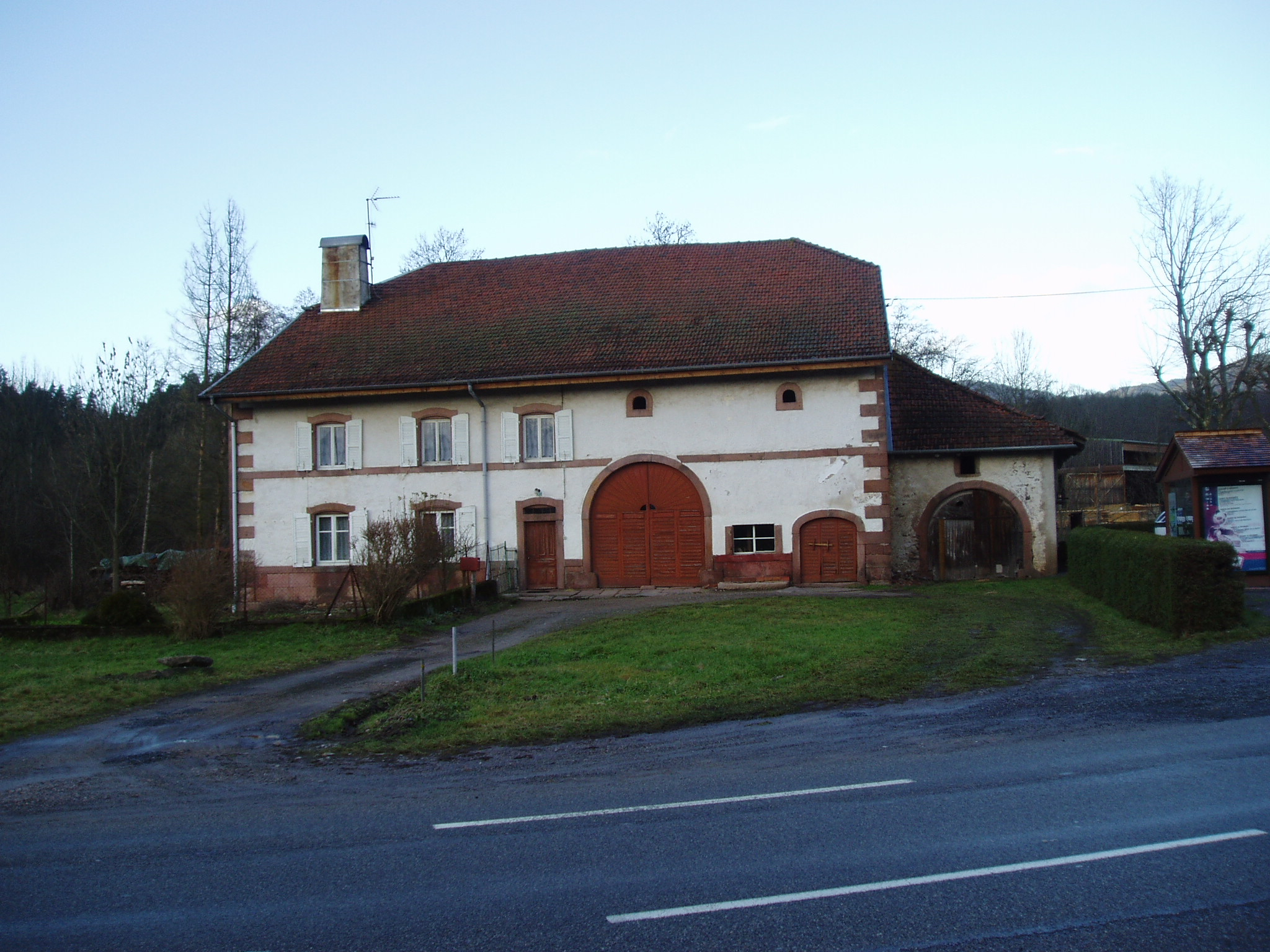
Ferme des Vosges gréseuses

### Normande
Dans la Normandie et dans la Vallée de la Loire en France métropolitaine, on retrouve des silos de ferme qui étaient souvent rattachés à la principale habitation au lieu d'être séparés. 

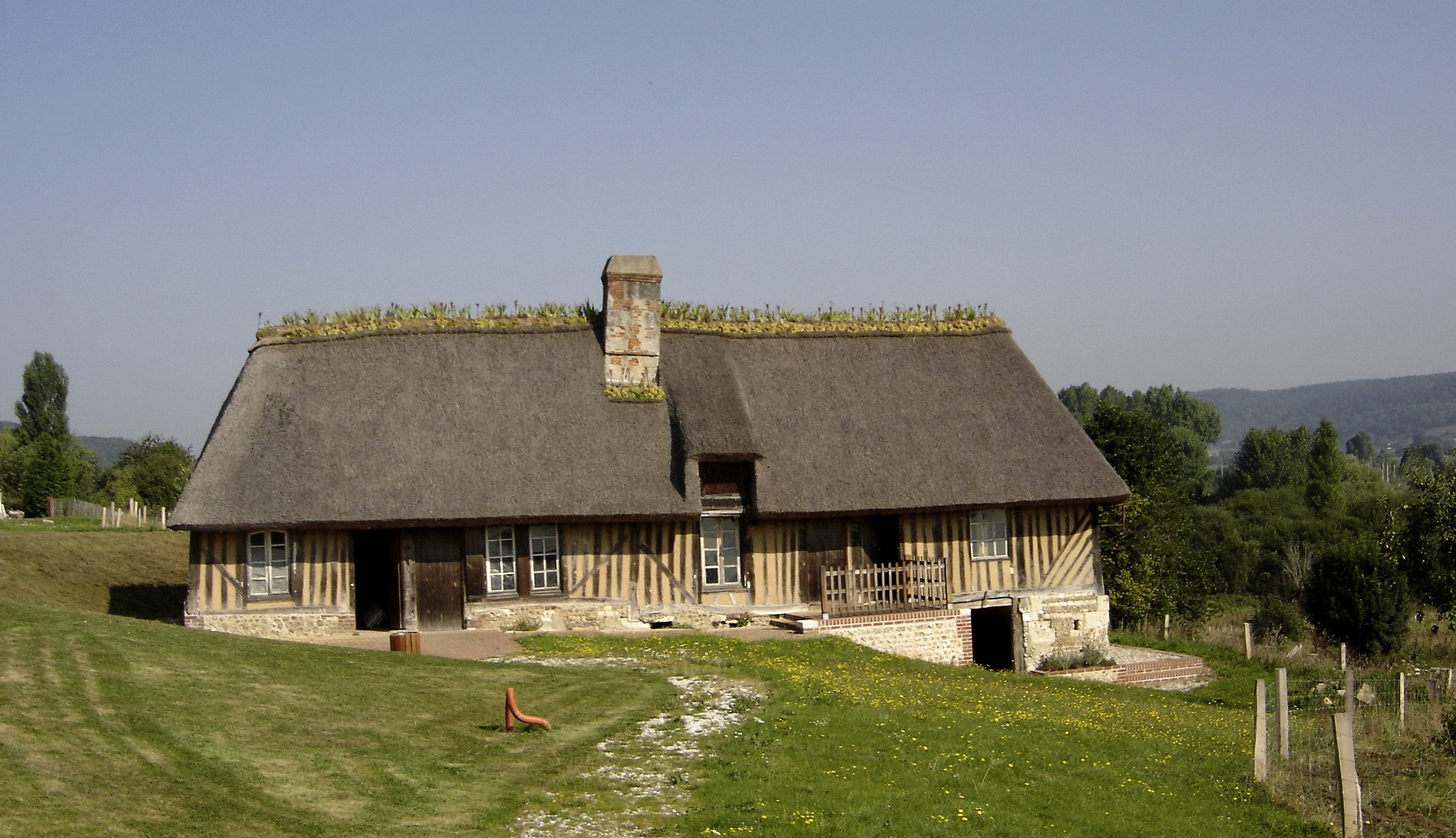
Chaumière à Saint-Sulpice-de-Grimbouville (Eure)
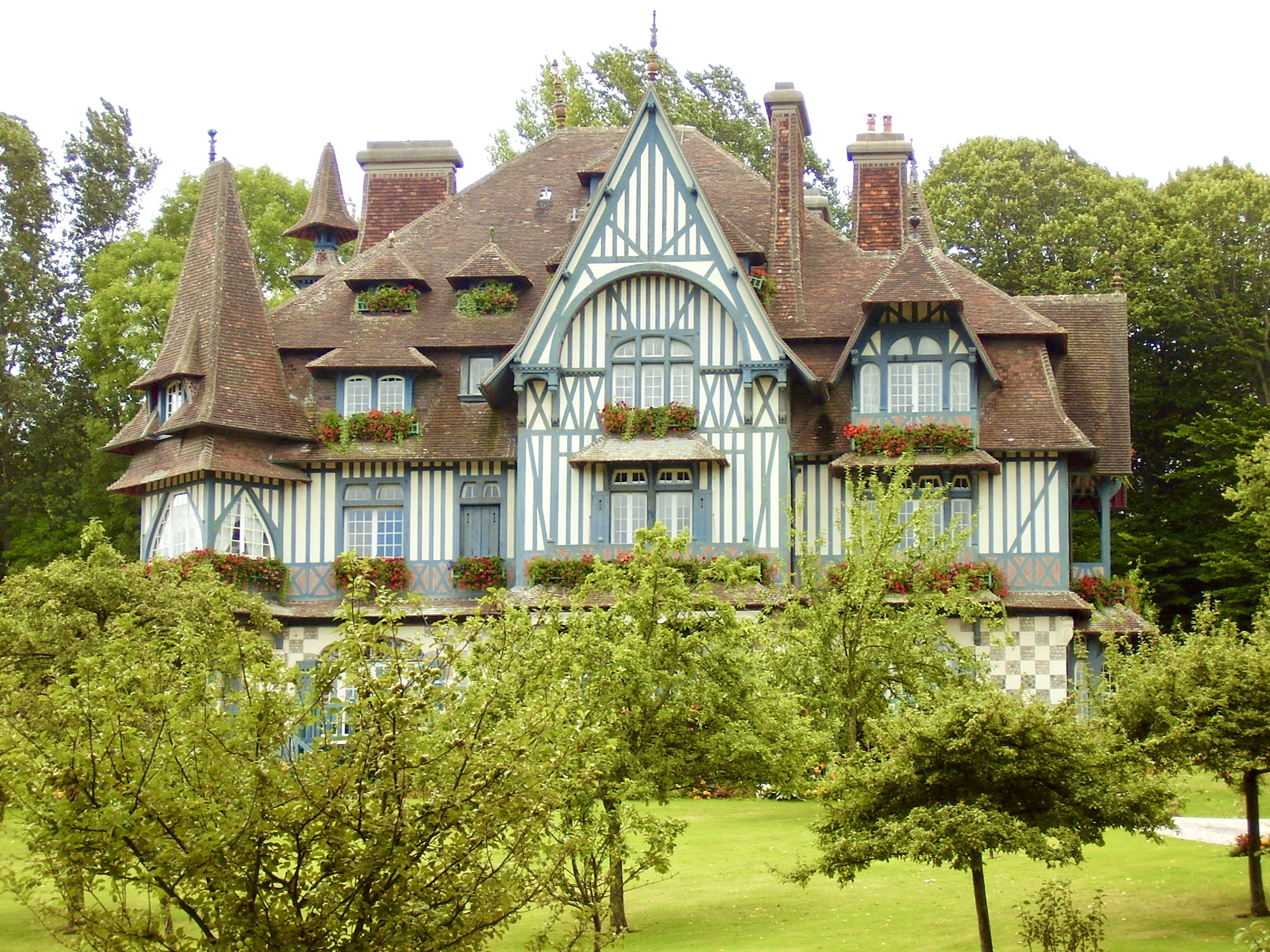
Villa Strassburger de Deauville

### Périgourdine

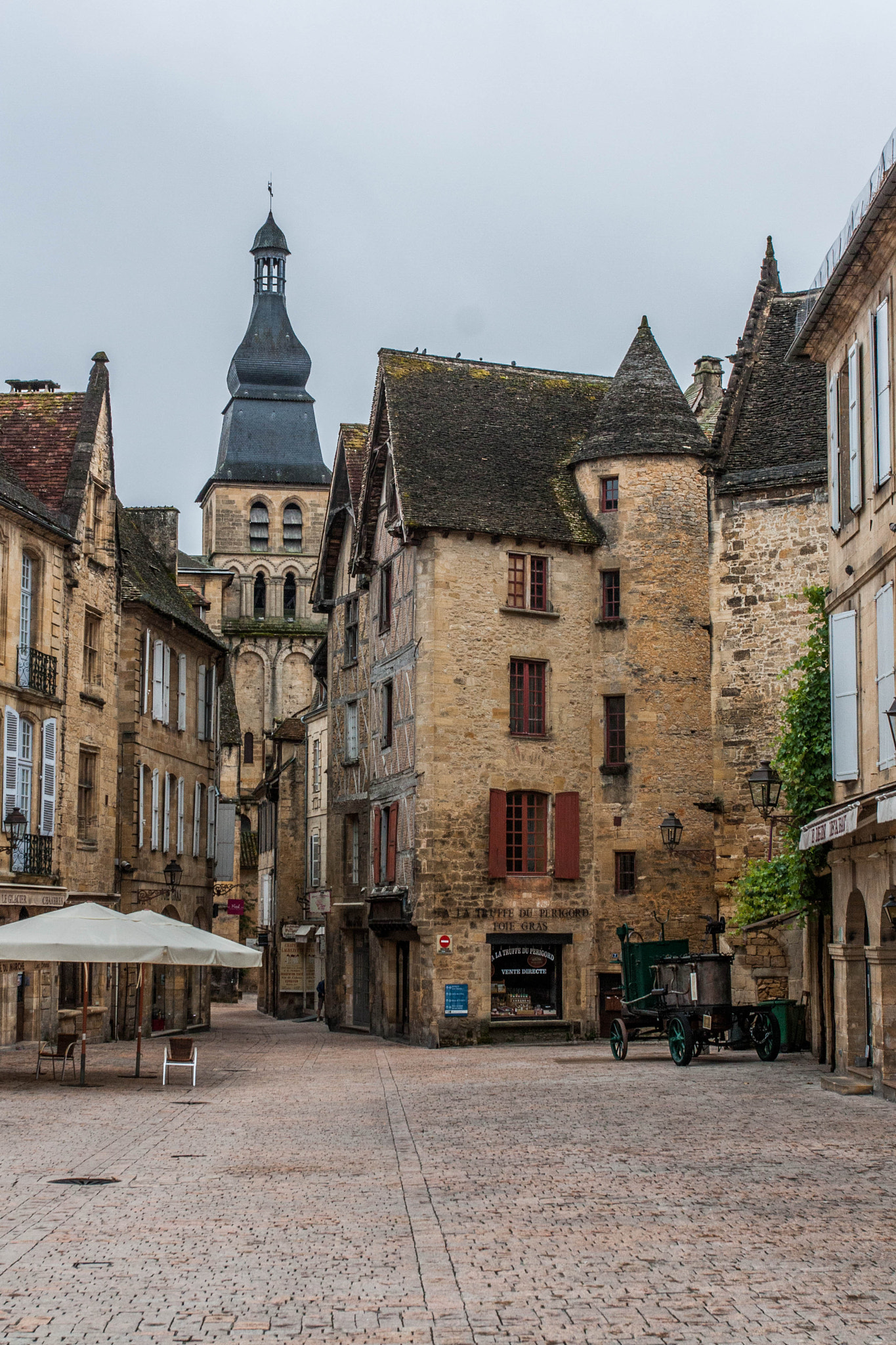
Vieille ville de Sarlat-la-Canéda
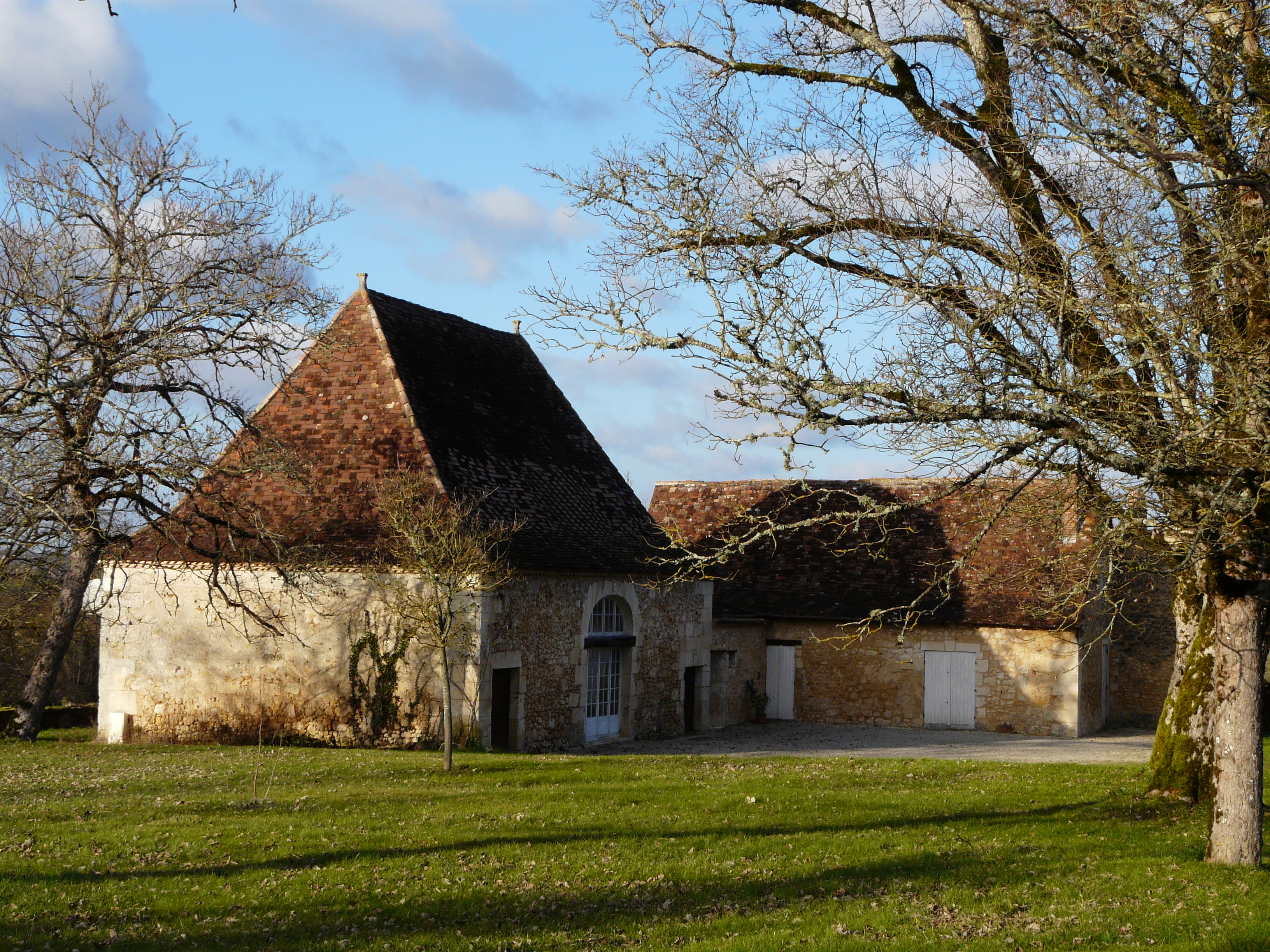
Montagnac-la-Crempse, bâtiment agricole
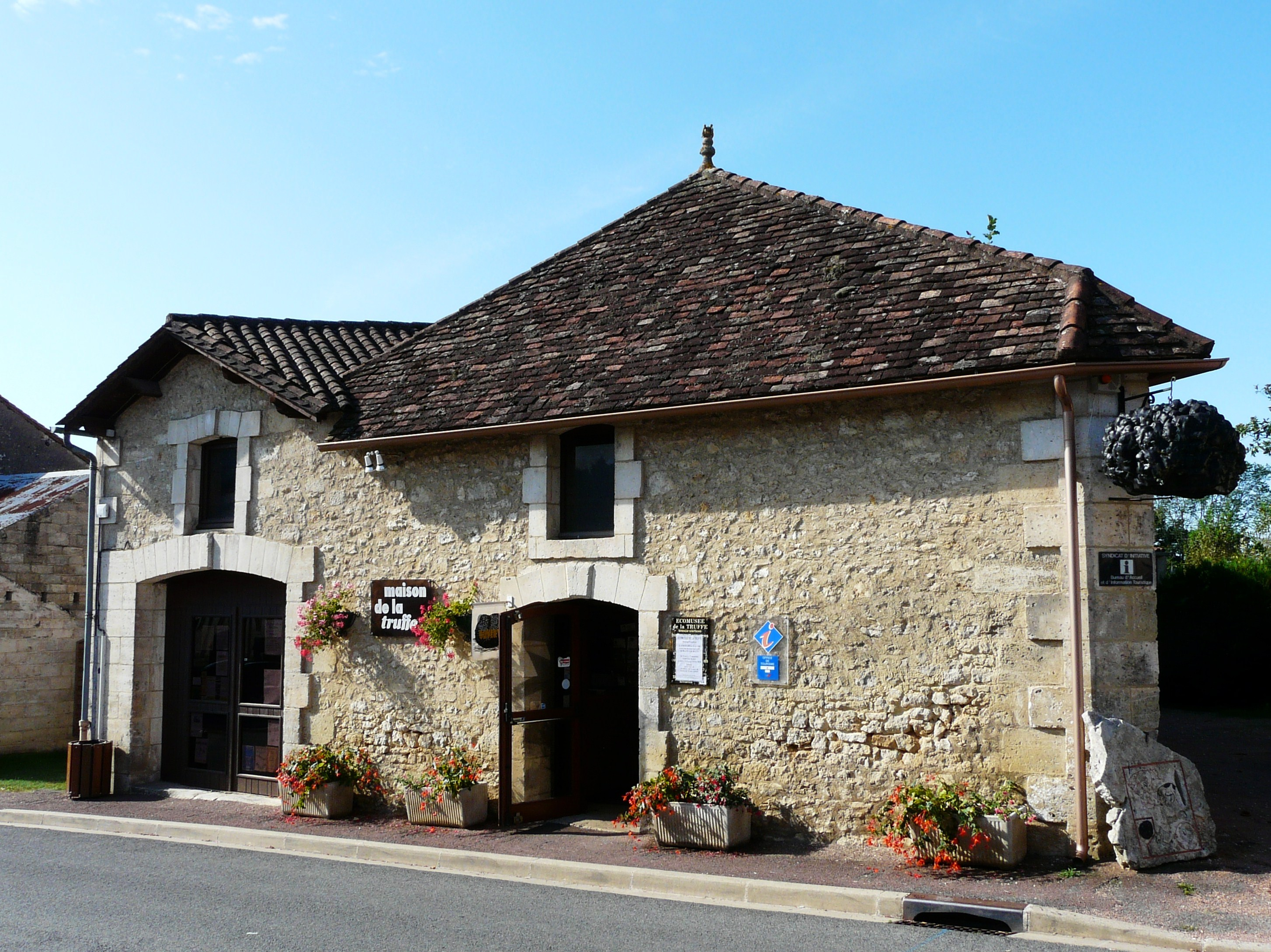
Sorges, musée de la truffe

### Picarde
L'architecture picarde est dominée, dans son aspect monumental, par l'architecture gothique, gothique primitif, classique, rayonnant ou flamboyant comme en témoignent les cathédrales de : Laon, Noyon, de Soissons, Amiens, Beauvais, Senlis, la basilique de Saint-Quentin, la collégiale d'Abbeville, l'abbatiale de Saint-Riquier ou la chapelle du Saint-Esprit de Rue par exemple, auxquelles il convient ajouter maintes églises rurales ou urbaines.
L'habitat rural traditionnel, quant à lui, se caractérise essentiellement par la maison-bloc à terre, sans étage avec juxtaposition des pièces en longueur. Les matériaux utilisés diffèrent selon les lieux. Au nord-ouest (Marquenterre, Ponthieu, Vimeu), était utilisé le torchis peint en blanc, sur solin de grès ou de silex, à proximité du littoral, de couleur ocre dans l'intérieur, pour la toiture, la tuile a remplacé le chaume au XIXe siècle. La reconstruction de l'entre-deux-guerres a remplacé le torchis par la brique dans le Santerre et le Vermandois. Dans le pays de Bray, proche de la Normandie, le colombage apparait dans les murs de torchis. Au nord-est, en Thiérache, le torchis est bardé de bois, l'influence ardennaise se fait sentir dans la toiture à croupe retroussée formant visière, l'ardoise remplaçant la tuile. Plus au sud : Soissonnais, Valois, Vexin, la pierre calcaire domine, la meulière ou le craie domine en Brie, à l'extrême sud-est de la région.
L'habitat urbain depuis le XIXe siècle se caractérise par l'emploi de la brique dans la construction de maisons individuelles comme à Abbeville, Amiens, Saint-Quentin etc. La brique est aussi largement utilisée dans l'édification d'ensembles monumentaux : écoles normales d'instituteurs et d'institutrices, couvents, hôtels des postes, gendarmeries etc.

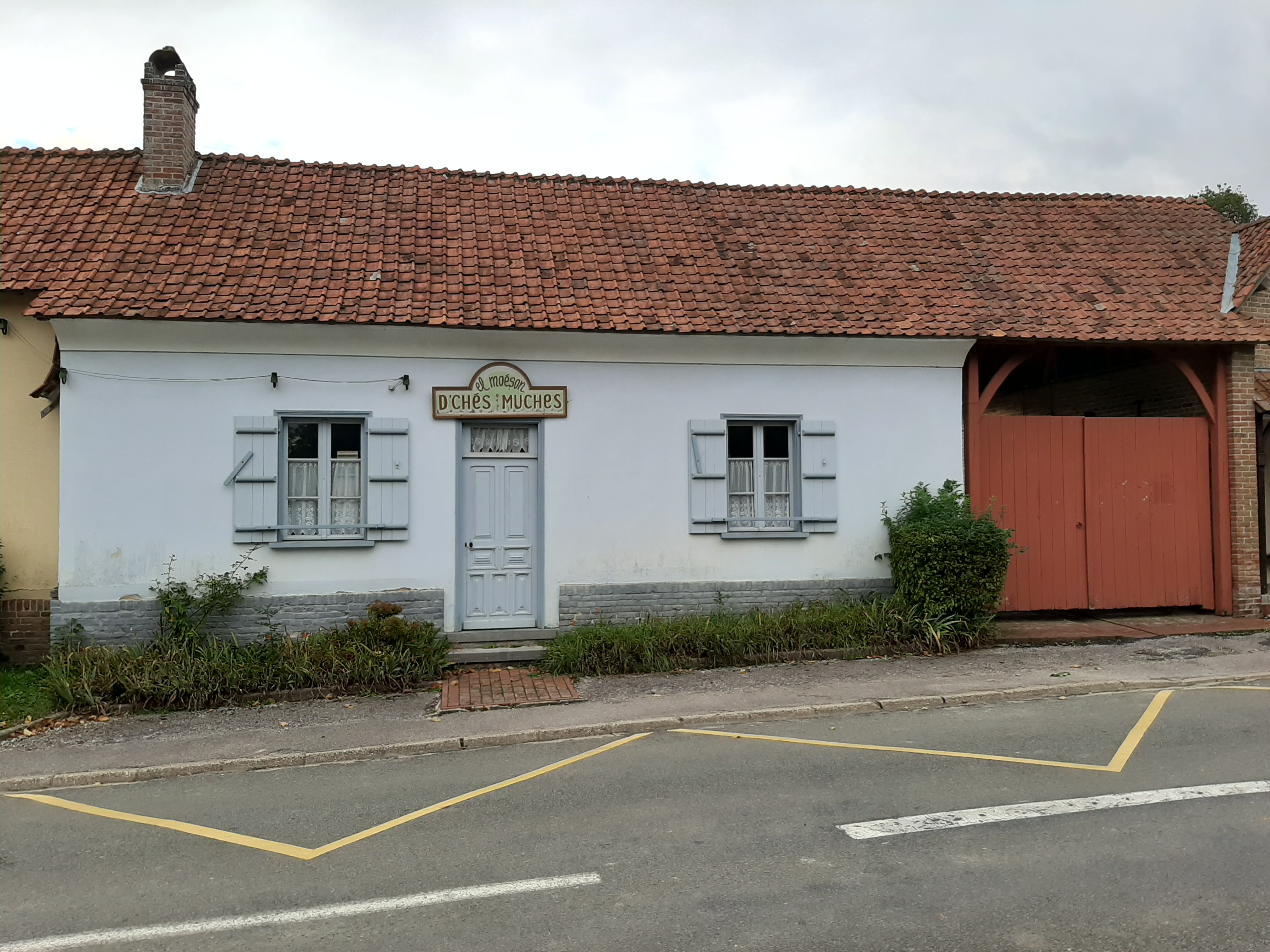
Domqueur, maison typique du Ponthieu.
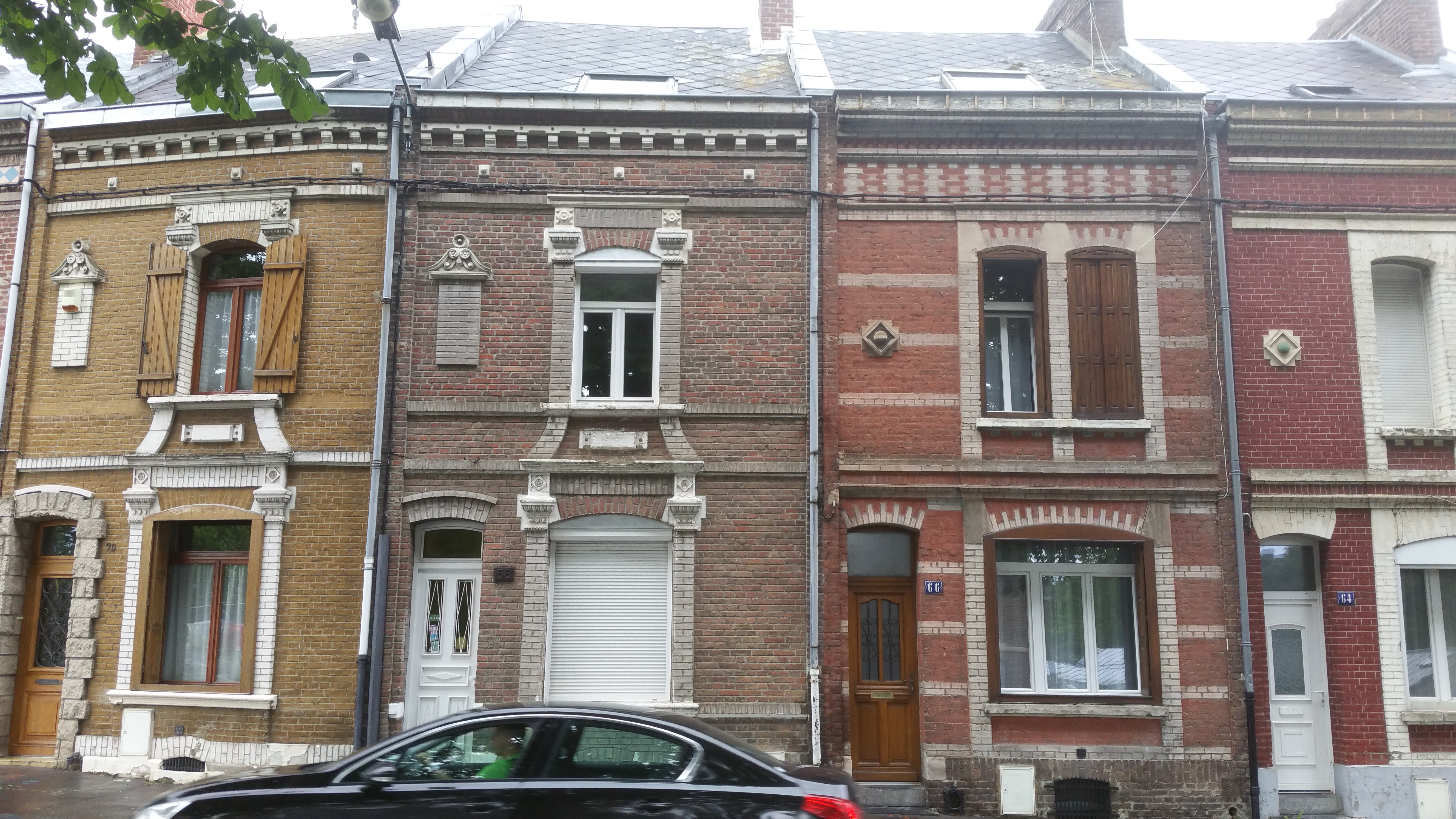
Amiens, « maison amiénoise » traditionnelle.
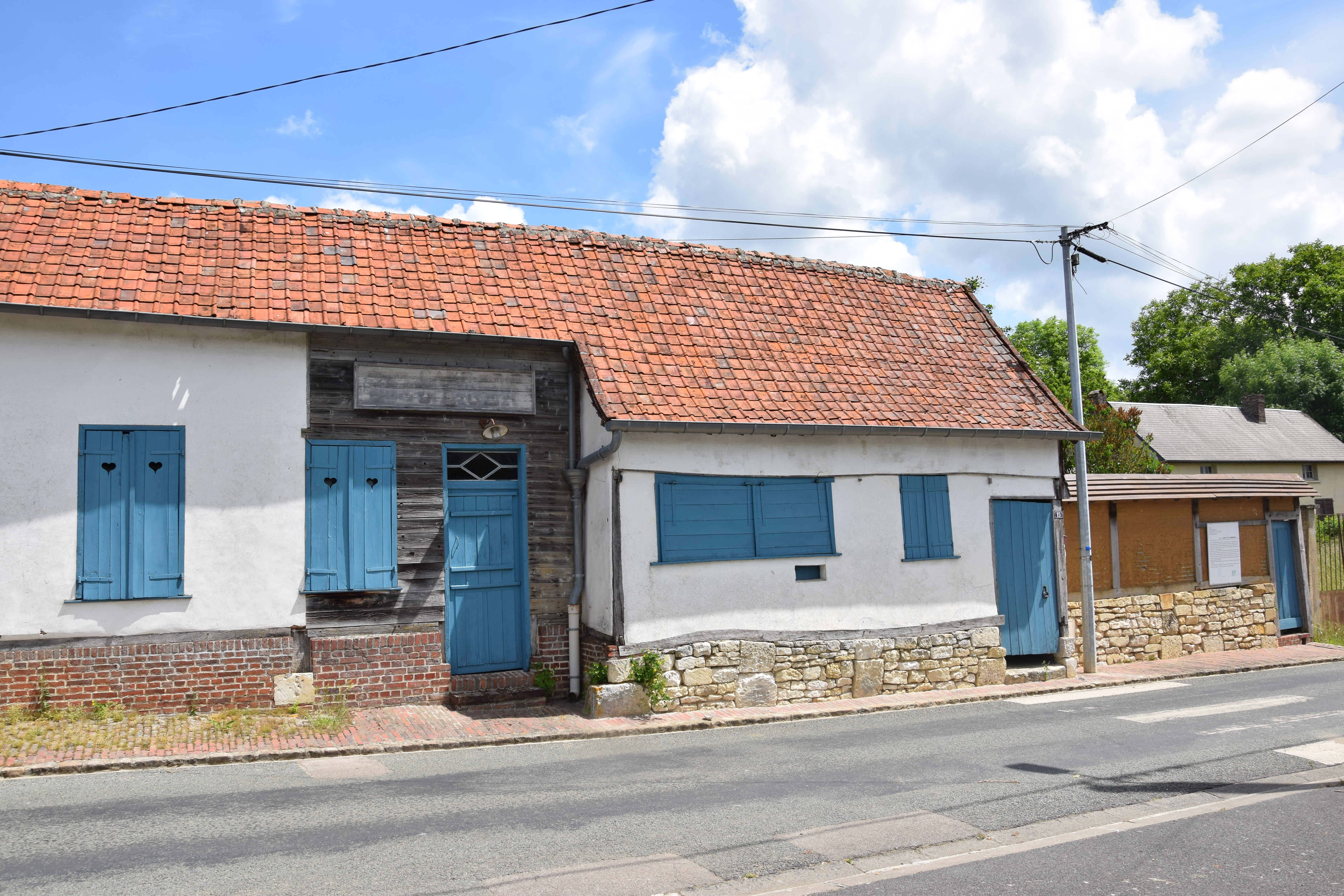
Hardivillers, « maison du Serger » typique de l'habitat traditionnel du Beauvaisis.
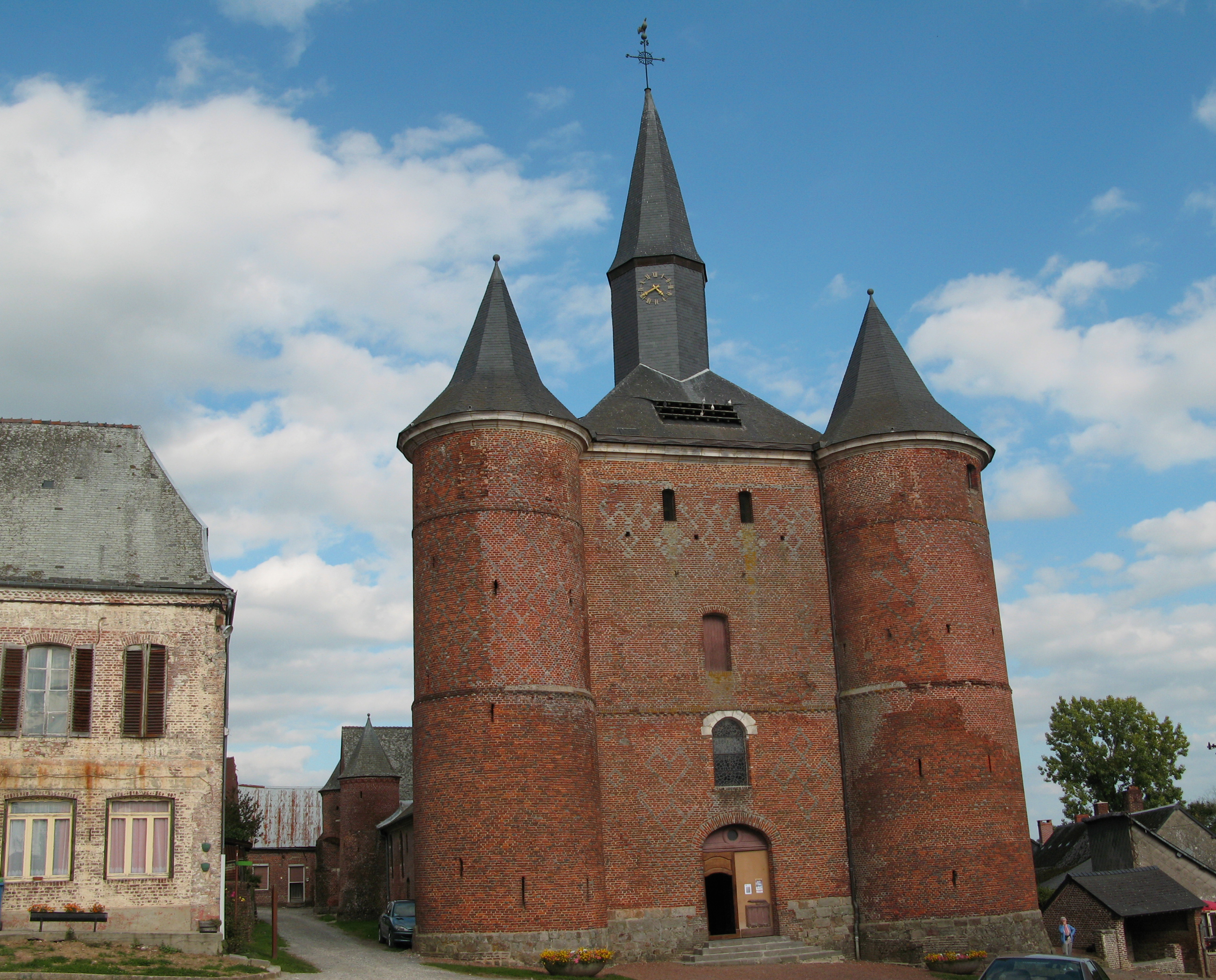
Église Notre-Dame de Plomion, une des églises fortifiées de Thiérache.

### Poitevine

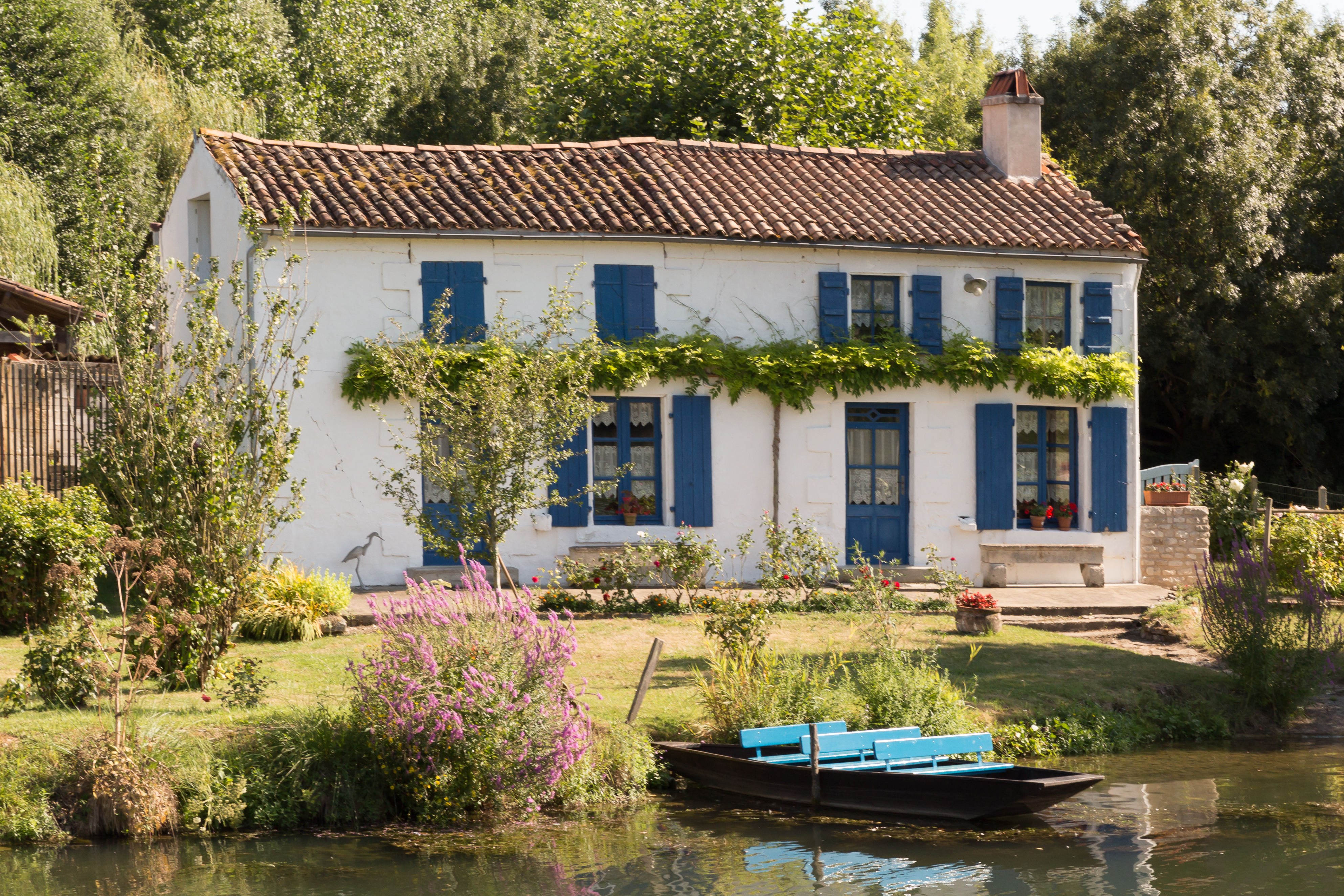
Maison du marais poitevin
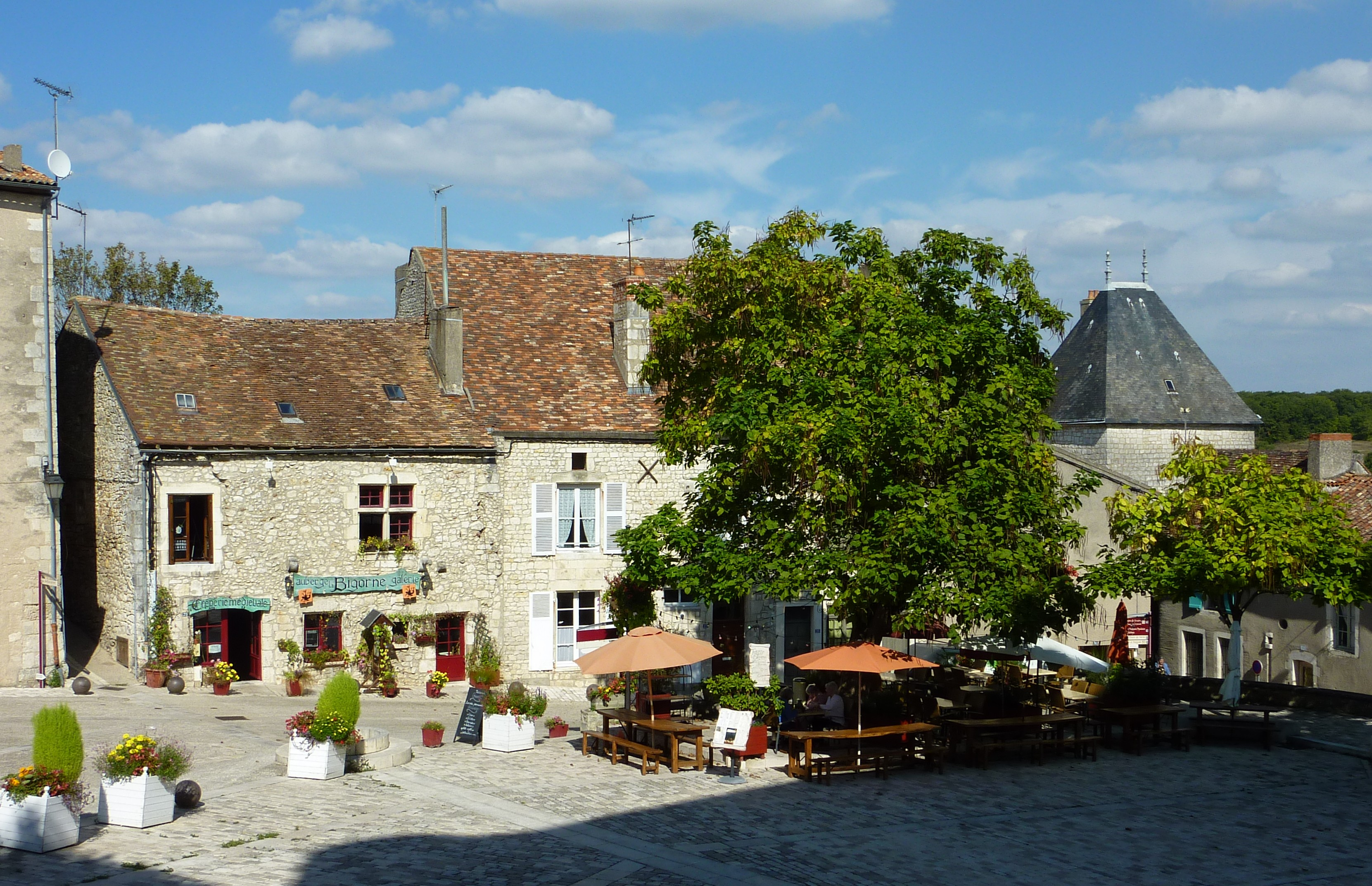
Chauvigny, place du donjon
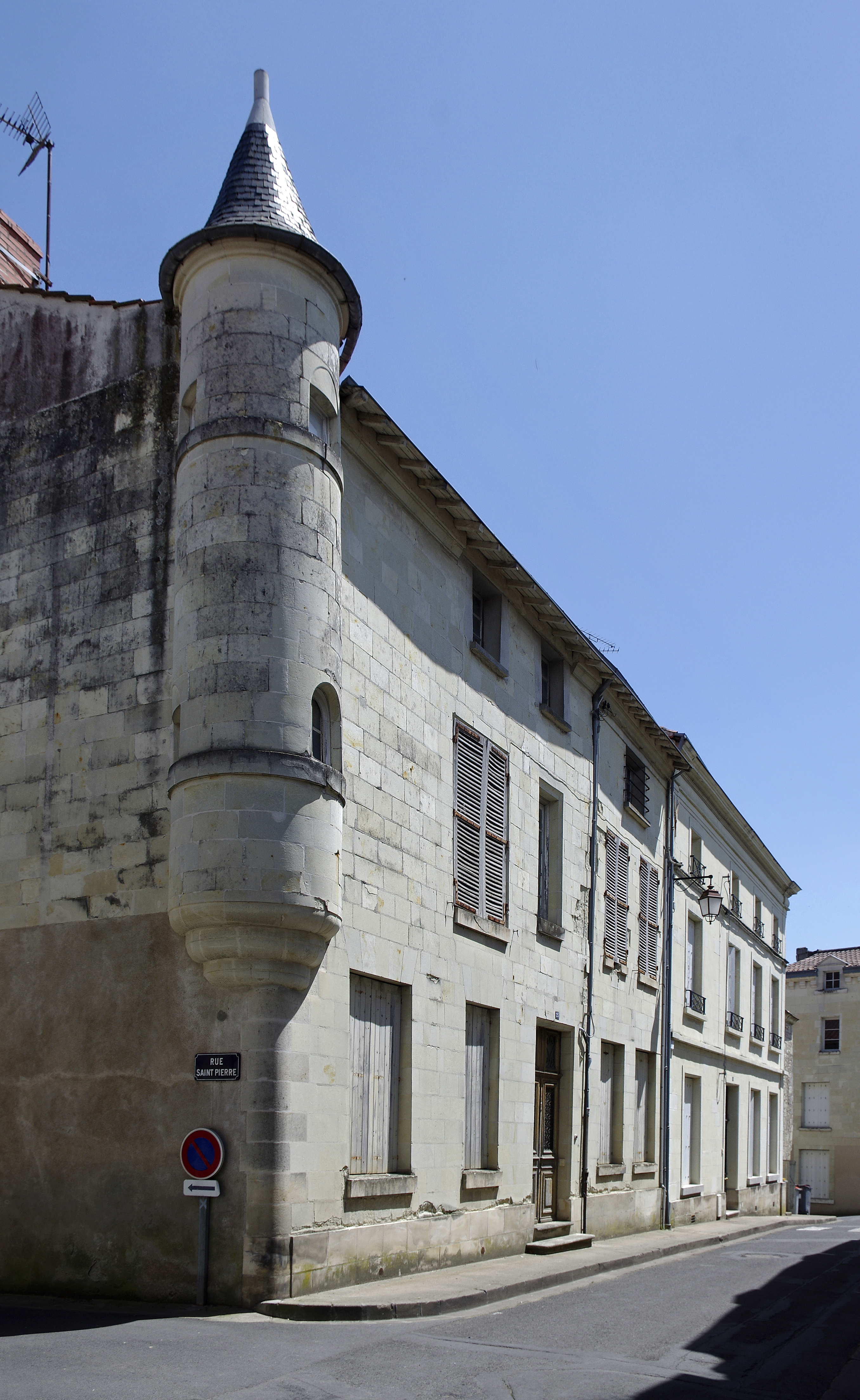
Loudun, rue du palais

### Provençale
L'art roman provençal présente comme particularité d'être fortement influencé par l'antiquité romaine par le biais des nombreux vestiges romains subsistant en Provence. Par contre, l'influence du style roman lombard y est très limitée, au contraire de l'art roman languedocien voisin.
Dans l'ère contemporaine s'est développé le style architecturale dit néo-provençal que l'on peut retrouver essentiellement sur les littoraux méditerranéens des régions françaises suivantes : la Provence, l'Occitanie et la Corse.

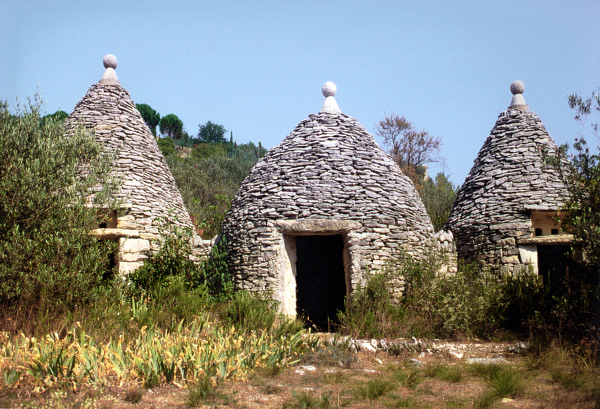
Gores, bories des Trois Soldats
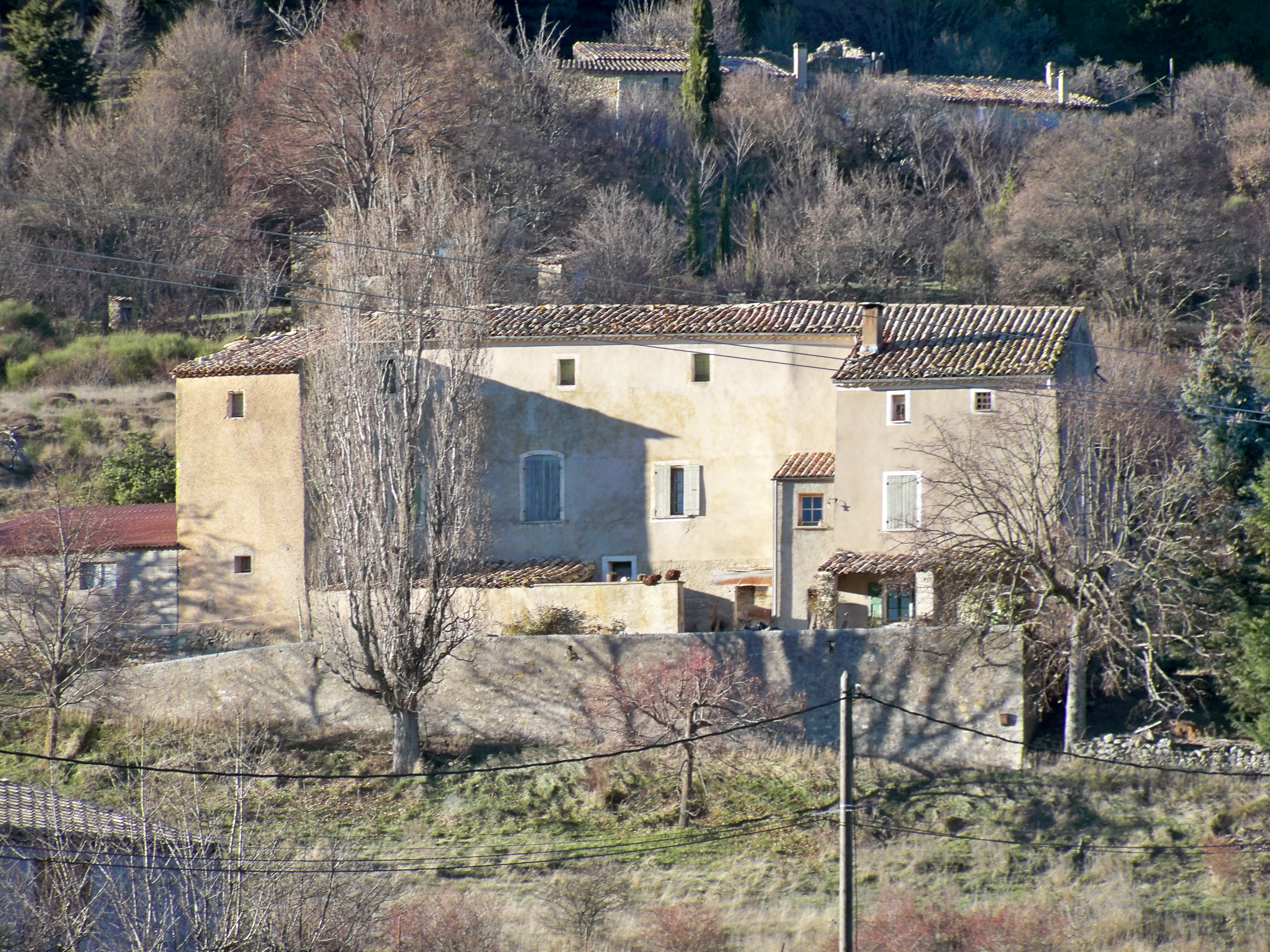
Aurel, maison provençale traditionnelle.
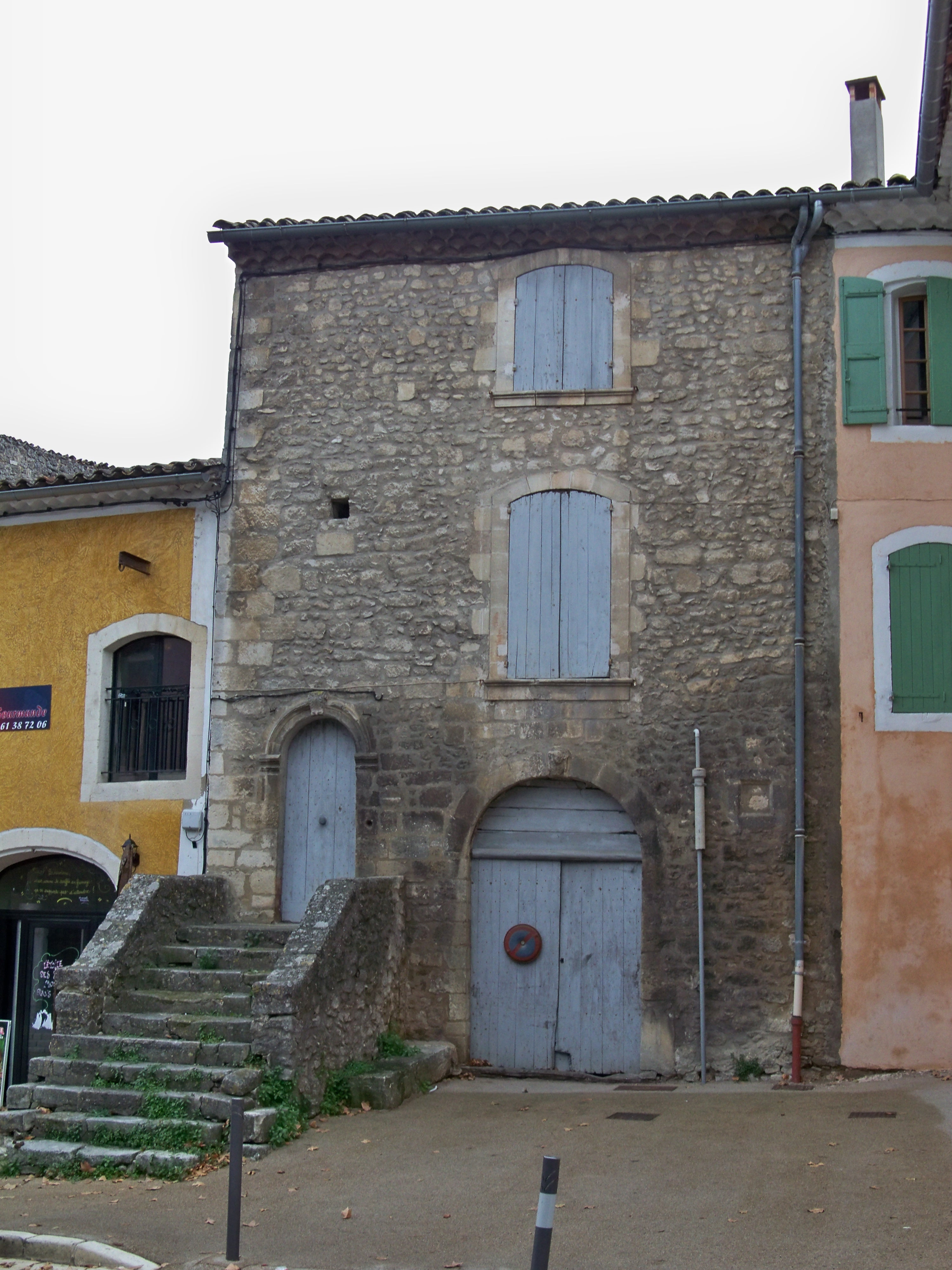
Céreste, maison traditionnelle.
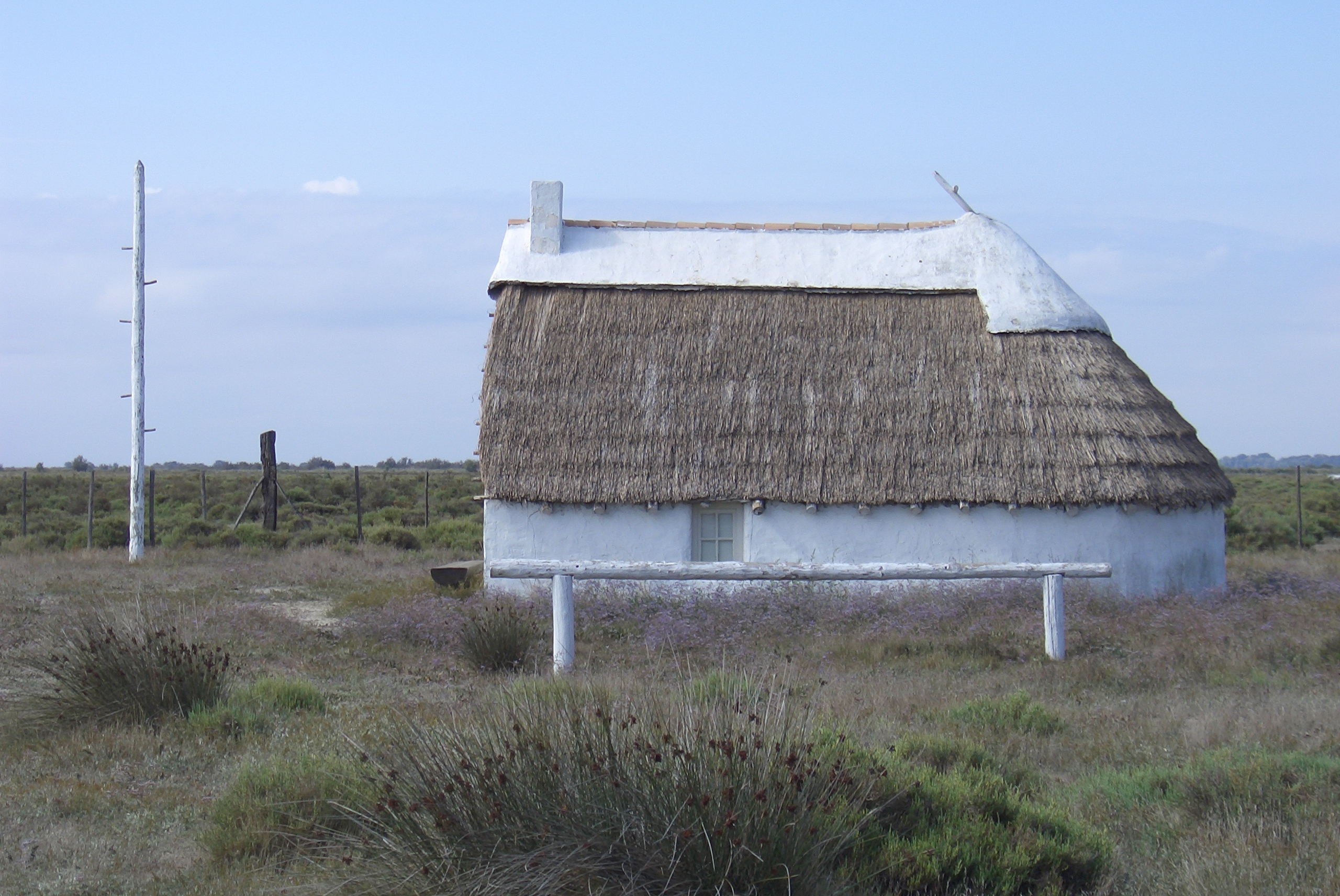
Maison de gardian en Camargue.

### Saintongeaise

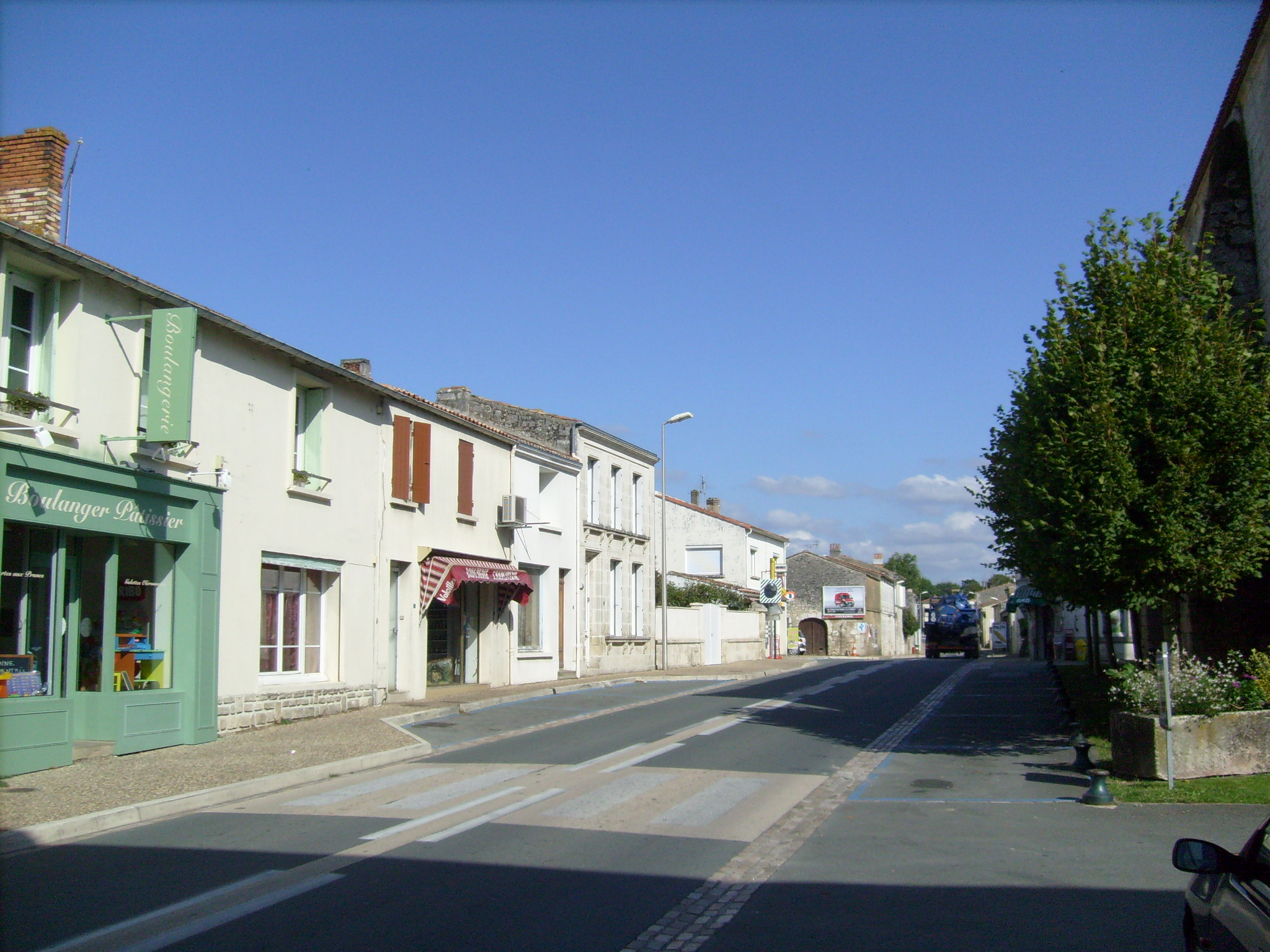
Rue de Nancras
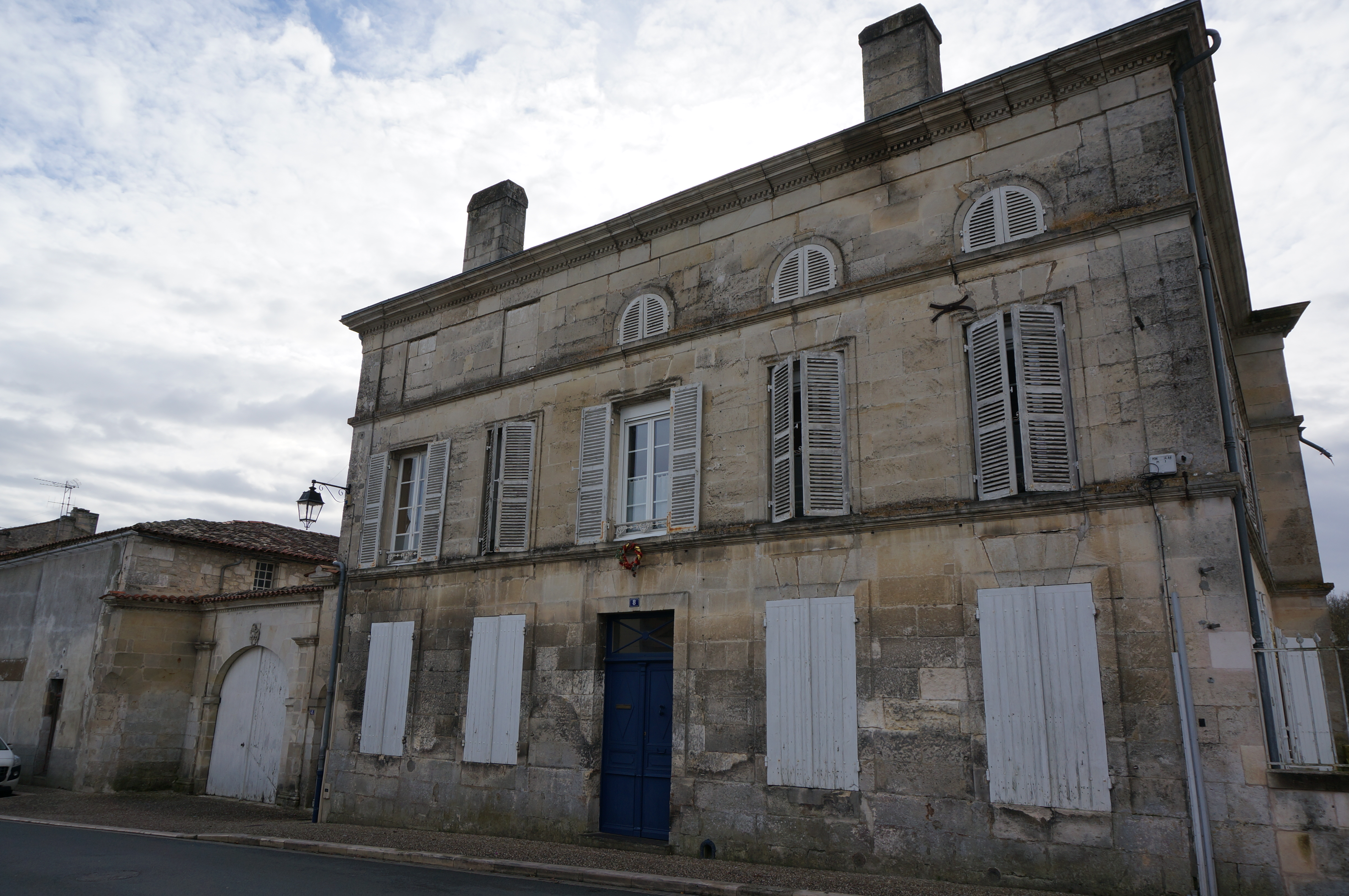
Pons, rue Charles de Gaulle
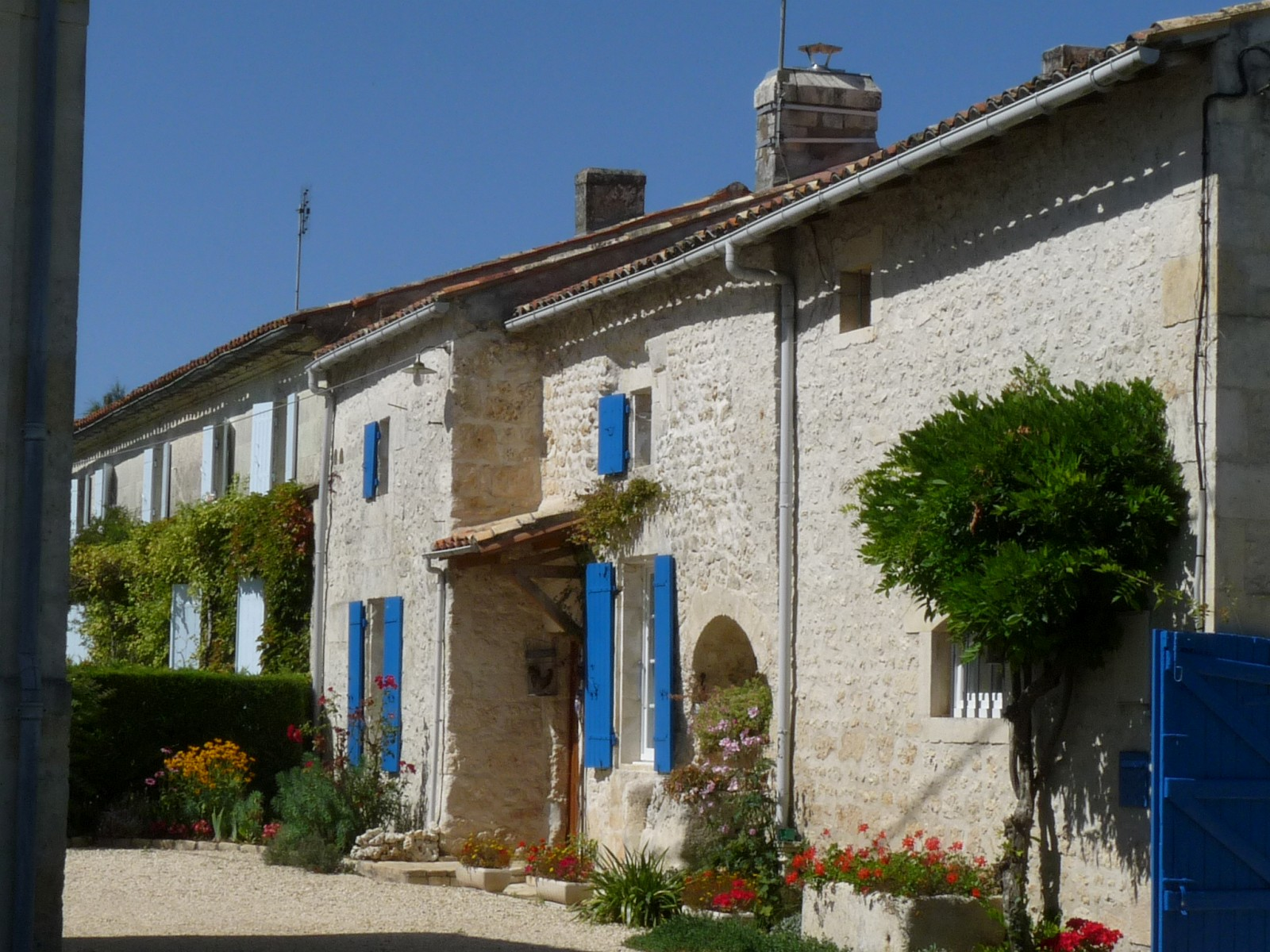
Mazerolles

### Savoyarde

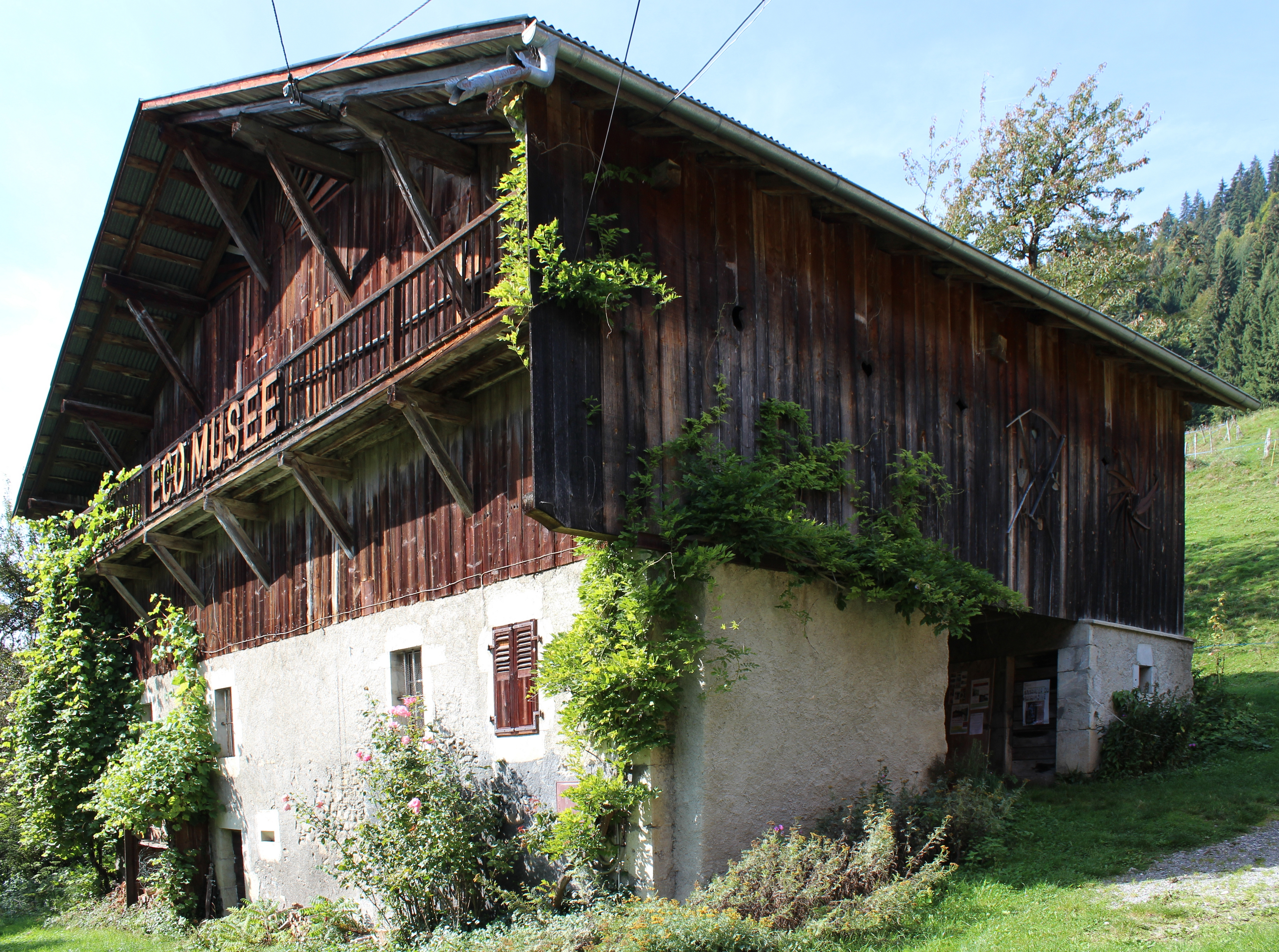
Samoëns, ferme du Clos Parchet.
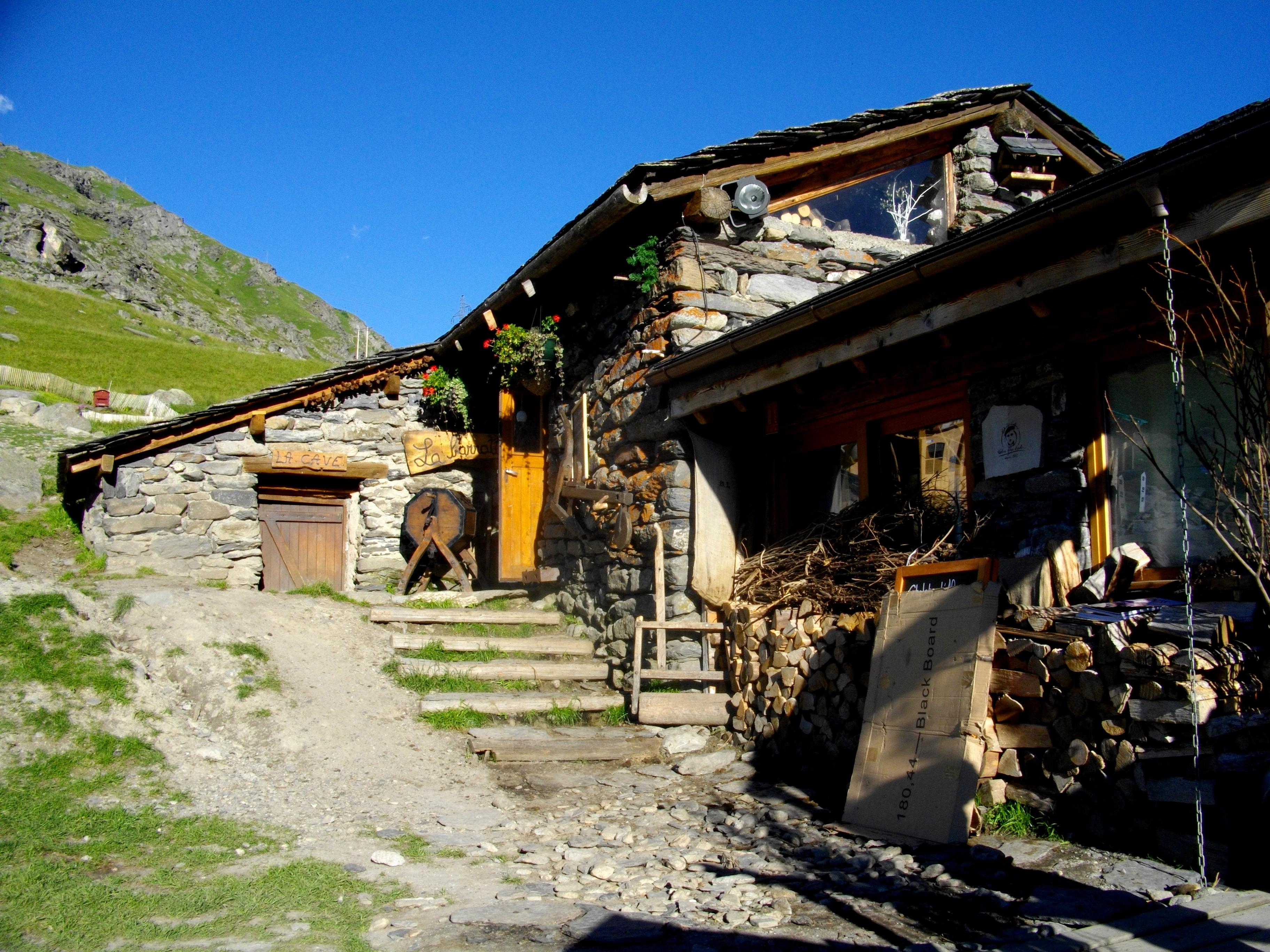
Chalet d'alpage à Saint-Martin-de-Belleville
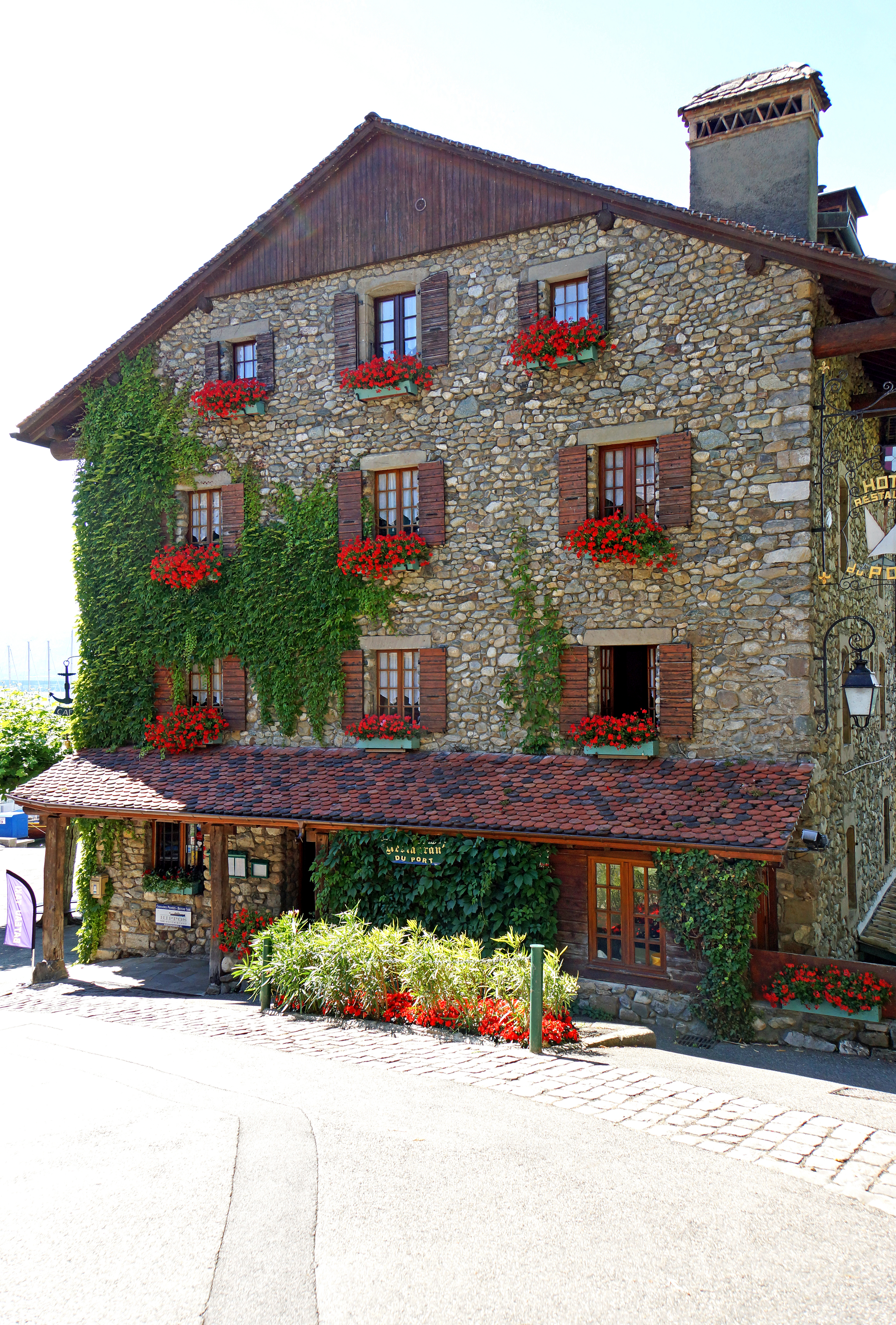
Maison à Yvoire

### Toulousaine

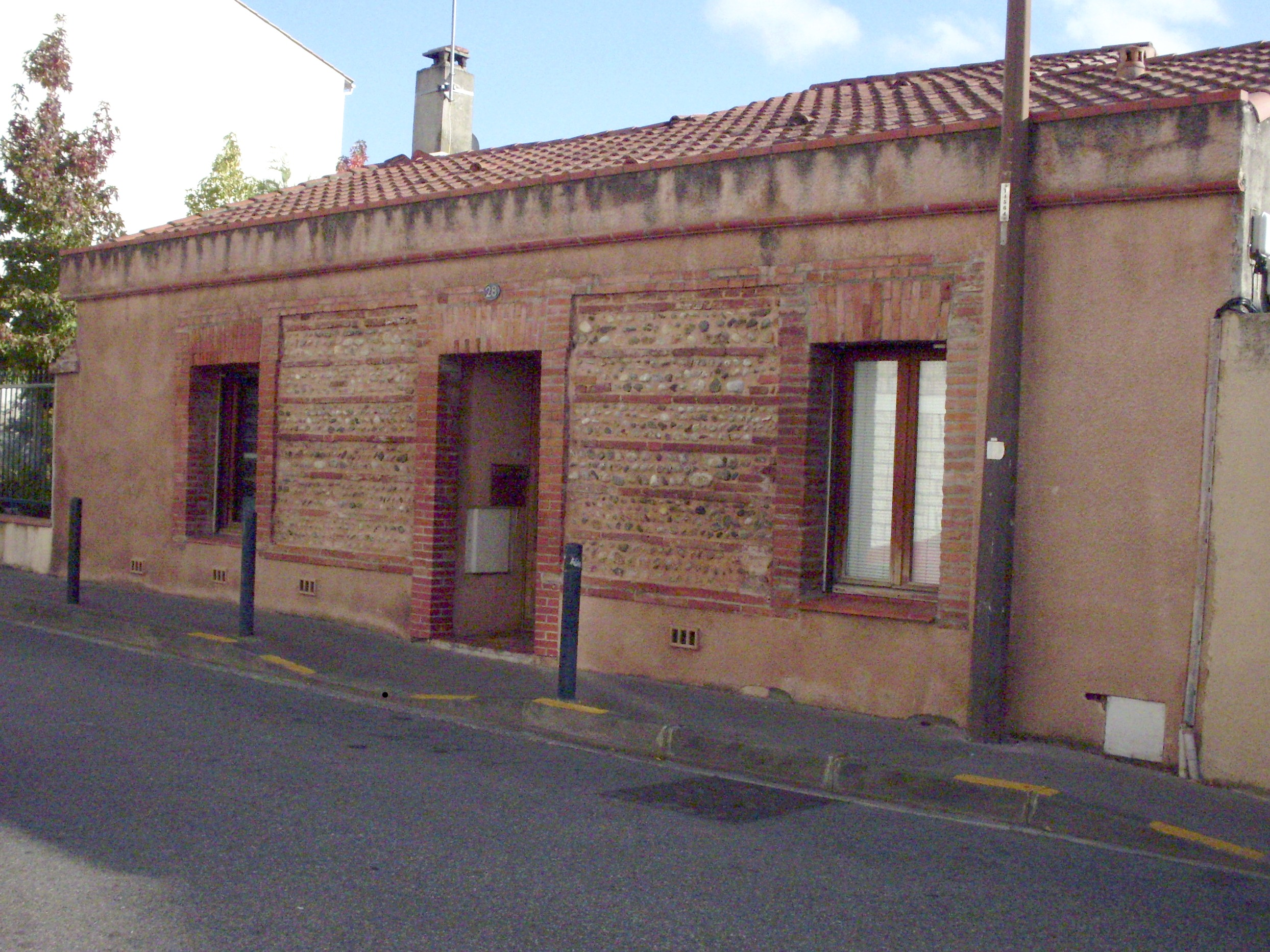
Toulouse, maison toulousaine traditionnelle, quartier des Minimes
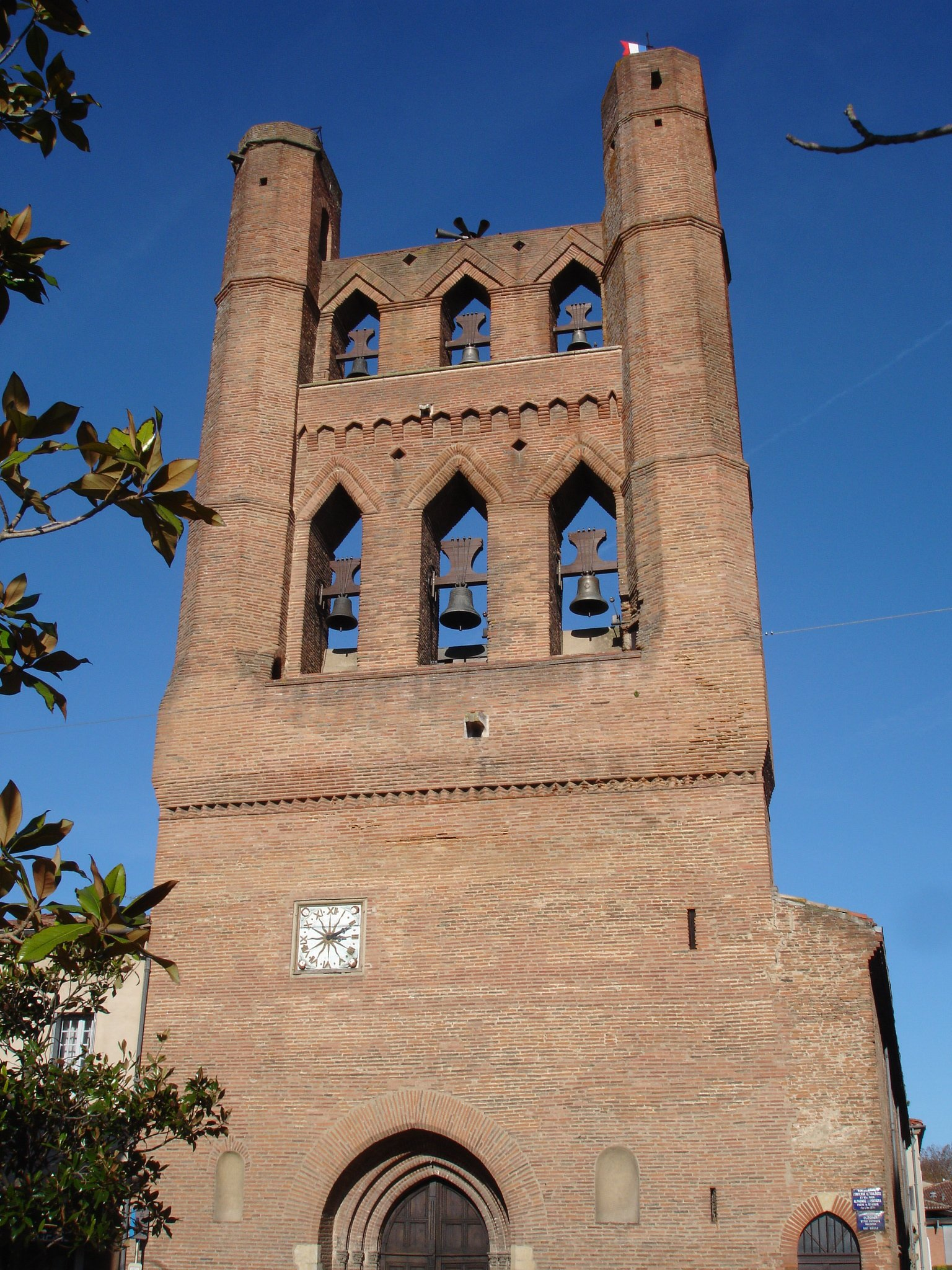
Clocher-mur de Villefranche-de-Lauragais
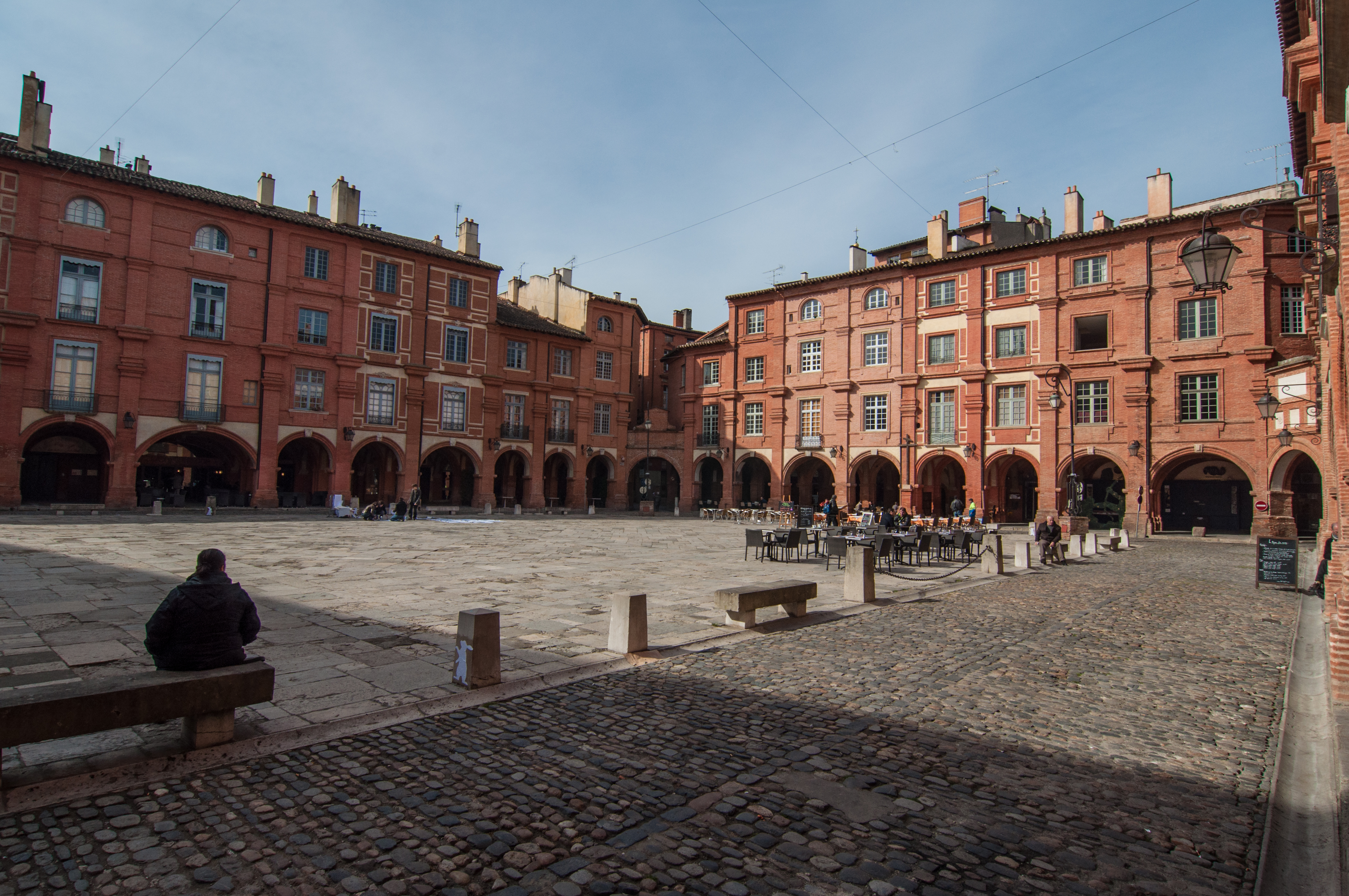
Montauban, place nationale

### Tourangelle

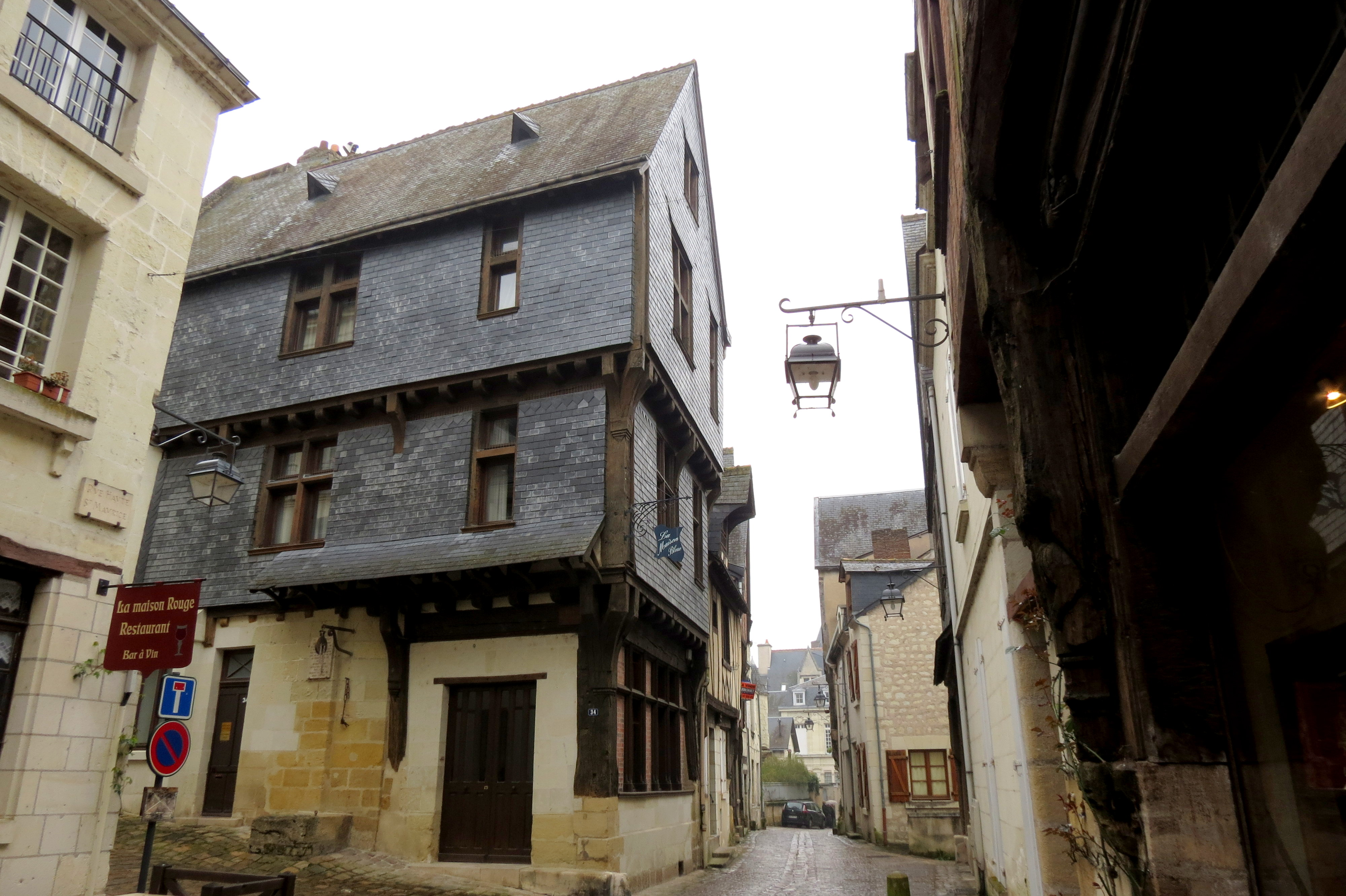
Vieille rue de Chinon
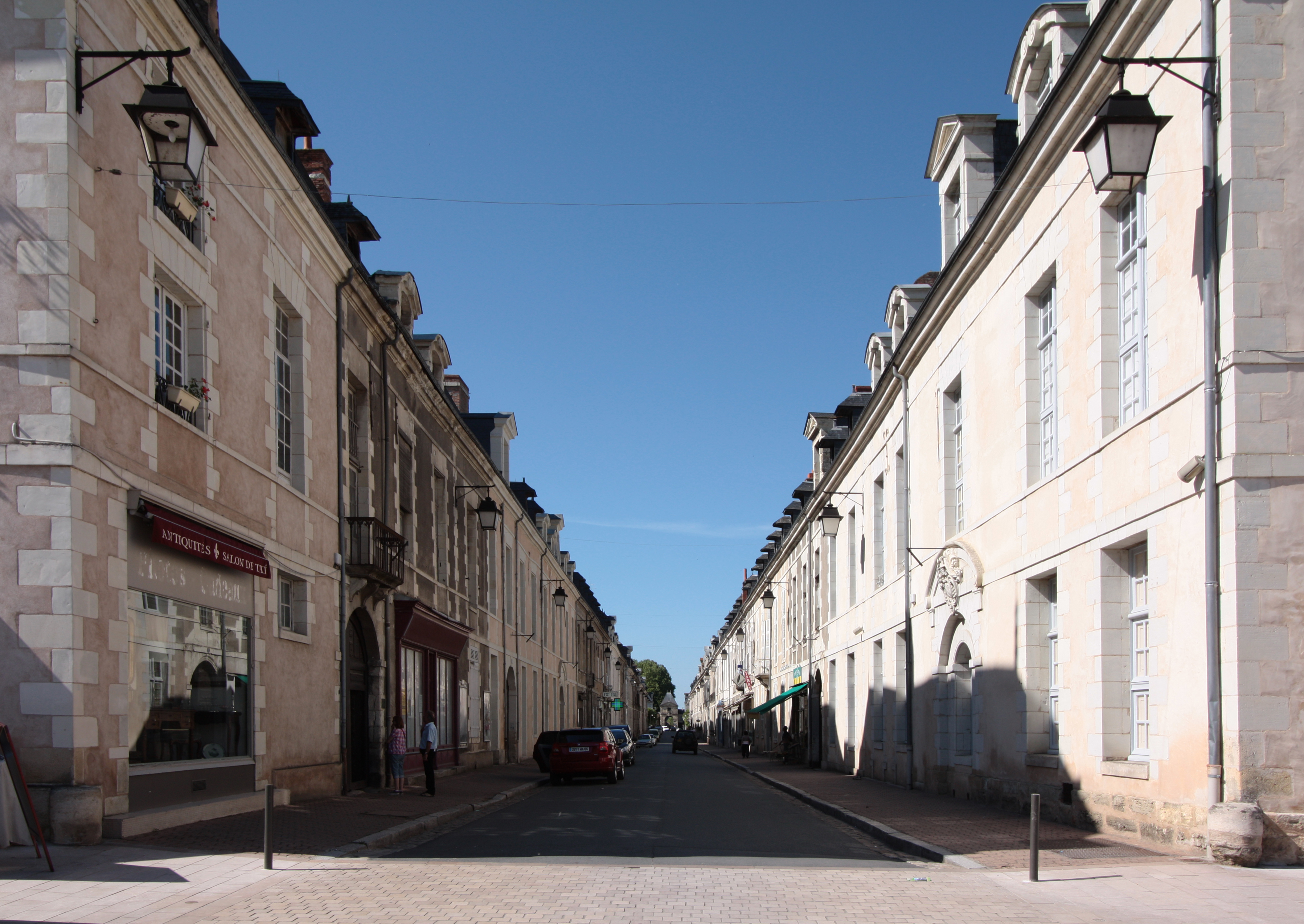
Richelieu, rue du centre-ville

## Architecture d'outre-mer

### Guadeloupéenne

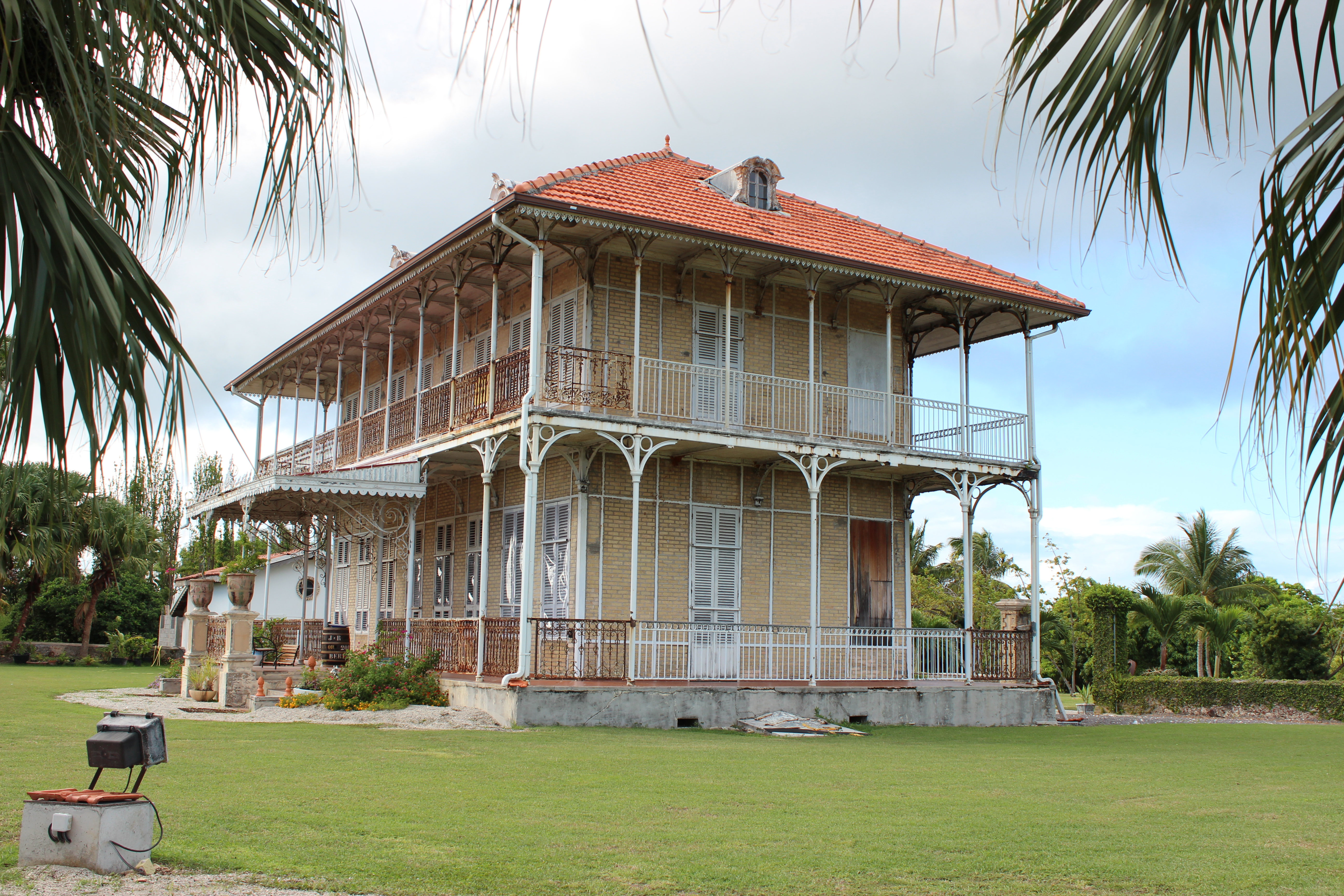
Habitation Zévallos
Mémorial ACTe
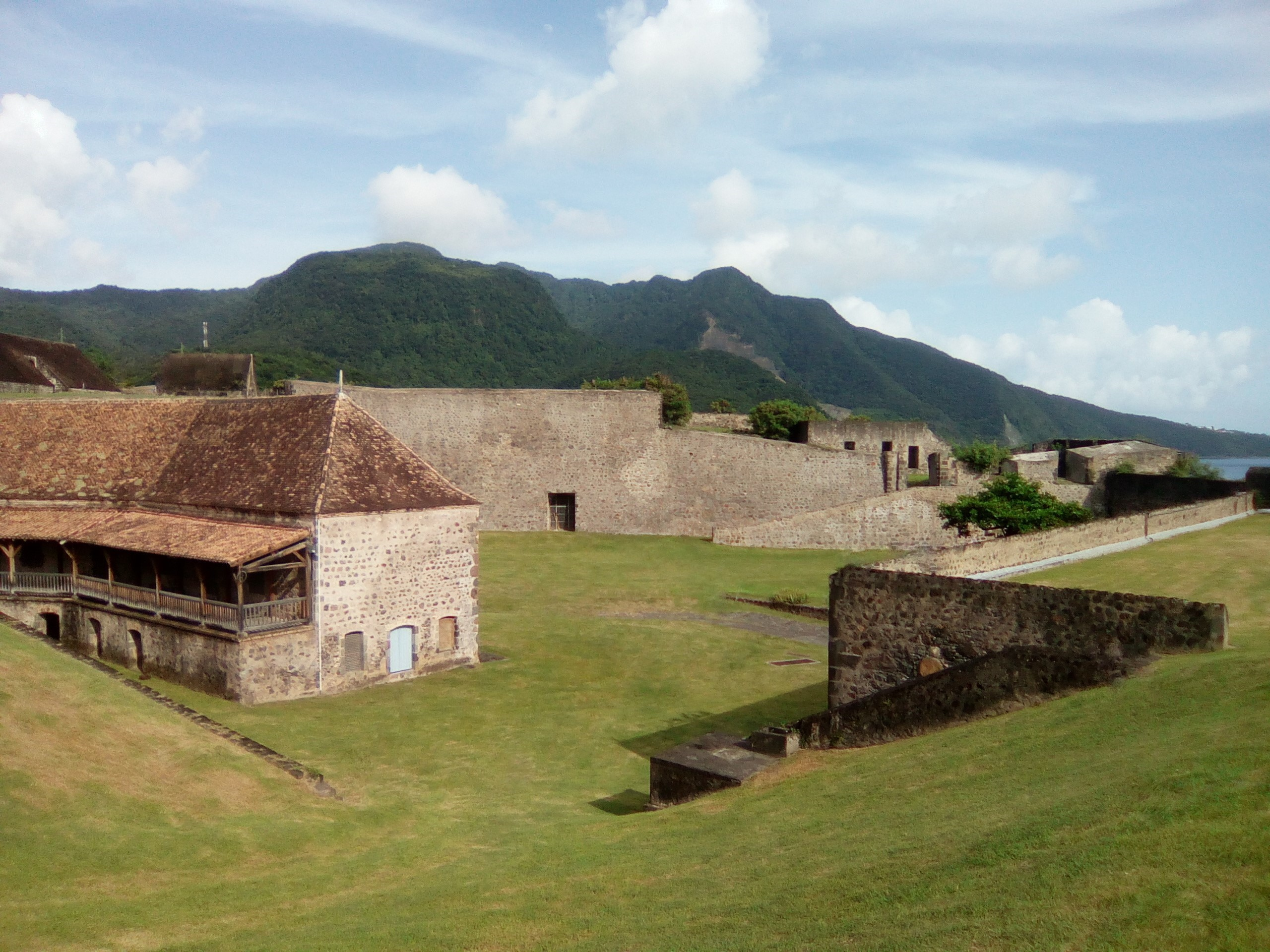
Fort Delgrès

### Guyanaise

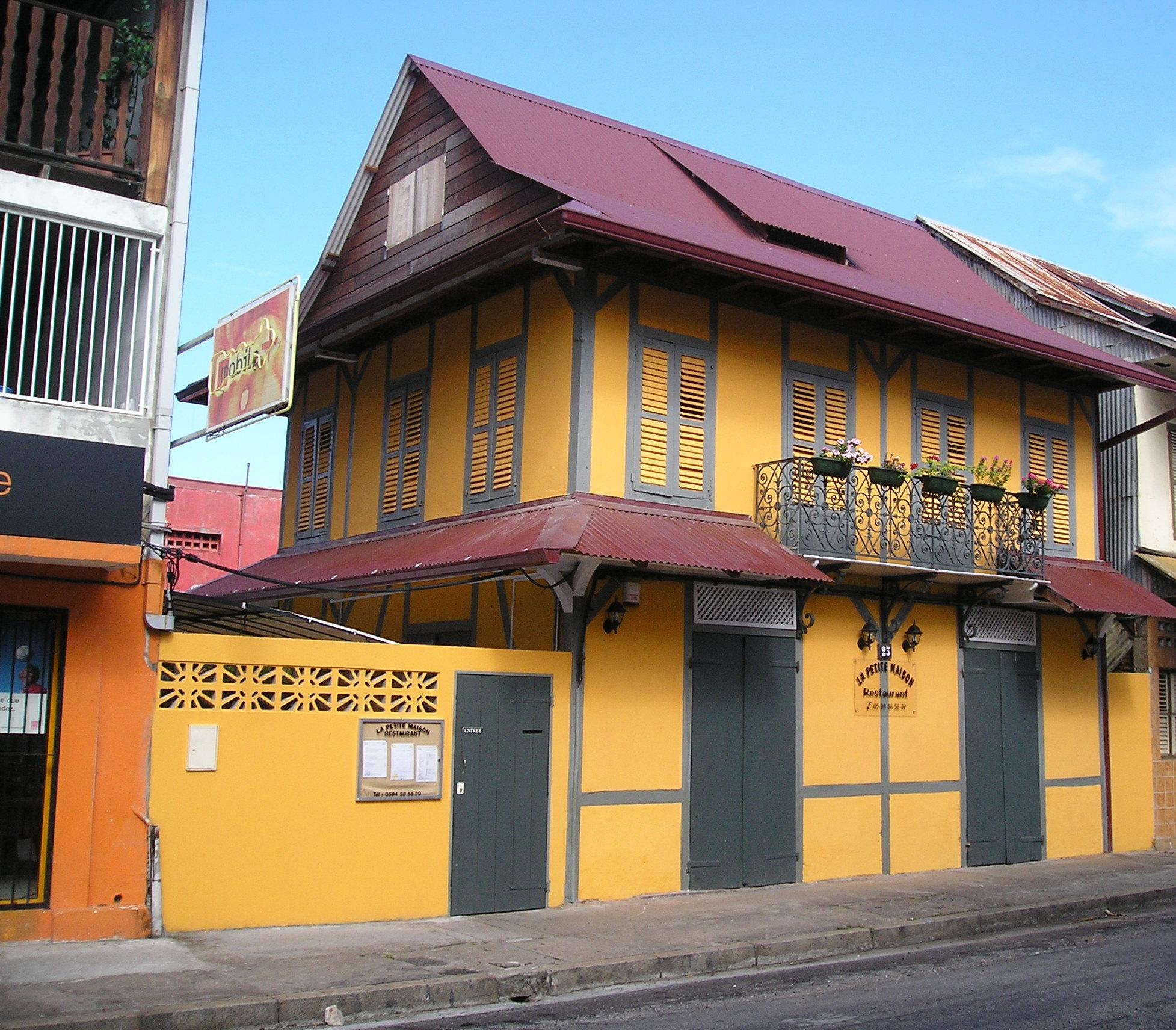
Maison de Cayenne
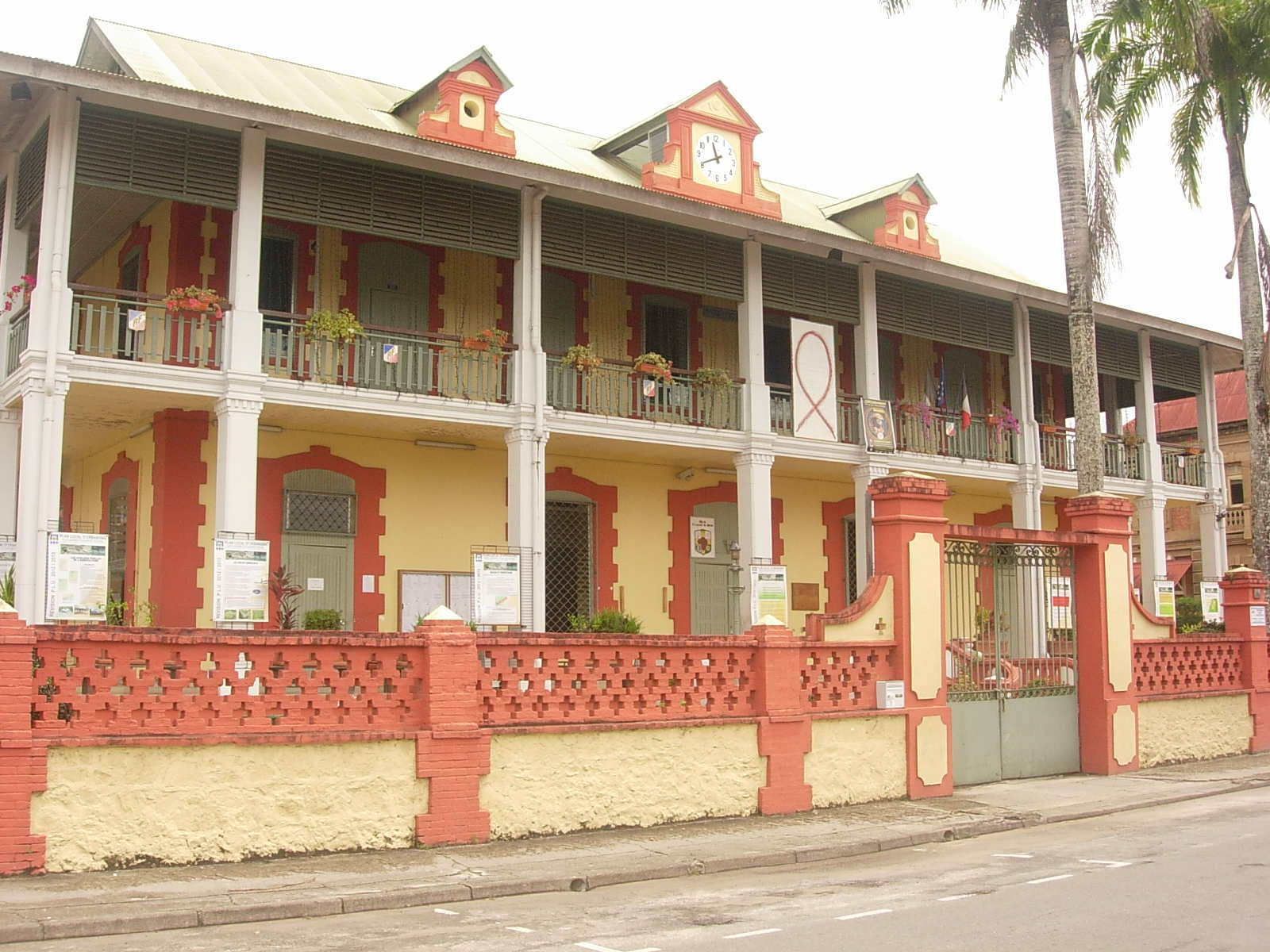
Mairie de Saint-Laurent du Maroni
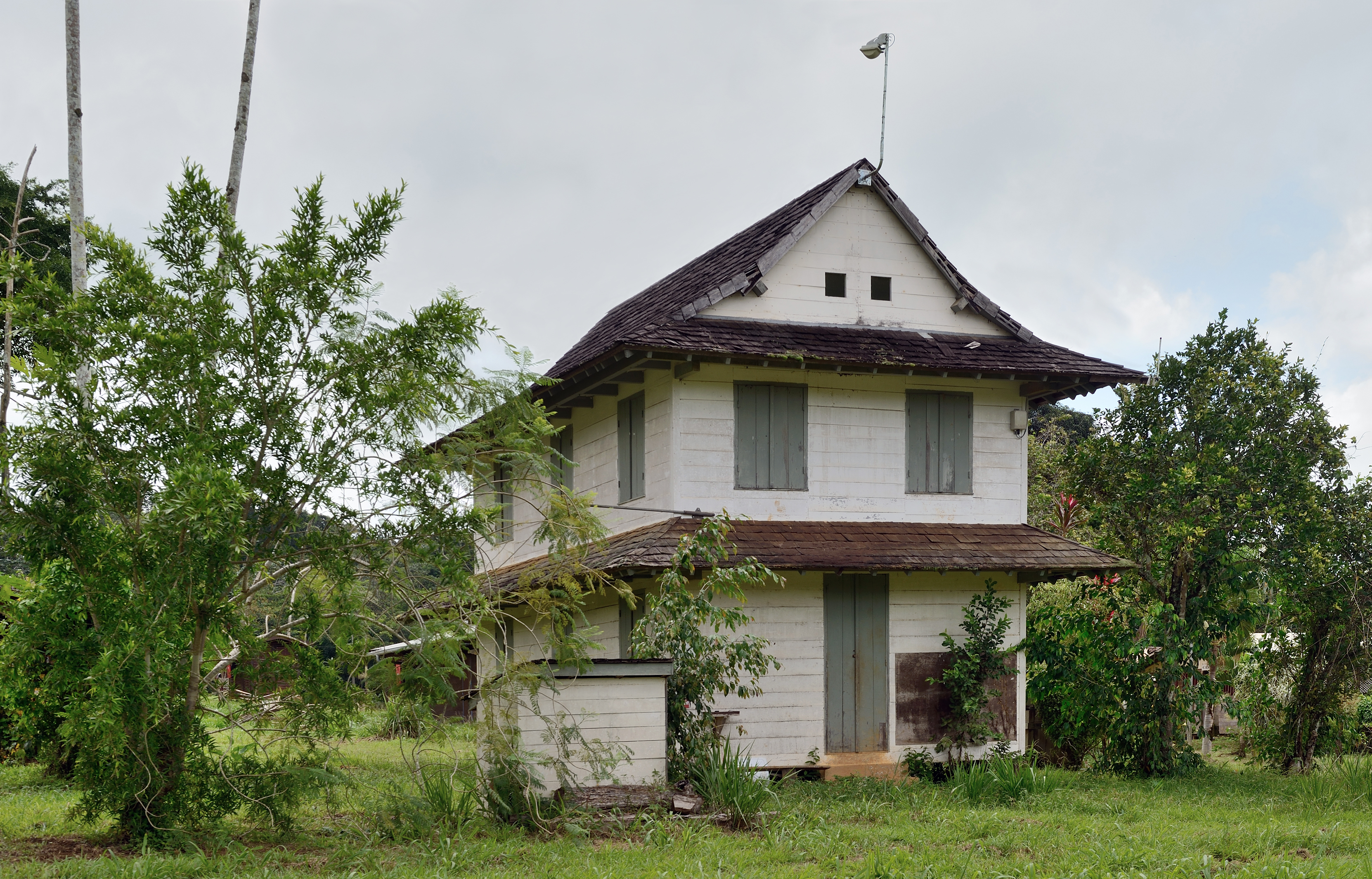
Maison de Saül

### Mahoraise

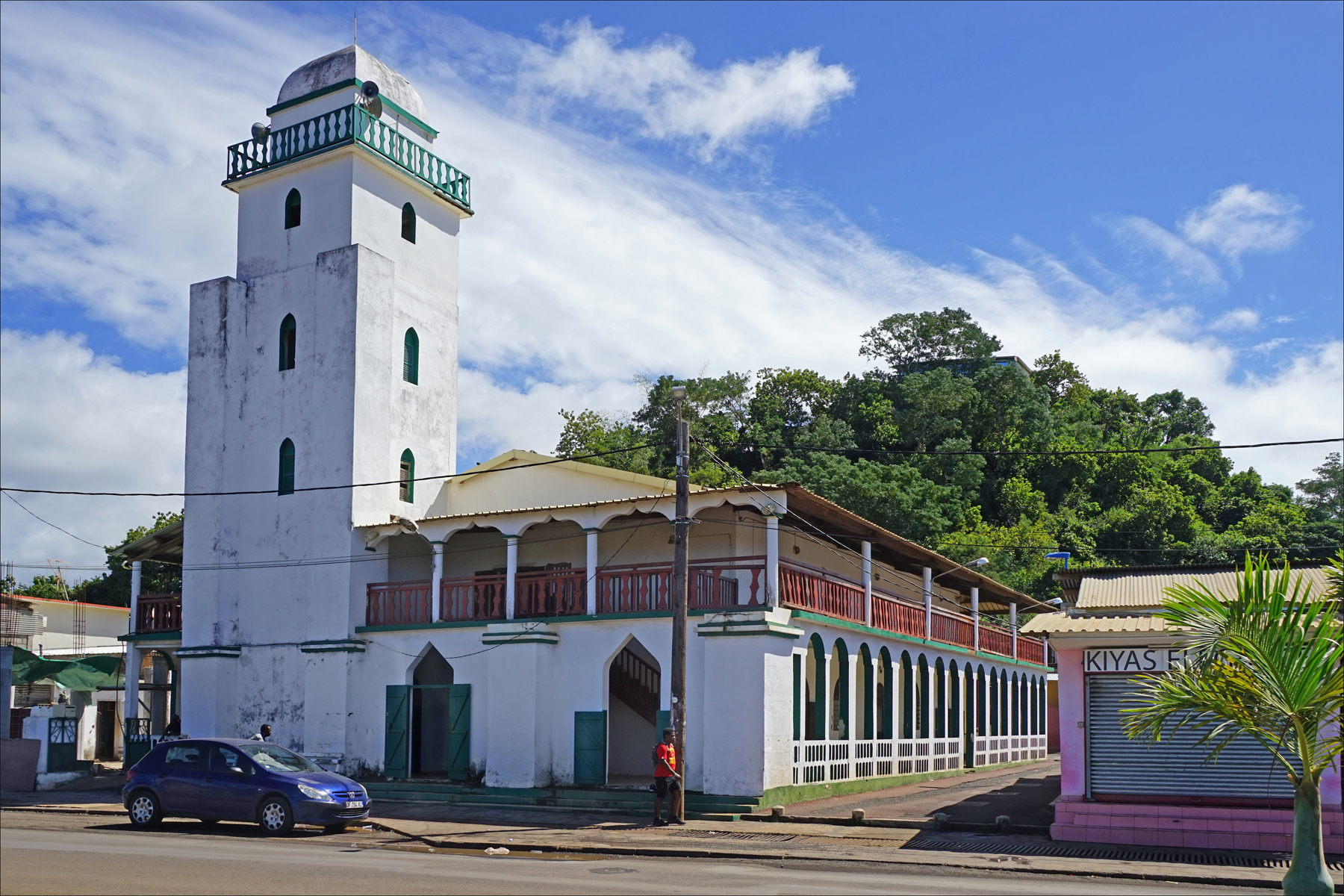
Mosquée de Mtsapéré (Mayotte)
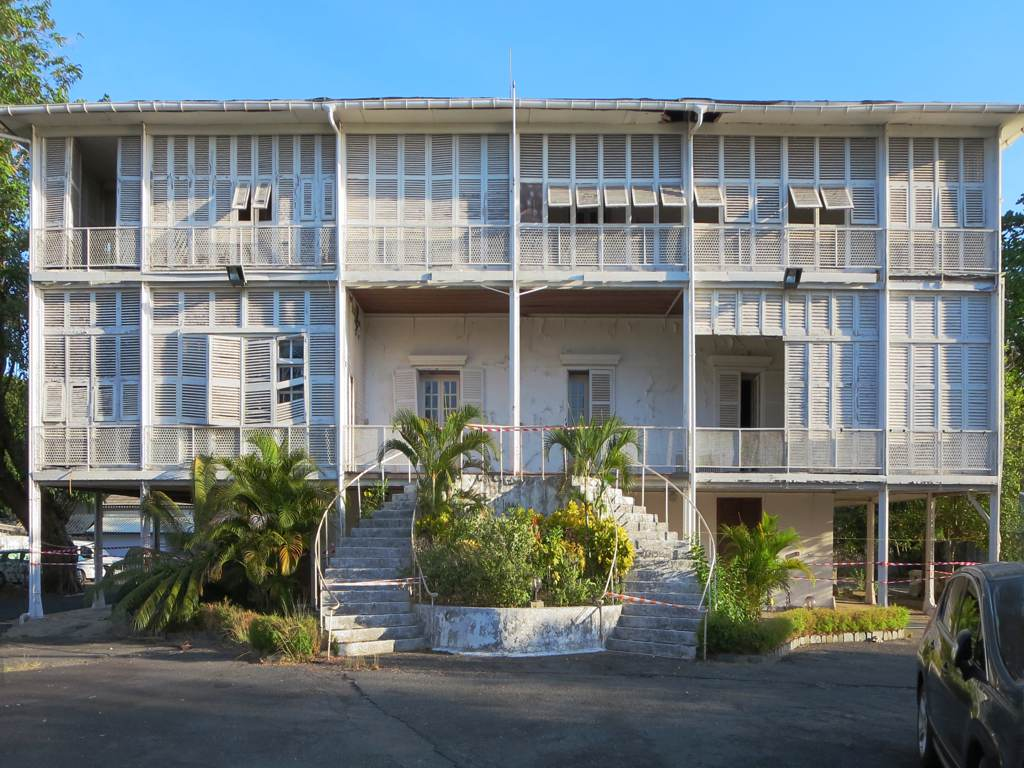
Ancienne résidence du gouverneur à Dzaoudzi
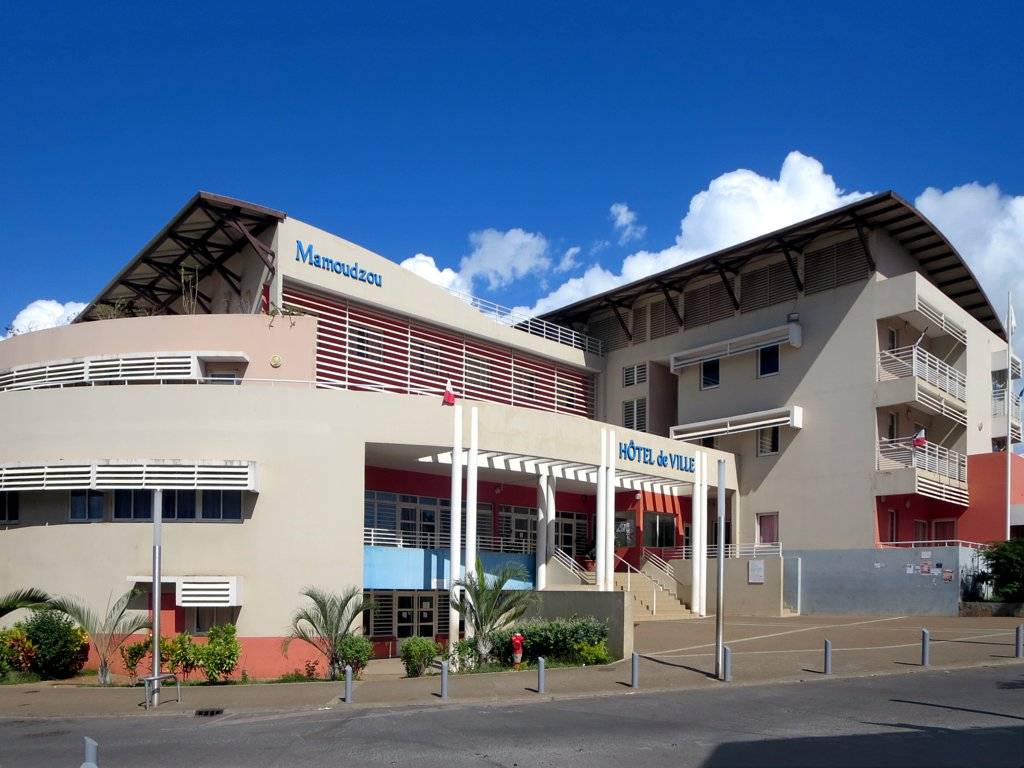
Hôtel de ville de Mamoudzou

### Martiniquaise

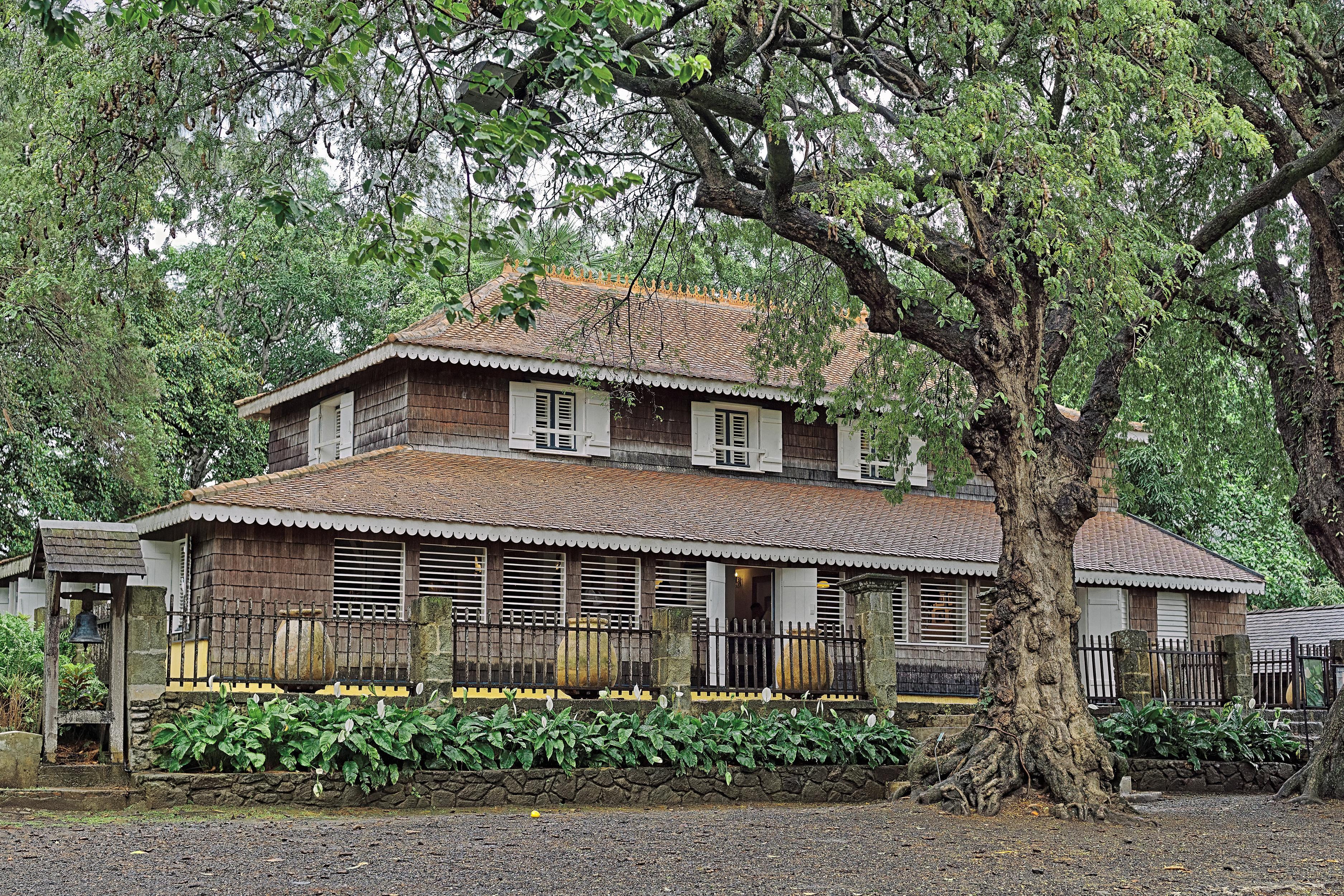
Habitation Clément
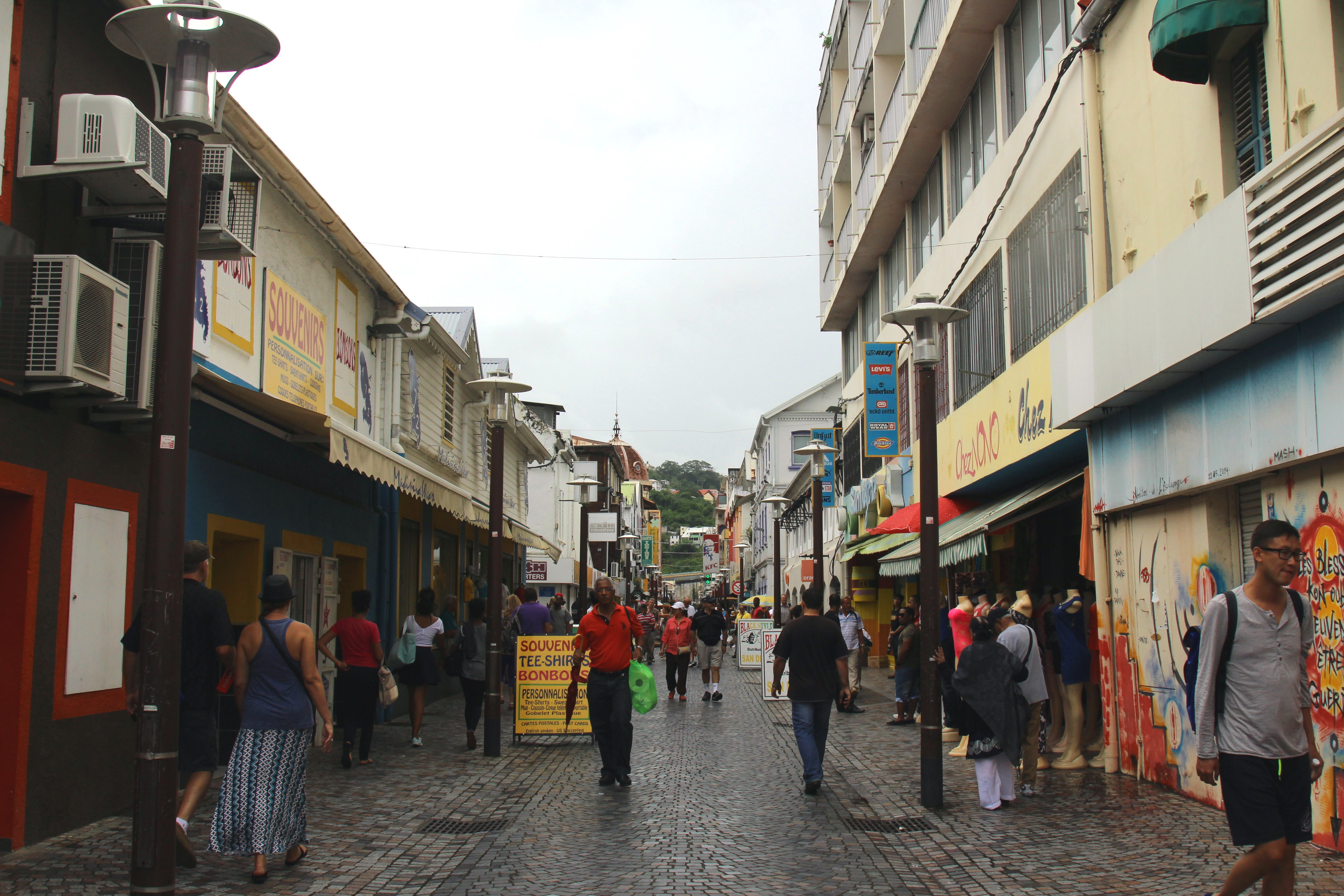
Rue de Fort-de-France
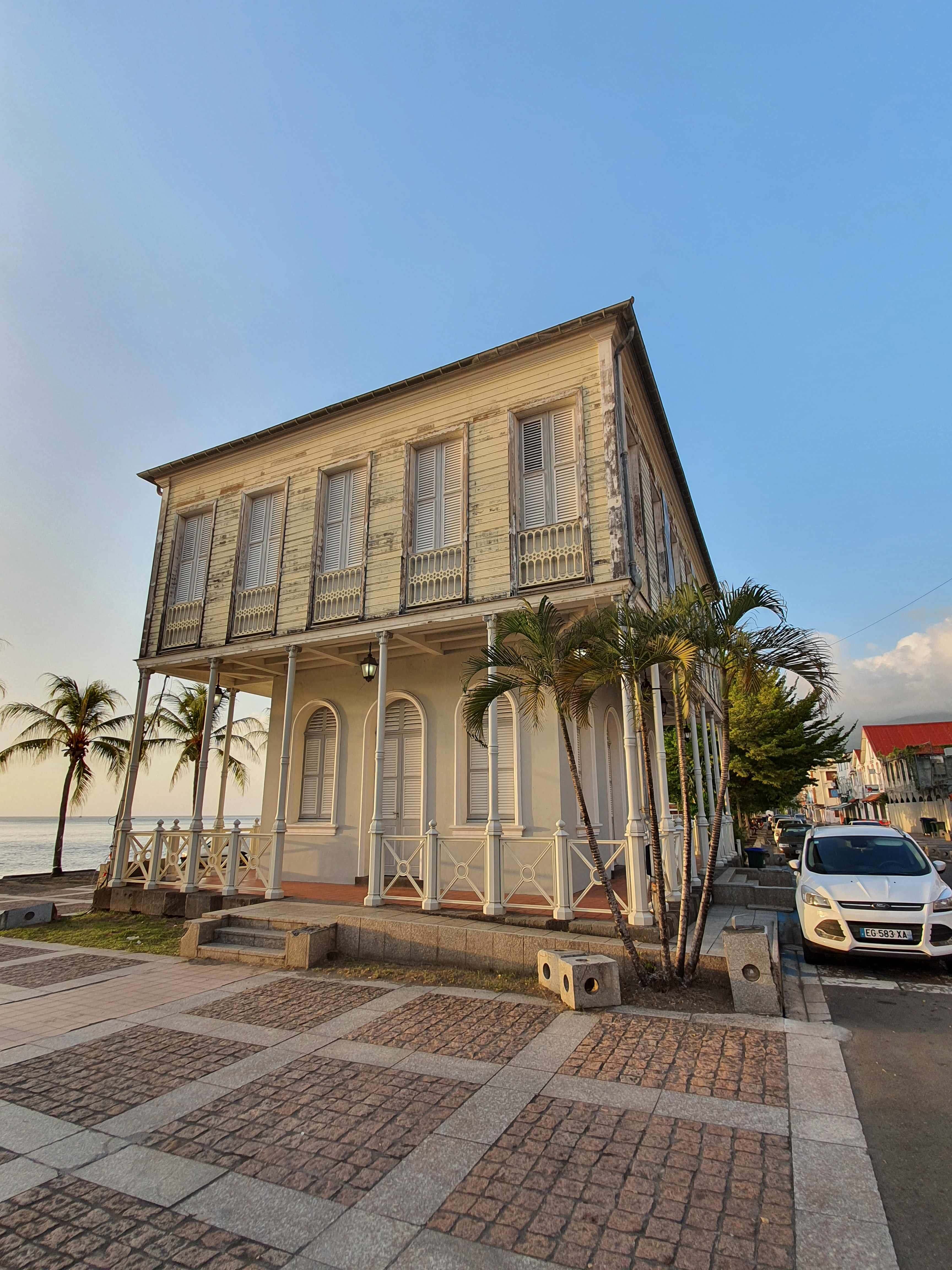
Saint-Pierre, maison de la Bourse

### Néo-Calédonienne

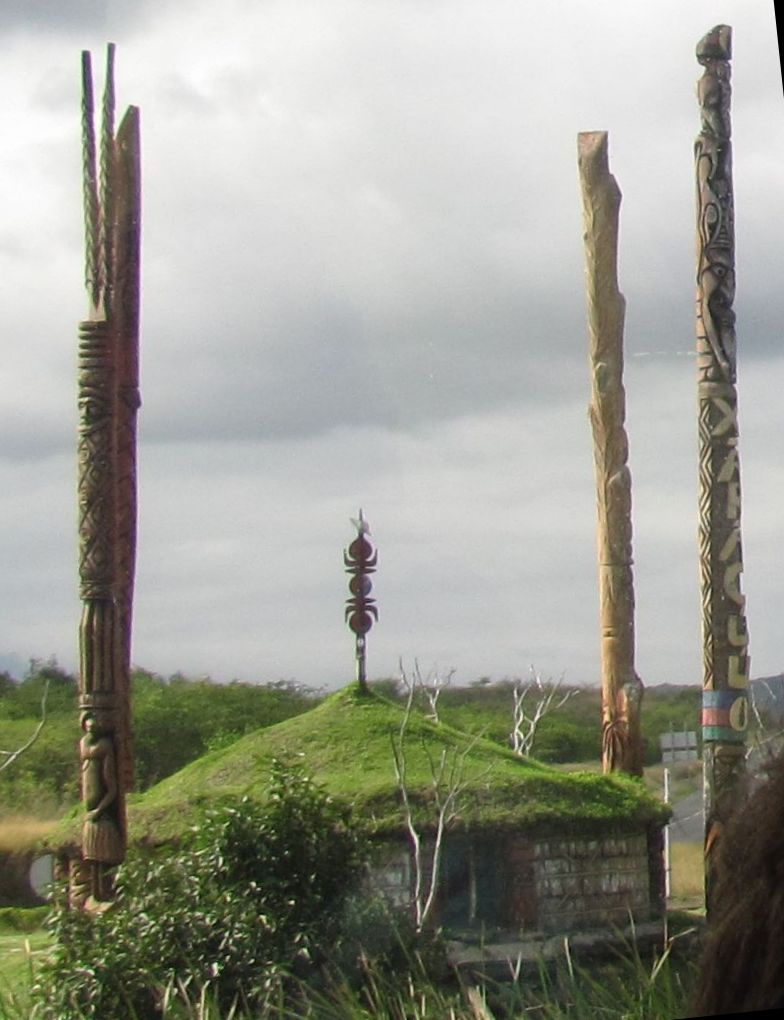
Pouembout, case traditionnelle
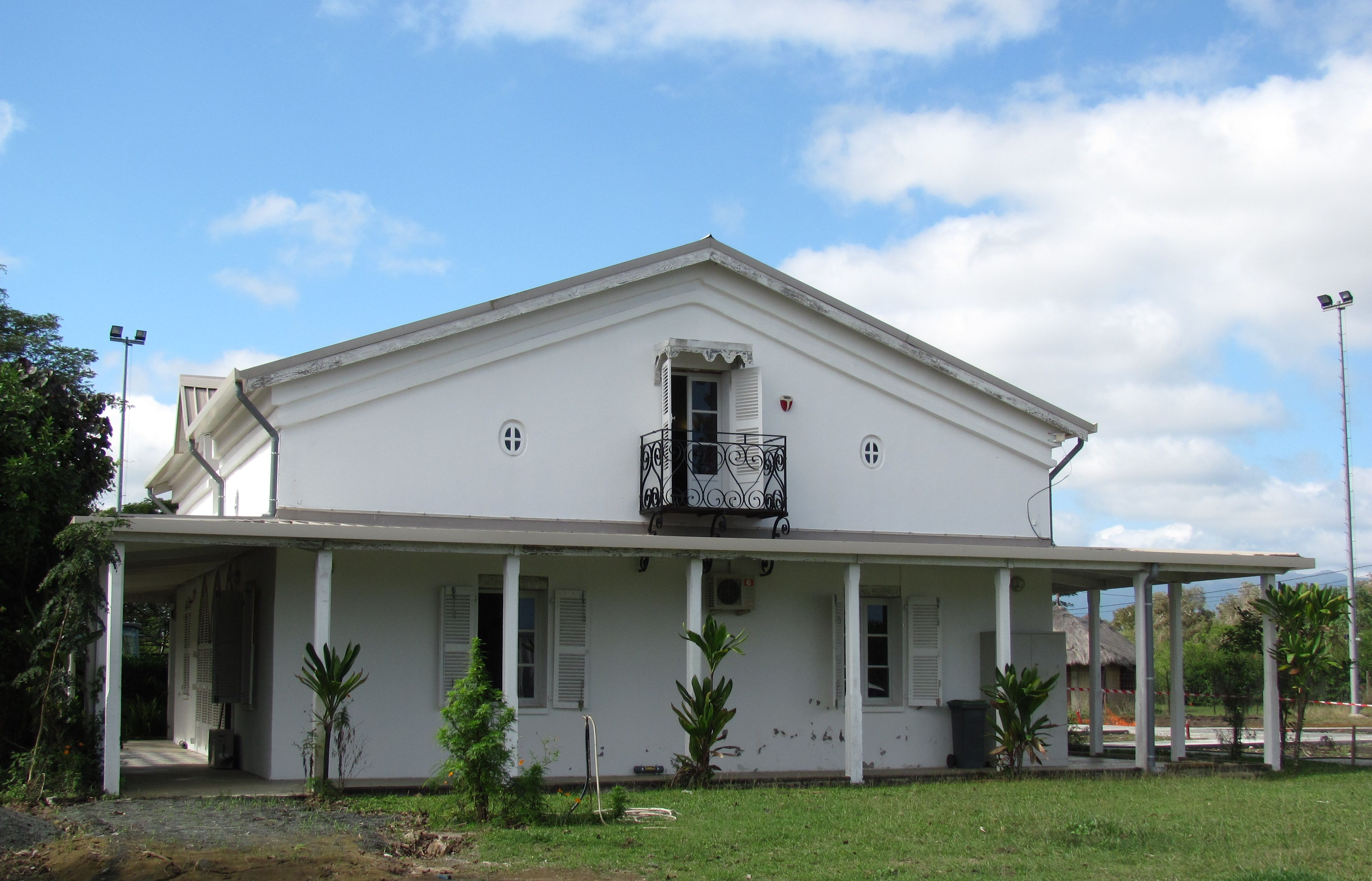
Koné, villa coloniale du centre culturel
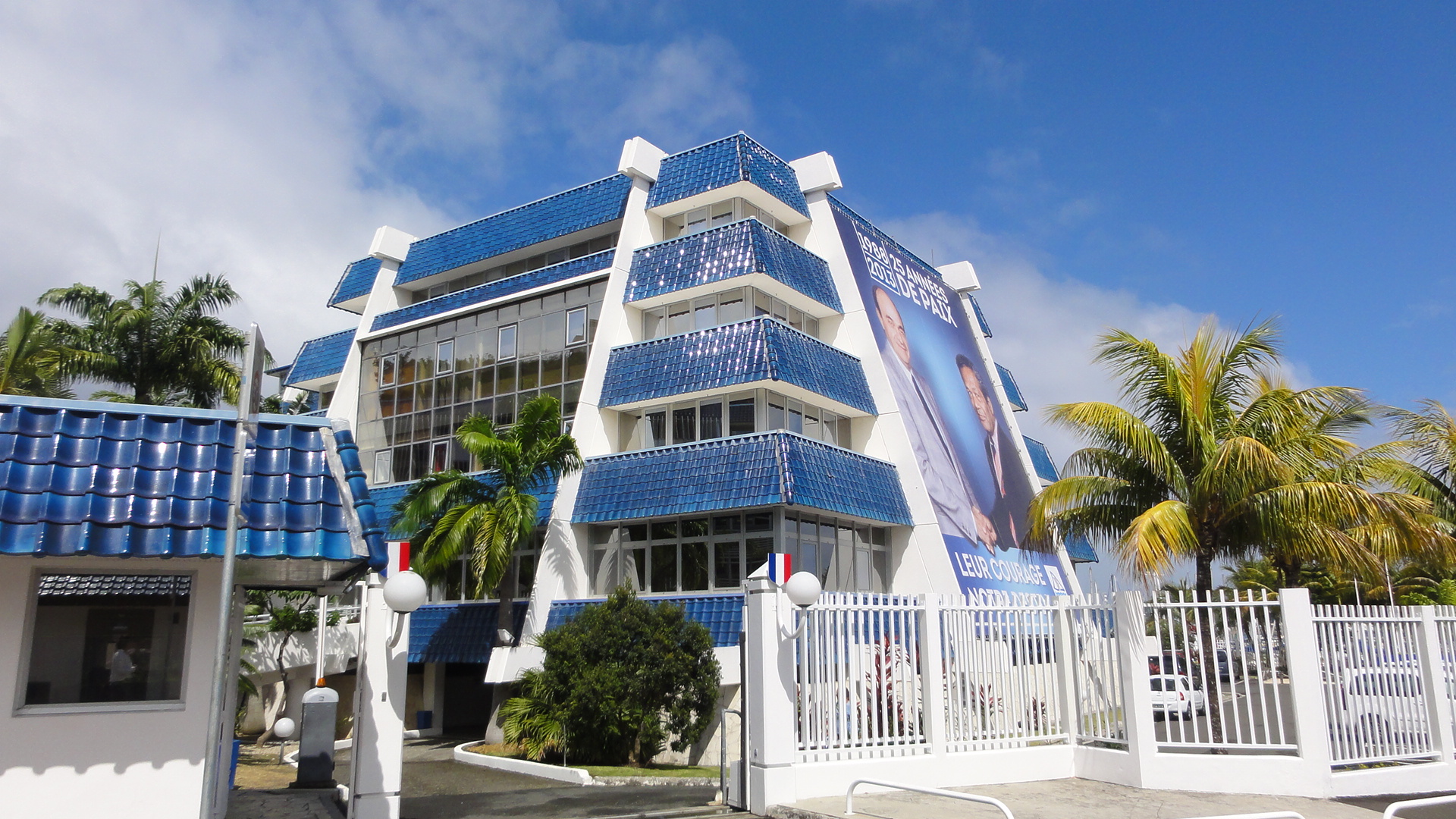
Nouméa, la « Maison bleue » siège de l'assemblée provinciale

### Polynésienne

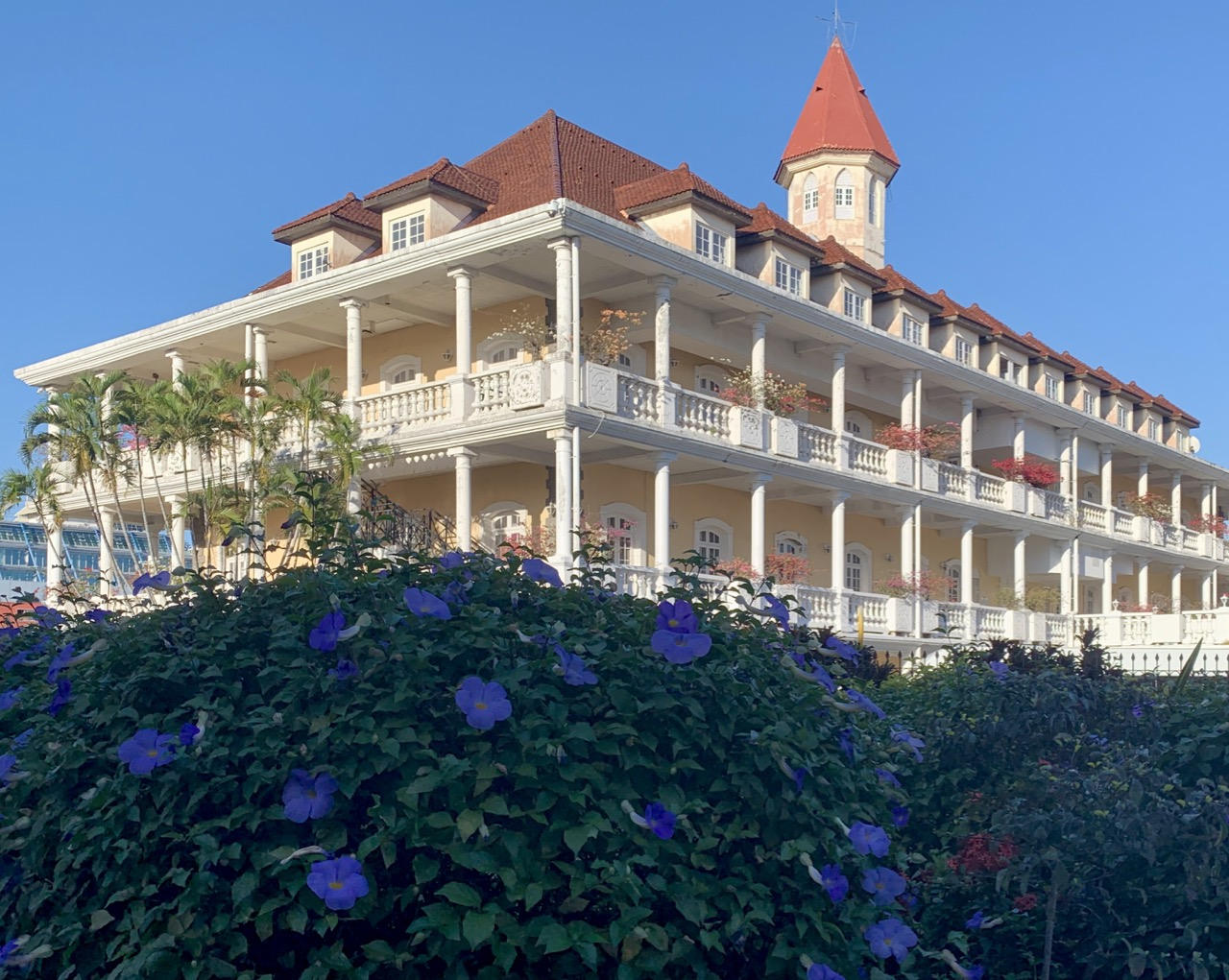
Hôtel de ville de Papeete
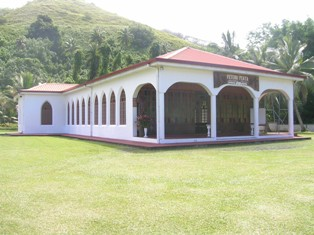
Faaone, église catholique
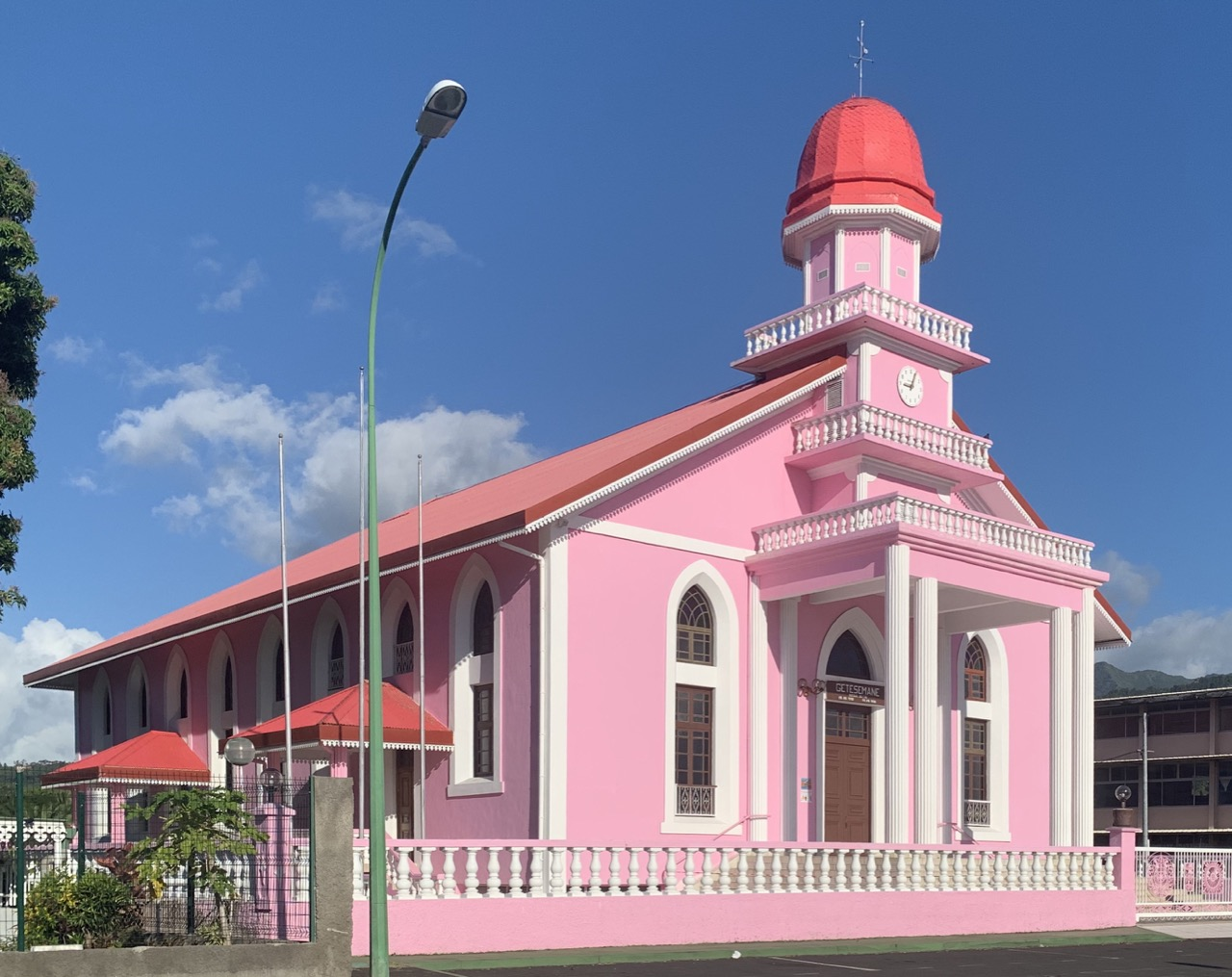
Mahina, temple protestant

### Réunionnaise

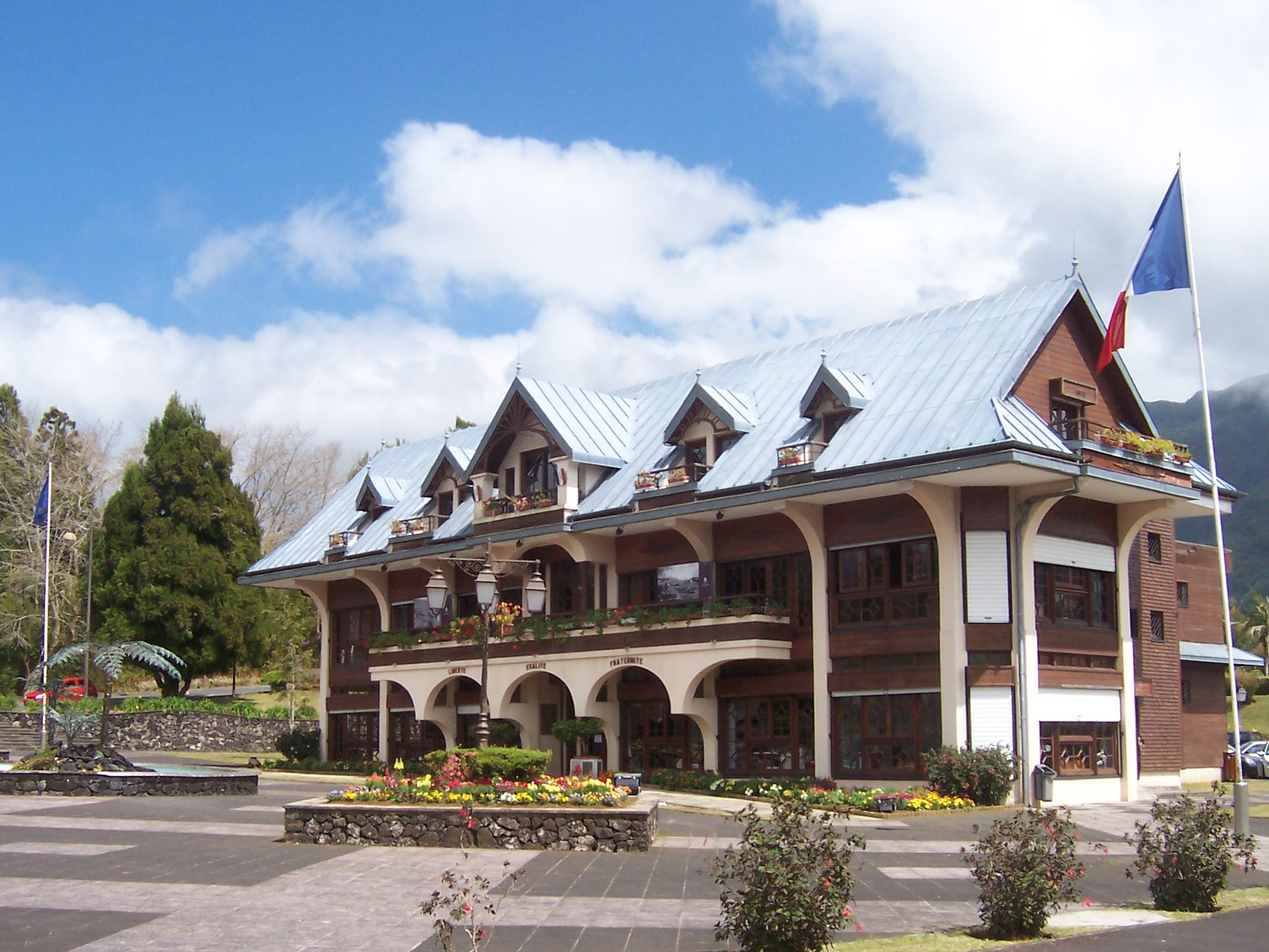
Hôtel de ville de La Plaine-des-Palmistes
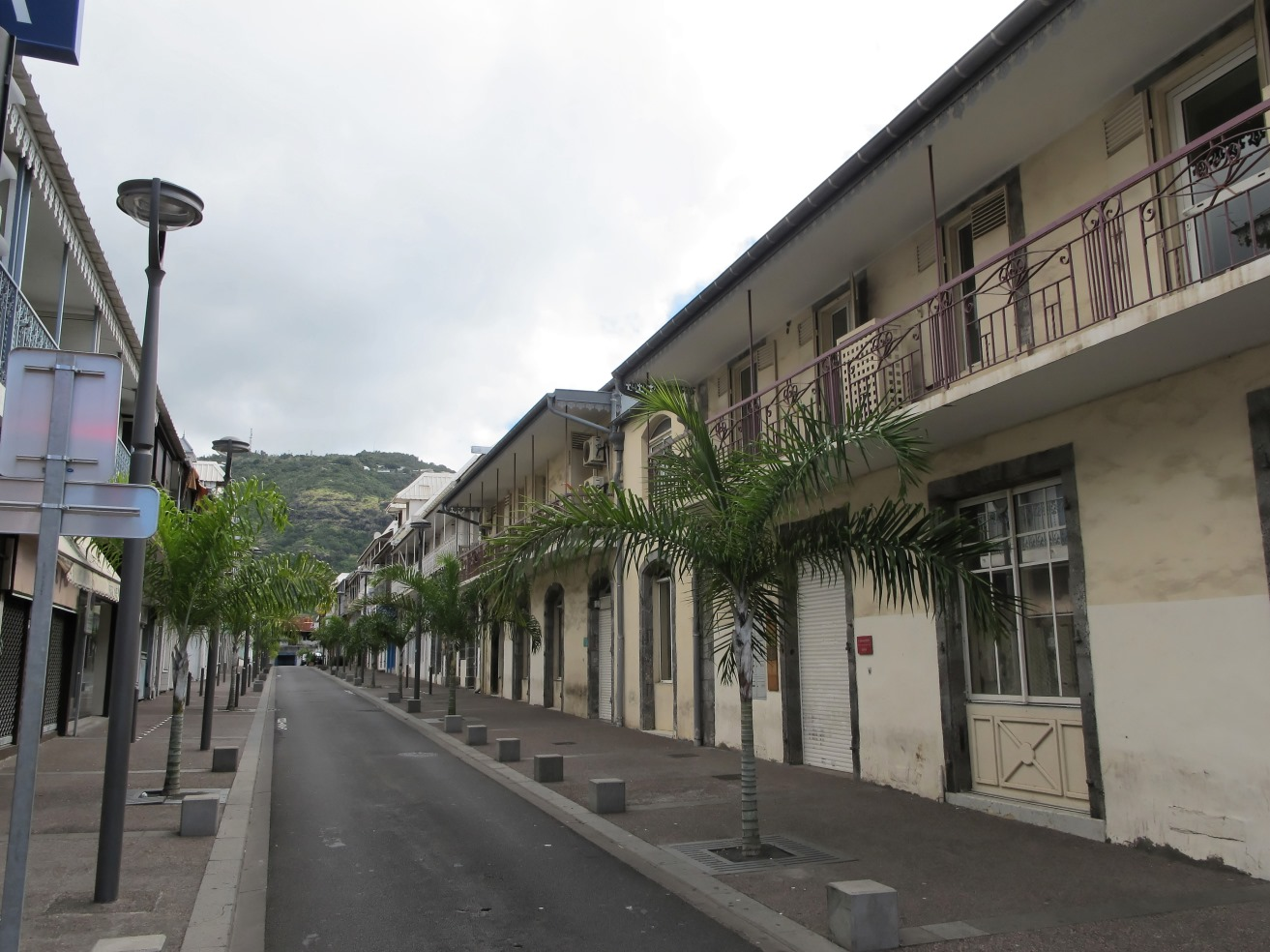
Saint-Denis, rue du maréchal Leclerc
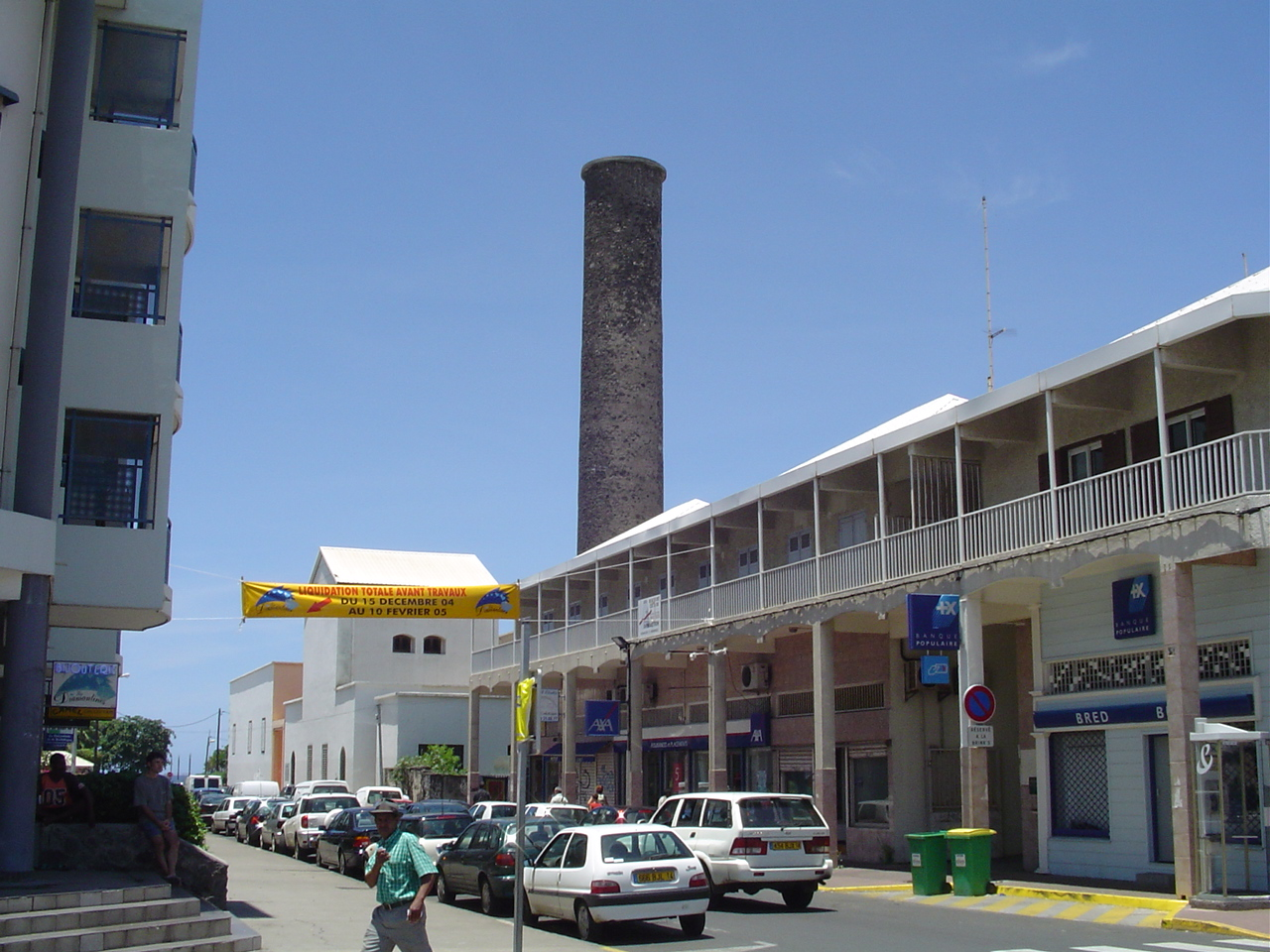
Saint-Pierre, rue du Four-à-Chaux

## Études
En France, comme dans la grande majorité des pays, les études en architecture durent cinq ans et se déroulent dans l'une des vingt-et-une Écoles nationales supérieures d'architecture (ENSA), placées actuellement sous la tutelle du ministère de la Culture. Les études d'architecture dans les ENSA sont organisées en trois cycles licence-master-doctorat.